# Guerra de Gaza
La guerra de Gaza es un conflicto armado en curso que comenzó el 7 de octubre de 2023. Como parte de los conflictos no resueltos entre israelíes y palestinos, que se remontan al siglo XX, sigue a las guerras de 2008-2009, 2012, 2014, 2021 y 2022. La guerra ha causado la muerte de más de mil israelíes y de decenas de miles de palestinos, además de una destrucción generalizada y una crisis humanitaria en Gaza que muchos han descrito como un genocidio. Mientras tanto, la región circundante ha experimentado una creciente inestabilidad y combates. El primer día fue el más mortífero en la historia de Israel, y la guerra es la más mortífera para los palestinos en el conflicto en general.
El 7 de octubre, mientras los israelíes celebraban la festividad de Simjat Torá, grupos armados de fedayines palestinos, principalmente de Hamás y de la Yihad Islámica Palestina, lanzaron un ataque contra Israel desde la Franja de Gaza que comenzó con una andanada de cohetes y que siguió con un ataque de comandos en camionetas, motocicletas y parapentes motorizados. El ataque, denominado «Operación Inundación de Al-Aqsa», tomó a Israel por sorpresa pese a ocurrir al día siguiente del cincuenta aniversario de la guerra de Yom Kipur. Israel respondió poco después con una de las campañas de bombardeos más destructivas de la historia moderna e invadió la Franja de Gaza el 27 de octubre.
El ataque supuso la primera vez en la historia que Israel perdió el control de parte de su territorio durante un periodo prolongado de tiempo, durante el cual los milicianos palestinos capturaron a un total de 251 rehenes, y mataron a 695 civiles israelíes (incluidos 36 menores de edad), 71 civiles extranjeros y 373 soldados y policías. Human Rights Watch denunció que el ataque deliberado contra civiles, los ataques indiscriminados y la toma de civiles como rehenes constituyen crímenes de guerra según el derecho internacional humanitario. Todo esto llevó al Gobierno de Israel a declarar el estado de guerra por primera vez desde la guerra de Yom Kipur en 1973. El 28 de octubre, las Fuerzas de Defensa de Israel (FDI) comenzaron a enviar tanques e infantería a la Franja de Gaza respaldados por ataques masivos desde el aire y el mar. Tras una pausa de siete días en la que se intercambiaron rehenes israelíes por presos palestinos y se permitió la entrada restringida de ayuda humanitaria a la Franja de Gaza, las hostilidades se reanudaron el 1 de diciembre de 2023 y se extendieron hasta la entrada en vigor de un nuevo alto el fuego el 19 de enero de 2025. El 18 de marzo, Israel rompió unilateralmente el acuerdo de alto el fuego al que había llegado con Hamás el 15 de enero de 2025 al lanzar una serie de ataques aéreos sorpresa sobre Gaza.
Los combates se extendieron rápidamente a otros escenarios. En Cisjordania, aumentaron la violencia de los colonos israelíes contra la población civil palestina y los choques armados entre el ejército israelí y los milicianos palestinos. En la frontera israelí-libanesa, el ejército israelí se ha enfrentado con la milicia chií Hezbolá en una serie de combates que se extendieron desde los primeros días del conflicto. En Siria y en Irak los enfrentamientos han sido protagonizados por ataques de milicias árabes contra bases del ejército estadounidense y por bombardeos israelíes contra miembros de dichas milicias. En el mar Rojo, los hutíes comenzaron una campaña de ataques contra barcos con destino a Israel, y Estados Unidos y el Reino Unido respondieron bombardeando objetivos hutíes.
Según cifras proporcionadas por el Ministerio de Salud de Gaza, el ataque israelí contra la Franja de Gaza ha provocado la muerte de al menos  61 158 personas, en su gran mayoría civiles, entre ellos 18 430 niños (incluidos 916 bebés menores de un año), 2955 personas mayores de 60 años y más de 11 800 mujeres, lo que asciende al 72 % de los fallecidos. Además, ha causado más de 151 442 heridos (incluidos 8663 niños y 19 000 mujeres) y más de 14 400 desaparecidos, lo que elevaría la cifra de fallecidos aún más. Más allá de las muertes ocasionadas directamente por ataques israelíes, diversos estudios han ubicado la cifra real de víctimas mortales (incluidas las causadas por la destrucción del sistema sanitario gazatí, la difusión de enfermedades y la hambruna) en unas 186 000 personas a mediados de julio, y las han estimado en 335 500 para finales del año 2024. Además, los ataques y las órdenes de evacuación israelíes, que se han extendido hasta cubrir el 86% de la superficie de la Franja, han provocado el desplazamiento forzado de dos millones de gazatíes (incluidos 893 000 niños), obligados a permanecer en un campamento de desplazados, el de Mawasi, con una superficie equiparable a la del aeropuerto internacional de Shanghái. A mediados de marzo de 2024, la Franja registraba ya la mayor proporción del mundo de personas viviendo en privación de alimentos, con uno de cada cinco niños en estado de malnutrición severa. Hasta el 2 de agosto se habían registrado169, fallecimientos por inanición de los que 93 eran niños. Según datos de la ONU, el número de calorías diarias que consumieron los gazatíes en el mes de mayo de 2025 era netamente inferior al que recibieron las víctimas del campo de exterminio nazi de Auschwitz entre 1940 y 1945.
Algunas de las acciones militares de Israel en territorio palestino han sido blanco de críticas por parte de la comunidad internacional por constituir violaciones del derecho internacional humanitario calificables como crímenes de guerra o crímenes de lesa humanidad, entre las que se cuentan el empleo contra población civil de fósforo blanco, el asesinato de trabajadores humanitarios, personal sanitario y periodistas, el «cerco total» y corte de suministros a la población civil como «castigo colectivo», la orden de evacuación de civiles bajo amenaza de un ataque inminente, sin que existan lugares seguros donde ir ni una forma segura de llegar, el uso del hambre como arma de guerra, el recurso a los asesinatos deliberados, el crimen de exterminio y el de persecución, la destrucción intencionada de mezquitas, iglesias y cementerios, el asesinato de prisioneros de guerra, el robo de órganos, el pillaje, la violencia sexual como arma de guerra y la destrucción deliberada de viviendas.
En este contexto, el 29 de diciembre de 2023, Sudáfrica presentó un caso ante la Corte Internacional de Justicia, acusando a Israel de incumplir sus obligaciones bajo la Convención sobre el Genocidio de 1948 en sus ataques en la Franja de Gaza. El 26 de enero de 2024, la Corte Internacional de Justicia dictaminó de manera provisional que había indicios de que se estuviese cometiendo un genocidio y ordenó una serie de medidas cautelares mientras se desarrollase la investigación oficial. Paralelamente, el 21 de noviembre de 2024, la Corte Penal Internacional emitió órdenes de arresto internacional contra el primer ministro de Israel Benjamín Netanyahu, el exministro de Defensa del país, Yoav Galant, y el líder del brazo armado de Hamás, Mohamed Deif, por los presuntos crímenes de guerra y contra la humanidad cometidos en la guerra de Gaza.

## Terminología
La guerra de Gaza ha recibido diferentes nombres. Mientras que Israel la llama operación Espadas de Hierro, los grupos militantes palestinos se refieren a ella como la batalla de la Inundación de Al Aqsa, en referencia a la Operación Inundación de Al Aqsa.
Los medios de comunicación occidentales la han descrito de distintas formas también, variando su denominación desde guerra Israel-Hamás hasta guerra Israel-Gaza, pasando por guerra en Gaza, guerra del sucot o segunda Nakba. Por otro lado, la ONU y organizaciones humanitarias han aludido a ella como el «genocidio en Gaza».

## Antecedentes
El ataque inicial de las milicias palestinas se produjo tras semanas de violencia en la valla de separación entre Israel y Gaza. Hamás e Israel habían negociado una tregua poco antes mediada por Catar, Egipto y las Naciones Unidas. Sin embargo, el conflicto palestino-israelí seguía latente y, hasta el 6 de octubre de 2023, al menos 247 palestinos habían muerto a manos de las fuerzas israelíes durante ese año, mientras que 32 israelíes y dos extranjeros habían muerto en ataques palestinos.
El ataque se produjo un día después del 50.º aniversario de la guerra de Yom Kipur. Como este, comenzó con un ataque sorpresa que coincidía con la celebración de una festividad judía, en este caso la de Simjat Torá. El comandante de las Brigadas de Ezzeldin Al-Qassam, Mohamed Deif, justificó el ataque por las incursiones de la policía israelí en la mezquita de Al-Aqsa dos años antes, cuando comenzó a planearse la operación.

### Fallos de la inteligencia de Israel
Durante más de una década, Hamás había llevado a cabo una operación de engaño que hizo que las autoridades israelíes consideraran que la organización palestina no estaba interesada en un conflicto abierto. En las horas previas al ataque, los servicios de espionaje militar israelíes identificaron diversas señales que parecían señalar a algún tipo de ofensiva militar palestina, pero descartaron que se tratase de un ataque inminente. Además, todos los planes de defensa israelíes se basaban en la eventualidad de ataques esporádicos en ubicaciones muy específicas, no en un ataque masivo a lo largo de toda la frontera: el caso más extremo considerado por el ejército israelí era el de un potencial ataque de unos setenta milicianos sobre entre dos y ocho ubicaciones distintas.
Según The New York Times, los funcionarios israelíes habían obtenido planes de ataque detallados más de un año antes de que este tuviera lugar, planes que «Hamás siguió (...) con sorprendente precisión». En julio de 2023, un miembro de una unidad de inteligencia de señales israelí alertó a sus superiores de que Hamás estaba realizando preparativos para el asalto, pero un coronel israelí ignoró sus preocupaciones. Alrededor de la medianoche del día 6, horas antes de que se iniciase el ataque, los servicios de inteligencia israelíes detectaron que docenas de milicianos de Hamás habían activado tarjetas SIM israelíes en sus teléfonos. Sin embargo, el hecho de que Hamás hubiese realizado en el pasado activaciones de tarjetas SIM en meros entrenamientos llevó a las autoridades israelíes a descartar la posibilidad de un ataque real. Para el momento en el que dio comienzo el ataque, Israel solo tenía apostados 767 soldados a lo largo de toda su frontera con la Franja de Gaza, dado que varias unidades se habían desplazado a Cisjordania para proteger a los colonos durante la festividad del Simjat Torá.

### Conversaciones entre Israel y Arabia Saudita
En el momento del ataque, Israel y Arabia Saudita estaban llevando a cabo negociaciones para tratar de normalizar sus relaciones. El príncipe heredero saudí, Mohamed bin Salmán, dijo que la posibilidad de normalizar las relaciones bilaterales era «real por primera vez». El Ministerio de Asuntos Exteriores de Arabia Saudita dijo que había «advertido repetidamente que la actual ocupación de Gaza por parte de Israel impulsaría más violencia». Con el ataque palestino y la consiguiente respuesta israelí se evaporó esa posibilidad, y el 14 de octubre, Arabia Saudita decidió suspender negociaciones diplomáticas con Israel. El 7 de febrero de 2024, Arabia Saudita confirmó que volvía a su posición tradicional y que la normalización de las relaciones diplomáticas con Israel requerirá la implantación de un Estado palestino independiente en las fronteras de 1967 con Jerusalén Este como su capital.

### Política israelí
Benjamin Netanyahu ha sido primer ministro de Israel durante la mayor parte de las dos décadas anteriores a la guerra y ha sido ampliamente criticado por defender una política de empoderamiento de Hamás en Gaza. Específicamente, se le ha acusado de llevar a cabo esta política de «divide y vencerás» para sabotear una posible solución al conflicto palestino-israelí mediante la implementación de la conocida como «solución de dos Estados». Así, manteniendo a Cisjordania gobernada por la Autoridad Nacional Palestina y a la Franja de Gaza por Hamás, puede demostrar a la opinión pública israelí y a los países occidentales que Israel no tiene un socio palestino capaz de negociar la paz. Estas críticas han sido formuladas por varios funcionarios israelíes, entre ellos el ex primer ministro Ehud Barak y el exjefe del Servicio de Seguridad Interna, Yuval Diskin. Junto a la Autoridad Nacional Palestina, Arabia Saudí también criticó al Gobierno de Netanyahu por permitir a Catar entregar «maletas llenas de dinero a Hamás», a cambio de mantener el alto el fuego.

## Desarrollo del conflicto

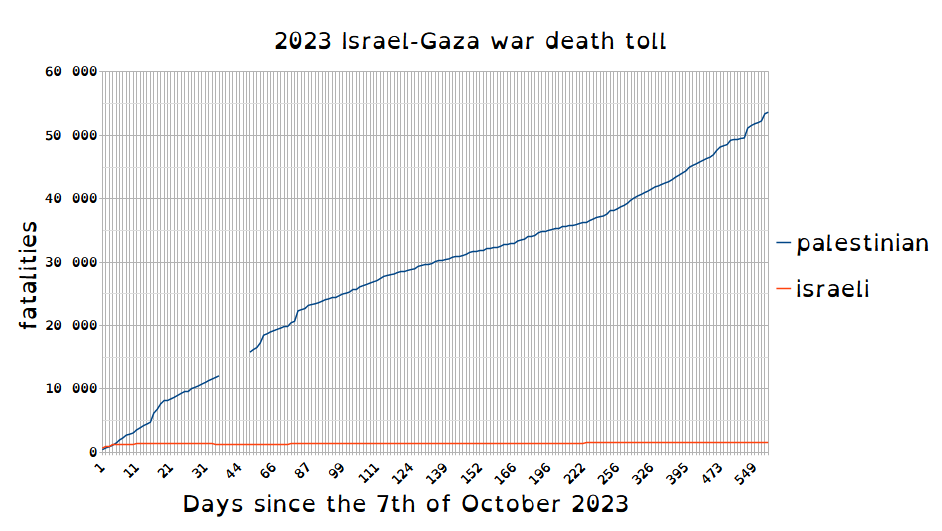
Suma acumulada del número de víctimas del conflicto palestino-israelí desde el 7 de octubre de 2023 al 17 de mayo de 2024. Fuente: [https://www.ochaopt.org/crisis OCHA

### Ataque del 7 de octubre

#### Lanzamiento masivo de cohetes
Alrededor de las 06:30 a. m. del 7 de octubre de 2023, Hamás anunció el inicio de lo que llamó «Operación Inundación de Al-Aqsa», afirmando que había disparado más de 5000 cohetes desde la Franja de Gaza hacia Israel en un lapso de 20 minutos. Se informó de explosiones en zonas que rodean la Franja, así como en Tel Aviv y Ascalón, y se activaron sirenas antiaéreas en Beerseba, Jerusalén, Rejovot, Rishon LeZion y la Base Aérea de Palmajim. Hombres armados abrieron fuego contra barcos israelíes frente a la Franja de Gaza. Hamás hizo un llamado a las armas y el alto comandante militar Mohamed Deif pidió a «los musulmanes de todas partes que lancen un ataque».

#### Incursiones de militantes palestinos en Israel

Situación aproximada del 7 al 8 de octubre, en rojo el territorio de la Franja de Gaza y en azul las zonas atacadas por Hamás

Simultáneamente, bajo la cobertura del bombardeo, alrededor de 5000 milicianos palestinos se infiltraron en Israel desde Gaza utilizando camiones, camionetas, motocicletas, excavadoras, lanchas rápidas y parapentes. Hamás planificó tres objetivos para su ataque: atacar las bases militares y las comunidades civiles cercanas, capturar tantos soldados y civiles como fuese posible para llevarlos a la Franja y tender emboscadas a las tropas israelíes que fuesen enviadas a la zona. Así pues, los milicianos palestinos capturaron la base militar de Nahal Oz y la de Reim, cuartel general de la División de Gaza del ejército israelí, así como varias dependencias de la base de Zikim y la comisaría de policía de Sederot. A su vez, tomaron numerosas comunidades civiles como Nahal Oz, Kfar Aza, Maguén, Sufa y Beeri, y atacaron varias ubicaciones de ciudades como Sederot y Ofakim. También se infiltraron en Nir Oz y Netiv HaAsara, en la primera de las cuales mataron a más de 47 civiles.

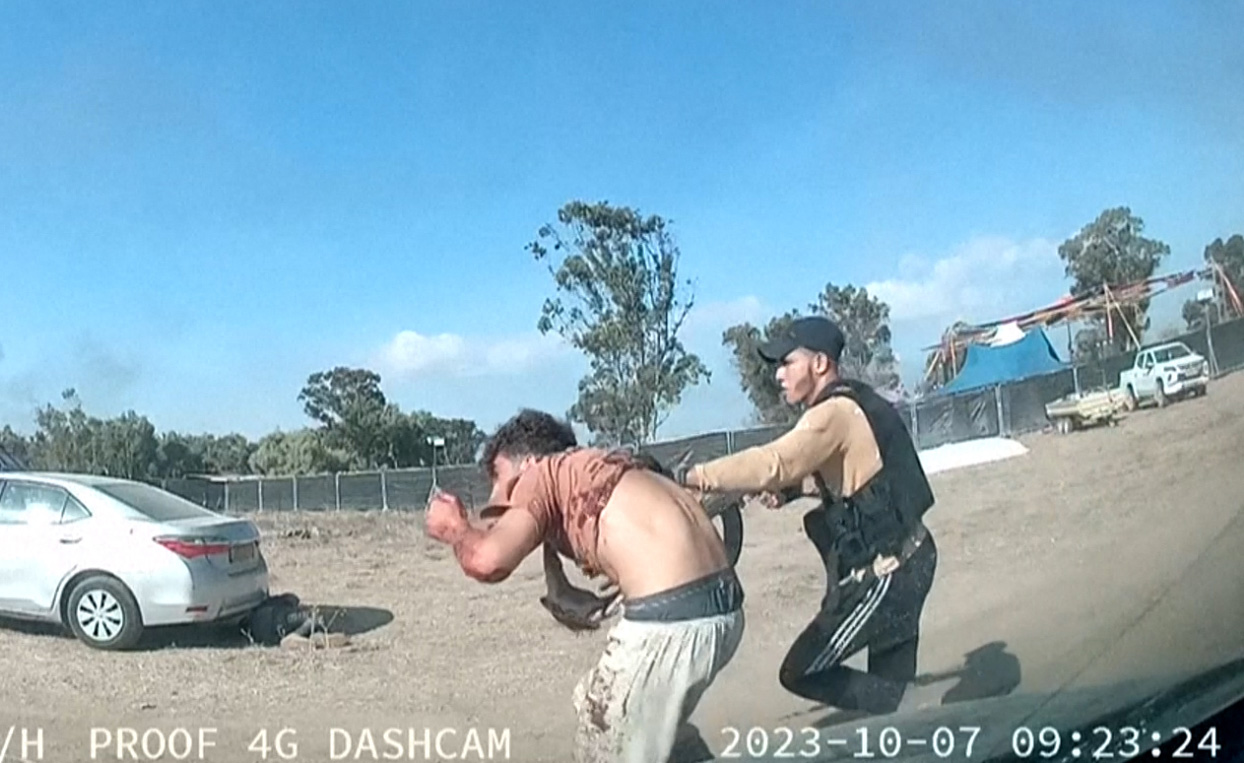
Un atacante de Hamas llevando a un hombre durante la masacre del festival de música de Re'im.

Cerca de la valla fronteriza, los milicianos se encontraron accidentalmente con el festival de música de Reim, donde cometieron una masacre que supuso la muerte de 364 personas y el secuestro de muchos otros. Fue la primera de una serie de masacres contra civiles que incluyeron las sucedidas en Beeri, Kfar Aza, Netiv HaAsara, Nahal Oz o Nir Oz. En total, los milicianos palestinos capturaron y llevaron a la Franja de Gaza a 251 personas, tanto militares como civiles, y causaron la muerte de 1195 personas más, de las que casi cuatrocientas eran miembros de las fuerzas armadas israelíes.

#### Reacción inicial israelí
Tras la sorpresa inicial, Israel activó el sistema de defensa aérea Cúpula de Hierro y decretó la movilización de decenas de miles de reservistas del ejército a la vez que se declaraba el estado de emergencia en un radio de 80 kilómetros de la frontera con Gaza.
El ejército israelí declaró el estado de preparación para la guerra y Netanyahu convocó una reunión de emergencia de las autoridades de seguridad. Además, informó del comienzo de una campaña de ataques en la Franja de Gaza a la que denominó «Operación Espadas de Hierro». Ese mismo 7 de octubre bombardearon diecisiete complejos militares de Hamás y cuatro centros de comando operativo en Gaza. El comisionado de la policía israelí anunció el «estado de guerra» y la prohibición del «movimiento civil» en toda la región sur de Israel, así como el despliegue en la zona de la unidad antiterrorista Yamam. La Corporación Eléctrica de Israel, que suministraba hasta el 80 % de la electricidad de la Franja de Gaza, cortó el suministro a toda esta región palestina.
Yoav Galant declaró ante un comité de la Knéset que la guerra tendría tres fases principales. Una primera fase que incluiría ataques aéreos y una maniobra terrestre para «destruir a los agentes y dañar la infraestructura para derrotar y destruir a Hamás», una segunda fase para eliminar los focos de resistencia y una tercera que consistiría en crear «un nuevo régimen de seguridad» en la Franja de Gaza y sus alrededores. El ministro de Asuntos Exteriores israelí, Eli Cohen, declaró que «el territorio de Gaza (...) disminuirá» después de la guerra, lo que implicaría que partes de Gaza serían anexionadas por Israel.

### Franja de Gaza

#### Octubre

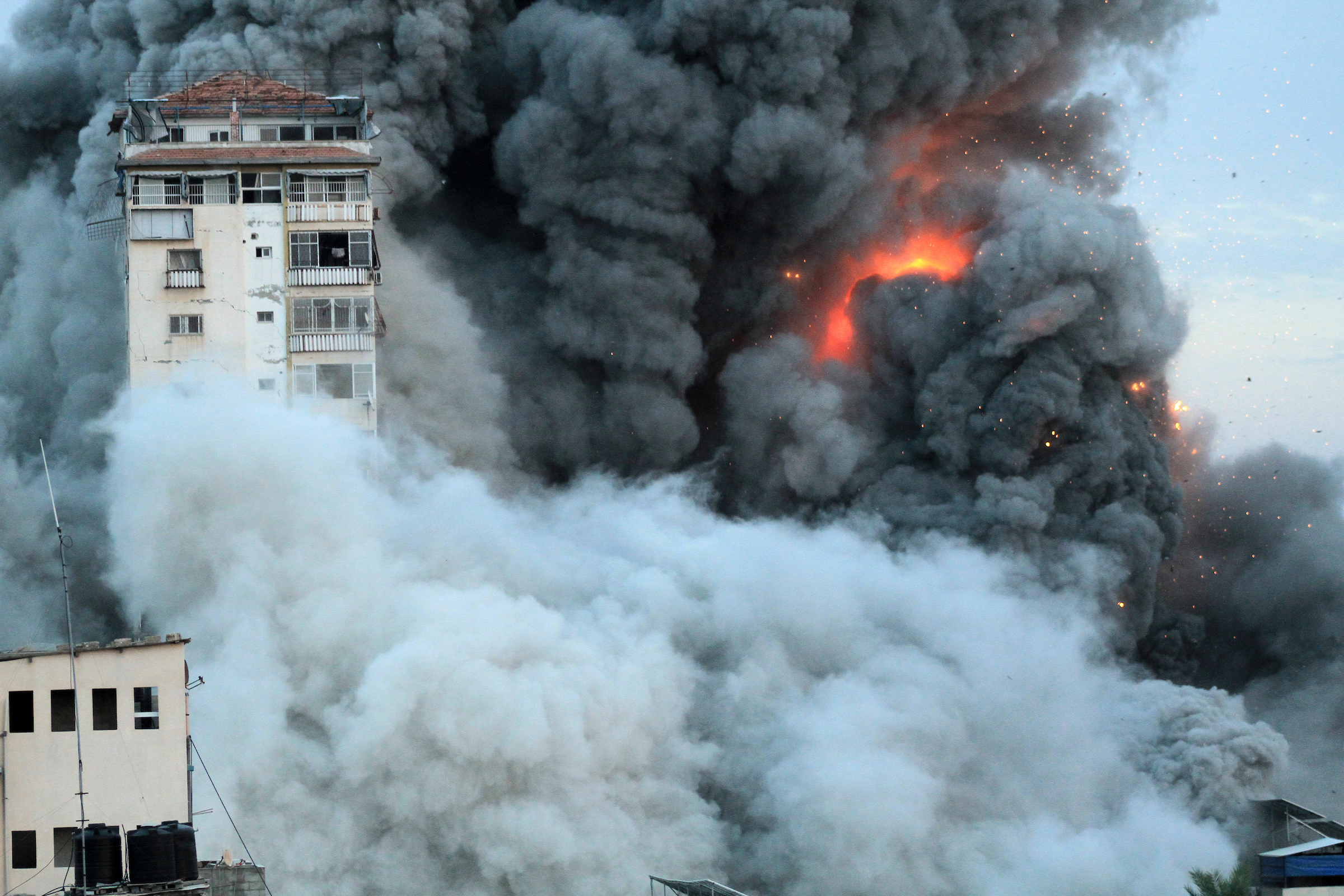
Edificio en Gaza tras un ataque israelí

Unos cincuenta habitantes de Beeri fueron tomados como rehenes y posteriormente liberados por el ejército israelí. También en Ofakim fueron rescatados dos rehenes. En la Franja de Gaza, la fuerza aérea israelí atacó 21 objetivos, incluida la Torre Palestina, un edificio de viviendas de once pisos en el centro de la capital gazatí, y dos hospitales. El 8 de octubre, los ataques se intensificaron. Israel atacó un total de 426 objetivos, incluidos bloques de viviendas, túneles y una mezquita. Los combates continuaron durante todo el día en diversas localidades israelíes, como Sederot y Kfar Aza.

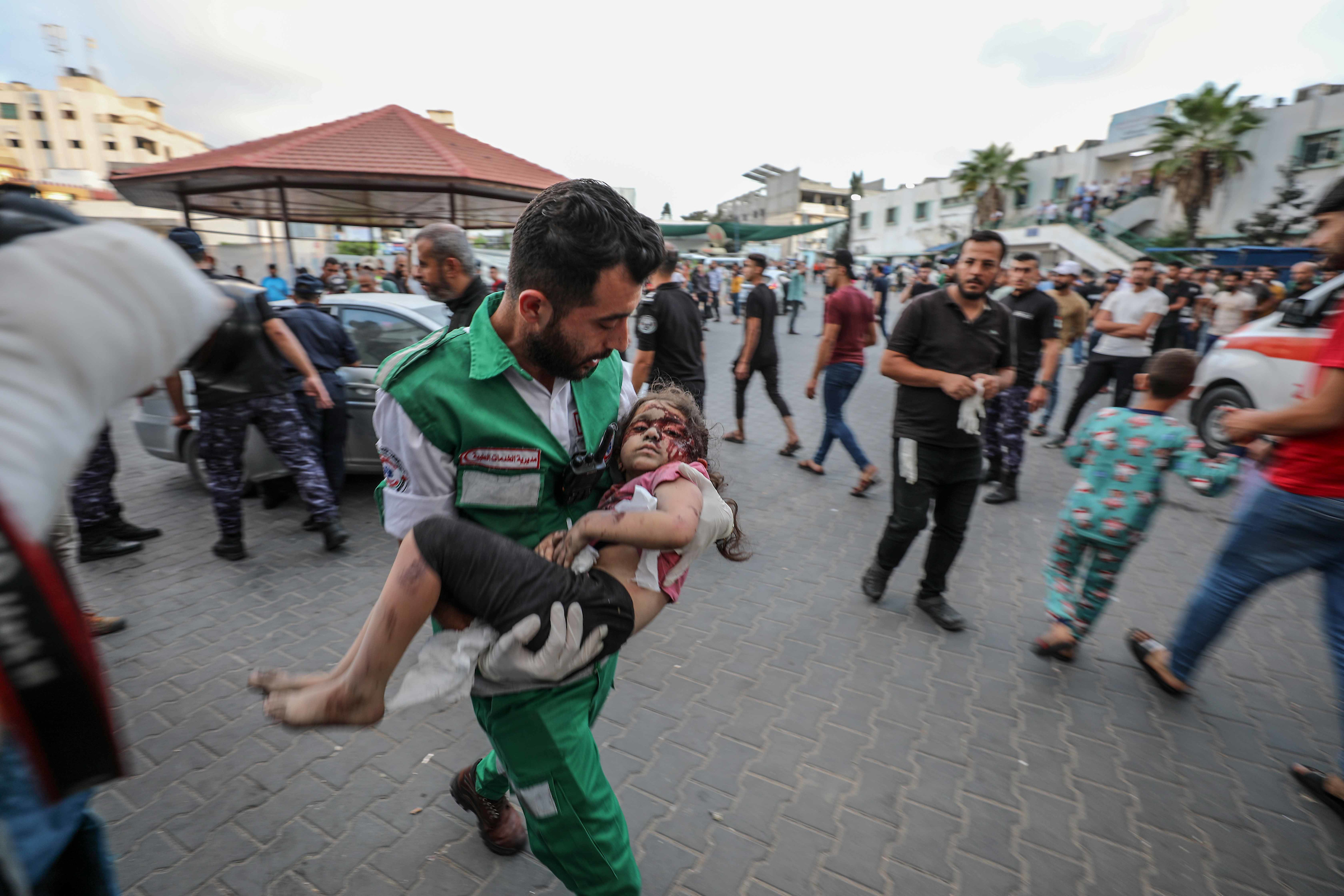
Un niño herido por los ataques israelíes es trasladado al hospital Al-Shifa

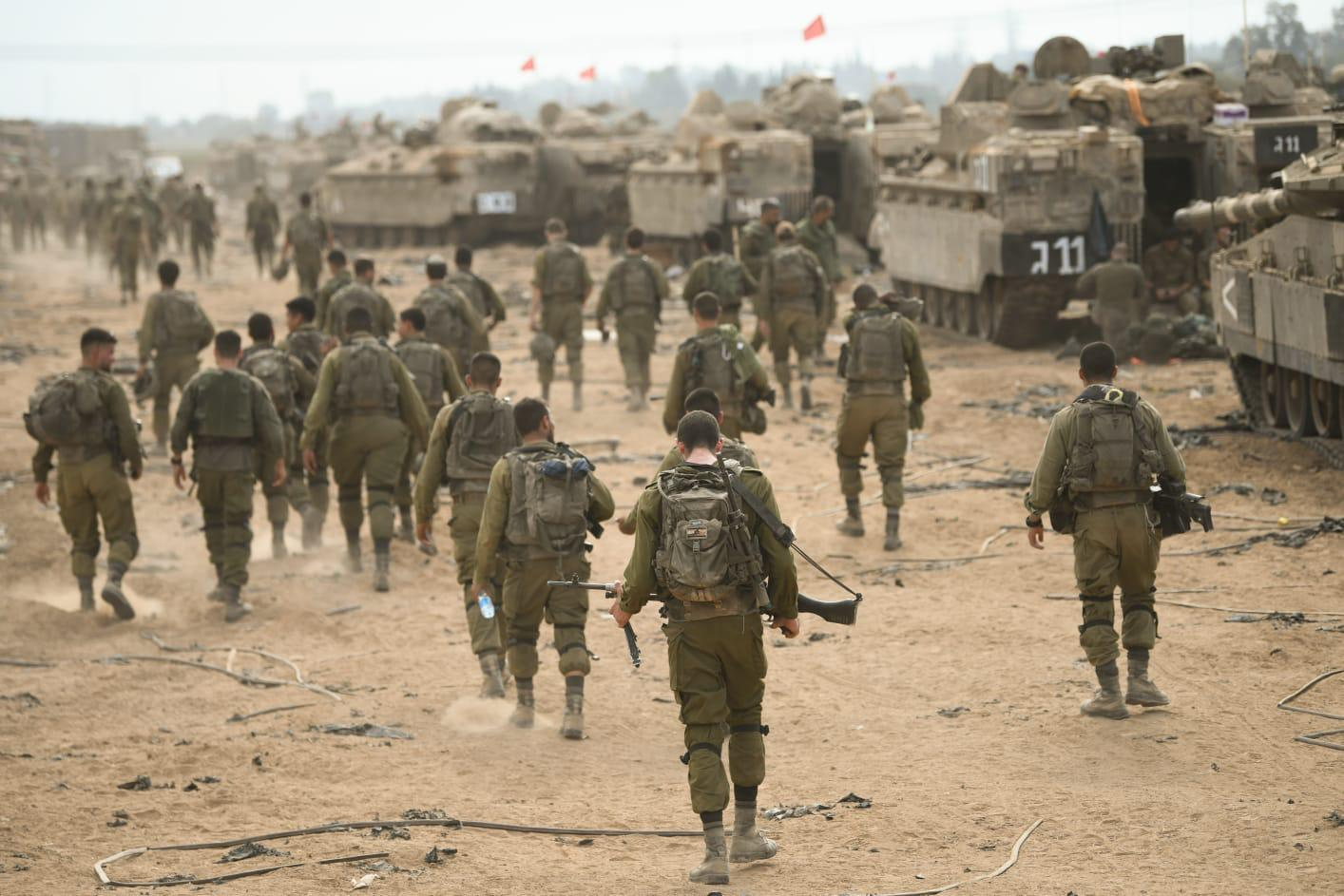
Soldados del ejército israelí se preparan para invadir la Franja de Gaza, 29 de octubre de 2023.

Los bombardeos israelíes continuaron las siguientes semanas, sobre todo en los barrios gazatíes de Al-Karama y Rimal y en el paso de Rafah. Uno de ellos mató a más de cincuenta personas en el mercado del campo de refugiados de Jabalia, mientras que otro mató a tres periodistas en la Torre Hajji. Otro bombardeo en el campamento de Shati dejó al menos veinticinco palestinos muertos, mientras que 31 murieron en Jabalia (la mayoría mujeres y niños) y catorce en Deir al-Balah. Diversas organizaciones denunciaron que había usado fósforo blanco en su bombardeo del puerto de Gaza. Paralelamente, continuó el lanzamiento de cohetes desde la Franja hacia Israel, especialmente hacia localidades fronterizas como Sederot. Israel decretó su bloqueo total, incluida la entrada de alimentos y combustible, y el 11 de octubre dejó de funcionar la única planta eléctrica de la región por falta de combustible. El 13 de octubre, el ejército israelí ordenó a la población de la mitad norte de la Franja de Gaza, incluida la capital, que evacuase la zona hacia el sur. Numerosas organizaciones denunciaron esta orden, que suponía el desplazamiento inmediato de cerca de 1,1 millones de personas. Durante la evacuación, una explosión en la carretera de Saladino supuso la muerte de 70 personas; diversas fuentes atribuyeron el ataque a Israel, que rechazó las acusaciones. El 15 de octubre, Israel decretó la evacuación de Sederot.

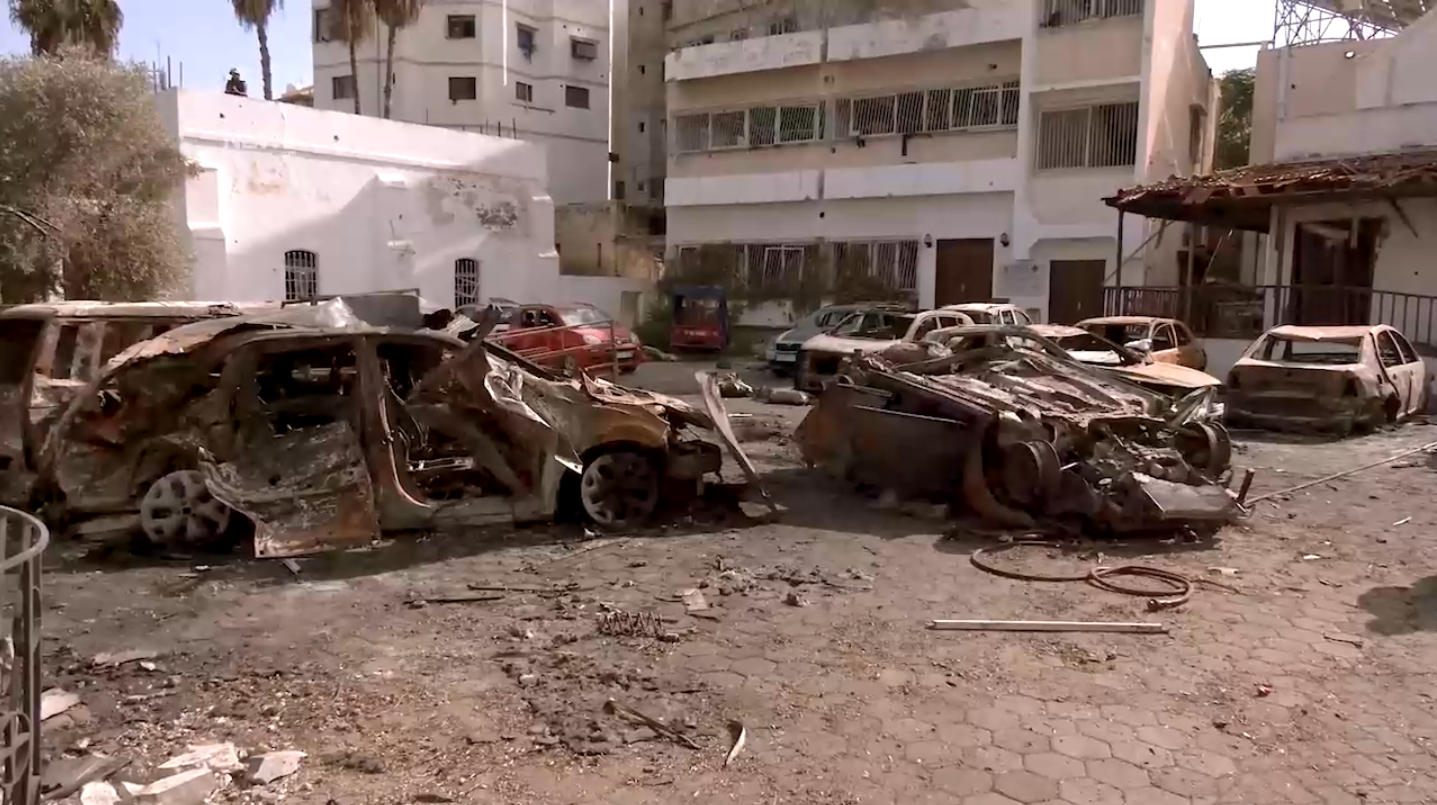
Patio del hospital Bautista Al-Ahli después de la explosión que mató a entre 100 y 500 personas

El 16 de octubre, Israel ordenó la evacuación de sus civiles de las localidades cercanas a la frontera del Líbano. Los bombardeos israelíes sobre Jan Yunis, Rafah y Deir al-Balah dejaron al menos setenta palestinos muertos. Israel también bombardeó hasta en cuatro ocasiones el paso de Rafah, la única vía de entrada de ayuda humanitaria hacia la Franja. Ese mismo día se produjo un ataque contra el hospital Al-Ahli, que dejó entre 100 y 500 muertos y cuya autoría aún es objeto de debate. Un ataque israelí contra una escuela de UNRWA dejó al menos seis muertos. El 18 y el 19 de octubre llegaron a Israel Joe Biden y Rishi Sunak para expresar su apoyo a este país. El 20 de octubre, el ejército israelí bombardeó la iglesia de San Porfirio, la más antigua de la ciudad de Gaza, matando al menos a dieciséis civiles palestinos. Ese mismo día, el ejército israelí ordenó la evacuación del hospital Al-Quds, donde se habían refugiado unos 12 000 civiles desplazados. El primer convoy de ayuda humanitaria desde el inicio de la guerra entró en la Franja el 21 de octubre por el paso de Rafah, compuesto tan solo de veinte camiones.
Los bombardeos israelíes durante la noche del 23 de octubre fueron especialmente intensos y causaron al menos 300 niños y 173 mujeres muertas. Ese mismo 23 de octubre, tras la mediación de Egipto y Catar, Hamás liberó a dos ancianas de 79 y 85 años que mantenía retenidas. El 27 de octubre, un lanzamiento de cohetes palestinos alcanzó Tel Aviv y Ascalón. Ese día, los bombardeos israelíes causaron el corte de los sistemas de telefonía e internet en la Franja de Gaza, lo que dañó seriamente la eficacia de los servicios de emergencias sanitarias. El ejército israelí realizó incursiones en Beit Hanun y Bureij en lo que parecía indicar el inicio de su ofensiva terrestre. El 28 de octubre se hizo público un plan del ministerio de Inteligencia de Israel en el que proponía la expulsión de la población gazatí a la península del Sinaí. Ese mismo día, Yahya Sinwar propuso la liberación de todos los rehenes israelíes a cambio de la de todos los presos palestinos; Israel rechazó la propuesta. Al día siguiente, los ataques israelíes destruyeron las carreteras de acceso al hospital Al-Shifa y las inmediaciones del hospital al-Quds.
Entre el 31 de octubre y el 1 de noviembre, el ejército israelí mató a 195 personas e hirió a casi 800 en sendos bombardeos contra el campo de refugiados de Jabalia.

#### Noviembre

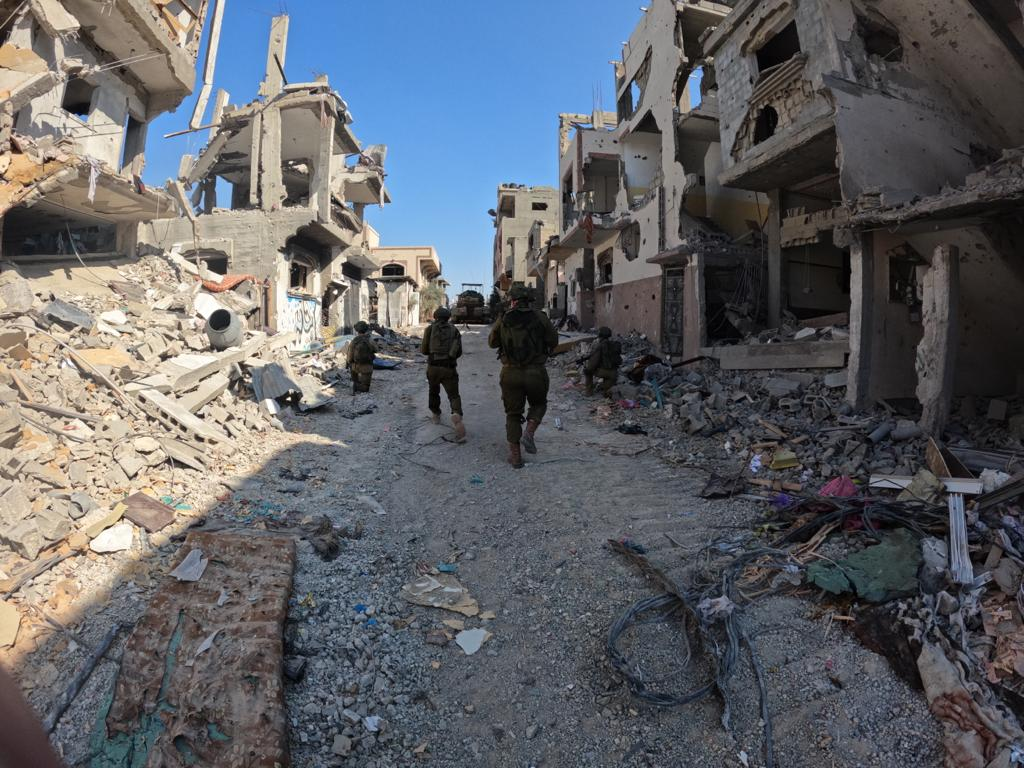
Soldados israelíes caminan entre las ruinas de la Franja de Gaza el 31 de octubre de 2023.

El 2 de noviembre, el ministro israelí de Patrimonio, el ultraderechista Amichai Eliyahu, opinó que habría que repartir el territorio gazatí entre los veteranos de guerra al final del conflicto. Al día siguiente, Israel atacó un convoy de ambulancias frente al hospital Al-Shifa y mató al menos a quince personas. También ese día, al menos diez trabajadores palestinos murieron por un ataque israelí en el cementerio de Beit Lahia. El 4 de noviembre, Israel atacó una escuela de UNRWA en el campamento de refugiados de Jabalia y mató a al menos quince personas, la mayoría de ellos mujeres y niños. En otro bombardeo contra el Hospital Nasser, Israel mató a dos mujeres palestinas. El 5 de noviembre, otro ministro israelí desveló que se barajaba la posibilidad de atacar Gaza con armas atómicas. La aviación israelí bombardeó el campo de refugiados de Maghazi y mató a 47 personas, la mayoría de las cuales eran, una vez más, mujeres y niños.

Un nuevo ataque israelí contra el Hospital Nasser de Gaza causó al menos ocho muertos y decenas de heridos el 6 de noviembre. Al día siguiente, el ministerio del Interior gazatí anunció que todas las panaderías del norte habían quedado fuera de servicio, aumentando el riesgo de hambruna entre la población. El 11 de noviembre, el ejército israelí cerró el cerco sobre los cuatro grandes hospitales del norte de la Franja, lo que llevó a la condena de numerosas organizaciones, como el Consejo Noruego para los Refugiados o el Comité Internacional de la Cruz Roja. El 12 de noviembre, Israel bombardeó la sede del Programa de la ONU para el Desarrollo y causó una cifra significativa de muertos y heridos. Además, el asedio israelí y la falta de electricidad causaron la muerte de dos neonatos y un enfermo en la unidad de cuidados intensivos del hospital Al-Shifa.

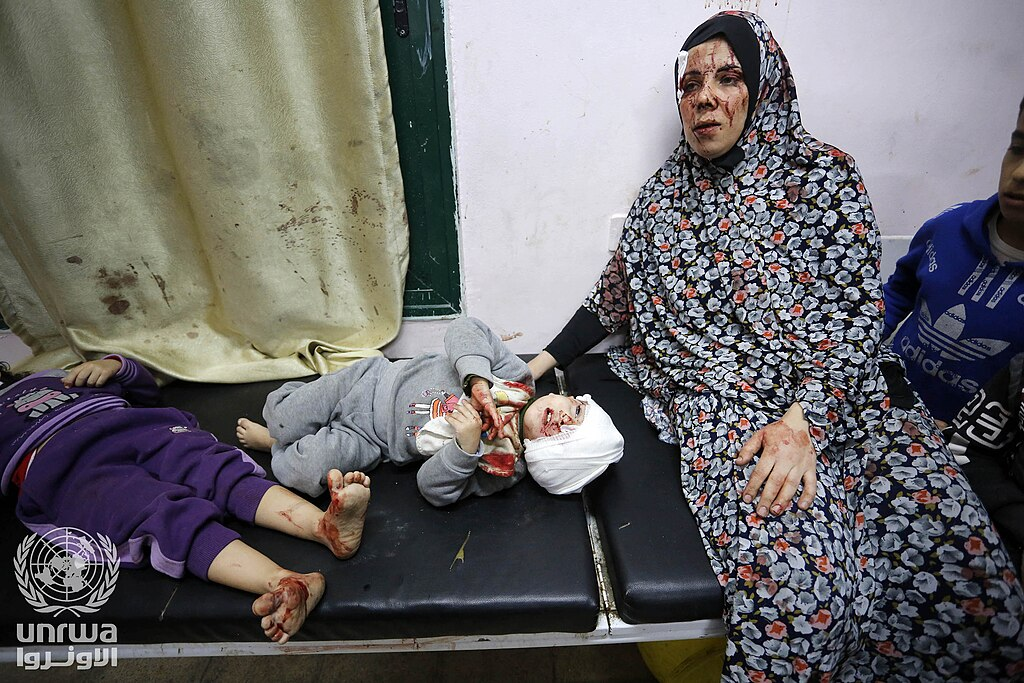
Mujeres y niños heridos por un bombardeo israelí en el campamento de Nuseirat el 1 de noviembre de 2023

El 13 de noviembre, la aviación israelí bombardeó la sede gazatí de la Media Luna Roja de Catar y causó dos muertos y al menos diez heridos. Un bombardeo israelí sobre el campo de refugiados de Jabalia destruyó docenas de viviendas y mató al menos a treinta personas. El 14 de noviembre, todos los hospitales del norte de la Franja habían dejado de estar operativos, salvo por el hospital Al-Shifa, el más grande de la región. En este, el personal hospitalario tuvo que cavar una fosa común para enterrar más de 170 cadáveres ante la imposibilidad de evacuarlos del complejo. Al día siguiente, más de cincuenta personas murieron en un bombardeo israelí contra una mezquita en el barrio capitalino de Sabra. El día 16, Israel emitió órdenes de evacuación a los habitantes de algunas zonas del sur de la Franja mientras los sistemas de telecomunicaciones e internet volvieron a verse interrumpidos. El 17 de noviembre, ante la presión estadounidense, Israel permitió la entrada de combustible en la Franja para mantener activos los sistemas de telecomunicaciones, las desaladoras de agua y los hospitales, entre otros. El 18 de noviembre, Israel bombardeó las escuelas al-Fakhoura y Tel al-Zaatar, gestionadas por UNRWA en el campamento de Jabalia, y mató a unas 200 personas en ellas. Otro bombardeo israelí sobre una vivienda del campamento mató a 32 personas de una misma familia, incluidos diecinueve niños. Los trabajadores sanitarios y los pacientes del hospital al-Shifa comenzaron su evacuación a pie hacia el sur de la Franja, y un convoy de Médicos Sin Fronteras fue atacado por el ejército israelí, que causó la muerte de dos de sus miembros. 

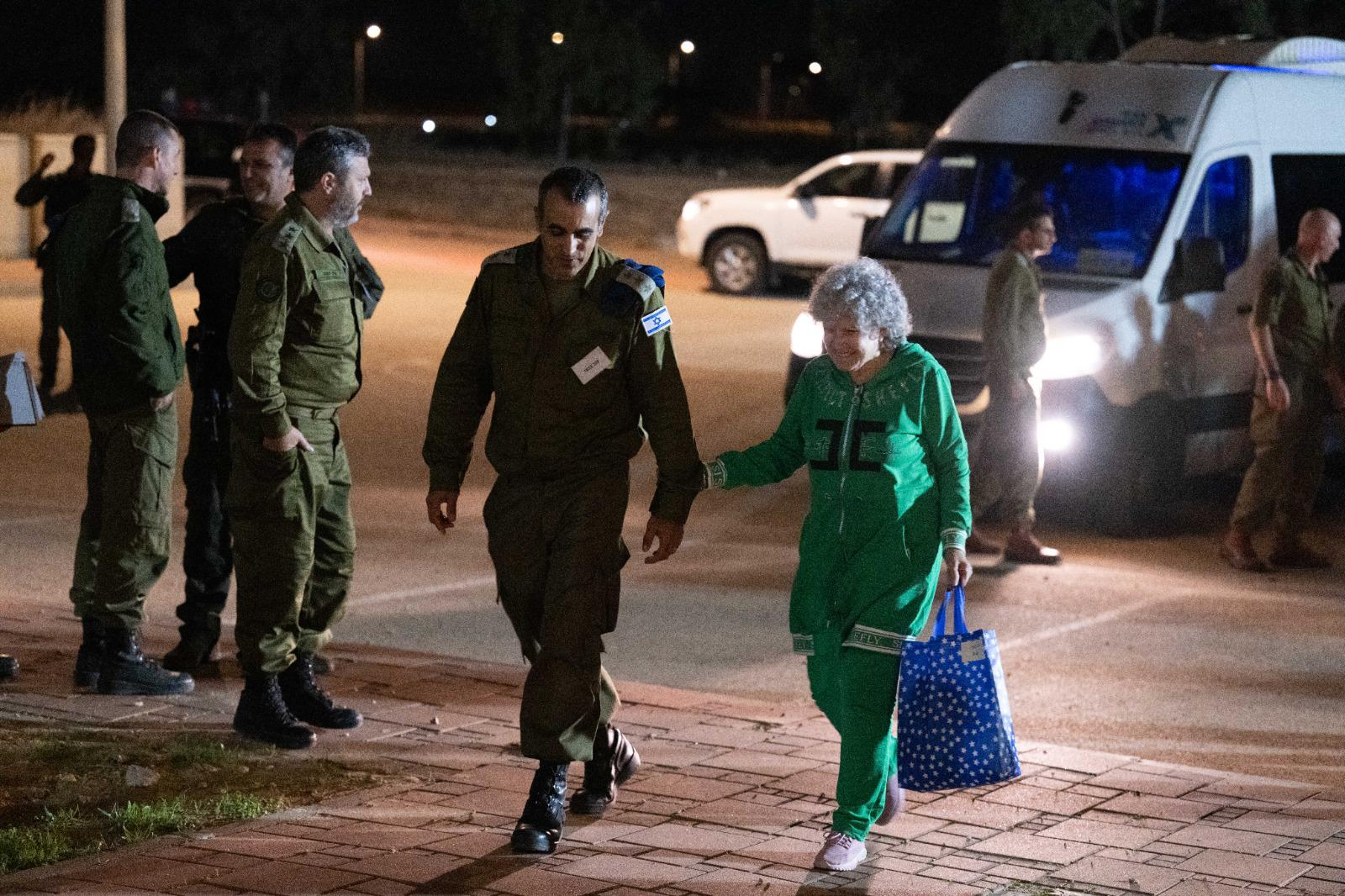
Rehén israelí liberada en el intercambio con presos palestinos del 25 de noviembre.

El 20 de noviembre, Israel bombardeó el Hospital Indonesio y mató a doce personas en el ataque. Al día siguiente, un ataque israelí contra el hospital al-Awda causó la muerte a tres médicos. El 22 de noviembre se anunció un acuerdo de alto el fuego e intercambio de rehenes por prisioneros, así como la entrada a mayor escala de ayuda humanitaria a la Franja de Gaza. Israel continuó con sus bombardeos hasta la entrada en vigor del alto el fuego. Un ataque israelí contra una escuela de la ONU en Jabalia causó al menos 27 muertos y 93 heridos. En Rafah, la aviación israelí dejó al menos 14 muertos y 35 heridos, la mayoría mujeres y niños. El alto el fuego dio comienzo según lo establecido el 24 de noviembre a las 7:00h y, en total, hasta el 30 de noviembre se liberaron 105 rehenes de Hamás (81 israelíes, 23 tailandeses y un filipino) a cambio de 240 presos palestinos (107 niños y 133 mujeres), de los que tres cuartas partes estaban en la cárcel sin condena.

#### Diciembre
Tras la reanudación de las hostilidades, la aviación israelí destruyó Hamad City, un proyecto financiado por Catar para dar vivienda a quienes la perdieron en el conflicto de 2014. Al menos 193 palestinos murieron y 650 resultaron heridos en los dos primeros días desde la ruptura del alto el fuego.

El 4 de diciembre, la aviación israelí mató a al menos 50 civiles en una escuela del barrio gazatí de Daraj. Docenas de personas murieron en un bombardeo israelí sobre Deir al-Balah el 5 de diciembre. Al día siguiente, al menos veintidós personas de una misma familia murieron en otro bombardeo sobre el campamento de Jabalia. Ese día, las hostilidades se expandieron a ciudades como Bani Suheila o el distrito capitalino de Shujaiya. Las tropas israelíes tomaron el control de la carretera de Saladino y ordenaron a los habitantes de Jan Yunis que abandonasen la ciudad. El 6 de diciembre, un solo bombardeo israelí en un edificio residencial de cinco plantas del barrio gazatí de Al-Fayoumi mató a 117 personas, todas ellas miembros de la familia Juha; se recuperaron 57 cadáveres, pero otros 60 quedarían atrapados durante meses bajo los escombros. El 7 de diciembre, al menos 350 palestinos murieron en ataques israelíes a lo largo y ancho de la Franja de Gaza. La aviación israelí también destruyó dos de las mezquitas más antiguas de la franja: la mezquita Otman Bin Qashqar y la Gran Mezquita de Gaza. Esos días empezaron a aparecer imágenes de numerosos presos palestinos semidesnudos, maniatados y con los ojos vendados. Para el final de la semana, los combates seguían alrededor de Jan Yunis, el campamento de Jabalia y el barrio de Shujaiya. El sistema sanitario de la Franja estaba, en palabras de la OMS, «de rodillas y derrumbándose».
El 12 de diciembre, al menos veinte personas murieron en sus propios hogares por un bombardeo israelí sobre Rafah. Al menos nueve soldados israelíes murieron ese mismo día en una emboscada de Hamás en el barrio de Shujaiya. El 13 de diciembre, se descubrieron los cuerpos de quince civiles palestinos en la escuela Shadia Abu Ghazala, incluidos mujeres, niños y bebés, con impactos de disparos realizados a corta distancia. Según los testigos presenciales las víctimas habían sido asesinadas a quemarropa por soldados israelíes.

El 14 de diciembre, los medios mostraron imágenes de palestinos asaltando los camiones de ayuda humanitaria para comerse lo que obtenían de ellos. El 15 de diciembre, el ejército israelí mató por error a tres rehenes israelíes que habían logrado escapar e iban semidesnudos y con una bandera blanca. Un dron israelí mató a un periodista de Al Jazeera que cubría la noticia de un bombardeo anterior. Ese día, se abrió el paso de Kerem Shalom a ayuda humanitaria. La aviación israelí mató a al menos treinta y cinco personas en el campamento de Jabalia, a once en Rafah y a doce más en el campamento de Deir al-Balah. El ejército israelí destruyó ese domingo el hospital Kamal Adwan en el norte de la Franja.
El 18 de diciembre, dos mujeres murieron asesinadas por un francotirador israelí en la parroquia de la Sagrada Familia de Gaza, mientras que el ejército israelí obligó a evacuar del hospital al-Ahli a todos los civiles refugiados en él. El hospital Nasser fue bombardeado dos veces en dos días por tropas israelíes, mientras que al menos 41 palestinos murieron el 19 de diciembre en diversos bombardeos israelíes sobre el campamento de Jabalia y sobre el sur de la Franja. Al día siguiente, ACNUDH denunciaba la ejecución sumaria de once prisioneros palestinos en el barrio gazatí de Rimal.
Al menos 390 palestinos murieron en bombardeos israelíes entre el jueves 21 y el viernes 22. Además, la Unión Europea alertó de una hambruna «sin precedentes» en la Franja de Gaza. El 23 de diciembre, la aviación israelí mató a 76 personas de una misma familia en un bombardeo sobre la ciudad de Gaza. Un bombardeo sobre una plaza de un barrio residencial del campo de refugiados de Maghazi causó 86 muertos. Unicef denunció que más de 10 000 niños palestinos menores de cinco años estaban en riesgo de morir por malnutrición.

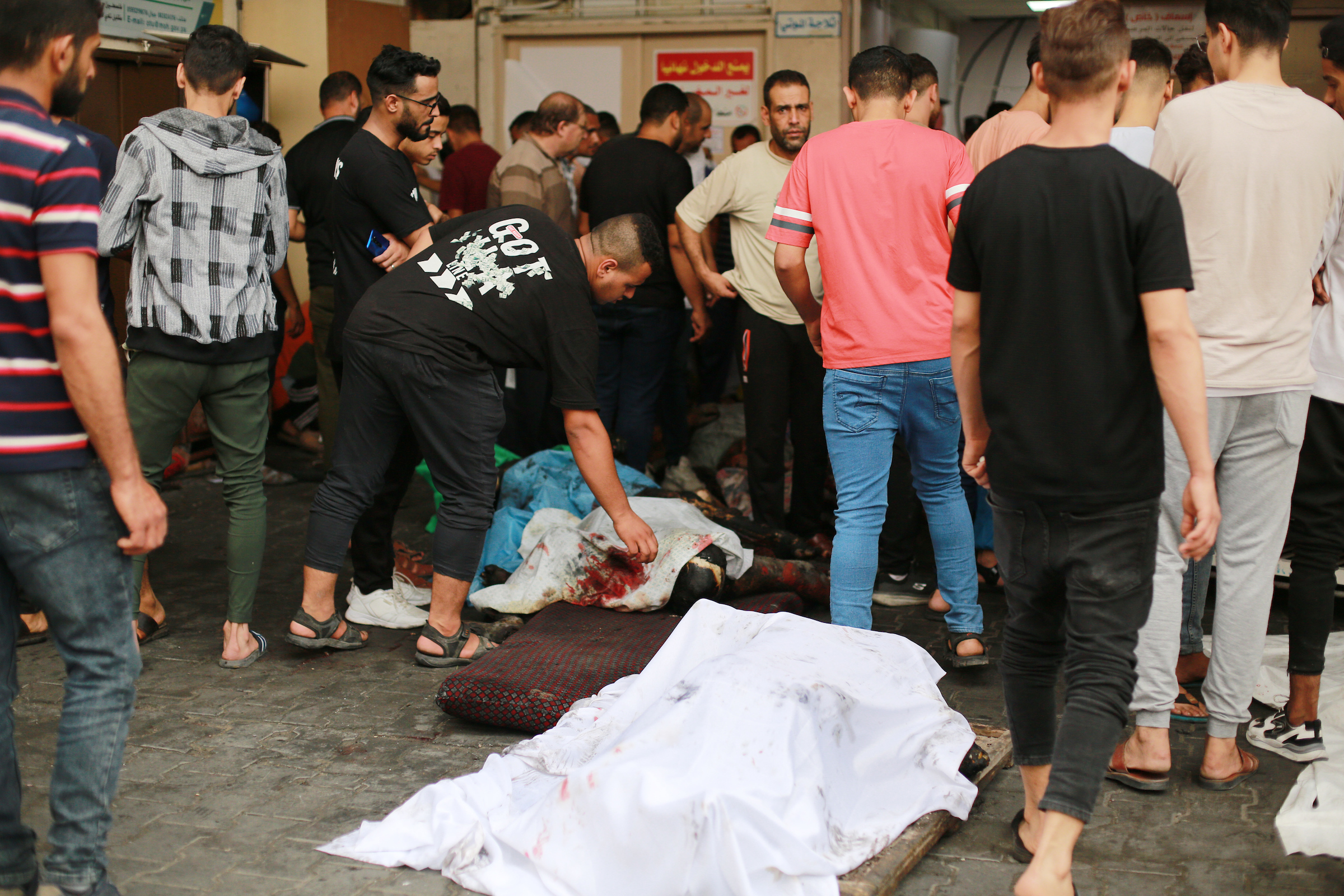
Palestinos transportan a varios heridos al hospital indonesio de Jabalia, al norte de la Franja de Gaza

El ejército israelí anunció el 27 de diciembre que ampliaría las operaciones terrestres a los campamentos de refugiados del centro de la Franja: Nuseirat, Maghazi y Bureij. El jueves 28 de diciembre, el ejército israelí mató a al menos cincuenta palestinos en diversos bombardeos sobre Beit Lahia, Jan Yunis y el campamento de Maghazi, a veinticinco en Deir al-Balah (incluidos cinco niños y siete mujeres) y a veinte más en Rafah.
El 29 de diciembre, Israel propuso una tregua que implicaría la retirada parcial de sus tropas y la entrada masiva de ayuda humanitaria a cambio de un intercambio de rehenes, pero Hamás y la Yihad Islámica afirmaron que esto último solo tendría lugar una vez que se anunciase el cese definitivo de las hostilidades. Al día siguiente, OCHA afirmó que «bastante más de un millón» de palestinos se aglomeraban ya en la ciudad de Rafah. La OMS informó de cerca de 180 000 casos de enfermedades infecciosas respiratorias, 136 400 casos de diarrea y 42 700 de dermatitis entre los desplazados palestinos. El 31 de diciembre de 2023, la ONU denunció que el 90 % de los gazatíes (más de 1.8 millones de personas) pasaban frecuentemente más de un día sin comer absolutamente nada. Israel anunció que retiraría cinco brigadas de la zona de combate y cambiaría el tipo de combates para adaptarlos a una guerra prolongada y de baja intensidad.

#### Enero
El 1 de enero, los bombardeos israelíes se saldaron con al menos 156 muertos y 246 heridos según reportó el portavoz del Ministerio de Salud de la Franja de Gaza. Así la cifra de bajas se elevada a 21 978 personas que fueron confirmadas muertas junto a otras 57 697 que resultaron heridas desde que se inició el conflicto, según reiteró el órgano sanitario palestino. La sanidad gazatí aseguró que 800 000 personas permanecen en el norte de la franja (incluido la ciudad de Gaza) en una situación de «extrema catástrofe humanitaria sin precedentes».

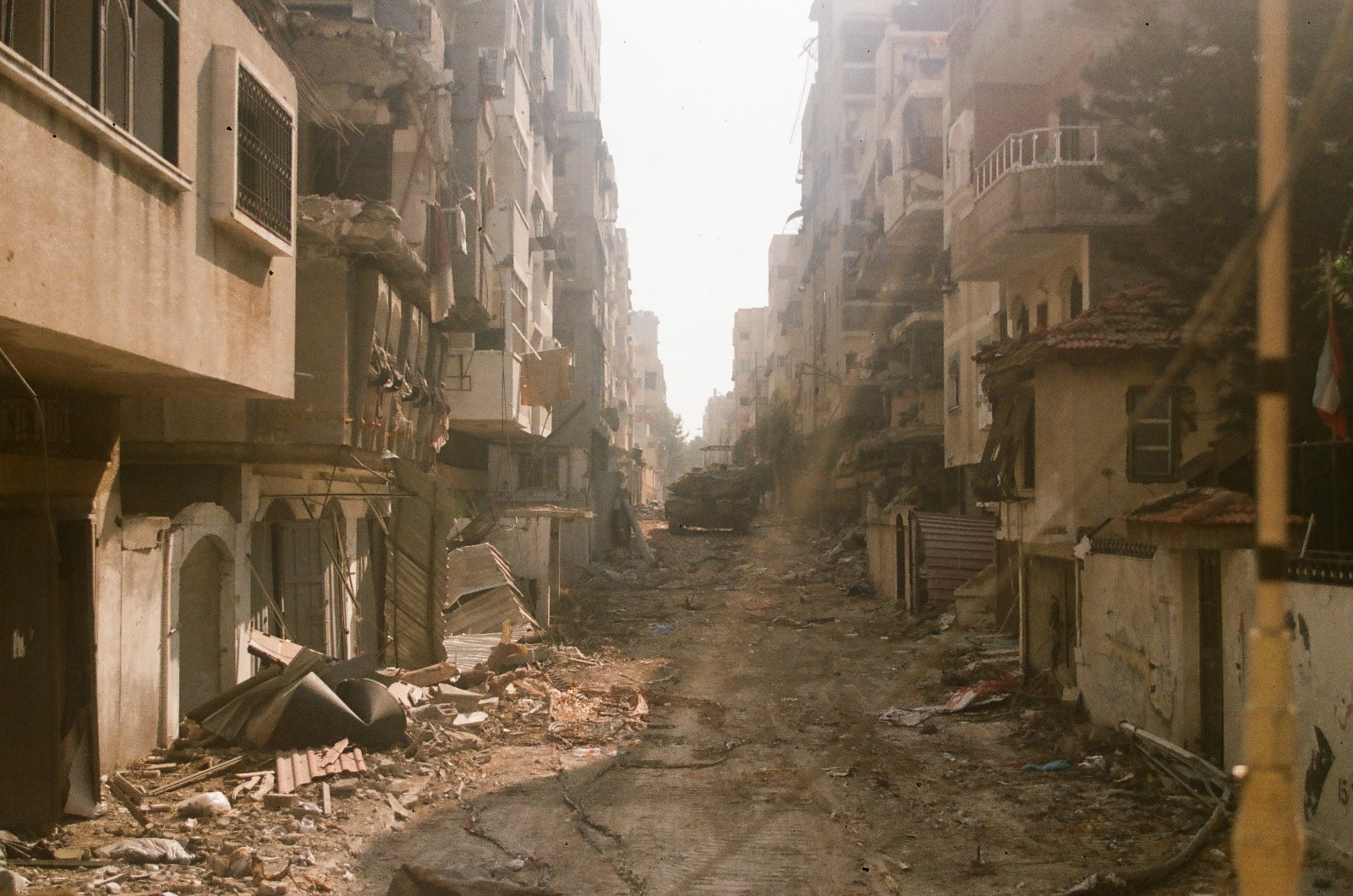
Un tanque israelí Merkava Mk IV en una calle de Gaza el 4 de enero de 2024

El 5 de enero, la OMS confirmó que, desde el inicio de los combates, se habían producido cerca de 600 ataques israelíes contra hospitales y otras infraestructuras médicas en los territorios palestinos. El sábado 6 de enero, las Fuerzas de Defenda de Israel (FDI) anunciarón que habían desmantelado los doce batallones de Hamás en el norte de la Franja de Gaza, un corresponsal de la radio del Ejército Israelí aseguró que las FDI ya no operaban en la totalidad del área del norte de la Franja y que estas se habían movido a la frontera de Israel mientras que el portavoz de las FDI, Daniel Hagari afirmó que sus fuerzas se centrarian en el sur y en el centro de la franja mientras que fortalecen las defensas en el borde de la valla entre Israel y Gaza. Médicos Sin Fronteras informó de que la media de niños muertos superaba ampliamente los cien diarios. Por la tarde del día 7, un nuevo ataque israelí al norte de la Franja de Gaza destruyó la vivienda de la familia Abu Elba, matando a al menos setenta de sus miembros.
El 12 de enero, OCHA denunció que las autoridades israelíes seguían negando sistemáticamente la entrada de ayuda humanitaria al norte de la Franja. El 15 de enero, Hamás anunció que dos rehenes israelíes habían muerto y otra se encontraba herida debido a los ataques de la aviación israelí. Ese mismo día, las tropas israelíes demolieron la Universidad Al Israa de la ciudad de Gaza.
El 22 de enero, los bombardeos israelíes causaron al menos cincuenta muertos en ataques contra cinco centros de acogida de desplazados en Gaza. Veintiún soldados israelíes murieron en un incidente en el que militantes palestinos dispararon un RPG-7 contra un tanque y contra varios edificios adyacentes que cayeron sobre ellos. El portavoz del ejército israelí explicó que los soldados estaban creando una zona de exclusión a lo largo de la frontera de la Franja de Gaza.
La ONU aseguró que más de la mitad de la población gazatí, calculada al principio de la guerra en 2.2 millones de personas, se hacinaba en la ciudad fronteriza de Rafah. El sábado 27 de enero, el hospital Nasser, el más grande de cuantos quedaban funcionando en la Franja de Gaza, dejó de estar en funcionamiento por las órdenes de evacuación impuestas por el ejército israelí. El 28 de enero, la Media Luna Roja Palestina informó de la cancelación de las operaciones de cirugía en el hospital al-Amal de Jan Yunis, al habérselos terminado las reservas de oxígeno.
El 28 de enero, un bombardeo israelí contra una vivienda del campamento de refugiados de Nuseirat dejó al menos veintitrés muertos, mientras que otro en el barrio de Zeitún de la capital gazatí supuso la muerte de docenas de civiles, la mayoría mujeres y niños. El 30 de enero, un bombardeo de la aviación israelí sobre una vivienda en el barrio de Sabra de la capital gazatí mató al menos a veinte civiles y dejó múltiples heridos. El miércoles 31 de enero, Hind Rajab, una niña de 6 años, habló por teléfono con la Media Luna Roja Palestina y les comentó que se encontraba atrapada en un coche donde el resto de su familia había muerto por disparos de soldados israelíes. La Media Luna Roja envió una ambulancia con dos miembros, pero poco después perdió el contacto tanto con la ambulancia como con la niña.

#### Febrero

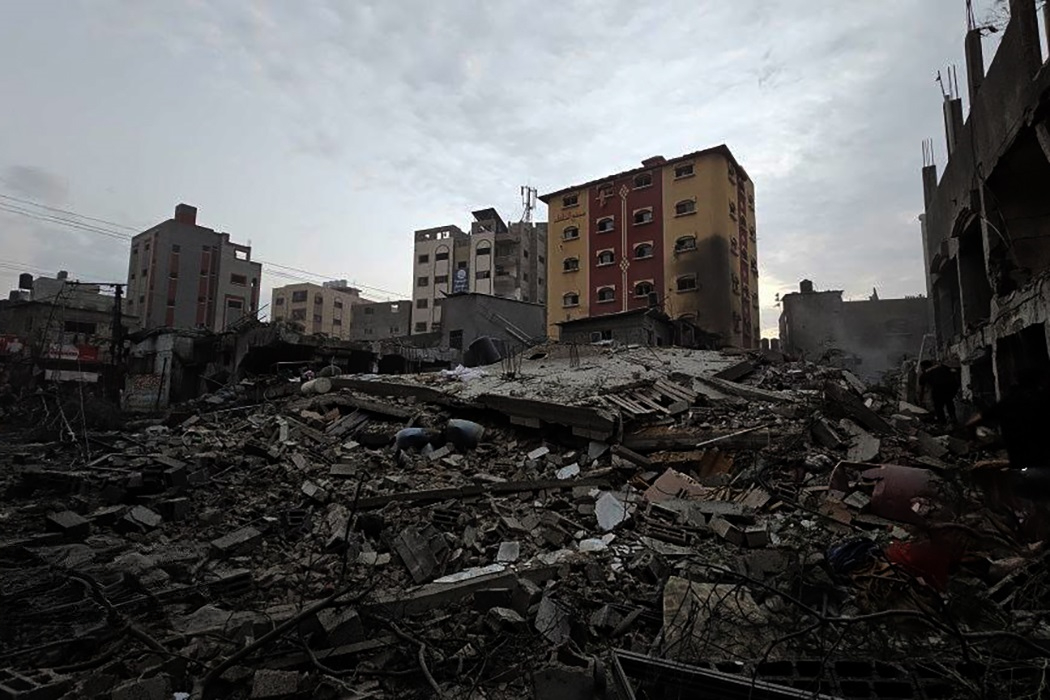
Viviendas destruidas por bombardeos israelíes en Deir al-Balah

El 1 de febrero, el foco de los enfrentamientos seguía en Jan Yunis, y en especial en los alrededores de los hospitales Nasser y al-Amal. El ministerio de Salud de la Franja de Gaza informó de que más de 30 000 desplazados en escuelas alrededor del hospital Nasser de Jan Yunis se habían quedado sin agua ni comida.
El 2 de febrero, nuevas imágenes vía satélite mostraban que las tropas israelíes continuaban con la demolición de viviendas gazatíes para crear una zona de exclusión de cerca de un kilómetro a lo largo de la frontera, que supondría unos de 60 km² de la superficie total de la Franja, que es de 360 km². Unicef calculó que unos 17 000 niños gazatíes estaban solos o separados de sus familias. El sábado 3 de febrero, al menos doce personas murieron en un ataque sobre Rafah, mientras que en Deir al-Balah perecieron al menos cuatro personas y hubo de decenas de heridos. En Jan Yunis, testigos presenciales denunciaron que el ejército israelí había hecho estallar un distrito residencial completo. El 4 de febrero, los ataques fueron especialmente intensos en Rafah, donde al menos 92 palestinos murieron por los bombardeos israelíes de la noche previa. Otro ataque israelí en esta ciudad, en este caso contra una guardería, mató a al menos dos niños. En Deir al-Balah, la mezquita al-Shuhada y una serie de viviendas anexas fueron destruidas por otro bombardeo israelí, que también mató a docenas de personas que se refugiaban en ellas.
El 5 de febrero, los bombardeos israelíes mataron al menos a 128 personas en la atestada ciudad de Rafah. Algunos trabajadores de la administración gazatí, como policías o funcionarios, volvieron a trabajar en los barrios de Gaza que habían sido previamente abandonadas por el grueso del ejército israelí. El 6 de febrero, un bombardeo israelí mató a diez personas e hirió a otras diez en el campo de refugiados de Jabalia. Ese mismo día, Hamás realizó una propuesta de alto el fuego que implicaría tres fases de 45 días cada una, en las que se intercambiarían a los rehenes israelíes por presos palestinos, se retiraría el ejército israelí de la Franja, se iniciaría el proceso de reconstrucción y se intercambiarían los restos mortales de los combatientes de cada bando. El miércoles 7 de febrero, los camiones de ayuda humanitaria seguían sin poder entrar en la Franja de Gaza debido a las protestas de manifestantes israelíes. Al día siguiente, el ejército israelí intensificó sus bombardeos contra la ciudad sureña de Rafah, donde mató al menos a once personas en dos edificios de viviendas y a catorce personas más de dos familias desplazadas, una de Jan Yunis y otra del norte de la Franja de Gaza. La Media Luna Roja palestina denunció que uno de sus enfermeros murió y otros dos resultaron heridos cuando soldados israelíes dispararon directamente contra ellos mientras trataban de evacuar heridos del hospital al-Ahli de Gaza.
El 9 de febrero, al menos ocho personas, tres de ellas niños, murieron por el ataque de la aviación israelí contra una casa de Rafah, y cuatro más murieron en una guardería de az-Zawayda. OCHA informó que cerca de un 10 % de los niños menores de cinco años sufrían ya malnutrición severa. Al Jazeera informó de que los francotiradores israelíes habían matado a al menos veintiún civiles palestinos que trataban de llegar o salir del hospital Nasser de Jan Yunis. La Media Luna Roja palestina también confirmó la muerte de Hind Rajab, la niña de seis años que había llamado pidiendo ayuda el 31 de enero, así como de los dos enfermeros que fueron enviados a rescatarla con el visto bueno del ejército israelí, a quien acusó de haberlos matado deliberadamente. El 11 de febrero, las Brigadas de Ezzeldin Al-Qassam informaron de que dos rehenes israelíes habían muerto y otros ocho habían resultado heridos de gravedad debido a los bombardeos israelíes contra Rafah. La Media Luna Roja palestina denunció que Israel llevaba una semana impidiendo la llegada de bombonas de oxígeno al hospital al-Amal de Jan Yunis, lo que había resultado ya en la muerte de tres pacientes.
El 12 de febrero, una operación especial israelí en Rafah se saldó con el rescate de dos rehenes y la muerte de 74 palestinos por los bombardeos usados como cobertura. Hamás anunció que tres de los ocho rehenes heridos el día anterior en un bombardeo israelí habían muerto. El 14 de febrero, miles de palestinos desplazados que se habían refugiado en el hospital Nasser de Jan Yunis comenzaron a evacuar este centro médico después de la orden israelí del día anterior. El ministro israelí de Finanzas, Bezalel Smotrich, ordenó paralizar los envíos de harina a la Franja de Gaza.

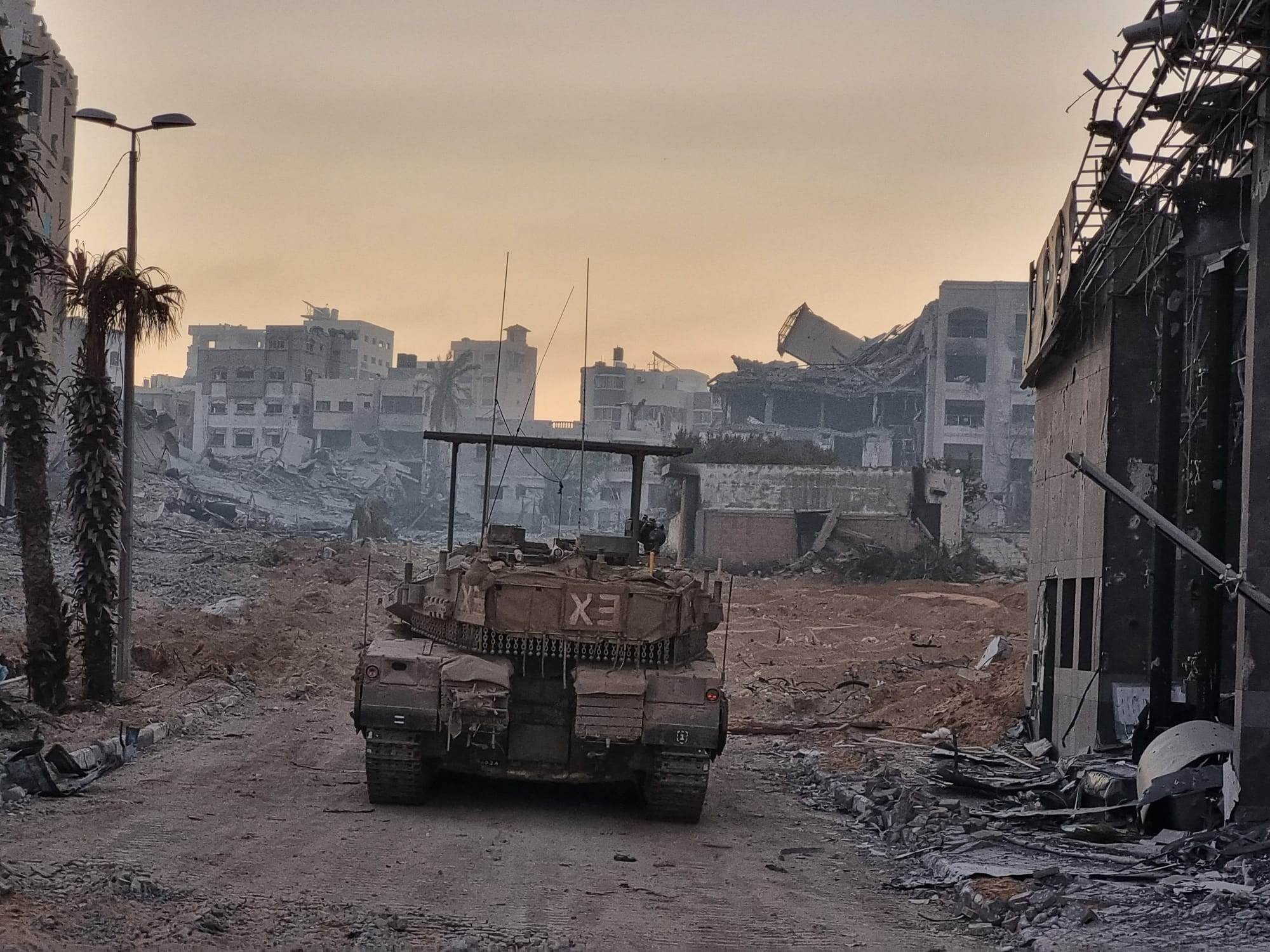
Un tanque israelí Merkava en el campo de refugiados de Jan Yunis en febrero de 2024

El 15 de febrero, el ejército israelí asaltó el hospital Nasser de Jan Yunis, el más grande de cuantos quedaban operativos en la Franja de Gaza. Al menos un paciente murió y otros seis resultaron heridos por las tropas israelíes. El último reporte de la UNRWA informó que en la Franja de Gaza y en la Cisjordania ocupada incluido Jerusalén Este, 156 de sus miembros habían sido asesinados, 153 de sus instalaciones atacadas desde el 7 de octubre de 2023 y que había 1,7 millones de personas de personas desplazadas internas refugiadas en instalaciones de la organización desde el inicio del conflicto. El 17 de febrero, al menos 120 pacientes y cinco equipos médicos se encontraban atrapados en el interior del hospital Nasser sin electricidad, comida ni agua. El ministro de Defensa israelí comunicó el 18 de febrero que la Brigada de Jan Yunis de Hamás había sido «derrotada». Las Brigadas de Ezzeldin al-Qassam ya no habían reclamado ataques contra fuerzas israelíes en Jan Yunis desde el 13 de febrero, sin embargo otras milicias palestinas continuaron sus ataques contra las FDI en la ciudad homónima.
Los combatientes palestinos se infiltraron en el norte de la Franja de Gaza desde finales de enero e intentaron reconstituir sus capacidades militares y reconstruir un sistema de gobernación en la zona. Por su parte, las FDI reportaron que sus fuerzas estaban finalizando sus operaciones de limpieza en el oeste de Jan Yunis, las fuerzas israelíes «expandieron» sus operaciones terrestres en la zona desde el 22 de enero y se enfrentaron a las milicias palestinas casi a diario desde entonces.
El viernes 23 de febrero, expertos de la ONU declararon que habían visto «alegaciones creíbles» de que mujeres y niñas palestinas habían sufrido violaciones, humillación sexual y amenazas de violación cuando estuvieron presas por el ejército israelí. El domingo, el ejército israelí anunció que había dado por concluidas sus operaciones en el interior del hospital Nasser de Jan Yunis, en el que detuvo a 200 personas, expulsó a miles de desplazados y causó graves daños que lo dejaron «no operativo», en palabras de la OMS.
El 26 de febrero, Naciones Unidas explicó que más de medio millón de gazatíes se encontraban ya «en la más grave de las cinco fases en que se clasifican las crisis alimentarias, es decir, en riesgo alto de morir de inanición».
El miércoles 28 de enero, nueve niños palestinos murieron por inanición y otros siete se encontraban en estado crítico. El 29 de febrero, tropas israelíes dispararon contra una multitud de personas que esperaban ayuda humanitaria en la Franja de Gaza. Los disparos de los soldados y la estampida consiguiente causaron al menos 117 muertos y más de 700 heridos.

#### Marzo
El viernes 1 de marzo, The New York Times informó de que la entrada de ayuda humanitaria a la Franja de Gaza se había reducido en más de un 30 % en febrero.El lunes 4 de marzo, el número de niños muertos de inanición llegó a dieciséis con el fallecimiento de un niño de 10 años.
El 8 de marzo, cinco civiles murieron en el campamento de refugiados de Shati como resultado de un cargamento de ayuda humanitaria lanzado desde el aire cuyo paracaídas no llegó a abrirse. Algunos expertos en crisis humanitarias advirtieron de que el envío de ayuda por mar y aire nunca podrían compensar el que se realizaba por tierra antes del inicio de la guerra. El diario israelí Haaretz publicó que veintisiete prisioneros de guerra palestinos habían muerto en cárceles israelíes desde el inicio de la guerra. Al día siguiente, tres niños palestinos más murieron de inanición y deshidratación en el hospital al-Shifa de Gaza, lo que llevó la cifra de niños muertos por la hambruna hasta los 23. Numerosas madres estaban dando a luz a niños muertos en el norte de la Franja.. El 10 de marzo, toda la población de la Franja de Gaza se encontraba en la fase 3 (crisis alimentaria o de subsistencia) de la Clasificación Integrada de las Fases de la Seguridad Alimentaria, lo que suponía «el porcentaje más alto de personas que sufren este tipo de inseguridad alimenticia aguda» de la historia. La mitad de la población se encontraba en la fase 4 (emergencia humanitaria), y al menos un 25 % de la población estaba ya en la fase más extrema, la de hambruna o catástrofe humanitaria.
El 12 de marzo, se registraron dos muertes más de niños por inanición y deshidratación, lo que elevó la cifra hasta los 27, la mayoría de ellos bebés. El 13 de marzo, un bombardeo israelí destruyó un almacén de alimentos de UNRWA en Rafah y mató a cuatro personas en su interior. Otro bombardeo israelí, en este caso en Deir al-Balah, mató a diez personas e hirió a otras muchas. El 14 de marzo, al menos veinte personas murieron y 150 resultaron heridas después de que un helicóptero israelí disparara contra una multitud de civiles palestinos durante una entrega de ayuda en la rotonda de Kuwait en la ciudad de Gaza.
El 15 de marzo, un bombardeo israelí sobre una vivienda que acogía desplazados de guerra en el campamento de Nuseirat dejó 36 muertos. La mayor parte de las víctimas de dicho ataque eran niños, aunque también se encontraron entre los escombros a mujeres embarazadas. El sábado 16 de marzo, UNRWA denunció que uno de cada tres niños menores de dos años se encontraba en situación de malnutrición severa en el norte de la Franja de Gaza. El domingo 17 de marzo, por primera vez en cuatro meses, doce camiones de ayuda humanitaria llegaron a algunas zonas del norte de la Franja de Gaza: seis a Gaza y seis al campamento de Jabalia.
El 18 de marzo, las fuerzas israelíes atacaron de nuevo el Hospital Al-Shifa de la capital gazatí. Varias agencias de noticias informaron que los soldados israelíes agredieron y detuvieron al corresponsal de Al Jazeera, Ismail al-Ghoul, y a más de ochenta personas, incluido personal médico y otros periodistas, y confiscaron y destruyeron equipos de prensa y médicos.
El 21 de marzo, el ministro de Asuntos Exteriores británico, David Cameron, denunció que «los principales obstructores [de ayuda humanitaria] siguen siendo las negativas arbitrarias del gobierno de Israel y los largos procedimientos de autorización, incluidas múltiples revisiones y estrechos márgenes de apertura durante las horas de luz». Al día siguiente, al menos diez personas de la misma familia murieron cuando la aviación israelí bombardeó una casa al noroeste de Gaza, mientras que otras ocho murieron en Rafah, donde también se registraron numerosos heridos. Al Jazeera publicó un vídeo recuperado de un dron israelí que mostraba a cuatro palestinos desarmados en Jan Yunis que murieron en un ataque aéreo israelí con drones. El 70 % de la población del norte de la Franja de Gaza ya estaba experimentando una hambruna catastrófica. El 23 de marzo, al menos diecinueve palestinos murieron y otros veintitrés resultaron heridos como resultado de un ataque israelí cuando esperaban para recoger ayuda humanitaria al sureste de la capital gazatí, cerca de la redonda Kuwait. El 24 de marzo, la aviación israelí continuó bombardeando Jan Yunis, Rafah y Deir al-Balah, dejando en estas últimas dos ciudades un total de catorce muertos. Las fuerzas israelíes comenzaron a asediar dos hospitales gazatíes más, en este caso el Al Amal y el Nasser de la ciudad sureña de Jan Yunis. Israel informó a UNRWA de que ya no permitiría que sus camiones de ayuda humanitaria llegasen hasta el norte de la Franja de Gaza.
El 25 de marzo, al menos veintiún civiles pertenecientes a dos familias murieron tras el ataque de la aviación israelí contra un bloque de viviendas en Deir al-Balah. Otros quince, incluidos varios niños, murieron en un ataque israelí en Rafah. Seis civiles murieron por un ataque aéreo contra ellos en la localidad de Al-Mughraqa, en el centro de la Franja. Ese mismo día, el ejército israelí obligó a los médicos y pacientes del hospital al-Amal de Jan Yunis a abandonar el recinto hospitalario y lo clausuraron. El 26 de marzo murieron al menos dieciocho palestinos, incluidos nueve niños de entre dos y nueve años, en un bombardeo israelí contra un edificio residencial de la familia Abú Nuquira en la ciudad de Rafah. Otro ataque israelí, en este caso cerca del hospital Al-Shifa de Gaza, dejó otros treinta palestinos muertos. Al norte de la Franja de Gaza, doce personas se ahogaron mientras trataban de recoger ayuda humanitaria que había caído al mar por error.
El 27 de marzo, al menos doce personas murieron en un ataque israelí contra un campamento de desplazados internos en la ciudad de Jan Yunis. Otras once personas de la familia Dhair murieron en un bombardeo de la aviación israelí contra su vivienda en Rafah. El jueves 28 de marzo se produjeron intensos combates alrededor del hospital Al-Shifa de Gaza y de los hospitales Nasser y Al-Amal de Jan Yunis, uno de los cuales seguía bajo asedio israelí.

#### Abril
El lunes 1 de abril, las fuerzas israelíes se retiraron del Hospital Al-Shifa por segunda vez desde el inicio de la guerra. La Media Luna Roja Palestina afirmó que los distintos departamentos del complejo hospitalario fueron incendiados y que cadáveres de civiles ejecutados yacían alrededor del hospital. Ese mismo día al menos siete trabajadores de la organización humanitaria World Central Kitchen (WCK), del chef José Andrés, murieron en un ataque aéreo de las Fuerzas de Defensa de Israel. Según informó la ONG, «el equipo de WCK viajaba en una zona desescalada en dos vehículos blindados con el logo de la organización» cuando uno de ellos recibió el impacto de un misil lanzado por el ejército de Israel.
El miércoles 3 de abril, el director general de la Organización Mundial de la Salud (OMS), Tedros Adhanom Ghebreyesus, informó de que al menos 27 niños habían muerto por desnutrición en la Franja de Gaza desde el inicio de los ataques israelíes el 7 de octubre y que esta cifra aumentaría si no se producía un alto el fuego inmediato y no se garantizaba la seguridad para aumentar la ayuda. Por su parte, Oxfam Intermón advirtió de que la población palestina del norte de la Franja de Gaza sobrevivía con solo 245 calorías al día, una cantidad equivalente a 100 gramos de pan, lo que suponía menos del 12 % de las 2100 kilocalorías diarias necesarias por persona. La ONG también indicó que el total de suministros que entraban desde octubre en la Franja suponía apenas una media del 41 % de las calorías diarias necesarias para una persona. Según el Programa Mundial de Alimentos, 1,1 millones de personas se enfrentaban a la hambruna en Gaza.
El sábado 6 de abril, la directora ejecutiva del Fondo de Naciones Unidas para la Infancia (UNICEF), Catherine Russell, denunció que desde su comienzo el 7 de octubre «la guerra en Gaza ha matado a más de 13 000 niños y ha herido a muchos más». Ese mismo día, las autoridades gazatíes informaron que 46 palestinos habían muerto y 65 habían resultado heridos por diversos ataques israelíes. Tropas israelíes recuperaron los restos mortales de uno de los rehenes que había estado cautivo de la Yihad Islámica palestina. La Oficina de Naciones Unidas para la Coordinación de Asuntos Humanitarios denunció que el número de niños muertos por desnutrición en la Franja de Gaza ascendía ya a 28. Al día siguiente, el ejército de Israel anunció la retirada de la 98.ª División del sur de Gaza para recuperarse y prepararse para futuras operaciones después de cuatro meses de intensos combates con las milicias palestinas en Jan Yunis, con lo que ya solo permanecería operativa en la Franja la brigada Nahal, encargada de asegurar el corredor de Netzarim, que cruzaba Gaza desde el kibutz Beeri hasta la costa gazatí. El 8 de abril, los desplazados palestinos originarios de Jan Yunis comenzaron a volver a las ruinas de sus hogares tras la retirada del ejército israelí de la ciudad.
El 9 de abril, catorce personas, incluidos al menos cuatro niños, murieron en un bombardeo israelí contra una vivienda en el campamento de refugiados de Nuseirat. Ese mismo día, tanto OCHA como UNRWA denunciaron que la mitad de los convoyes de ayuda humanitaria destinados al norte de la Franja de Gaza en marzo fueron bloqueados por el ejército israelí. El 10 de abril de 2024, un bombardeo israelí mató a tres hijos y a tres nietos de Ismail Haniya cuando se dirigían a celebrar la fiesta de Eid al-Fitr con el resto de su familia en el campamento de refugiados de Shati. Los bombardeos israelíes se centraron en el campamento de Nuseirat el 11 de abril, donde al menos cinco personas murieron y decenas de edificios —incluidas una escuela y dos mezquitas— fueron destruidos. Tras el ataque aéreo, las tropas israelíes realizaron una incursión en el campamento con tanques y helicópteros artillados. Otras seis personas murieron por el ataque de un dron en Rafah.

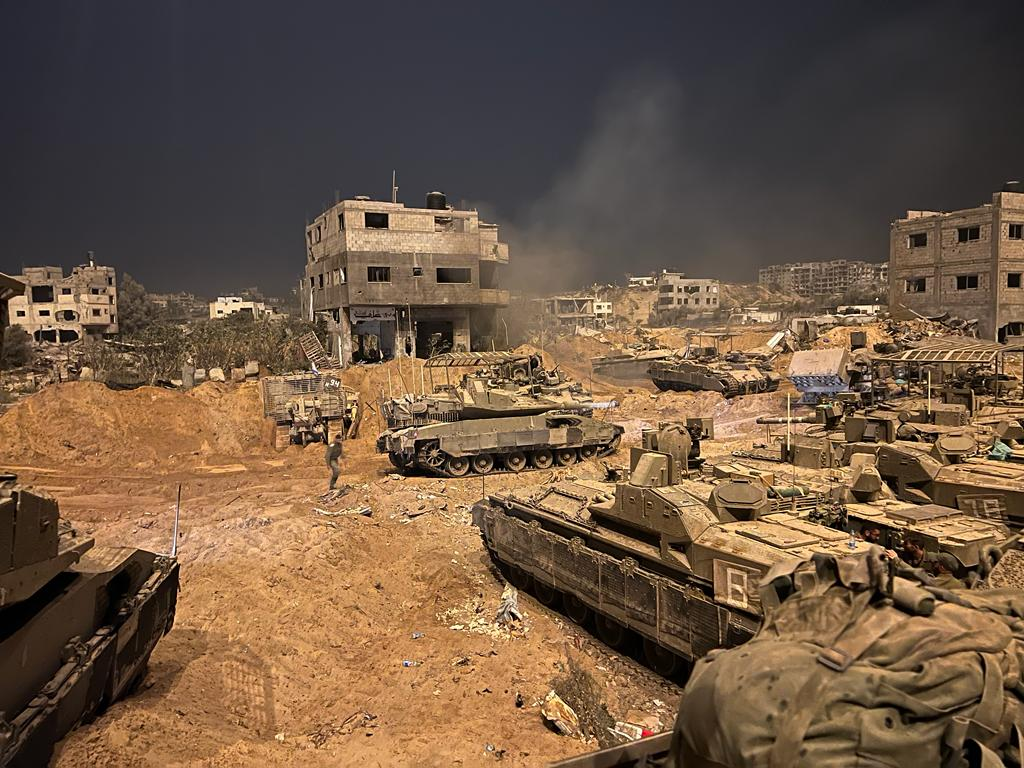
Véhiculos militares israelíes durante los combates

El 15 de abril, Israel liberó a 150 detenidos palestinos de la Franja de Gaza, incluidos dos miembros de la Media Luna Roja Palestina que estuvieron presos durante 50 días. Los detenidos denunciaron torturas y muchos de ellos fueron ingresados en hospitales gazatíes. Uno de ellos llegó con una pierna amputada. Un informe de la ONU reveló que Israel había destruido más de 3000 edificios gazatíes que se encontraban a menos de un kilómetro de su frontera para crear una zona de exclusión, algo que diversos expertos han denunciado como un crimen de guerra.
El 16 de abril, en Beit Hanun, donde las tropas israelíes volvieron a operar después de haberlo abandonado meses atrás, numerosas familias fueron obligadas a abandonar sus viviendas o las escuelas en las que se refugiaban y muchos hombres fueron detenidos. La aviación israelí también destruyó varias viviendas en Al-Mughraqa, Al-Zahra y Deir al-Balah.

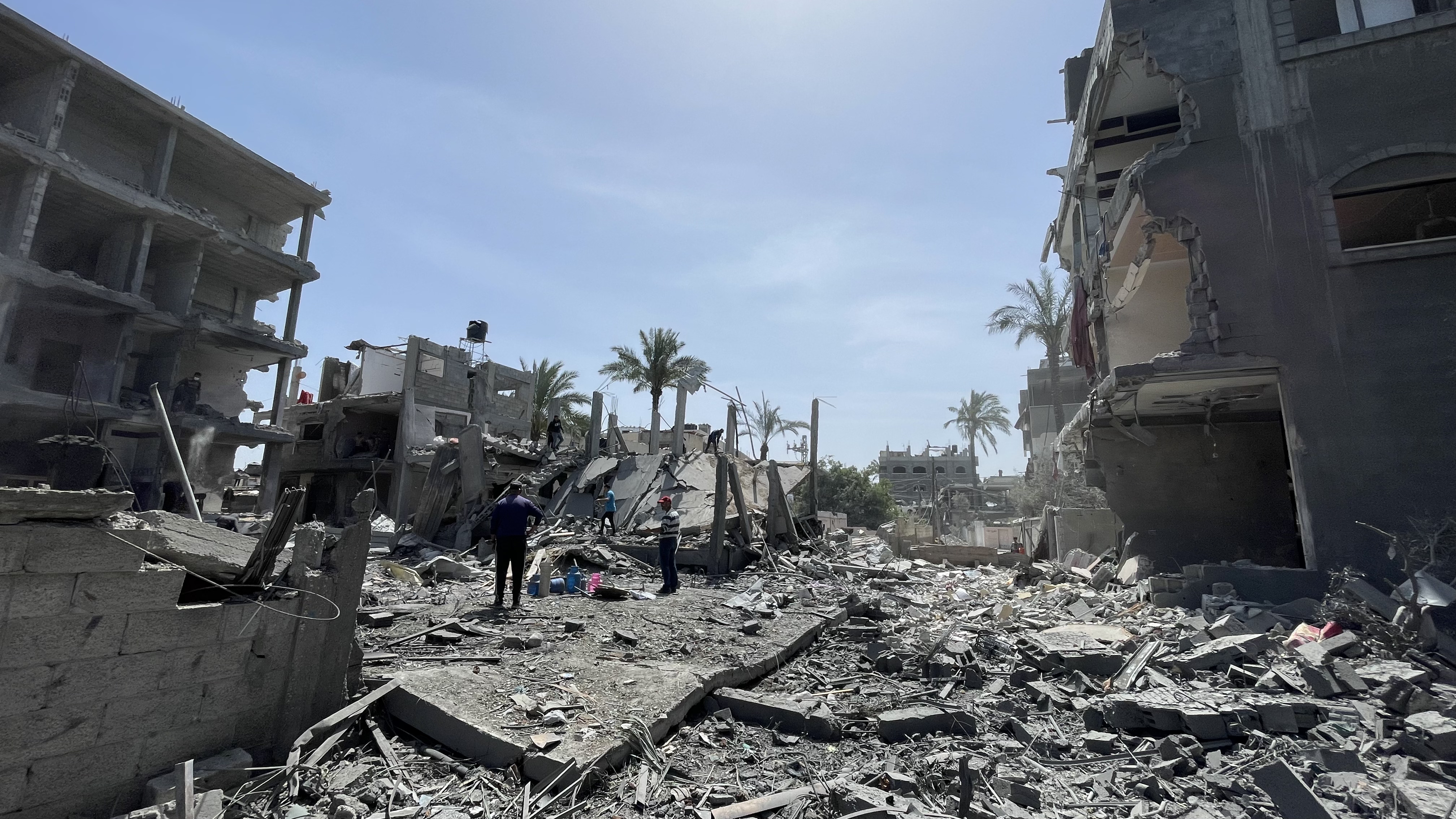
Edificios destruidos en Gaza, 22 de abril de 2024

El 20 de abril, Israel intensificó sus ataques contra Rafah. Los ataques israelíes mataron a 22 palestinos en la localidad, de los que 18 eran niños. El primer ataque de la noche mató a un hombre, una mujer embarazada y su hija de cuatro años; los médicos lograron salvar al bebé de la mujer. El segundo ataque mató a 17 niños y dos mujeres, todos de la misma familia. En el patio central del hospital Nasser, en Jan Yunis, se descubrieron tres fosas comunes cavadas por el ejército israelí que contenían al menos 283 cuerpos de palestinos muertos durante el asedio o durante el ataque israelí al hospital. El 22 de abril, las tropas israelíes volvieron a adentrarse en la parte oriental de Jan Yunis. Según la Organización Mundial de la Salud, un convoy destinado al hospital Kamal Adwan no pudo llegar a su destino por los graves retrasos en los puestos de control israelíes y por las hostilidades en curso.
El 25 de abril, el número de cadáveres descubiertos en las fosas comunes del hospital Nasser de Jan Yunis ascendía ya a 392, de los que solo 65 habían podido identificarse. Un trabajador humanitario belga y su hijo de siete años murieron por un ataque israelí contra su casa en Rafah, en la que murieron más civiles. Hamás publicó un vídeo de un rehén israelí de 23 años. Un niño de un año sufrió la amputación de una mano y de parte de su lengua, así como doscientos puntos de sutura en la cara, por un bombardeo israelí que mató a diez miembros de su familia en su propia casa. Al día siguiente falleció una niña que había nacido prematura seis días antes del vientre de su madre, muerta por un ataque israelí junto con su padre y su hermana de cuatro años. Ante las anormalmente altas temperaturas registradas en la Franja a finales de abril y la falta de agua potable, una bebé murió el 27 de abril de insolación en el campamento de tiendas improvisado de Rafah.El 30 de abril, el Servicio de Emergencias Civiles de la Franja de Gaza elevó a 10 000 el número de desaparecidos bajo los escombros.

#### Mayo
El 2 de mayo, OCHA denunció que un niño de 14 años había resultado gravemente herido y le habían tenido que amputar las extremidades tras tratar de abrir una lata de comida que en realidad contenía una bomba. El chico había encontrado la lata en su casa de Jan Yunis, a la que había vuelto después de haber huido ante la ofensiva israelí contra la ciudad meses atrás. OCHA añadió que muchas personas habían sufrido heridas parecidas por artefactos explosivos camuflados en latas de comida.
El 3 de mayo, siete personas (incluidos cuatro niños) murieron en un bombardeo israelí contra una vivienda al norte de Rafah. Ese día se anunció la muerte en un centro de detención israelí del cirujano Adnan al-Bursh, jefe de ortopedia del Hospital Al-Shifa. El 5 de mayo, el jefe del Programa Mundial de Alimentos advirtió de la existencia de una «hambruna en estado avanzado» en el norte de la Franja de Gaza. A media mañana, las Brigadas de Ezzeldin Al-Qassam, brazo armado de Hamás, lanzaron un ataque con diez cohetes contra una zona de reunión del ejército israelí situada cerca de la localidad israelí de Kerem Shalom, en el sureste de la Franja de Gaza. En el ataque murieron cuatro militares israelíes y otros diez resultaron heridos. Israel respondió al ataque cerrando el paso fronterizo cercano y dejando abierto únicamente el paso de Rafah.

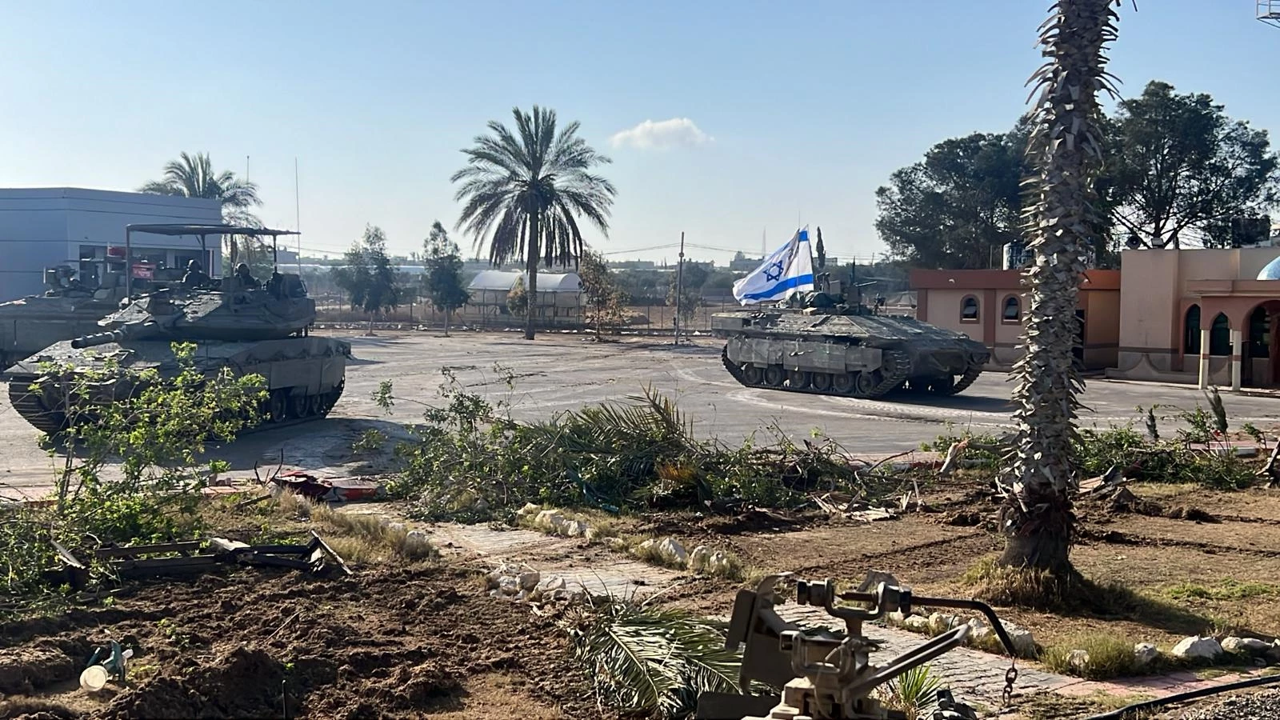
Tanques israelíes durante la invasión de la ciudad gazatí de Rafah

Al día siguiente, el ejército israelí ordenó la evacuación de 100 000 palestinos de la ciudad de Rafah, al sur de la Franja, donde cerca de 1.5 millones de palestinos se refugiaban por entonces. Esa misma noche, poco después de que Hamás anunciase que aceptaba una oferta de alto el fuego, Israel dio comienzo a su anunciada ofensiva sobre Rafah. Un día después, los tanques israelíes llegaron hasta el paso de Rafah y lo clausuraron. Unido al cierre del paso de Kerem Shalom dos días antes, este hecho llevó a la alarma de las organizaciones humanitarias. Ese mismo día, al menos veinte palestinos, incluidos mujeres y niños, murieron como consecuencia de un bombardeo israelí en Rafah. El hospital al-Najjar, uno de los tres hospitales de Rafah, dejó de estar operativo el 8 de mayo debido a los intensos combates a su alrededor. Al menos 35 cadáveres y 125 heridos llegaron ese día al Hospital Kuwaití de Rafah.
El 9 de mayo, el lanzamiento de ayuda humanitaria por aire volvió a matar a dos palestinos, en este caso en el norte de la Franja, cuando uno de los paracaídas no se abrió y cayó sobre un almacén. El 10 de mayo, cinco soldados israelíes murieron en combates en el barrio gazatí de Zeitún, cuatro por un artefacto explosivo y uno durante un tiroteo. El ejército israelí ordenó a los habitantes de Jabaliya y Beit Lahia, al norte de la Franja, que abandonasen sus viviendas y se trasladasen a Gaza ante una inminente ofensiva. El sábado 11 de mayo, Egipto se negó a colaborar con Israel en la reapertura del paso de Rafah. Los bombardeos israelíes mataron a nueve palestinos e hirieron a otros diez tan solo en la ciudad de Rafah. Hamás anunció la muerte de un rehén israelí en un bombardeo de su aviación.

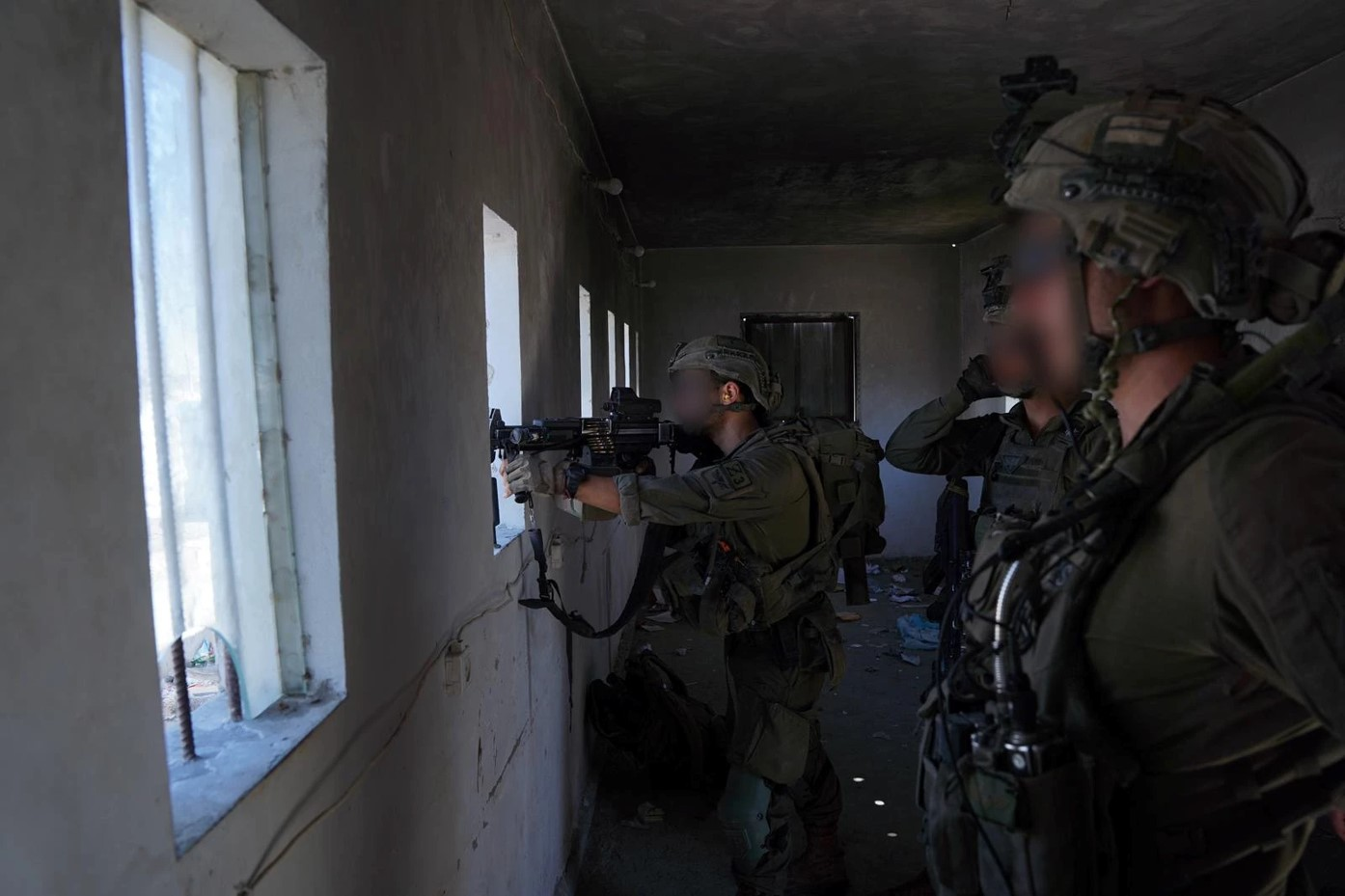
Soldados israelíes durante la invasión de la ciudad gazatí de Rafah

Los tanques israelíes volvieron a adentrarse en la ciudad de Gaza el 12 de mayo, meses después de haber abandonado la zona. El Alto Comisionado de las Naciones Unidas para los Derechos Humanos, Volker Türk, denunció que la supuesta zona humanitaria habilitada por Israel para el traslado de la población civil de Rafah estaba «reducida a escombros», mientras que las agencias humanitarias expusieron que había ya una terrible masificación, estaba muy limitado acceso al agua (que no era potable), los sistemas de saneamiento eran casi inexistentes y apenas contaba con sistemas de abastecimiento de alimentos.
El 13 de mayo, el paso de Rafah seguía cerrado y el de Kerem Shalom presentaba serios problemas de abastecimiento. El ejército israelí volvió a avanzar sobre la ciudad norteña de Jabaliya, que había abandonado a principios de enero, y los bombardeos israelíes destruyeron multitud de viviendas y mataron al menos a veinte personas. Las tropas israelíes dispararon contra las ambulancias que se dirigían a atender a las docenas de heridos. Al día siguiente, al menos diez palestinos murieron en un ataque israelí contra un hospital de la UNRWA en el barrio gazatí de Sabra.
El 15 de mayo, los pocos hospitales funcionales que quedaban en la Franja sufrían una grave carencia de combustible para sus generadores. Ese día, solamente 54 camiones de ayuda humanitaria entraron en la Franja de Gaza (todos a través del norteño paso de Erez), mientras la ONU calculaba que hacían falta unos 500 camiones diarios para abastecer a la población. Más de 600 000 personas habían tenido que huir de Rafah ante la ofensiva israelí, mientras que otras 100 000 habían huido de varias localidades del norte sobre las que Israel también impuso una orden de evacuación. Al día siguiente, cinco soldados israelíes murieron por fuego amigo cuando un tanque disparó dos obuses contra la vivienda que ocupaban en el campamento de refugiados de Jabalia.

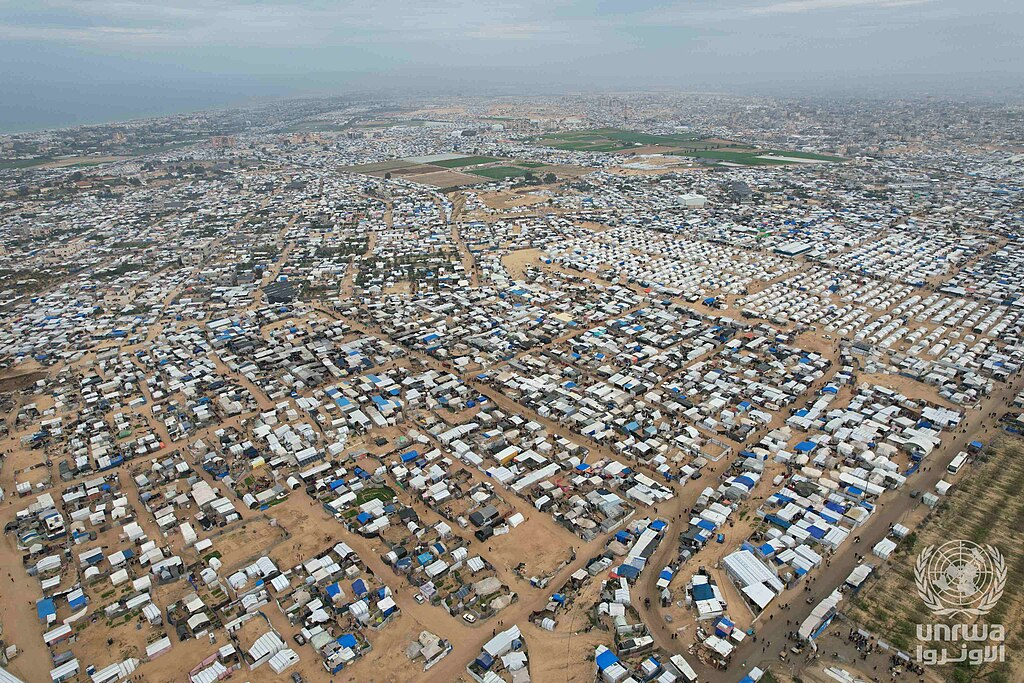
Vista aérea de la zona de Al-Mawasi, donde miles de palestinos desplazados viven en tiendas de campaña

El 17 de mayo, el ejército israelí recuperó los cadáveres de tres de las víctimas del ataque del 7 de octubre. Estados Unidos terminó la construcción e instalación del muelle flotante para facilitar la entrada de ayuda humanitaria por mar. El 18 de mayo, al menos quince civiles murieron y otros treinta resultaron heridos por los ataques israelíes contra la población de Jabalia.
El 19 de mayo, un ataque de la aviación israelí mató al menos a 31 personas e hirió a otras veinte en una vivienda del campo de refugiados de Nuseirat. Los combates siguieron centrándose en la sureña ciudad de Rafah, si bien las tropas israelíes también cercaron el hospital Kamal Adwan en Beit Lahia, impidiendo que nadie entrara o saliese de él, y atacaron los barrios del Jeque Zayed y Zeitún en la capital. Dos soldados israelíes murieron en combates al sur de la Franja. La ayuda humanitaria comenzó a entrar en la Franja a través del muelle construido por Estados Unidos, aunque aún se trataba de muy poca cantidad, mientras que el paso de Rafah seguía cerrado. Dos días después, el 21 de mayo, al menos ocho palestinos (incluidos tres niños) murieron en un edificio residencial de Rafah destruido por los bombardeos israelíes, y otros tres niños murieron en su casa por un bombardeo israelí en Jan Yunis. La población de Khuza'a comenzó a huir de la ciudad por el avance de las fuerzas israelíes.
El 22 de mayo, diez personas murieron en un ataque israelí en la localidad de Al-Zawaida y los cadáveres de seis más fueron recuperados de las ruinas de un edificio en Jabaliya. Los únicos dos hospitales funcionales del norte de la Franja de Gaza estaban bajo asedio israelí, con más de doscientos pacientes atrapados en su interior. El 24 de mayo, el ejército israelí recuperó los cadáveres de tres rehenes más en el norte de la Franja. Los tanque israelíes siguieron avanzando por Rafah pese a que el Tribunal Internacional de Justicia ordenó ese día el cese inmediato de la ofensiva israelí en toda la gobernación homónima.
El 26 de mayo por la noche, unas cincuenta personas murieron y más de doscientas resultaron heridas en un bombardeo israelí contra un campamento de refugiados en el noroeste de Rafah. Al menos veintitrés de las víctimas eran mujeres y niños. Según la agencia WAFA, Israel lanzó alrededor de ocho cohetes contra un gran número de tiendas de campaña de un campamento recién establecido en el noroeste de Rafah, cerca de los almacenes de la UNRWA. La mayoría de las víctimas murieron carbonizadas en el incendio provocado por el ataque israelí.
El 28 de ese mismo mes, un nuevo ataque israelí contra un campamento de tiendas de refugiados, en este caso en la denominada zona segura de Al-Mawasi, mató a veintiuna personas, al menos trece de las cuales eran mujeres. Mientras, más de un millón de desplazados habían tenido que abandonar la ciudad de Rafah desde el inicio de la ofensiva israelí. Al día siguiente, tres soldados israelíes murieron y otros tres resultaron gravemente heridos por la explosión de un artefacto explosivo improvisado en un edificio de Rafah.
El 30 de mayo, el ejército israelí declaró tener control operativo sobre el corredor Filadelfia, una estrecha franja de terreno a lo largo de la frontera palestino-egipcia, y continuó con sus bombardeos sobre Rafah, donde los buldóceres israelíes demolieron numerosas viviendas.

#### Junio
El 1 de junio, un total de 95 personas murieron como resultado de los ataques israelíes. Dos niños más (uno de trece años y otro de siete meses) murieron de inanición. El 3 de junio, una serie de bombardeos israelíes mataron a más de veinte palestinos, incluidos al menos tres niños, en Jan Yunis y en los campamentos de refugiados de Nuseirat y Bureij. Las autoridades gazatíes recuperaron más de 120 cadáveres de entre los escombros del campamento de refugiados de Jabalia después de la marcha de las tropas israelíes. El 4 de junio, la Organización Mundial de la Salud denunció que entre 7000 y 11 000 palestinos necesitaban la evacuación urgente a Egipto por motivos médicos, pero que dicho movimiento era imposible por el cierre del paso de Rafah. Ese mismo día, los bombardeos israelíes mataron al menos a ocho personas más en un ataque contra un vehículo que pasaba junto a un refugio para desplazados en Deir al-Balah. El ataque, entre cuyas víctimas mortales había niños, dejó también docenas de heridos, muchos de ellos en estado crítico.
El 5 de junio, el ejército israelí anunció una nueva ofensiva contra la ciudad de Deir al-Balah y contra el campo de refugiados de Bureij. Ese día, el hospital de Al-Aqsa recibió al menos 70 muertos y más de 300 heridos de los distintos bombardeos israelíes en el centro de la Franja de Gaza. El 6 de junio, las tropas israelíes atacaron una escuela de la UNRWA que albergaba a unas 6000 personas desplazadas en el campo de refugiados de Nuseirat, matando al menos a treinta y tres personas, incluidos nueve niños y tres mujeres, e hiriendo a otras 74 personas, entre las que había veintitrés niños.

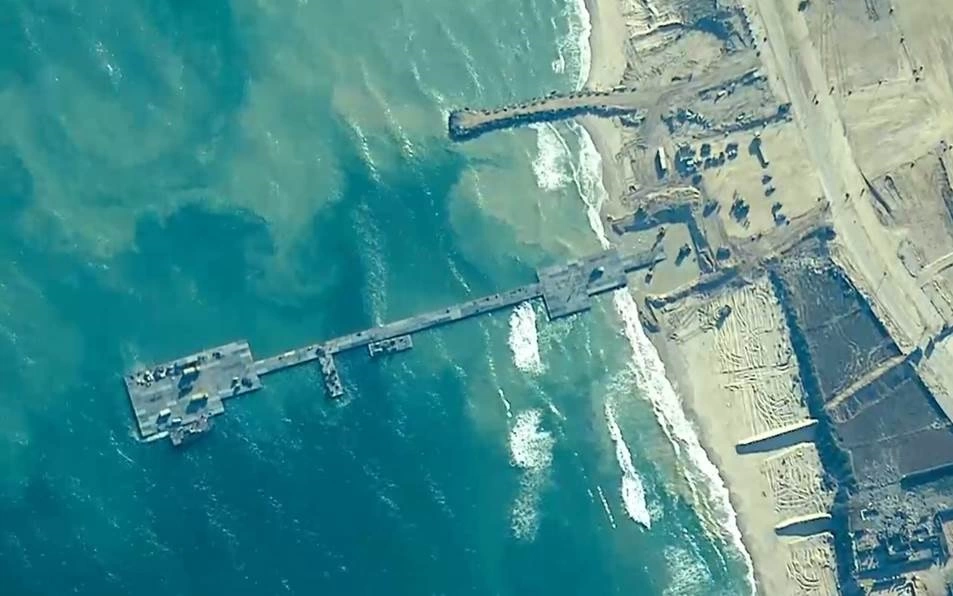
Imagen aérea del muelle flotante construido por Estados Unidos, que según distintas organizaciones palestinas fue utilizado por las FDI en la operación de rescate

El 8 de junio, el ejército israelí mató a 274 personas e hirió a unas 700 en el campamento de refugiados de Nuseirat en una operación de rescate en la que liberó a cuatro rehenes. Un soldado israelí murió en los combates, que también causaron la muerte de otros tres rehenes, según declaró Abu Obaida, portavoz de Hamás. El ataque también destruyó algunas de las instalaciones del Programa Mundial de Alimentos en el centro de la Franja. El 9 de junio, Israel continuó sus ataques contra Deir al-Balah y contra los campamentos de Bureij, Nuseirat y Maghazi, en los que mató a al menos seis personas. Un día después, continuaron los bombardeos israelíes, que mataron a cinco personas e hirieron a otras treinta en Rafah. La Media Luna Roja Palestina criticó el «castigo colectivo» que suponía que el paso de Rafah estuviese ya un mes cerrado frente a una población con «niveles graves de hambruna». Cuatro soldados israelíes murieron y otros cuatro resultaron gravemente heridos al estallar una bomba cazabobos en el interior de una vivienda en Rafah.
El 12 de junio, los bombardeos israelíes mataron a 24 personas en la capital gazatí y a un niño en Rafah. Dos días después, el 14 de junio, el Programa Mundial de Alimentos alertó de que el sur de la Franja de Gaza podría sufrir «niveles catastróficos de hambruna» similares a los que ya se padecían en el norte de la Franja. El puerto flotante instalado por la marina estadounidense en el centro de la Franja volvió a quedar inoperativo debido al oleaje, por lo que tuvo que ser retirado. El 15 de junio, un total de once soldados israelíes murieron en tres incidentes distintos, incluido uno en Rafah en el que los ocho soldados que viajaban en el interior de un vehículo de combate de infantería Namer por el campamento de Tel al-Sultán perecieron por el impacto de un misil antitanque o de un explosivo improvisado. Al menos diecinueve palestinos murieron por bombardeos israelíes en la ciudad de Gaza.
El 16 de junio, ocho comerciantes y guardias de seguridad palestinos murieron por fuego israelí mientras esperaban la llegada de camiones en la carretera oriental de la Franja de Gaza. El 19 de junio, Israel envió una columna de tanques al barrio de Zeitún, en Gaza, donde tuvieron lugar intensos combates. En el campamento de Al-Mawasi, un ataque israelí impactó en varias de las tiendas de los desplazados instalados allí y mató a ocho personas, empujando a muchas otras a huir del campamento presas del pánico.

El 22 de junio, el ministerio de Sanidad de la Franja de Gaza notificó más de cien muertos por diversos ataques israelíes. Al menos dieciocho de ellos murieron en un ataque contra el barrio residencial de Tuffah y otros veinticuatro en un bombardeo del campamento de Al-Shati, ambos en la ciudad de Gaza. Los tanques israelíes volvieron a atacar el campamento de al-Mawasi. La Media Luna Roja Palestina denunció que un bombardeo israelí impactó a pocos metros de su sede principal y mató al menos a 25 personas. Al día siguiente, ocho palestinos murieron por un ataque israelí contra un centro de distribución de ayuda humanitaria gestionado por UNRWA en la capital del enclave. Varios de ellos habían acudido al centro a pedir cupones de comida.Mientras tanto, la hambruna seguía extendiéndose por la Franja y cuatro niños más murieron de inanición durante esta semana.

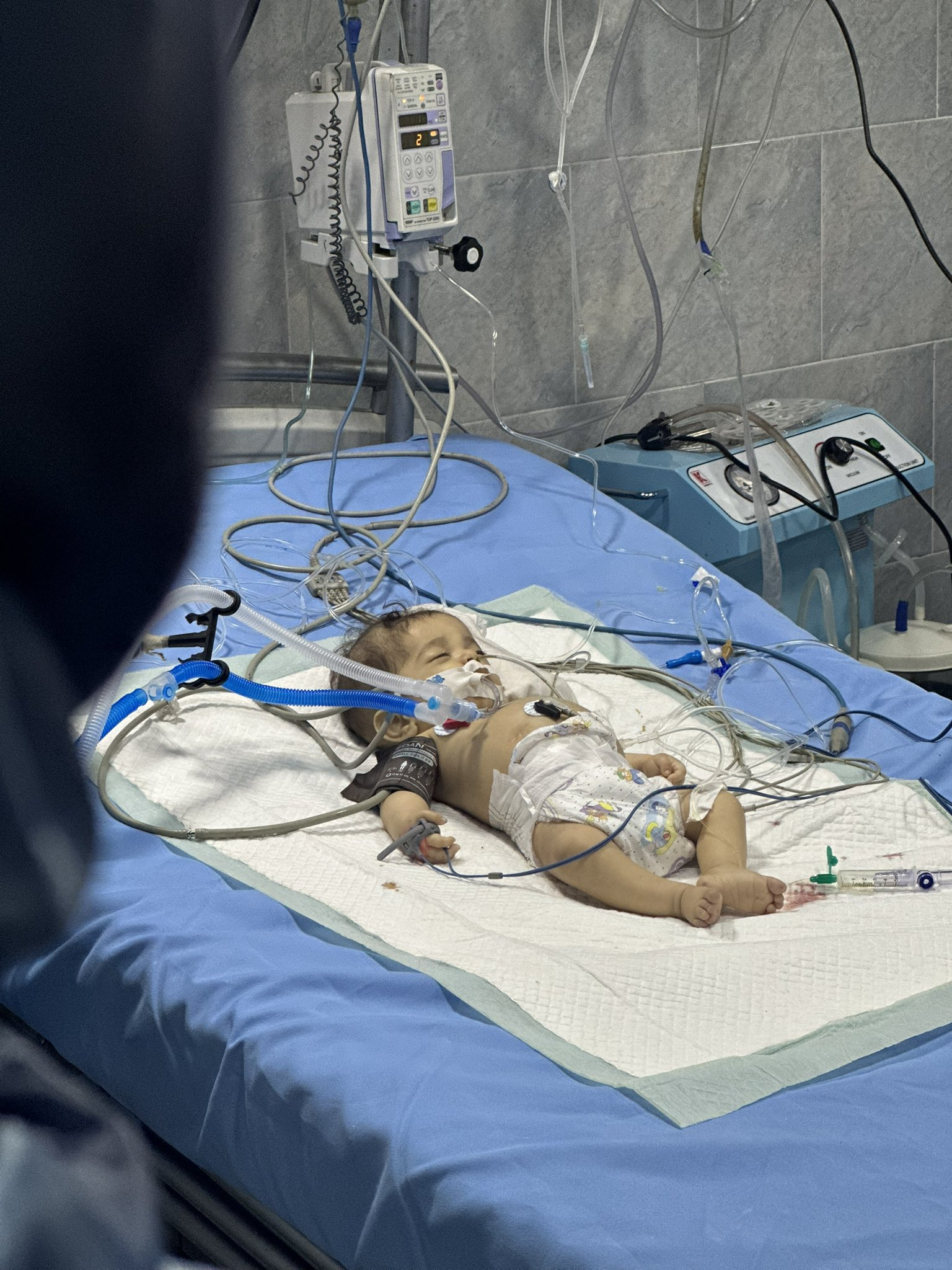
Un bebé palestino muerto en el Hospital Kamal Adwan el 28 de junio de 2024

El 28 de junio, los ataques de los tanques israelíes mataron al menos a once personas en Rafah, donde avanzaron más aún hacia el oeste, forzando a miles de desplazados internos que aún permanecían en la ciudad a abandonar sus tiendas de campaña y huir hacia Jan Yunis. Otro bombardeo israelí, en este caso en el campamento de Nuseirat, destruyó la sede del Servicio Palestino de Emergencias Civiles y mató a tres de sus miembros. El 29 de junio, una niña de 9 años murió y otros tres niños resultaron heridos por la detonación de los restos sin explotar de una bomba israelí en Jan Yunis. El 30 de junio, las tropas israelíes siguieron avanzando hacia el oeste de Rafah y por el barrio de Shujaiya, y al menos seis palestinos murieron como consecuencia de sus ataques. El hospital del campamento de Maghazi resultó seriamente dañado por un bombardeo israelí contra un edificio cercano. Según las autoridades palestinas, unos 115 000 gazatíes habían huido de la Franja desde el inicio del conflicto.

#### Julio
El 1 de julio, Israel liberó al director del Hospital al-Shifa de Gaza, Mohammed Abu Salmiya, después de haberlo mantenido en un campo de detención durante siete meses sin cargos. Salmiya denunció «torturas casi a diario» tanto a sí mismo como a muchos de sus compañeros presos. Al día siguiente, Israel volvió a expulsar a la población de Jan Yunis y reanudó los bombardeos sobre la ciudad, en la que mató al menos a ocho personas. Tres soldados israelíes más murieron a lo largo del día.
El 3 de julio, decenas de miles de palestinos seguían huyendo tras la numerosas órdenes de evacuación forzosas del ejército israelí en la parte sur de la Franja, las más importantes desde octubre en términos de superficie evacuada, pues afectaban a más de un tercio de la superficie total del territorio e incluían a más de 90 edificios escolares convertidos ya en refugios para desplazados, así como cuatro centros médicos. Un bombardeo israelí mató a nueve miembros de la familia Hamdan en una de las zonas declaradas seguras por el propio ejército israelí, a la que acababan de huir tras la orden de evacuación de Jan Yunis; cinco de los fallecidos eran niños y tres eran mujeres. El obús de un tanque israelí mató a diecisiete personas que habían acudido a comprar comida a un mercado del barrio gazatí de Zeitún. Ese mismo 3 de julio, en la ciudad de Gaza, soldados israelíes entraron en la vivienda familiar de un joven con síndrome de Down y autismo llamado Mohammed Bhar. Un perro de combate del ejército israelí atacó a Bhar y le produjo graves heridas mientras los soldados expulsaban al resto de su familia de su casa. Dos de sus hermanos protestaron y fueron arrestados por los soldados. El resto de la familia buscó refugio en un edificio en ruinas cercano y, cuando pudieron volver a su casa después del repliegue de las tropas israelíes, encontraron el cuerpo de Bhar en descomposición. Un portavoz del ejército israelí corroboró la historia poco después.
El 6 de julio, el director de la Organización Mundial de la Salud anunció que había ya varios centros hospitalarios al borde del cese de operaciones por falta de combustible. La OMS explicó que la reducción radical del suministro de combustible se debía al cierre del paso de Rafah por las tropas israelíes y a los combates en torno a esa ciudad, donde se encontraban los principales depósitos de combustible de la Franja antes de la ofensiva israelí. Ese mismo día, un ataque israelí contra una escuela gestionada por la UNRWA en el campamento de Nuseirat mató a dieciséis personas que se habían refugiado allí de los combates. El 8 de julio, el ejército israelí amplió la zona de evacuación al suroeste de la capital gazatí, a cuyos residentes exigió que se desplazasen hacia Deir al-Balah. Los médicos del hospital Al-Ahli de Gaza tuvieron que evacuar a sus pacientes al ya abarrotado hospital Indonesio de Beit Lahia.
El 9 de julio, al menos veintisiete personas murieron y otras cincuenta y tres resultaron heridas en un ataque israelí contra una escuela convertida en refugio en Jan Yunis. Al día siguiente, el ejército israelí ordenó la evacuación completa de la ciudad de Gaza, la segunda más importante de toda Palestina. Además, la aviación israelí bombardeó la sede central de UNRWA en la Franja. Una niña de tres meses fue la única superviviente de un ataque israelí que mató a su madre, padre, hermanas, primos y tíos en el barrio gazatí de Sina'a, un barrio declarado «seguro» al que el ejército israelí amplió los combates a medianoche sin previo aviso. Un vídeo publicado por Al Jazeera recogió el momento en el que un bombardeo israelí contra una escuela de la ONU en Gaza mató a docenas de refugiados que jugaban a fútbol en el patio; la mayoría de las víctimas eran mujeres y niños.
El 11 de julio, los ataques israelíes contra los barrios capitalinos de Tel al-Hawa y Rimal mataron al menos a treinta personas. El 12 de julio, tras la retirada israelí de la ciudad de Gaza, unos cuarenta cadáveres fueron encontrados en los barrios capitalinos de Tal al-Hawa y al-Sinaa y otros sesenta en Shujaiya, donde el 85 % de las viviendas habían sido destruidas. La Organización Mundial de la Salud denunció que Israel solo había permitido el acceso de cinco camiones de medicinas a la Franja de Gaza durante toda la semana anterior, mientras que otros treinta y cuatro camiones estaban parados en la ciudad egipcia de El Arish y cuarenta más en Ismailía esperando permiso para entrar.

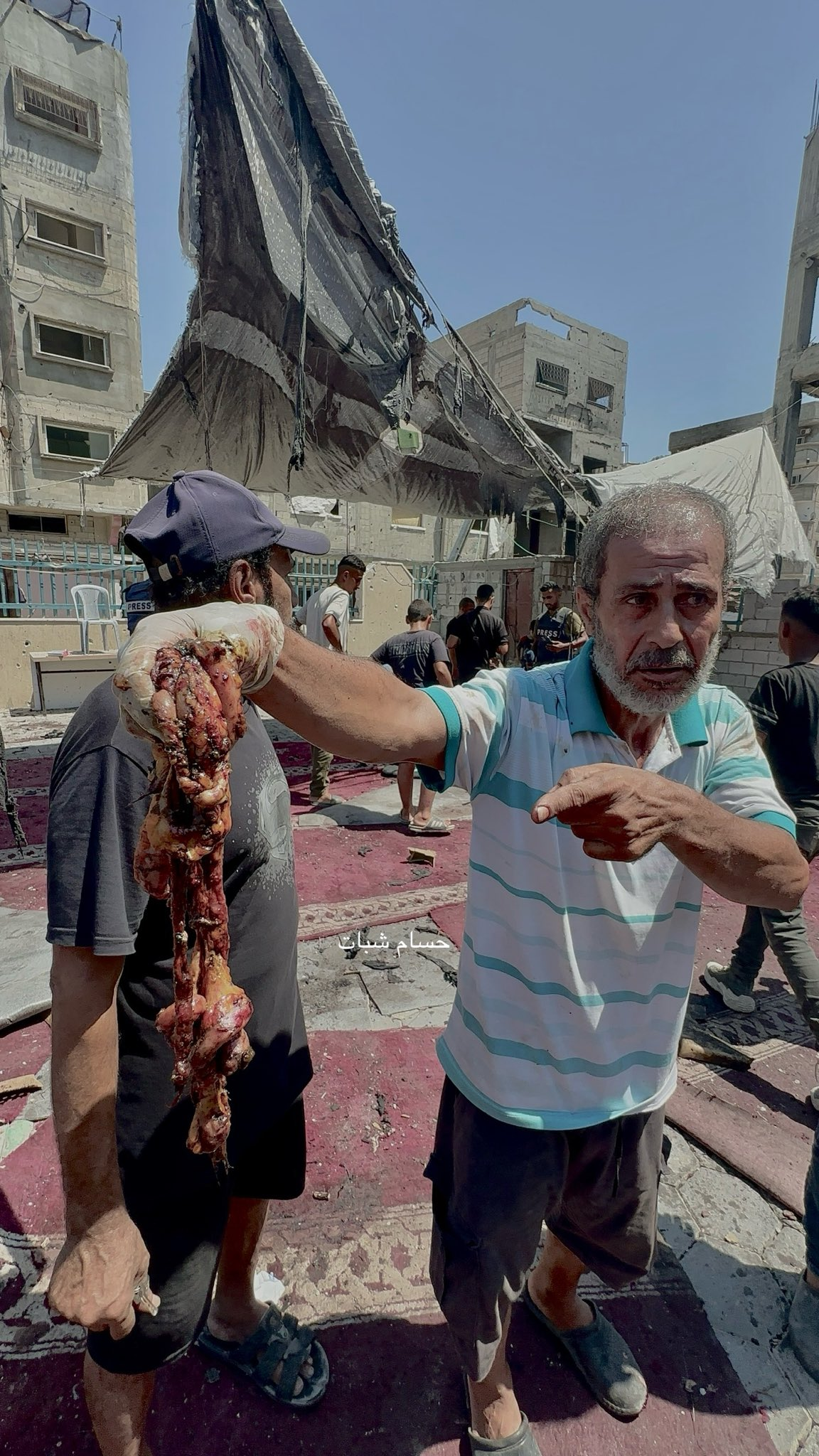
Partes del cuerpo de una de las víctimas de la masacre de Al-Shati cometida por las FDI el 13 de julio de 2024

Una nueva masacre tuvo lugar el 13 de julio, cuando la aviación israelí mató al menos a noventa personas e hirió a otras 289 en el campamento de desplazados de Al-Mawasi, el área que el propio ejército israelí había declarado como «zona segura» para la población. Las autoridades militares israelíes afirmaron que el objetivo del ataque era el jefe de las Brigadas de Ezzeldin Al-Qassam, Mohamed Deif, mientras que fuentes de Hamás indicaron que todas las víctimas eran civiles. Según los servicios de emergencia gazatíes, el ejército israelí les atacó cuando se dirigían a atender a los heridos, mató a dos de sus miembros e hirió de gravedad a otros tres. La relatora especial de la ONU Francesca Albanese denunció que «la guerra genocida de Israel en Gaza es tan intensa que otra masacre de veinte civiles hoy, en un campamento de refugiados (en la ciudad de Gaza) casi no ha recibido atención de los medios de comunicación por la mucho mayor y simultánea masacre de al-Mawasi (con una cifra a estas horas de 90 muertos)». Albanese se refería a otro ataque en el que la aviación israelí había matado a veinte personas en el campamento de Shati. Otro ataque israelí, en este caso contra una casa de oración en un campamento de desplazados en la costa de la ciudad de Gaza, mató al menos a 17 personas.
El 14 de julio, la aviación israelí bombardeó la escuela Abu Araban, gestionada por UNRWA en el centro de la Franja de Gaza, y mató a veintidós personas. Se trataba del quinto ataque israelí contra una escuela en apenas ocho días. El 15 de julio, el ayuntamiento de Deir al-Balah anunció que no podría seguir abasteciendo de agua potable a las 700 000 personas desplazadas que se encontraban en su término municipal debido a la escasez de combustible. Al día siguiente, un nuevo ataque israelí volvió a golpear los campamentos de Al-Mawasi, calificados por el ejército israelí de «zona segura». El ataque más mortífero del día tuvo lugar cerca de una gasolinera de este campamento de desplazados, donde los bombardeos israelíes mataron a 17 personas.
El 18 de julio, una familia completa con niños, padres y abuelos murió por un ataque israelí en el centro de la Franja. La Organización Mundial de la Salud explicó que había documentado más de mil ataques israelíes contra instalaciones sanitarias desde el inicio de la guerra, mientras que Oxfam denunció que Israel había reducido la cantidad de agua disponible en la Franja de Gaza un 94 %, «creando una catástrofe sanitaria letal». El 19 de julio, la Organización Mundial de la Salud advirtió de que se habían encontrado en Jan Yunis y Deir al-Balah seis muestras de la variante tipo 2 del virus de la poliomielitis, una enfermedad infecciosa que puede causar parálisis permanente. Al día siguiente, 20 de julio, un bombardeo israelí mató a un periodista palestino, a su mujer y a sus dos hijos, elevando el número de periodistas palestinos muertos por ataques israelíes a 161.
El 22 de julio, al menos setenta palestinos murieron y otros doscientos resultaron heridos en la nueva ofensiva israelí lanzada contra Jan Yunis y, en concreto, contra la localidad de Bani Suheila y en el campamento de al-Mawasi, la única zona decretada «segura» por el propio ejército israelí. Los bombardeos de su fuerza aérea y su artillería comenzaron apenas unos minutos después de que se publicase una nueva orden de expulsión para las más de 400 000 personas que allí se encontraban desplazadas. El 24 de julio, el ejército israelí recuperó cinco cadáveres de rehenes (una civil y cuatro soldados) durante su incursión en Jan Yunis.

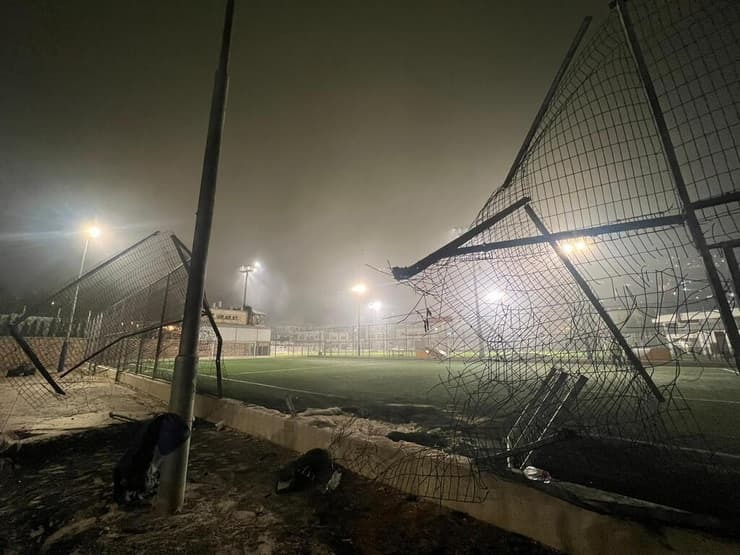
Lugar del impacto del misil en el campo de fútbol de Majdal Shams, al norte de los Altos del Golán

El 27 de julio, Israel bombardeó con tres misiles la escuela Jadiya, en la localidad de Deir el Balah, en el centro de la Franja, donde operaba un hospital de campaña y se alojaban numerosas familias desplazadas. En el ataque israelí murieron al menos treinta personas, entre ellas mujeres y niños, y unas cien resultaron heridas, muchas de ellas en estado crítico. Los ataques israelíes mataron también veintitrés personas en Jan Yunis. El 29 de julio, el Ministerio de Sanidad de la Franja de Gaza declaró una epidemia de polio, una enfermedad que llevaba muchos años erradicada en la región. Las fuerzas israelíes comenzaron a demoler el barrio de Tal al Hawa de la capital gazatí. En Sabra, otro barrio de la capital, el ejército israelí mató a tres personas (un padre, una madre y su hija de 5 meses) en su propia vivienda. Por otro lado, las tropas israelíes ordenaron la evacuación de los campamentos de refugiados de Bureij y Nuseirat. El 31 de julio, dos periodistas de Al Jazeera que habían ido al campamento de Shati a cubrir las reacciones por el asesinato de Ismail Haniya fueron a su vez asesinados por un misil israelí. Viajaban en un coche claramente identificado como un vehículo de prensa.

#### Agosto

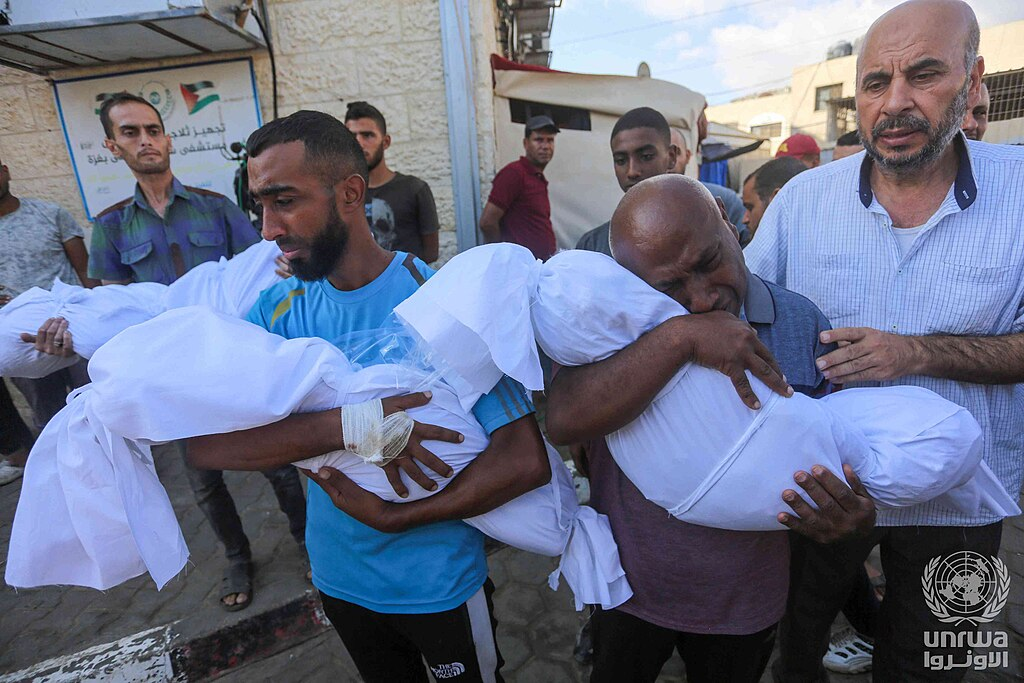
Hombres palestinos lloran la muerte de varios niños en un bombardeo israelí en el campamento de Nuseirat el 10 de agosto de 2024.

El 1 de agosto, tres misiles israelíes mataron al menos a quince personas, incluidas mujeres y niños, e hirieron a varias más en una escuela convertida en refugio para civiles desplazados en la ciudad de Gaza. Al día siguiente, al menos diecisiete personas, incluidos niños, murieron y más de sesenta resultaron gravemente heridas en dos ataques aéreos israelíes en una escuela convertida en refugio en la ciudad de Gaza. El 4 de agosto, al menos veinticinco civiles murieron y varios más resultaron heridos en sendos bombardeos israelíes contra dos escuelas situadas en el barrio de Al Nasr, en la ciudad de Gaza. El 5 de agosto, el ejército israelí mató a cinco policías palestinos que trabajaban en la protección de convoyes de ayuda humanitaria. Ese día, Israel devolvió a la Franja de Gaza 84 cuerpos en descomposición de palestinos que habían estado detenidos en Israel durante meses.
Para el 6 de agosto, el ejército israelí había ordenado a la población palestina abandonar el 85,5 % del territorio de la Franja, con más de 200 000 personas desplazadas tan solo en la última de las expulsiones, la que afectó a Jan Yunis y Deir al-Balah a finales de julio. El 8 de agosto, al menos quince palestinos murieron y al menos treinta resultaron heridos en un bombardeo israelí contra dos escuelas que albergaban a palestinos desplazados en la Franja de Gaza.

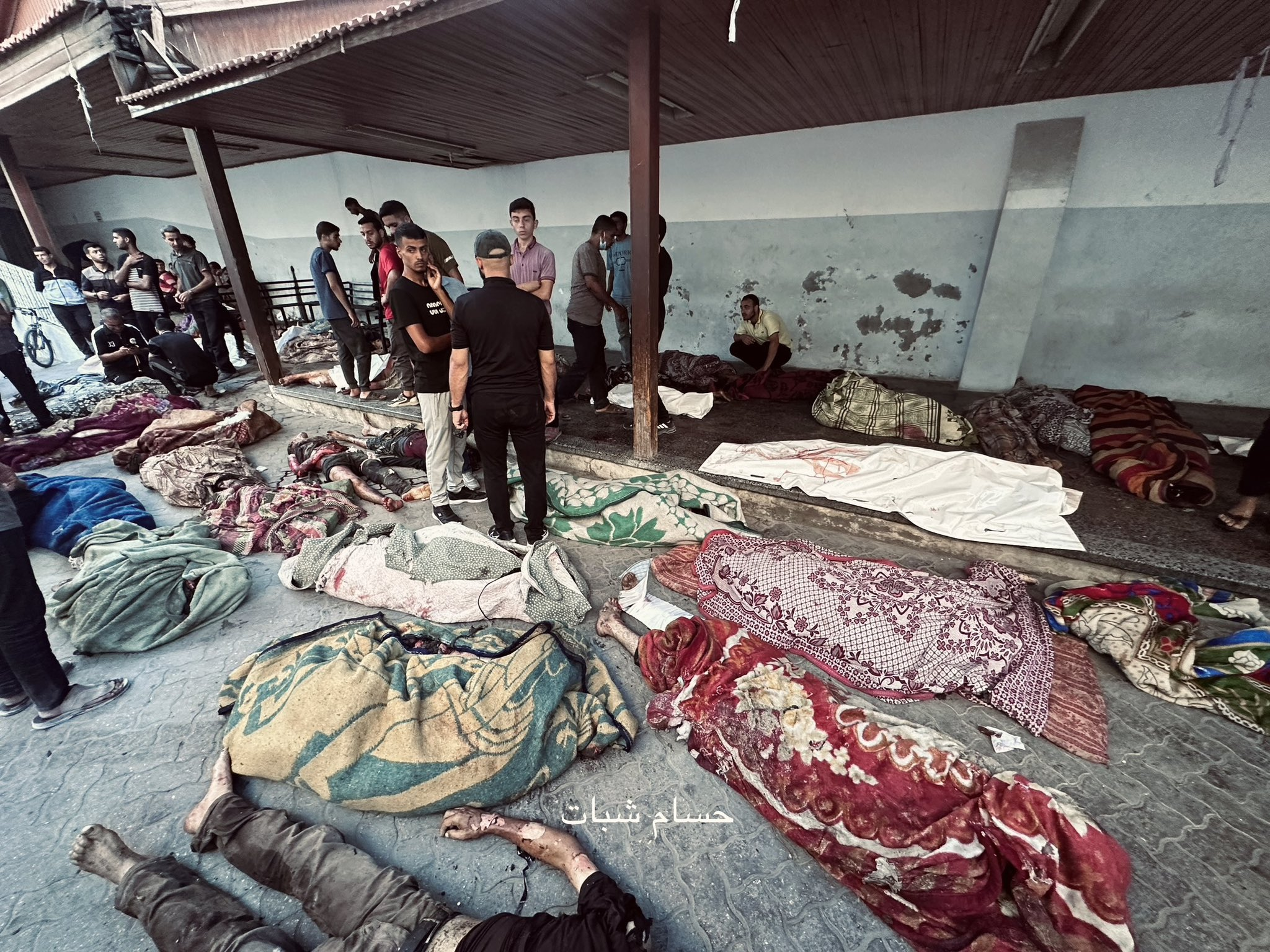
Algunas de las víctimas del ataque israelí contra la escuela Al-Tabaín

El 10 de agosto, más de un centenar de palestinos murieron y decenas resultaron heridos en una masacre provocada por un ataque aéreo israelí contra una escuela utilizada como refugio por palestinos desplazados en la ciudad de Gaza, donde la gente se reunía para la oración matutina. El 12 de agosto, un rehén israelí fue asesinado por su captor después de que este «recibiese noticias de la muerte de sus dos hijos en una de las masacres del enemigo». Otros dos rehenes resultaron heridos graves por sus captores en un incidente separado. El 14 de agosto, un bombardeo israelí en Deir al-Balah mató a dos gemelos de cuatro días de vida mientras su padre había ido a registrarlos en la oficina municipal. El ataque también mató a la madre y la abuela de los niños. Todos ellos se encontraban en la zona a la que Israel les había ordenado dirigirse tras la evacuación forzosa de sus hogares. Otro bombardeo israelí, en este caso en Jan Yunis, mató a una familia completa de diez miembros, incluidos cinco hermanos de entre cinco y doce años, dejando viva tan solo a una bebé de tres meses.
El 15 de agosto, la cifra de muertos por los distintos ataques israelíes a lo largo de la guerra superó la barrera de los 40 000. Al día siguiente, el ejército israelí ordenó la evacuación del resto de las autodenominadas «zonas seguras»: al-Mawasi, al-Qarara, al-Galaa, Ciudad Hamad y al-Nasr. El 17 de agosto, un ataque israelí mató a dieciocho miembros de la misma familia en la capital gazatí. Además, se certificó el primer caso de polio en la Franja de Gaza tras 25 años erradicada.

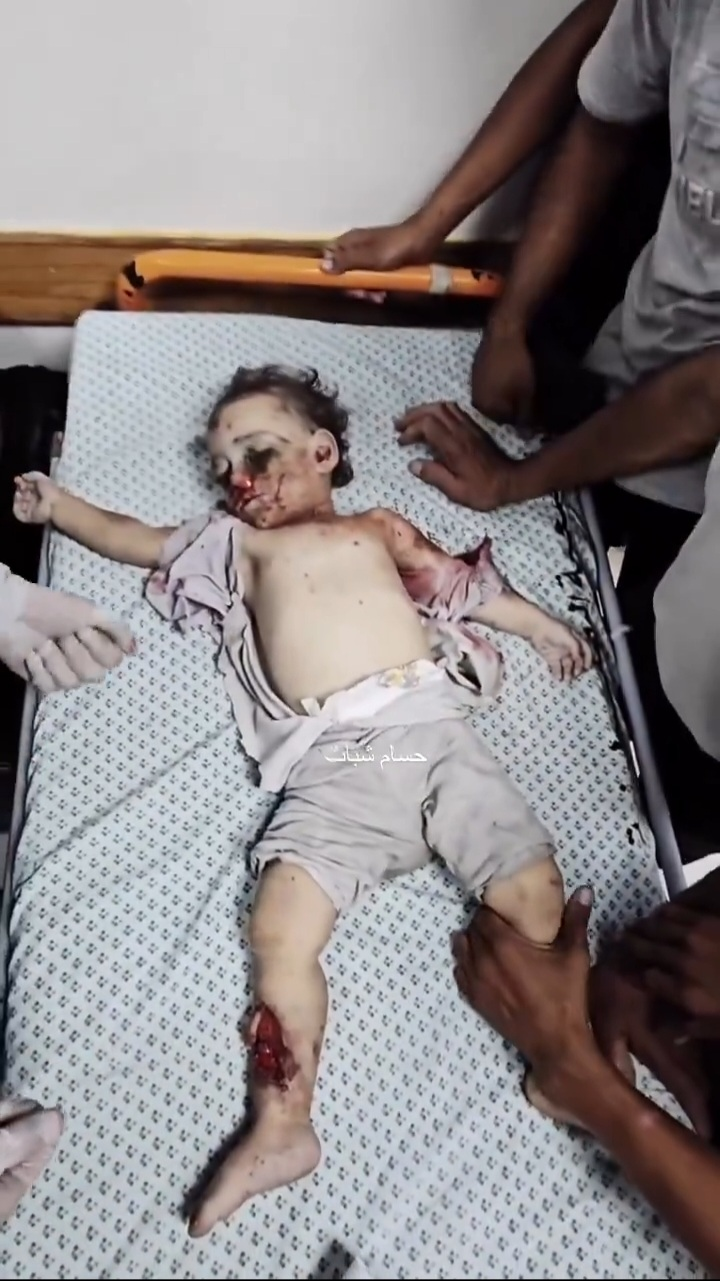
Médicos palestinos tratan de reanimar, infructuosamente, a un niño en el norte de Gaza que resultó herido mientras dormía como resultado de un ataque de las FDI al campamento de Jabalia el 18 de agosto de 2024.

El 24 de agosto, el ejército israelí anunció la muerte de cinco soldados en diversos incidentes a lo largo de la Franja. Un bombardeo israelí mató a once personas en Jan Yunis, incluidos una mujer y cuatro niños. Una nueva orden de evacuación israelí volvió a reducir la zona a la que el ejército israelí había expulsado a la población gazatí, que ya era tan solo del 11% del territorio de la Franja; eso suponía que, según cálculos del ejército israelí, 1,9 millones de personas estaban viviendo en menos de 42 km².
El 27 de agosto, al menos dieciocho palestinos (incluidos ocho niños) murieron en diversos ataques israelíes a lo largo de la Franja de Gaza. Tres niños murieron junto con su madre en un bombardeo israelí en Tuffah. El 29 de agosto, el Programa Mundial de Alimentos anunció que suspendería temporalmente los desplazamientos de sus empleados por el ataque a uno de sus vehículos cuando se acercaba a un puesto de control israelí. En dicho ataque, las tropas israelíes mataron a cuatro palestinos que resultaron ser la escolta del convoy humanitario. Al día siguiente, un bombardeo israelí mató en Deir al-Balah a nueve miembros de la misma familia, incluidos cinco bebés y una mujer embarazada. El 31 de agosto, las tropas israelíes mataron a 48 palestinos en diversos ataques por la Franja de Gaza. Diecinueve de ellos (nueve de una misma familia) murieron en el campamento de Nuseirat. Tanto Israel como Hamás acordaron tres altos el fuego diarios durante los días siguientes para facilitar la vacunación contra la polio de la población infantil gazatí, estimada en unos 640 000 niños.

#### Septiembre
El domingo 1 de septiembre, el ejército israelí recuperó los cadáveres de seis rehenes en un túnel bajo la ciudad de Jan Yunis. Las primeras pruebas forenses indicaban que habían sido ejecutados ante la inminente llegada de las tropas israelíes, tres de los rehenes habían sido seleccionados para ser liberados en el intercambio de rehenes por presos que se estaba negociando en ese momento. Ese mismo día, las Naciones Unidas en colaboración con el Ministerio de Salud de Gaza iniciaron la campaña de vacunación contra la polio destinada a niños menores de 10 años de zonas del centro de la Franja de Gaza. Con un objetivo de suministrar más de 1,3 millones de vacunas a unos 640.000 niños en doce días, los repartos se realizarían durante pausas humanitarias de ocho horas a las que accedieron tanto Hamás como Israel.
La ONU informó de que, durante el mes de agosto, más de un millón de personas no habían podido recoger comida de sus comedores comunitarios y se había registrado un 35% menos de personas que comían alimentos cocinados.
El 10 de septiembre, el ejército israelí llevó a cabo una serie de ataques aéreos en Al-Mawasi, una «zona segura» humanitaria designada por Israel, cerca de Jan Yunis. Al menos 40 palestinos murieron en el ataque, más de 60 resultaron heridos y varias personas quedaron atrapadas bajo los escombros. El 11 de septiembre, un ataque israelí mató a dieciocho personas, incluidos seis trabajadores de UNRWA, en una escuela que servía de refugio para desplazados en el campamento de Nuseirat, lo que elevaba la cifra de trabajadores de la ONU asesinados por Israel hasta los 220. Al día siguiente, un bombardeo israelí contra una vivienda en Jan Yunis mató a once personas, incluidos seis hermanos de entre 21 meses y 21 años de edad.
El 13 de septiembre, la OMS anunció que su campaña de vacunación contra la polio había logrado inmunizar a más de 560 000 niños palestinos en la Franja de Gaza, si bien quedaba pendiente de suministrar la segunda dosis de la vacuna. El 15 de septiembre, el ejército israelí confirmó que había matado a tres rehenes en un bombardeo realizado el 14 de diciembre de 2023, confirmando así la versión dada en su día por Hamás. El 16 de septiembre, un informe conjunto de quince organizaciones de ayuda humanitaria denunció que Israel seguía bloqueando el 83% de la comida enviada a la Franja de Gaza.
Israel había bombardeado ya 183 refugios para civiles, incluidos 163 escuelas convertidas en refugio. El 25 de septiembre, el Ministerio de Salud de la Franja de Gaza se negó a aceptar la entrega de un contenedor enviado por Israel con 88 cadáveres en descomposición de palestinos hasta recibir información sobre quiénes eran o dónde y cuándo habían muerto. Los bombardeos israelíes contra el campamento de refugiados de Nuseirat mataron a 29 personas, incluidos catorce niños y seis mujeres.
El 30 de septiembre, las fuerzas israelíes bombardearon dos casas en el campamento de Nuseirat, matando al menos a trece personas —incluyendo mujeres y niños— e hiriendo a decenas más. Una de las víctimas mortales era la periodista Wafa Al-Udaini.

#### Octubre
En la noche del 1 al 2 de octubre, los diversos ataques israelíes mataron a setenta personas en una escuela y en un orfanato. Al menos 51 personas murieron y 82 resultaron heridas en un ataque en Jan Yunis el 2 de octubre, incluidas siete mujeres y doce niños, uno de ellos de tan solo 22 meses de edad. El 6 de octubre, el ejército israelí emitió una orden de expulsión para toda la población civil del norte de la Franja, que se calculaba en unas 400.000 personas, a quienes ordenó dirigirse a la zona de al-Mawasi, donde ya se aglomeraban más de un millón de desplazados palestinos y donde las condiciones eran «horribles y deshumanizantes». Un ataque israelí contra una escuela y una mezquita que servían como refugio para los desplazados en Deir al-Balah mató a veintiséis personas e hirió a otras 93. Otro bombardeo israelí, en este caso en Jabaliya, mató al menos a diecisiete personas, incluidos nueve niños. Esa ciudad palestina del norte de la Franja fue rodeada por el ejército israelí.
El 8 de octubre por la noche, un ataque israelí contra dos viviendas en el campamento de Bureij mató al menos a veintiún palestinos, nueve de ellos miembros de una misma familia, además de cinco niños y dos mujeres, y dejó varias docenas de heridos. En el campamento de Jabalia, al menos quince personas murieron por diversos ataques israelíes, incluidos dos mujeres y cuatro niños. El 9 de octubre, un ataque israelí contra el hospital Al-Yemen Al-Saeed en el campo de refugiados de Jabalia mató al menos a quince personas. También se ampliaron las órdenes de expulsión a localidades en el centro y sur de la Franja, como Deir al-Balah y Jan Yunis. Un periodista murió y dos más fueron heridos por francotiradores israelíes.
El 10 de octubre, el ejército israelí emitió órdenes de evacuación para tres hospitales en el norte de Gaza, Kamal Adwan, al-Awda y el Hospital Indonesio». Un ataque cerca del hospital Kamal Edwan y en un centro de evacuación en la parte occidental de Jabalia mató al menos a dieciséis personas. Un ataque israelí contra la escuela Rufaida, que servía de refugio a desplazados en Deir al-Balah, mató al menos a veintiocho personas e hirió a otras 54. Además, las tropas israelíes expandieron el cerco de Jabalia a las cercanas localidades de Beit Hanun y Beit Lahia. El 12 de octubre, al menos treinta personas murieron y 110 resultaron heridas en diversos ataques israelíes en Jabalia y en su campo de refugiados, incluidos ocho ataques contra escuelas convertidas en refugios. Ese mismo día, el Programa Mundial de Alimentos (PMA) denunció que no había entrado nada de ayuda humanitaria en el norte de la Franja de Gaza desde el 1 de octubre. El ejército israelí ordenó la expulsión de los civiles del barrio del Jeque Radwan en la capital y de diversas zonas alrededor de Jabalia, con lo que Israel había decretado ya órdenes de expulsión en el 84% del territorio de la Franja.
El 13 de octubre, un ataque de la artillería israelí contra la escuela Al-Mufti, que servía de refugio a desplazados en el campamento de Nuseirat, mató al menos a veintidós personas e hirió a otras ochenta. Quinte de los muertos fueron niños. Un ataque distinto mató a otras veintidós personas en el campo de refugiados de Jabalia. Ese día, el ejército israelí terminó de cercar las localidades norteñas de Beit Lahia, Beit Hanun y Jabalia, que quedaron completamente aisladas del exterior. El 14 de octubre, un bombardeo israelí cerca del hospital al-Aqsa de Deir al-Balah desencadenó un incendio que hizo arder numerosas tiendas de desplazados y quemó vivos a cuatro de ellos, incluido el joven Shaban al-Dalou, cuya muerte fue grabada en vídeo y difundida por redes sociales. La Fuerza Aérea Israelí llevó a cabo un ataque contra un grupo de tiendas de campaña que se encontraban en el recinto del Hospital de los Mártires de Al-Aqsa en Deir al-Balah en el centro de la Franja de Gaza, matando al menos a cinco personas, y otras sesenta y cinco resultaron heridas —la mayoría con graves quemaduras— después de que se desatara un gran incendio tras el ataque.
El 15 de octubre, los ataques israelíes en las cercanías de Al-Faluja, en el campamento de Jabalia, mataron al menos a once personas de un total de cuarenta en toda la Franja. Algo más tarde, un médico palestino fue asesinado cuando acudía a socorrer a los heridos de ese ataque. El 16 de octubre, tropas israelíes mataron a Yahya Sinwar, líder de Hamás, en un tiroteo en Tel al-Sultán. Las cifras del COGAT, la administración israelí encargada de gestionar los territorios ocupados, mostraban que del 1 al 16 de octubre solo había entrado una media de 29 camiones diarios a la Franja de Gaza, una reducción radical con respecto a los 175 camiones diarios que entraron de media entre mayo y septiembre. El 17 de octubre, un ataque aéreo israelí contra una escuela administrada por la UNRWA que servía como refugio para numerosas personas desplazadas en Jabalia mató al menos a veintiochos personas, muchas de ellos niños, y otras 160 personas resultaron heridas.
El 19 de octubre, el asedio del hospital Indonesio de Beit Lahia, con el consiguiente bloqueo del acceso de suministros médicos y el corte de electricidad, provocó la muerte de dos pacientes que estaban en cuidados intensivos. Tanques israelíes dispararon contra la segunda y tercera plantas el hospital. Al menos 87 personas, incluidas mujeres y niños, murieron o desaparecieron y otras cuarenta resultaron heridas en un ataque aéreo israelí contra varias casas y un edificio residencial de varios pisos en Beit Lahia. El 20 de octubre, el ejército israelí bombardeó y disparó contra el Hospital Kamal Adwan de Beit Lahia y destruyó los tanques de agua potable y las redes eléctricas. Los ataques israelíes también mataron a once personas de la misma familia en el campo de refugiados de Maghazi. Ese día, un coronel israelí murió y otro resultó herido al norte de la Franja por un artefacto explosivo que estalló cuando estos salieron del tanque en el que viajaban. Al día siguiente, las tropas israelíes ordenaron la evacuación de los tres hospitales de la ciudad, a lo que los médicos se negaron. Las tropas bloquearon los accesos a los hospitales para que ningún enfermo o herido pudiese entrar ni salir. Según fuentes tanto de la ONU como del propio ejército israelí, tan solo 410 camiones de ayuda humanitaria entraron en la Franja en las primeras tres semanas de octubre, un grave descenso en comparación con los cerca de 3000 que habían entrado en septiembre.
El 25 de octubre al menos 28 personas, la mayoría mujeres y niños, murieron en un bombardeo israelí contra la ciudad de Jan Yunis, en el sur de la Franja de Gaza. El 27 de octubre, al menos veinte personas murieron en varios ataques israelíes contra viviendas en Jabalia y otras nueve en un ataque contra una escuela convertida en refugio en el campamento de refugiados de Shati, donde también resultaron heridas más de veinte personas, varias de ellas en estado crítico. Entre los muertos de este último ataque se encontraban tres periodistas palestinos más. Al día siguiente, tropas israelíes asaltaron el hospital Kamal Adwan de Beit Lahia y detuvieron a casi todo el personal médico, dejando en él tan solo a cuatro médicos y cincuenta voluntarios y enfermeras. El 29 de octubre, un bombardeo israelí en una zona residencial de Beit Lahia causó una nueva masacre, con 109 muertos y decenas de heridos, que el ejército israelí justificó porque alegó haber visto a un miliciano en el tejado del edificio. Al menos veinte de los muertos eran niños. El 31 de octubre, dos ataques israelíes contra sendos edificios residenciales en el norte de Gaza mataron a 84 palestinos, incluidos más de 50 niños. El asedio del norte de la Franja de Gaza se recrudeció en octubre, mes en el que las autoridades israelíes solo permitieron la entrada de treinta camiones diarios de ayuda humanitaria a la Franja, una cifra que equivalía a tan solo el 6% de los suministros diarios recibidos antes de la guerra.

#### Noviembre
El 1 de noviembre, el director del hospital Kamal Adwan de Beit Lahia informó ese día de la situación catastrófica en la que se encontraba su centro después de que el ejército israelí hubiese arrestado a treinta y tres médicos y enfermeras, destruido las bombonas de oxígeno, los generadores, las bombas de agua y las ambulancias. Los más de cien pacientes ingresados en el hospital quedaron a cargo de tres médicos, dos de ellos todavía estudiando la carrera. El 4 de noviembre, los aviones y los cuadricópteros israelíes atacaron por segundo día consecutivo el ala de pediatría del hospital Kamal Adwan e hirieron a numerosos médicos, enfermeros, periodistas y niños, incluidos recién nacidos, además de destrozar las plantas superiores del edificio.
El 6 de noviembre, el ejército israelí confirmó que no dejaría volver a sus hogares a los civiles a los que había expulsado del norte de la Franja de Gaza. Este anuncio, realizado por el brigadier general Itzik Cohen, supuso la primera confirmación oficial de la limpieza étnica sistemática de este territorio palestino, siguiendo la línea marcada por el denominado «plan de los generales». Este oficial del ejército israelí declaró que, dado que ya no se consideraba que quedasen civiles en el norte de la Franja de Gaza, ya no se permitiría la entrada de ayuda humanitaria a la zona. Expertos en derecho internacional explicaron que esta medida constituía los crímenes de guerra de uso del hambre como arma de guerra y desplazamiento forzoso. Ese día, un bombardeo israelí mató a quince personas en Beit Lahia, donde el hospital Kamal Adwan volvió a ser atacado por las tropas israelíes. Otras doce personas murieron en un ataque israelí contra un colegio que acogía a personas desplazadas en el campamento de refugiados de Shati.
El 9 de noviembre, la organización humanitaria ActionAid denunció que había «casos graves de inseguridad alimenticia, enfermedad y sed», así como que existía una «gran probabilidad» de hambruna inminente en zonas del norte de la Franja. Ese día, al menos catorce personas murieron en ataques israelíes, incluidas nueve personas que dormían en tiendas de campaña para desplazados en Jan Yunis. El 10 de noviembre, la aviación israelí mató a trece niños y a veinte adultos palestinos en un ataque contra una vivienda de Jabalia, en el norte de la Franja. El 12 de este mes, un ataque israelí contra varios vehículos en Jan Yunis mató a once personas. La aviación israelí también mató a otras once personas, incluidos dos niños, en una cafetería improvisada construida en la arena de la playa de la supuesta «zona segura» del campamento de al-Mawasi. Para esa fecha, la ONU calculaba que quedaban unas 95 000 personas en el norte de la Franja de Gaza, apenas una quinta parte de su población antes de la guerra.
El 17 de noviembre, un bombardeo israelí contra un edificio residencial de varias plantas en Beit Lahia mató al menos a 72 personas pertenecientes a seis familias. Al día siguiente, un convoy de 109 camiones de ayuda humanitaria fue asaltado y saqueado poco después de entrar en la Franja de Gaza, en el que fue el peor ataque de este tipo en toda la guerra, pues se perdieron un total de 98 camiones. El 20 de noviembre, un bombardeo israelí contra varios edificios atestados de personas desplazadas en la ciudad de Gaza dejó un saldo de 88 muertos, con un número indeterminado de desaparecidos bajo los escombros. En Beit Lahia, un misil israelí destruyó de madrugada un edificio residencial, mató a 66 personas, hirió a más de 100 y atrapó a tres personas bajo los escombros.

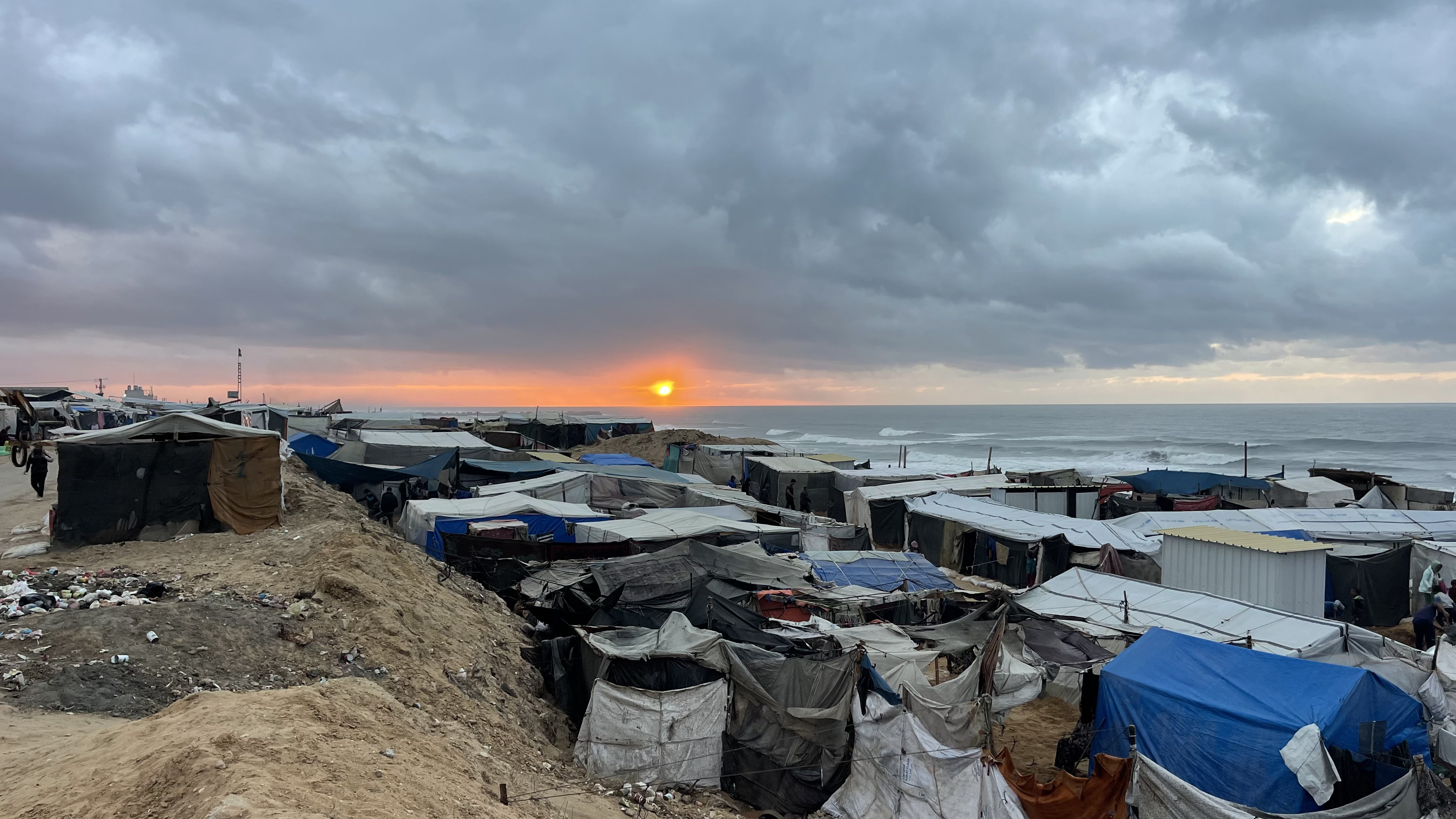
un campamento improvisado sirve de refugio a palestinos desplazados.

El 26 de noviembre, un ataque israelí contra la escuela Al-Hurreya, que servía de refugio a civiles desplazados situada en el barrio de Zeitún, en la zona sur de la ciudad de Gaza, mató al menos a trece personas e hirió a unas treinta. Otro bombardeo israelí mató a nueve personas en la escuela Tabeen, también en la capital gazatí. Al día siguiente, la agencia humanitaria de la ONU, OCHA, denunció que seguía siendo incapaz de acceder al norte de la Franja de Gaza, y que entre el 1 y el 25 de noviembre, había intentado llevar ayuda humanitaria a la zona en 41 ocasiones, de las que 37 fueron directamente rechazadas por el ejército israelí, y cuatro fueron aceptadas inicialmente pero entorpecidas sobre el terreno para que no pudiera llegar nada de ayuda a la zona.
El 28 de noviembre, los ataques israelíes en la Franja de Gaza mataron al menos a 42 personas, incluidas seis en una casa y en las cercanías del hospital Kamal Adwan de Beit Lahia, once en un bloque de viviendas del campamento de Nuseirat, cuatro en un ataque contra una motocicleta en Jan Yunis y cinco más en otro ataque contra unas tiendas de campaña en esta localidad. Un día después, las primeras lluvias torrenciales llegaron a la Franja de Gaza e inundaron los campamentos de desplazados a lo largo de la Franja de Gaza, arrasando unas 10 000 tiendas de campaña. Una de las zonas más dañadas fue el campamento de playa de Jan Yunis, donde muchas tiendas fueron engullidas por el mar.
El 30 de noviembre, docenas de personas murieron o resultaron heridas, y muchas más quedaron atrapadas bajo los escombros, en un ataque israelí contra un bloque de viviendas en la localidad de Tel al-Zaatar. Ese día, la ONG estadounidense World Central Kitchen anunció que iba a detener provisionalmente sus operaciones después de que el ejército israelí asesinase a tres de sus trabajadores en un ataque en Jan Yunis en el que murieron dos personas más.

#### Diciembre

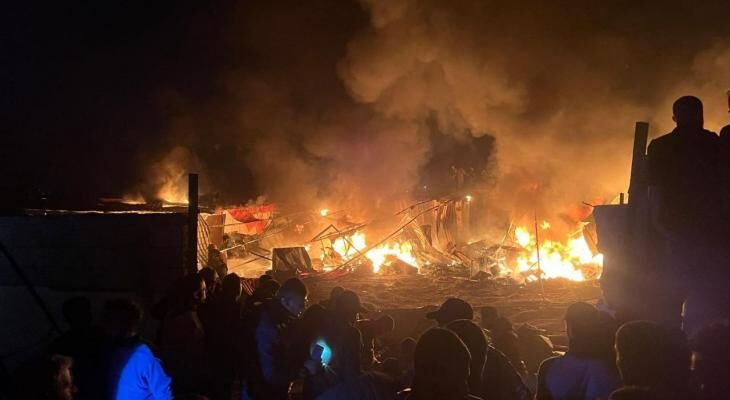
Incendio causado por el ataque israelí contra la «zona humanitaria» de Al-Mawasi que mató al menos a veinte civiles y dejó «decenas» de heridos.

El 1 de diciembre, la UNRWA anunció que suspendería el envío de ayuda humanitaria a través del paso de Kerem Shalom debido a la creciente violencia de bandas armadas palestinas que saqueaban los convoyes apenas entraban en la región, y que se traducía en que cerca de un tercio de la ayuda enviada era robada y vendida a precios desorbitados. Philippe Lazzarini, jefe de UNRWA, recordó que Israel es el responsable de mantener el orden como potencia ocupante. El 5 de diciembre, la aviación israelí bombardeó el campamento de desplazados de al-Mawasi, en el área que las autoridades israelíes habían denominado «zona segura», y mató al menos a 20 personas. Un incendio provocado por la explosión devastó gran número de tiendas de campaña, entre las que dos niños murieron carbonizados. Ese mismo día, un ataque israelí mató al enfermero jefe del ala de cuidados intensivos del hospital Kamal Adwan de Beit Lahia, mientras que un cuadricóptero disparó contra un chico de 16 años que estaba siendo trasladado en silla de ruedas a la sección de rayos X y lo mató, además de dejar otros doce heridos.
El 6 de diciembre, el ejército israelí atacó desde aire y tierra el Hospital Kamal Adwan de Beit Lahia y dejó unos treinta cadáveres por todo el hospital y sus alrededores, incluidos los de cuatro miembros del personal médico. Durante el ataque, que tuvo lugar sin previo aviso, el ejército israelí ordenó a médicos y pacientes, entre estos más de cien heridos ese mismo día, que abandonaran el hospital. Algunos de los pacientes trataron de huir saltando un muro perimetral y fueron abatidos por tropas israelíes.
El 13 de diciembre, en el campamento de Nuseirat, el ataque de la aviación israelí contra una oficina postal en la que se refugiaban desplazados de guerra mató al menos a treinta personas e hirió a otras cincuenta. Otro ataque contra ese mismo campamento de refugiados derrumbó una vivienda y mató al menos a siete niños y una mujer. Además, los disparos de tanques israelíes mataron al que se cree era el último cirujano ortopédico que quedaba en el norte de Gaza.
El 22 de diciembre, los bombardeos israelíes mataron a ocho personas, incluidos cuatro niños, en la escuela Musa Bin Nusayr de la capital; a cuatro personas que viajaban en un coche también en Gaza; a trece más en una vivienda de Deir al-Balah y a cinco personas más en sendos ataques en Jan Yunis y Rafah. Además, aviones israelíes bombardearon el laboratorio del hospital Kamal Adwan de Beit Lahia y evitaron el acceso de ambulancias y heridos provenientes de otros bombardeos en la localidad. Al día siguiente, las tropas israelíes exigieron la evacuación del hospital Kamal Adwan de Beit Lahia, pese a la presencia en él de unos cuatrocientos civiles, incluidos niños de la unidad neonatal. El 24 de diciembre, Israel intensificó el ataque contra el hospital Kamal Adwan, detonando cargas explosivas colocadas previamente por todas sus instalaciones «en el sentido de las agujas del reloj» e hiriendo al menos a veinte de sus pacientes y enfermeros. Además, el ejército israelí asaltó el Hospital Indonesio ese martes por la mañana y expulsó a todos los pacientes y médicos de sus instalaciones.
El 25 de diciembre, una niña de tres semanas llamada Sila murió de hipotermia en el campamento de Mawasi, al sur de la Franja, el tercer caso de este tipo en cuestión de días tras las muertes de un niño de tres días y otro de un mes. Además, la aviación israelí atacó una furgoneta de prensa y mató a cinco periodistas cerca del hospital al-Awda, en el campamento de Nuseirat. El 27 de diciembre por la mañana, las fuerzas israelíes exigieron la evacuación del hospital Kamal Adwan y, horas después, sus soldados lo asaltaron y expulsaron tanto a pacientes como a personal médico; según diversas fuentes palestinas, el ejército israelí quemó el hospital a media tarde. En cuanto al resto de la Franja, un bombardeo israelí mató a quince personas dentro de su casa en Gaza capital.
El 29 de diciembre, las autoridades militares israelíes decretaron la expulsión de la población civil de Beit Hanun y Beit Lahia. Ese día se supo que Israel había detenido a cientos de personas en el hospital Kamal Adwan, incluido su director, y que sus pacientes habían sido expulsados al Hospital Indonesio, que se encontraba fuera de servicio y al que los médicos no tenían permitido acceder. Además, el piso superior del hospital al-Ahli, también en Gaza, fue destruido por obuses de tanques israelíes. En Deir al-Balah, un niño de veinte días murió por hipotermia y su hermano gemelo fue ingresado en la UCI por el mismo motivo.

#### Enero

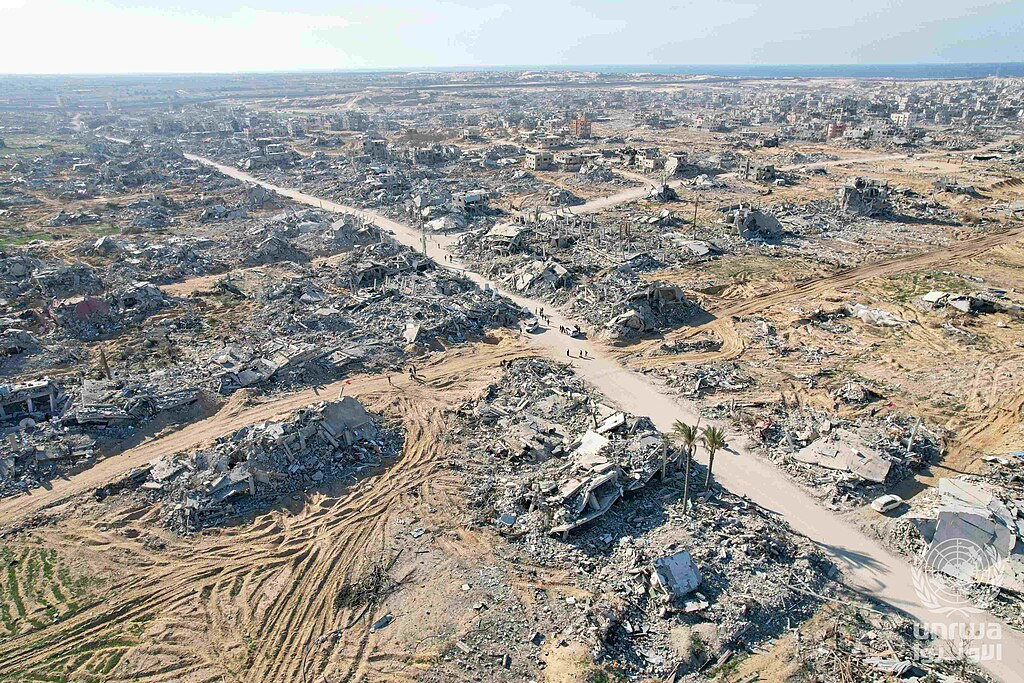
La devastada ciudad de Rafah en enero de 2025.

El 1 de enero, un ataque israelí alcanzó una casa que albergaba a personas desplazadas en Jabalia, matando al menos a quince personas e hiriendo a más de veinte. Ese mismo día, las autoridades sanitarias en la Franja de Gaza informaron sobre un séptimo niño muerto por hipotermia en los días recientes.
El 2 de enero, un ataque aéreo israelí contra tiendas de campaña que servían de refugio a personas desplazadas en la «zona humanitaria» de Al-Mawasi, en el oeste de Jan Yunis, mató a doce personas, incluidos varios niños, e hirió a otras quince personas. En el ataque también murió el jefe de la policía de Gaza, Mahmud Salah, y su adjunto, Hussam Shahwan. Otros ataques israelíes mataron a seis personas en la sede del ministerio del Interior en Jan Yunis, cuatro en Gaza, dos en el barrio de Zeitún y causaron más víctimas en los campamentos de Maghazi, Shati y Jabalia. Al día siguiente, unas treinta personas murieron en diversos ataques israelíes a lo largo del territorio. En el barrio capitalino de Shujaiya, un ataque israelí mató a siete personas. Ese día, tres cohetes fueron disparados contra Israel desde la Franja de Gaza.

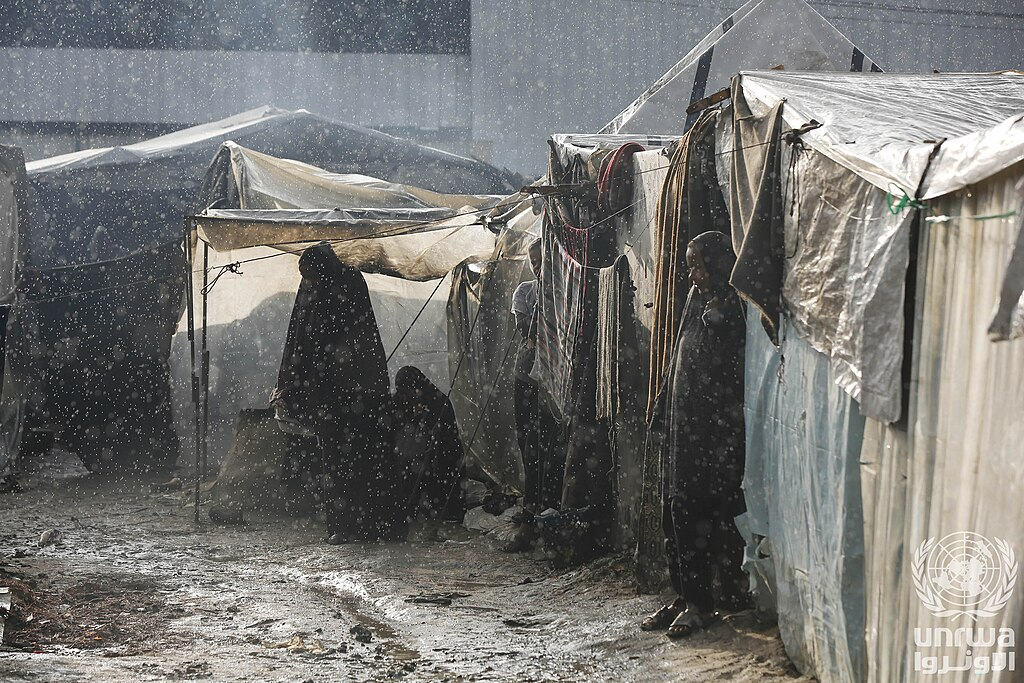
Tiendas inundadas de desplazados palestinos en Deir al-Balah

El 4 de enero, Israel ordenó la evacuación forzosa de los dos hospitales que quedaban en el norte de la Franja de Gaza, el hospital Indonesio en Beit Lahia y el hospital al-Awda de Jabalia, y bloqueó la entrada a ellos de suministros y ayuda humanitaria. Por su parte, el director del hospital Kamal Adwan seguía en paradero desconocido después de ser arrestado por tropas israelíes el 26 de diciembre. Ese mismo día, un nuevo bombardeo israelí contra un edificio residencial en el barrio de Shujaiya mató a once miembros de una misma familia. Un dron israelí atacó un convoy de ayuda humanitaria y mató al menos a cinco personas encargadas de la seguridad del convoy. Otro bombardeo israelí mató a un padre, una madre y su hijo en su casa de Gaza. Otro ataque contra tiendas de campaña instaladas en las proximidades del hospital Al-Aqsa en Deir el-Balah dejó numerosos heridos.
Al día siguiente, tropas israelíes dispararon al menos 16 veces contra un convoy del Programa Mundial de Alimentos cerca del puesto de control del Uadi Gaza.El 7 de enero, las FDI mataron al menos a veinticuatro palestinos. Entre otros, dos ataques aéreos alcanzaron sendos campamentos de tiendas de campaña en Al-Mawasi, al oeste de la ciudad meridional de Jan Yunis, donde murieron dieciocho personas. Entre los muertos había varias mujeres y niños. Al día siguiente, una serie de ataques israelíes contra distintos puntos de la Franja de Gaza mataron al menos a veintidós personas. Uno de estos ataques contra una casa de varios pisos en el barrio del Jeque Radwan en la ciudad de Gaza mató al menos a diez personas.
El 13 de enero, cinco soldados israelíes murieron y otros once resultaron heridos, ocho de ellos de gravedad, en un ataque contra una fuerza militar en el norte de Gaza. El ataque se produjo cuando un misil antitanque alcanzó una unidad militar de la Brigada Nahal. Este ataque es el último de una serie de operaciones palestinas en Beit Hanun, donde al menos diez soldados israelíes murieron en menos de 72 horas. Ese mismo día al menos quince ataques aéreos israelíes contra el norte de la Franja de Gaza y contra numerosas casas y barrios de la ciudad de Gaza mataron a cincuenta y tres palestinos, dejando a decenas de ellos heridos. Según la agencia WAFA, los ataques tuvieron como objetivo «doce comunidades civiles y una escuela que albergaba a personas desplazadas en diferentes barrios de la ciudad de Gaza».
El 15 de enero, un ataque aéreo israelí contra la escuela Al Farabi utilizada como refugio por decenas de desplazados en la ciudad de Gaza, en el norte de la Franja, provocó la muerte de al menos siete palestinos, cinco de ellos miembros de una misma familia, y dejó un número indeterminado de heridos. Israel afirmó que había llevado a cabo un ataque «preciso» contra «un terrorista con un papel central en un centro de mando y control en la zona, que previamente era una escuela». Asimismo, el Ejército israelí dijo que su Fuerza Aérea había atacado «aproximadamente cincuenta objetivos terroristas» en las últimas 24 horas en toda la Franja de Gaza.
El 18 de enero, Protección Civil de la Franja de Gaza denunció que desde que se anunció el acuerdo de alto el fuego entre Israel y Hamás, habían muerto más de 123 personas, incluidos 33 niños y 33 mujeres, otras 270 habían resultado heridas a causa de los ataques de las Fuerzas de Defensa de Israel contra distintos puntos de la franja. La cifra de bajas desde el inicio de las hostilidades habría alcanzado casi los 46.900 personas muertas y 110.600 personas heridas según las cifras de las autoridades sanitarias en la Franja de Gaza.

#### Alto el fuego

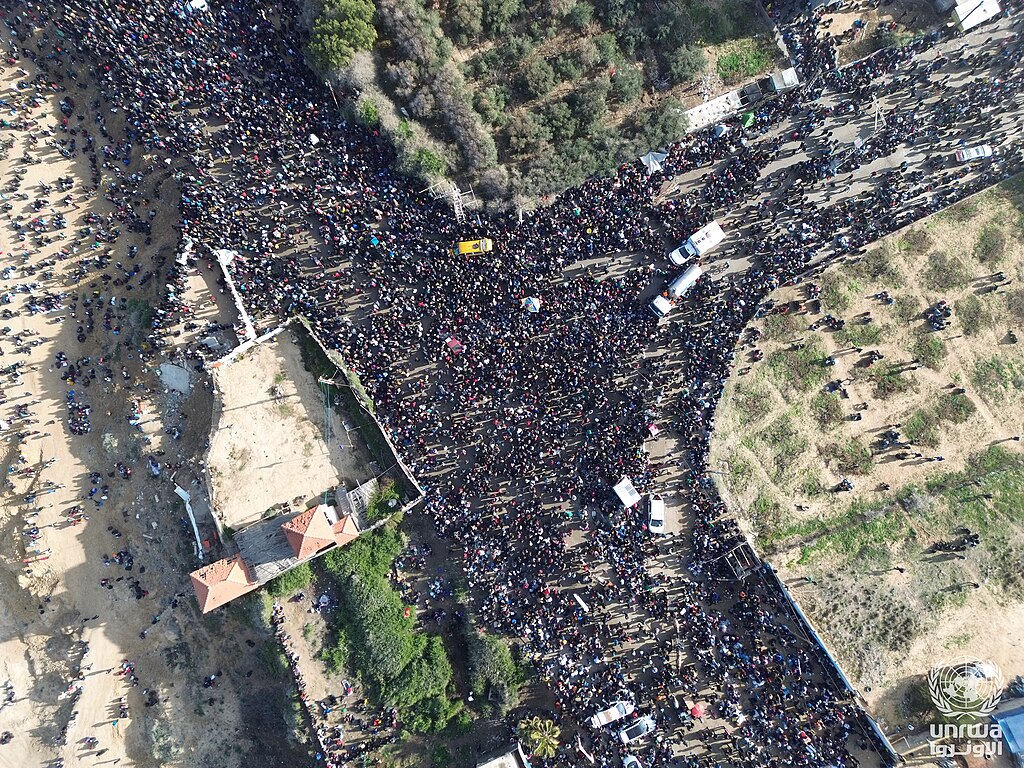
Desplazados palestinos esperan al norte del campamento de Nuseirat para poder volver a sus hogares durante la tregua.

El 15 de enero de 2025 el Gobierno de Israel y el Movimiento de Resistencia Islámica (Hamás) anunciaron que habían alcanzado un acuerdo de alto el fuego en tres fases: la primera, que habría de durar 42 días y comenzaría el domingo 19 de enero, preveía la liberación de treinta y tres rehenes retenidos en la Franja, todos ellos hombres mayores de cincuenta años, mujeres civiles, mujeres soldado o enfermos, a cambio de la puesta en libertad de más de mil prisioneros gazatíes encarcelados durante la guerra en Israel, aunque no de aquellos involucrados en el ataque del 7 de octubre de 2023. Entre los 33 rehenes israelíes que serían liberados en esta fase, tres mujeres serían liberadas el primer día cuatro más el séptimo día y otros 26 durante las siguientes cinco semanas. Israel liberaría de treinta a cincuenta presos palestinos por cada rehén liberado. Nueve de ellos serían varones enfermos que se intercambiarían por 110 presos palestinos condenados a cadena perpetua. Otros dos rehenes serían Avera Mengistu y Hisham al-Sayed, que llevaban retenidos en la Franja desde 2014 y 2015, y que serían liberados a cambio de 77 presos palestinos, 47 de los cuales ya habían sido liberados en el intercambio de Guilad Schalit en 2011 y detenidos de nuevo por Israel.

Según lo acordado, a partir del séptimo día de alto el fuego, el ejército israelí se retiraría de los núcleos urbanos gazatíes, del corredor Netzarim y de ciertas partes del corredor Filadelfia, y se apostaría en un perímetro de 700 metros alrededor de la Franja, si bien podría permanecer en cinco ubicaciones en el interior de la misma, como mucho hasta 400 metros de distancia de la frontera. Además, a partir del séptimo día del alto el fuego, se permitiría que cientos de miles de personas desplazadas regresasen a sus hogares en el norte de la Franja de Gaza siempre que lo hicieran a pie, desarmados y por la carretera de la costa, aunque no se establecerían puestos de control para regular su paso. A partir del vigésimo segundo día, la carretera de Saladino se abriría también para facilitar el regreso de los desplazados al norte de la Franja. Por otro lado, se aseguraría la entrada de unos 600 camiones de ayuda humanitaria diaria en el territorio después de quince meses de guerra. Para poder facilitar esta última medida, que planeaba la entrada de cincuenta camiones diarios de combustible y de trescientos destinados al norte de la Franja, se procedería a abrir el paso fronterizo de Rafah una vez que fuesen liberadas todas las mujeres rehenes israelíes. También se permitiría la entrada de 60.000 casas preconstruidas y de 200.000 tiendas de campaña durante la primera fase del alto el fuego.

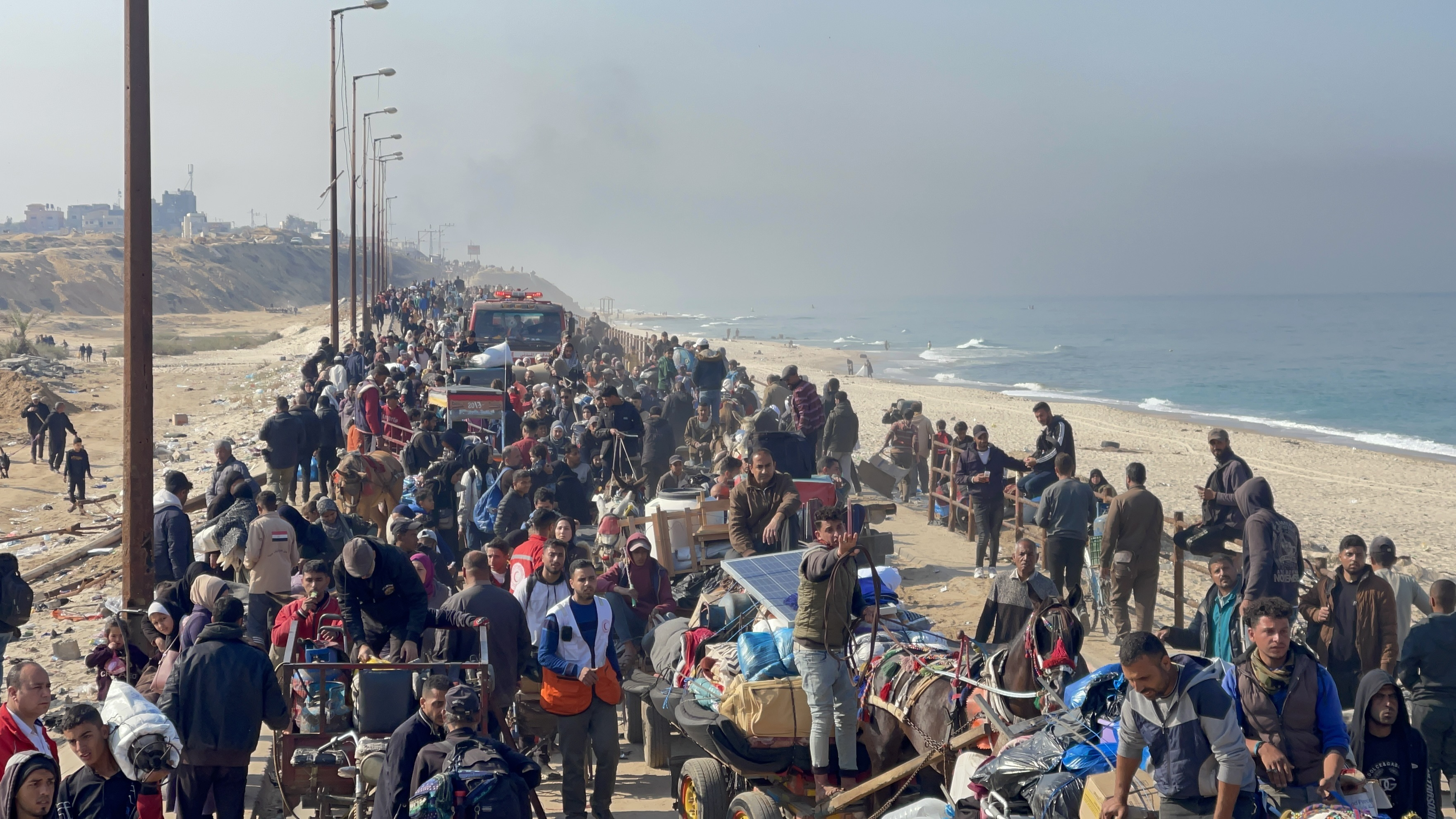
Refugiados palestinos tratan de regresar a sus casas después del acuerdo de alto el fuego

En el decimosexto día de alto el fuego se comenzaría a negociar la segunda fase del mismo, que también duraría seis semanas y en la que se liberarían a los rehenes varones, tanto soldados como civiles menores de cincuenta años, a cambio de la retirada total de las fuerzas israelíes de la Franja de Gaza, incluido del corredor Filadelfia, que habría de abandonar por completo en el día cincuenta del alto el fuego. Tanto Israel como Hamás declararían en esta fase el cese definitivo de las hostilidades. En la tercera fase se procedería a la entrega de los restos mortales de los restantes rehenes y al inicio de la reconstrucción y de los debates sobre el futuro político de esta devastada región palestina.

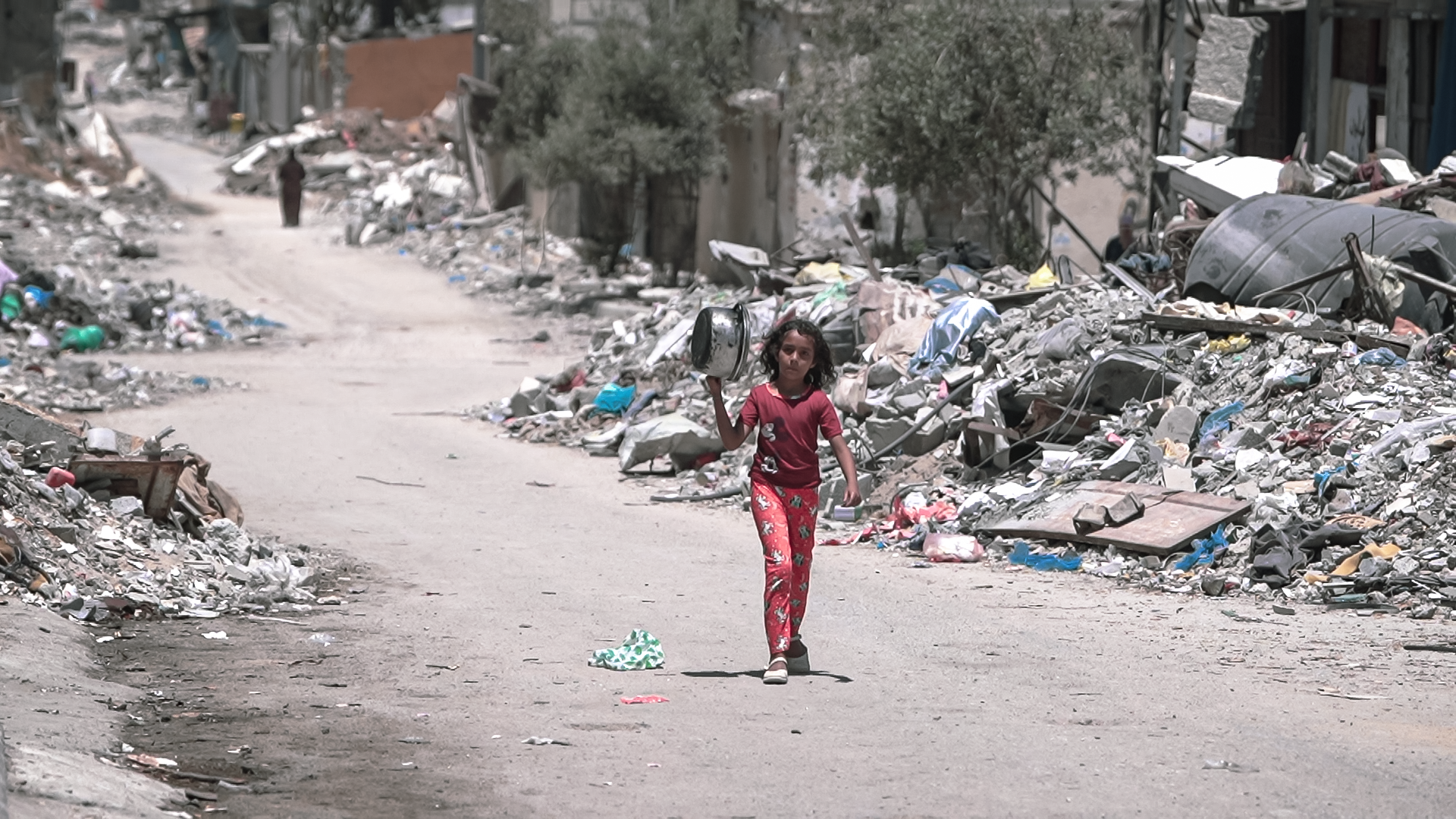
Una niña palestina camina por una calle devastada en Gaza buscando comida

El volumen de entrada de ayuda humanitaria se multiplicó exponencialmente una vez estuvo en vigor el alto el fuego, algo que numerosos expertos en crisis humanitarias calificaron de una prueba más de que Israel había estado denegando deliberadamente la entrada de comida, agua y medicinas a la Franja. Tan solo durante los seis primeros días de tregua entraron más de 4200 camiones de ayuda humanitaria en la Franja, mucho más que los 2892 que pudieron acceder durante todo el mes de diciembre de 2024. Por otro lado, el problema de los saqueos de los envíos de ayuda humanitaria prácticamente desapareció una vez en vigor el alto el fuego. Sin embargo, la crisis humanitaria persistía, con la gran mayoría de la población sin un techo bajo el que cobijarse de una ola de frío polar que dejó al menos a diez niños muertos por hipotermia en el mes de febrero. Cuatro de ellos tenían menos de dos meses de vida. El 5 de febrero, el Ministerio de Sanidad gazatí cifró en 458 el número de cuerpos hallados en distintos puntos de la Franja desde que se produjo la retirada de las tropas israelíes, un número que está aumentando a medida que los equipos de rescate logran acceder a diversas zonas y localizan cadáveres entre los escombros. El 9 de febrero, las tropas israelíes se retiraron del Corredor Netzarim, que divide la Franja de Gaza en dos, como parte del acuerdo de alto el fuego entre Israel y Hamás.

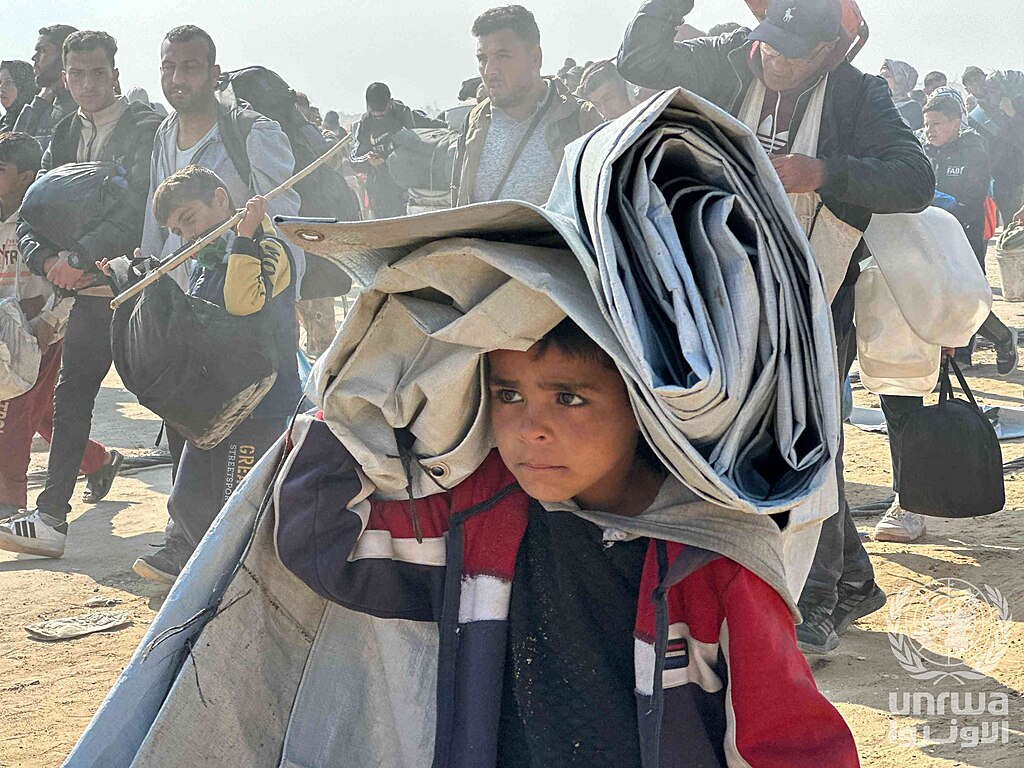
Regreso de personas desplazadas por la calle Al-Rasheed tras el alto el fuego, en enero de 2025

El 2 de marzo, en una violación de lo acordado, Israel decidió volver a bloquear la entrada de comida y ayuda humanitaria a la Franja de Gaza para presionar a Hamás y hacerle aceptar un acuerdo distinto al firmado el 15 de enero. En otra violación del acuerdo, las tropas israelíes permanecieron desplegadas en el corredor Filadelfia, que deberían haber evacuado ya a estas alturas de alto el fuego. Otra violación del alto el fuego llegó el 9 de marzo, cuando el gobierno israelí decretó un corte total del suministro de electricidad de la Franja, lo que suponía la paralización de su única planta desalinizadora y, con ello, una reducción del 70% del agua potable disponible para la población civil gazatí. El bloqueo de la ayuda humanitaria fue condenado por los mediadores, en particular Egipto y Catar, y por las Naciones Unidas como una violación del alto el fuego, que estipulaba que la primera fase se prolongaría automáticamente mientras estuvieran en curso las negociaciones de la segunda fase. Hubo otras violaciones del alto el fuego, como la ocurrida el 20 de enero, cuando al menos tres palestinos murieron y otros ocho resultaron heridos por disparos de francotiradores israelíes en Rafah. En uno de esos casos, las fuerzas israelíes abrieron fuego contra un muchacho de 15 años y lo mataron, y luego dispararon contra los vecinos que intentaban recuperar su cuerpo.

#### Marzo
El 18 de marzo, Israel rompió unilateralmente el alto el fuego al lanzar una serie de ataques aéreos sorpresa sobre Gaza, matando a más de 404 personas, entre ellas 263 mujeres y niños, y provocando otros 562 heridos y numerosos desaparecidos. Israel declaró que el ataque se debía a la reiterada negativa de Hamás de liberar a los prisioneros que siguen en su poder y al rechazo a las propuestas de Estados Unidos de extender la primera fase, en lugar de pasar a la segunda y acabar la guerra, como estaba pactado inicialmente. Los observadores han señalado que Israel eligió lanzar el ataque el día en que Netanyahu debía testificar en su juicio por corrupción, lo que obligó a posponerlo.
Al día siguiente al menos setenta palestinos murieron en ataques aéreos perpetrados por el Ejército israelí en distintos puntos de la Franja de Gaza, durante la segunda jornada de bombardeos de Israel desde que rompiera el alto fuego pactado en enero. El 21 de marzo, las tropas israelíes plantaron explosivos y dinamitaron el único hospital oncológico de la Franja de Gaza, el Hospital de la Amistad Turco-Palestina, que habían usado como centro de operaciones a lo largo de la guerra. Además, el ejército israelí bloqueó el movimiento de civiles a lo largo de la carretera de Saladino, la principal arteria de la Franja. En la madrugada del 23 de marzo, veintitrés personas más murieron durante diversos bombardeos israelíes, incluidos un dirigente de Hamás y su esposa en un campamento de tiendas en Jan Yunis. Al día siguiente, las autoridades sanitarias gazatíes informaron de 65 muertos por ataques israelíes, incluidos numerosas mujeres y niños, así como dos periodistas. Se registraron al menos cuatro muertos, uno de ellos un niño, en un ataque contra una escuela. Otras cinco murieron en un bombardeo del Hospital Nasser. El 29 de marzo, al menos 24 personas murieron por diversos ataques israelíes. Ese día, la ONU advirtió de que cientos de miles de palestinos sufrían ya la malnutrición y la hambruna debido al bloqueo de alimentos decretado por Israel el 18 de marzo. El 31 de marzo, la ONU denunció que había descubierto una fosa común con los cadáveres de quince médicos y paramédicos palestinos que habían sido asesinados y enterrados por Israel ocho días antes. Estos médicos se dirigían en un convoy bien señalizado para rescatar a otros médicos que también habían sido objetivo de las fuerzas israelíes. El cadáver de uno de ellos tenía todavía las manos atadas. Ese mismo día, el ejército israelí decretó la expulsión de gran parte de la población de Rafah, prácticamente en ruinas después de la nueva ofensiva lanzada tras su ruptura unilateral de la tregua.

#### Abril
En la tarde del 3 de abril, tres misiles israelíes impactaron contra la escuela Dar al-Arqam del barrio capitalino de Tuffah, matando al menos a 31 personas, entre ellos una veintena de niños, mujeres y ancianos, e hiriendo a más de un centenar. La aviación israelí ya había matado a otras veinte personas esa madrugada en un ataque contra el barrio de Shujaiya, también en la capital, mientras que otras cincuenta personas murieron en diversos ataques israelíes por toda la Franja. Por otra parte, cientos de miles de palestinos habían huido ya de la ciudad sureña de Rafah en uno de los mayores desplazamientos forzosos de la guerra mientras se mantenía el bloqueo en la entrada de alimentos, agua y medicinas. Al día siguiente, las fuerzas israelíes bombardearon y destruyeron por completo la planta desalinizadora Ghabayen, que abastecía de agua potable a Gaza y Jabalia. El 5 de abril, la aviación israelí mató al menos a 60 personas a lo largo de la Franja de Gaza, incluidos 16 miembros de una misma familia en Jan Yunis; otros familiares quedaron sepultados por los escombros del edificio de tres pisos en el que vivían. Además, Israel cortó el abastecimiento de agua potable de la Franja. Al día siguiente, Hamás lanzó una andanada de cohetes contra a ciudad israelí de Ascalón que dejó doce heridos. El 9 de abril, al menos 23 personas, incluidos al menos ocho mujeres y niños, murieron en un ataque israelí contra un edificio residencial del barrio de Shujaiya. Cerca de 400.000 personas habían sido desplazadas ya desde el reinicio unilateral de la guerra por parte de Israel. Ese mismo día, la prensa israelí informaba de los planes de su ejército de expulsar a toda la población de Rafah para demolerla y convertir la zona en un corredor similar al de Netzarim.
El 11 de abril, Hamás anunció que un bombardeo israelí había impactado directamente en el lugar donde se encontraba un rehén israelí y que se había perdido todo contacto con sus captores. El 12 de abril, el ejército de Israel anunció que había completado el denominado corredor Morag, una franja de tierra que cruza el enclave de este a oeste al sur de la localidad de Jan Yunis. Ese día, el ejército israelí completó la expulsión de cientos de miles de personas de Rafah y declaró a esta ciudad parte de su «zona de seguridad», a la que los palestinos tienen prohibido acceder. Al día siguiente, la aviación israelí bombardeó y destruyó gran parte del hospital al-Ahli, ubicado en el barrio capitalino de Zeitún y único con capacidad de proporcionar cuidados intensivos en el norte de la Franja. Un día después, un bombardeo israelí mató a seis hermanos que colaboraban en la distribución de ayuda humanitaria en la ciudad de Deir al-Balah. El menor de ellos tenía diez años. Otras cinco personas murieron en un bombardeo de Khuza'a, cerca de Jan Yunis. El 15 de abril, Israel volvió a bombardear otro hospital gazatí, en este caso el hospital kuwaití de Jan Yunis. El ataque mató a un médico e hirió a otros nueve. A mediados de abril, Israel había expulsado a la población palestina de la mitad del territorio gazatí y mantenía el bloqueo más largo de ayuda humanitaria, comida, agua y medicinas de toda la guerra. OCHA denunció que la situación humanitaria de la Franja era en esos momentos la peor desde el inicio de la guerra. El 17 de abril, una oleada de ataques israelíes contra campamentos de refugiados mató al menos a 40 personas en toda la Franja. Uno de estos ataques tuvo lugar en al-Mawasi y mató al menos a 16 personas, la mayoría mujeres y niños; otro en Beit Lahia mató a siete personas más, y un tercer ataque cerca de al-Mawasi supuso la muerte de un padre y su hijo en la tienda en la que vivían. Ese día, el ejército israelí reconoció que solo 350 de los 1652 muertos desde el reinicio de la guerra eran combatientes. El 19 de abril, un comando de seis milicianos de Hamás tendió una emboscada a un convoy militar israelí que resultó en tres heridos graves, tras lo que colocaron una bomba en la carretera que detonó al llegar los refuerzos, causando la muerte de un soldado antes de huir sin ser localizados.
Mientras tanto, la crisis humanitaria se expande tras más de ocho semanas de estricto bloqueo a la entrada de comida, agua y medicinas. La escasez de productos ha elevado la inflación en los mercados al 1400% con respecto a sus valores durante la tregua. Unas 420.000 personas han sido desplazadas de sus hogares desde que Israel rompiese la tregua unilateralmente, especialmente de la ciudad de Rafah. Según Oxfam, la mayoría de los niños de la Franja sobreviven con menos de una comida al día. De hecho, el 95% de las organizaciones humanitarias han tenido que reducir o suprimir su ayuda a la población por el bloqueo. Según datos de la ONU, el 70% del territorio gazatí está sujeto a órdenes de expulsión israelíes. El 23 de abril, un bombardeo israelí mató al menos a trece personas y dejó a otras seis enterradas vivas en una escuela convertida en refugio en el barrio de Tuffah. El ataque generó un gran incendio que fue el causante de la mayoría de las víctimas, entre las que se encontraban varios niños. Otros cuatro cadáveres fueron recuperados de casas cercanas. Ocho personas más fueron asesinadas por la aviación israelí en su vivienda de Shujaiya y tres más en Deir al-Balah.

#### Mayo
El 6 de mayo, la Oficina de Medios del Gobierno de la Franja denunció que la «ocupación israelí» había cometido una masacre al bombardear la escuela Abú Hamisa, que albergaba a miles de desplazadas en el campo de refugiados de Bureij, matando al menos a veintidós personas, incluidas mujeres y niños, e hiriendo a otras 55.
El 7 de mayo, los bombardeos israelíes mataron al menos a 105 personas por toda la Franja, 79 muertos en el norte del enclave, otras 12 personas fallecieron en el centro de Gaza y 14 más en ataques aéreos en el sur. El ataque más sangriento tuvo lugar en Tuffah, donde un misil israelí destruyó un restaurante cercano al mercado y mató al menos a 33 personas, incluidos mujeres y niños. Un poco antes, en ese mismo barrio, el objetivo de la aviación israelí fue una escuela convertida en refugio en la que murieron 24 personas, incluido un periodista local.
El 13 de mayo, el ejército israelí bombardeó el Hospital Europeo de Jan Yunis alegando que en él se encontraba Mohamed Sinwar, el entonces líder de Hamás. Ese mismo día, Hamás liberó a Edan Alexander, un soldado estadounidense-israelí capturado el 7 de octubre de 2023, como gesto de buena voluntad ante la gira asiática de Donald Trump. El 14 de mayo hubo al menos 80 víctimas mortales por los ataques del ejército israelí, incluidos 22 niños. Al día siguiente, cuando se conmemoraba el día de la Nakba, al menos 103 personas (la mayor parte de ellos, mujeres y niños) murieron a causa de los bombardeos israelíes en la Franja de Gaza, que se cebaron especialmente con la localidad sureña de Jan Yunis -donde 59 personas fueron asesinadas y el Hospital Europeo, el único que prestaba atención oncológica en toda la Franja, quedó finalmente fuera de servicio- y con el campo de refugiados de Jabalia, donde mataron a 13 personas. Durante la madrugada del domingo 18, las fuerzas israelíes mataron al menos a 125 personas más, medio centenar de ellas en la capital y otras 34 en el campamento de desplazados de al-Mawasi, incluidos cinco periodistas locales. Además, la aviación israelí bombardeó la UCI del hospital Indonesio de Beit Lahia y la sección de cirugía del hospital Kuwaití de Jan Yunis, deshabilitando ambas. Horas antes, el ejército israelí había lanzado una nueva ofensiva terrestre contra la Franja para conquistar y ocupar más territorio palestino. Continuaba el bloqueo israelí a la entrada de todo tipo de alimentos y medicinas en esta región palestina. Más de 300.000 personas se vieron obligadas a huir una vez más del norte de la Franja hacia la capital ante los bombardeos y las órdenes de expulsión israelíes.
El 20 de mayo, la aviación israelí mató al menos a 38 personas en menos de media hora. Entre las víctimas se contaron diez personas en varias aulas de la escuela Musa bin Nusayr de Gaza, quince personas en un grupo de tiendas de campaña ubicadas en una gasolinera abandonada del campamento de Nuseirat y trece miembros de la familia Abu Samra en su vivienda de Deir al-Balah. En total, ese día murieron por los ataques israelíes 85 personas en toda la Franja. Al día siguiente, diecinueve palestinos murieron a lo largo de la noche por los diversos bombardeos israelíes, incluido un bebé de una semana. Un soldado israelí murió tras adentrarse en un edificio al oeste de Jan Yunis en el que las milicias palestinas habían colocado una trampa cazabobos que hizo que se derrumbara sobre él. El ejército israelí había ordenado la expulsión de la población civil de Jan Yunis el día anterior. Por otro lado, cinco camiones de ayuda humanitaria pudieron entrar en la Franja el 20 y otros 93 camiones el 21, aunque la ONU no pudo transportarlos a los centros de distribución por las restricciones israelíes. Médicos Sin Fronteras recordó que 600 camiones diarios entraban en la Franja durante el alto el fuego y calificó este acto de «cortina de humo para fingir que el bloqueo ha terminado».
El 23 de mayo, un ataque israelí mató a seis guardias que custodiaban la entrada de ayuda humanitaria a la Franja de Gaza. La entrada de ayuda humanitaria no solo se enfrentaba a las limitaciones israelíes, pues según fuentes palestinas, solo 119 camiones de ayuda humanitaria habían entrado en la región desde la supuesta reapertura de la frontera días antes, sino también a constantes saqueos. La ONU recordó que se necesitaban entre 500 y 600 camiones al día para abastecer a una población sumergida en la hambruna. Al día siguiente, un bombardeo israelí en Jan Yunis mató a nueve niños, de edades comprendidas entre los siete meses y los doce años, que eran hijos de una pareja de médicos palestinos. El padre y un hermano de 10 años resultaron gravemente heridos. En otra zona de Jan Yunis, la aviación israelí mató a un matrimonio y a sus dos hijos pequeños y, al oeste de la ciudad, a cinco personas de una multitud que esperaba la llegada de camiones con comida.
El 26 de mayo, un ataque israelí contra la escuela Fahmi Al-Jarjawi, que albergaba a personas desplazadas en el barrio de Daraj de la ciudad de Gaza, mató al menos a treinta y seis personas e hirió a otras cincuenta y cinco, incluidos al menos dieciocho niños y seis mujeres. Por su parte las FDI reconocieron la autoría del ataque y lo justificaron diciendo que tenía como objetivo «terroristas clave» que estaban en «un complejo de mando y control» de Hamás y la Yihad Islámica Palestina en la escuela.
El 29 de mayo, Israel exigió la evacuación y el cierre del hospital al-Awda, el único mínimamente operativo en todo el norte de la Franja, pues solo quedaban en él 59 personas entre pacientes y personal médico. Para final de mes, un informe de Oxfam denunciaba que las órdenes de expulsión israelíes y la expansión de las zonas de exclusión militar afectaban ya a más del 80% del territorio gazatí.

#### Junio
Más allá de los incesantes bombardeos israelíes, que dejaban docenas de civiles muertos a diario en la Franja, dos eventos protagonizaron el comienzo del mes de junio. Por un lado, Israel inauguró un polémico y caótico sistema de distribución de ayuda humanitaria que sustituía los 400 centros de distribución de la ONU por cuatro centros manejados por una ONG privada, la Fundación Humanitaria de Gaza, financiada y patrocinada por la propia Israel y gestionada por mercenarios estadounidenses. La ONU denunció que el objetivo de este nuevo sistema era desplazar a la población gazatí al sur de la Franja, donde se habían emplazado los cuatro puntos de distribución. Con los terrenos agrícolas destruidos y con más de ochenta días de bloqueo a la entrada de comida, la población gazatí se lanzó desesperadamente a los almacenes y el ejército israelí disparó repetidamente contra ellos, causando más de cien muertos y centenares de heridos en los primeros días del sistema. El 1 de junio, las tropas israelíes mataron al menos a 31 personas que hacían cola para recoger la comida, y dos días después a otras 27 personas más. Del 4 al 6 de junio, los centros de distribución cerraron sus puertas, y el 8 de junio el ejército israelí volvió a disparar contra las filas de civiles, matando al menos a cuatro personas e hiriendo a varias decenas.
La segunda gran novedad que tuvo lugar a comienzos de junio fue la aparición de una banda criminal yihadista contraria a Hamás denominada Servicio Antiterrorista, que estaba directamente armada y financiada por Israel. El líder de esta banda de unos trescientos miembros, Yasser Abu Shabab, es el jefe de un clan beduino establecido en Rafah que se identifica con el Estado Islámico y con el ideario salafista, y que prosperó durante la guerra mediante el saqueo de convoyes de ayuda humanitaria. Israel le encargó a esta banda el control de los nuevos convoyes en el sur de la Franja y la vigilancia de las zonas de reparto en la zona de Rafah.
Los bombardeos continuaron mientras tanto, incesantes. El 6 de junio, coincidiendo con el inicio de la fiesta musulmana del Aíd al-Fitr, los ataques israelíes mataron al menos a 42 personas en la Franja. Cuatro soldados israelíes murieron en Jan Yunis al adentrarse en un edificio en el que las Brigadas de Ezzeldin al-Qassam habían colocado bombas trampa, lo que llevó el número de soldados muertos desde el inicio de la guerra hasta los 866. El 9 de junio, el centro de distribución de la FHG en Tel al-Sultán cerró por el «caos de la multitud» y el de Rafah siguió cerrado, y las autoridades sanitarias gazatíes informaron de otros seis palestinos muertos y 99 heridos, en este caso a manos de la milicia de Yasser Abu Shabab, que operaba cerca de las tropas israelíes y que se retiró a una zona militar israelí cuando los gazatíes que recibían sus disparos comenzaron a apedrearlos. Por otra parte, la ofensiva israelí mató al menos a 108 gazatíes ese día.
El 30 de junio las FDI llevaron a cabo un ataque aéreo contra el cibercafé Al-Baqa, cerca del puerto de la ciudad de Gaza, al norte de la Franja de Gaza. El ataque mató al menos a 41 personas, la mayoría mujeres y niños, incluido el fotoperiodista Ismail Abu Hatab y la artista Frans Amina al Salmi, e hirió a otras 75 personas.

#### Julio
El 2 de julio se confirmó la muerte de 142 personas por ataques israelíes, además de otras 487 personas que habían resultado heridas.  Ese día, el ejército israelí asesinó al cardiólogo y director del Hospital Indonesio, Maruan al Sultán, a su mujer y a sus cinco hijos en un bombardeo contra su casa en la ciudad de Gaza. Al día siguiente, Israel lanzó uno de los bombardeos más mortíferos e intensos de los últimos meses justo en el momento en el que se abrían las negociaciones para un alto el fuego. Al menos noventa personas murieron ese jueves, cincuenta de ellas cuando se dirigían a recoger comida, la gran mayoría de ellos por fuego directo de las tropas israelíes. Un bombardeo israelí contra la escuela Mustafa Hafez del barrio capitalino de Rimal mató al menos a doce personas que se refugiaban en ella. Entre los fallecidos por el ataque israelí se encontraban una mujer y sus seis hijos, todos ellos calcinados en el ataque. 
El 6 de julio, las tropas israelíes mataron a 82 personas más en la Franja. Entre las víctimas se encontraban 39 personas que murieron en un bombardeo de madrugada contra un edificio del barrio del Jeque Radwan, en Gaza, donde vivían cuatro familias. Otro bombardeo en una cocina comunitaria en Deir el Balah mató a tres personas, incluido el cocinero. Por su parte, continuaron los tiroteos contra los civiles que esperaban para recoger comida. En ese día fueron asesinadas nueve personas en estos tiroteos.  Los ataques israelíes del 9 de julio mataron al menos a 74 personas. Al menos treinta de ellas fueron asesinadas en un bombardeo nocturno contra el campamento de refugiados de Shati, entre cuyas víctimas se contaron 17 niños y un hombre de 70 años. Ocho personas más murieron mientras esperaban para recibir ayuda humanitaria en uno de los centros de la FHG, sumándose así a una serie de ataques a personas en búsqueda de ayuda humanitaria casi diarios que había causado ya 770 muertos en apenas mes y medio. 
Las masacres continuaron al día siguiente, 10 de julio, cuando la aviación israelí bombardeó un punto de asistencia médica en Deir al-Balah en el que se estaban repartiendo suplementos nutricionales infantiles. El ataque mató a quince personas que hacían cola frente a la clínica, de las diez eran niños. Otros 19 niños resultaron heridos en el bombardeo, así como once adultos. Por otra parte, otras 67 personas fueron asesinadas por Israel a lo largo del día. Además, los tanques israelíes empezaron a avanzar por los campamentos de desplazados de Jan Yunis lanzando granadas de humo y disparando ráfagas de balas, forzando a los palestinos allí ubicados a recoger rápidamente sus pertenencias y huir.  El 11 de julio los ataques continuaron, 45 palestinos murieron por ataques israelíes, incluidos 11 solicitantes de ayuda. El Hospital de Campaña de Kuwait, informó que siete palestinos murieron en un ataque israelí contra las tiendas de campaña de personas desplazadas en la zona de al-Mawasi, al oeste de Khan Younis.
El 12 de julio las fuerzas israelíes mataron al menos a 110 palestinos, incluidos 34 solicitantes de ayuda. Israel bombardeó agresivamente Beit Hanoon, en el norte de Gaza; se informó de unos 40 ataques aéreos a primera hora de la tarde.  Al día siguiente, seis niños y cuatro adultos palestinos murieron por un bombardeo israelí mientras hacían cola para recoger agua potable en el campo de refugiados de Nuseirat. El ejército israelí calificó la masacre de «un error técnico». Otras 31 personas fueron asesinadas y más de cien heridas mientras esperaban para recoger comida en un puesto de la FHG cerca de Rafah.  El 17 de julio, un tanque israelí disparó sus obuses contra la única iglesia católica de toda la Franja, la parroquia de la Sagrada Familia de Gaza, donde se encontraban en ese momento más de 400 personas. Tres de ellas murieron, entre los que se encuentran el conserje de la parroquia, de 60 años, y una mujer de 84 años, y otras nueve resultaron heridas, incluidas dos en estado crítico. El padre argentino Gabriel Romanelli, pastor de la iglesia, fue uno de los heridos en el ataque. El difunto papa Francisco, había sostenido llamadas nocturnas con los feligreses de la iglesia en una muestra de solidaridad con ellos. Su última llamada fue apenas unas horas antes de morir, el domingo 20 de abril. Los ataques israelíes en Gaza el 17 de julio mataron al menos a 41 palestinos, incluidos 30 solo en la ciudad de Gaza.
El domingo 20 de julio, médicos palestinos constataron al menos 81 muertos y más de 150 heridos tras un nuevo ataque israelí contra una multitud concentrada alrededor del puesto de reparto de ayuda de la FHG en la zona de Zikim, en Beit Lahia, donde miles de gazatíes esperaban la llegada de camiones con harina. Ese día, el ejército israelí anunció que entraría por primera vez en la ciudad de Deir al-Balah y decretó la expulsión de su población civil. La hambruna en la Franja de Gaza comenzó a dejar cuantiosas muertes y ese día las autoridades sanitarias de la Franja anunciaron la muerte de 19 personas por inanición, mientras que otras 18 fallecieron por el mismo motivo al día siguiente. El 22 de julio se anunció que al menos quince personas más habían muerto de inanición, incluidos un bebé de seis semanas y tres niños más. A estas muertes por el hambre les siguieron doce más en los dos días siguientes. El ejército israelí atacó ese día hasta en tres ocasiones la sede de a Organización Mundial de la Salud en Deir al-Balah. Tras los ataques, las tropas expulsaron tanto al personal de la ONU como a sus familias, a quienes obligaron a marchar a pie hasta al-Mawasi. Un hombre fue detenido y se encuentra en paradero desconocido.

### Cisjordania

Sector de guerra de Cisjordania
Enclaves palestinos
Asentamientos israelíes
Jerusalén Este

La guerra ha provocado un importante aumento de la violencia ya preexistente en Cisjordania y, en especial, de los ataques violentos de colonos israelíes contra comunidades palestinas, que resultaron en numerosas ocasiones en el desplazamiento forzoso de sus habitantes. También se produjeron detenciones masivas de palestinos por parte de las fuerzas israelíes, la mayor parte de los cuales fueron retenidos sin cargos. El ejército israelí ha comenzado a utilizar tácticas de guerra en Cisjordania que no se usaban desde el fin de la segunda intifada, tales como el uso de drones y helicópteros de combate, los asesinatos selectivos o la demolición masiva de viviendas. Expertos internacionales han señalado que diversas acciones sobre el terreno podrían suponer crímenes de guerra, como el uso de civiles como escudos humanos, la utilización de ambulancias y vestimenta médica para uso militar, la denegación de atención médica a los heridos, el trato vejatorio de los cuerpos de los combatientes y la destrucción arbitraria de infraestructura civil. Numerosos países comenzaron a imponer sanciones a colonos violentos o a sus organizaciones.
Entre los hechos más reseñables de este frente bélico destacarían el bombardeo israelí de la mezquita Al-Ansar de Yenín el 22 de octubre de 2023; el asesinato de tres pacientes del hospital Ibn Sina de Yenín el 30 de enero de 2024; la incursión israelí en el campamento de Nur Shams que mató a catorce civiles el 20 de abril, seguida de la de Yenín del 22 y 23 de mayo, que mató a otros doce palestinos; el ataque de docenas de colonos a la localidad de Jin, con la muerte de un civil palestino el 15 de agosto; la operación a gran escala en el norte de Cisjordania a finales de agosto que supuso la muerte de al menos 18 palestinos; el tiroteo del 8 de septiembre en el que un camionero jordano mató a tres guardias de seguridad israelíes en el puente Allenby; el bombardeo israelí de una cafetería en Tulkarem que causó la muerte de dieciocho personas, y el inicio de una nueva incursión israelí en Yenín en enero de 2025, que acabaría extendiéndose a todo el norte de Cisjordania y que supondría una enorme destrucción en los tres campos de refugiados de la zona (Nur Shams, Tulkarem y Yenín), además de más de cien palestinos muertos y más de 40.000 desplazados.
En total, el agravamiento de las hostilidades en Cisjordania ha causado la muerte de más de 900 palestinos, así como 59 colonos y soldados israelíes.

### Líbano y norte de Israel

Sector de guerra del norte de Israel
Israel
Altos del Golan
Presencia de Hezbolá en el Líbano
Siria
Áreas evacuadas por Israel

#### Octubre
En la mañana del 8 de octubre, Hezbolá disparó varios cohetes y proyectiles contra la región de las granjas de Shebaa, ocupada por Israel. En respuesta, el ejército israelí disparó proyectiles de artillería y un avión no tripulado hacia el sur del Líbano.
El 9 de octubre, el ejército israelí afirmó haber matado a varios infiltrados del Líbano y haber disparado artillería a través de la frontera. Hezbolá negó su participación en el incidente. Más tarde, las Brigadas Al-Quds se atribuyeron la responsabilidad de la infiltración armada. Tres soldados israelíes, incluido un oficial de alto rango, murieron en un ataque de la Yihad Islámica Palestina, mientras que el Comando del Frente Interno del ejército israelí ordenó a los residentes de veintiocho localidades del norte de Israel que buscaran cobijo en refugios antiaéreos.
El 13 de octubre, un corresponsal libanés de Reuters murió y al menos otros cuatro periodistas resultaron heridos por un ataque israelí.
El 31 de octubre, Amnistía Internacional confirmó el uso de fósforo blanco por parte de Israel contra civiles en el sur del Líbano. Según el comunicado de la organización, «el Ejército israelí lanzó proyectiles de artillería que contenían fósforo blanco —un arma incendiaria— en operaciones militares a lo largo de la frontera sur de Líbano entre el 10 y el 16 de octubre de 2023», lo supone una violación del derecho internacional humanitario.

#### Noviembre
El 2 de noviembre, Hezbolá afirmó que había atacado simultáneamente diecinueve «posiciones militares sionistas» a lo largo de la frontera. Otro bombardeo de cohetes hirió a dos personas en la ciudad israelí de Kiryat Shemona, cerca de la frontera libanesa. La sección libanesa de Hamás dijo que disparó una docena de cohetes contra la ciudad «en respuesta a las masacres de la ocupación (israelí) contra nuestro pueblo en Gaza». Según el ejército israelí habían atacado objetivos de Hezbolá con un «amplio asalto», en el que habían participado «aviones de combate y helicópteros» en represalia por el ataque.
El 12 de noviembre, Hezbolá lanzó una serie de ataques contra varios objetivos israelíes en el norte de Haifa y las ciudades fronterizas israelíes de Na'ura y Shlomi en los que resultaron heridas al menos diecisiete personas (siete soldados y diez civiles). El incidente más grave tuvo lugar en la comunidad rural de Dovev, donde Hezbolá disparó misiles antitanques hiriendo gravemente a trabajadores que estaban reparando unas líneas eléctricas dañadas en un ataque anterior.
El 23 de noviembre, Hezbolá disparó cerca de 50 proyectiles tipo Katyusha desde el sur del Líbano contra una base israelí en los alrededores de Safed, el grupo militante agregó que lanzaron un ataque en torno a las 8:30h (hora local) contra «soldados de infantería del enemigo israelí» en la base de Al Dhahira, en lo que constituyó su mayor ataque desde el estallido del conflicto. El gobierno israelí reconoció el ataque y confirmó ataques con artillería contra «las fuentes de los disparos».

#### Diciembre
El 10 de diciembre, seis soldados israelíes resultaron heridos de diversa consideración tras un ataque con un dron de Hezbolá. En los ataques de represalia del día siguiente, un obús israelí mató al alcalde de la localidad libanesa de Taybeh y a uno de sus familiares.
El 26 de diciembre, nueve soldados y un civil resultaron heridos en otro ataque con misiles de Hezbolá, en este caso contra una iglesia de la localidad israelí de Iqrit.

#### Enero
El 2 de enero de 2024, Israel asesinó al número dos de Hamás en el extranjero, Saleh al-Arouri, en un ataque aéreo contra una oficina del movimiento islamista palestino en una zona residencial en el sur de Beirut, donde también fallecieron otras cinco personas. Tanto Hamás como Hezbolá condenaron el ataque y prometieron represalias. Al día siguiente, Hezbolá lanzó un ataque con más de 60 cohetes contra la base militar israelí de Merón, situada en la Alta Galilea, «como parte de la respuesta inicial al asesinato del dirigente de Hamás, Saleh Al Arouri, y sus camaradas». Según Hamás, en el ataque se habrían producido «impactos directos en la base y heridos confirmados».
El lunes 8 de enero, un ataque aéreo israelí en el sur de Líbano mató a Wissam Hassan al-Tawil, comandante de la fuerza de élite Redwan, del grupo Hezbolá. La organización libanesa respondió con un ataque con drones contra una base militar israelí en la ciudad de Safed. El 11 de enero, un bombardeo israelí mató a dos médicos y destruyó una ambulancia en la ciudad libanesa de Hanin.
El domingo 14 de enero, el ejército israelí anunció que había matado a tres miembros de Hezbolá que se habían infiltrado en las granjas de Shebaa; cinco soldados israelíes resultaron heridos leves y moderados. Poco después, dos civiles murieron en el norte de Israel después de que un misil antitanque disparado desde el Líbano alcanzara su casa en una ciudad cerca de la frontera con el Líbano.

#### Febrero
El 7 de febrero, un nuevo ataque israelí mató a un civil e hirió a otros dos en la localidad libanesa de Khiam. En respuesta a este ataque, el lanzamiento de un misil antitanque hirió de gravedad a un oficial del ejército israelí y de carácter leve a dos soldados en la zona de Kiryat Shemona. Por su parte, Israel respondió con un ataque contra un coche en Nabatieh en el que viajaba un alto cargo de Hezbolá, matando a tres milicianos e hiriendo al dirigente. La cadena de ataques y represalias continuó con un nuevo ataque de Hezbolá, en este caso contra una base militar cerca de Safed, que mató a un soldado israelí e hirió a otros ocho el 14 de febrero. Israel respondió con una cadena de ataques en el sur del Líbano que dejó cuatro muertos, incluidos dos niños y su madre. Los ataques siguieron durante los días siguientes; el 15 de febrero, un comandante de Hezbolá y su segundo al mando murieron como consecuencia del ataque contra una vivienda en Nabatieh, y al día siguiente los ataques israelíes mataron a otro cinco miembros de Hezbolá y de Amal.

#### Marzo
El 10 de marzo, Hezbolá lanzó más de cien cohetes Katiusha contra el norte de Israel como respuesta a un bombardeo israelí del día previo que había matado a cinco miembros de una misma familia, tres de ellos milicianos de la propia milicia chiita. En un nuevo intercambio de ataques, el 27 de marzo, siete voluntarios libaneses de una ONG murieron como consecuencia de un ataque israelí. Poco después, Hezbolá respondió con un ataque con misiles contra la ciudad de Kiryat Shemona en el que murió un israelí.
El 29 de marzo, un ataque aéreo en Bazouriyeh (Líbano) mató a Ali Abed Akhsan Naim, el subcomandante de la unidad de cohetes y misiles de Hezbolá que, según las FDI, era responsable de planificar ataques contra civiles israelíes.

#### Abril
El 15 de abril cuatro soldados israelíes resultaron heridos, uno de ellos de gravedad, por la detonación de un explosivo colocado por Hezbolá que fua activado al paso de los soldados. La explosión se produjo al sur del Líbano a varios cientos de metros de la frontera.

#### Mayo
Un ataque de un dron suicida de Hezbolá contra una posición del ejército israelí cerca de Metula mató a dos soldados reservistas el 6 de mayo, mientras que otro más murió el 9 de mayo en ataque contra un puesto del ejército israelí en la localidad de Malkia.

#### Junio
El 2 de junio, la aviación israelí mató a dos pastores libaneses en su casa de la localidad de Houla, cerca de la frontera israelí-libanesa. Según los medios locales, ambos eran civiles que vivían de vender sus ovejas en las localidades cercanas. Un ataque de Hezbolá mató a un soldado israelí e hirió a otros nueve en la localidad drusa de Hurfeish, cerca de la frontera con el Líbano. Un nuevo ataque israelí sucedido el 11 de junio mató a cuatro miembros de Hezbolá, incluido Taleb Abdallah, el oficial de más alto rango de esta organización muerto hasta la fecha. Hezbolá respondió con el mayor lanzamiento de cohetes contra Israel en todo el conflicto, que incluyó unos cincuenta cohetes contra los Altos del Golán ocupados y unos noventa contra regiones del norte de Israel; aunque no dejaron heridos, sí provocaron algunos incendios forestales.
El sábado 22 de junio, un ataque israelí mató a un comandante de la milicia libanesa Jamaa Islamiya. Al día siguiente, Hezbolá atacó dos bases militares israelíes en el norte del país. El 27 de junio, un bombardeo israelí mató a una persona que se desplazaba en motocicleta en el sur del Líbano. Ese mismo día, Hezbolá atacó la base naval israelí de Rosh Hanikra con drones suicidas.

#### Julio
El 4 de julio, Hezbolá respondió al asesinato el día anterior de Mohamed Nasser por un ataque aéreo israelí (uno de sus tres comandantes regionales) con el lanzamiento de más de 200 cohetes y con una oleada de drones suicidas contra diez bases militares israelíes. Los ataques llegaron incluso a la ciudad de Acre y provocaron numerosos incendios, mientras que un soldado reservista israelí murió en los Altos del Golán ocupados. El 9 de julio, un misil de Hezbolá mató a dos civiles israelíes en los Altos del Golán ocupados. Otros cuatro soldados israelíes resultaron heridos de gravedad el 13 de julio por una serie de cohetes de Hezbolá. El 18 de julio, el ataque de un dron israelí mató a un miliciano de Hezbolá y a un comandante de Grupo Islámico, un grupo paramilitar aliado de Hamás y de Hezbolá. Por su parte, Israel confirmó la muerte de un soldado que había resultado herido por un ataque de Hezbolá el 30 de junio.
El 27 de julio, Israel bombardeó la localidad libanesa de Kafr Kila, al sur del Líbano, y mató al menos a cuatro personas, algunas de ellas miembros de Hezbolá. Ese mismo día, al menos doce niños y adolescentes murieron y decenas más resultaron heridos en un ataque en un campo de fútbol en la localidad drusa de Majdal Shams, en los Altos del Golán ocupados por Israel. Al día siguiente, por la noche, Israel lanzó una serie de ataques de represalia contra siete regiones del interior y el sur del Líbano, en las zonas de Sabrinha, Borj El Chmali, Beka’a, Kfar Kila, Rab a-Taltin, al Khyam y Tir Hafa. Dos personas murieron el 29 de julio en un ataque de un dron israelí contra una motocicleta entre las localidades libanesas de Mays al Jabal y Chaqra, en el sur del país.
El 30 de julio, Israel lanzó un ataque con vehículos aéreos no tripulados contra Beirut, cuyo objetivo era asesinar a Fuad Shukr, un asesor de alto rango y mano derecha del líder de Hezbolá, Hasan Nasrallah. Según las Fuerzas de Defensa de Israel, Shukr era comandante del proyecto de misiles de precisión del grupo y de ser responsable «del asesinato de los niños en Majdal Shams y la muerte de numerosos civiles israelíes». En el ataque murieron, además de Shukr, un niño de diez años y una niña de seis cuyo hermano sufrió quemaduras en gran parte del cuerpo y cuyo padre se rompió numerosos huesos tratando de protegerlos de la caída de escombros. Otras dos personas murieron y otras ochenta resultaron heridas.

#### Agosto
El 17 de agosto, un bombardeo israelí en la ciudad libanesa de Nabatieh mató a diez civiles sirios, entre ellos una mujer y sus dos niños en uno de los peores ataques israelíes desde el inicio del conflicto.
Un nuevo intercambio de ataques tuvo lugar en la madrugada del 25 de agosto, cuando más de cien aviones israelíes atacaron simultáneamente lanzaderas de cohetes de Hezbolá, quien a su vez lanzó 210 cohetes y unos veinte drones contra Israel, que hirieron a una persona y causaron diversos daños materiales. Un marino israelí murió y otros dos resultaron gravemente heridos cuando un misil de la Cúpula de Hierro, el sistema antimisiles israelí, aparentemente se estrelló contra su lancha al confundirla con un dron de Hezbolá.

#### Septiembre
El 8 de septiembre, un dron israelí destruyó un camión de bomberos que volvía de apagar un incendio en la localidad de Froun, mató a tres miembros del servicio e hirió a otros dos, uno de ellos en estado crítico. El 17 de septiembre, un ataque atribuido a Israel hizo explotar numerosos buscas pertenecientes a miembros de Hezbolá y causó un total de doce muertos y unos 2800 heridos. Cuatro de los muertos por este ataque eran niños, incluida una niña de nueve años. Al día siguiente, un nuevo ataque hizo explotar los walkie-talkies del grupo, causando al menos veinticinco muertos y seiscientos heridos. Ese mismo día, el ejército israelí desplazó a la frontera con el Líbano a su 98.ª División, compuesta por entre 10.000 y 20.000 soldados. Tanto Human Rights Watch como el Alto Comisionado de las Naciones Unidas para los Derechos Humanos, Volker Türk, advirtieron de que el uso de bombas trampa constituye un crimen de guerra.
El 19 de septiembre, dos militares israelíes murieron y otros nueve resultaron heridos en una serie de ataques con drones y proyectiles lanzados por Hezbolá. El 20 de septiembre, al menos catorce personas murieron y otras 66 resultaron heridas en lo que Israel describió como un «bombardeo selectivo» en un barrio del sur de Beirut. Entre las víctimas mortales se encontraban Ibrahim Akil, el líder de la Fuerza Redwan, el grupo de comandos de élite de Hezbolá y diez miembros más de este grupo paramilitar libanés. En respuesta, Hezbolá lanzó entre 140 y 150 cohetes contra el norte de Israel.
El 21 de septiembre, la cifra de muertos por el ataque israelí del día anterior en el barrio de Dahiya alcanzó la cifra de 37, incluidos tres niños y siete mujeres, con 68 heridos y 23 desaparecidos. El domingo 22 de septiembre, por la mañana, Hezbolá lanzó un ataque masivo contra Haifa y sus alrededores, la base aérea Ramat David, Nazaret, Afula, la Baja Galilea y el valle de Jezreel. Seis personas resultaron heridas de diversa consideración.
El 23 de septiembre, Israel desencadenó uno de los bombardeos más devastadores de la historia del Líbano y causó el mayor número de muertos en el país desde su sangrienta guerra civil, que duró de 1975 a 1990. La aviación israelí mató a 558 personas por todo el país, incluidos al menos cincuenta niños y 94 mujeres, y dejó un saldo de 1835 heridos. Los bombardeos y el envío masivo de mensajes de texto y llamadas de teléfono exigiendo a la población que abandonase sus hogares ocasionaron un éxodo masivo hacia el norte del país. El 24 de septiembre, los bombardeos israelíes en el Líbano mataron a unas 25 personas. El 25 de septiembre, al menos 22 libaneses murieron por diversos ataques israelíes, incluidos dos miembros de la Agencia de las Naciones Unidas para los Refugiados (UNHCR).
El 27 de septiembre, Hezbolá lanzó decenas de proyectiles contra el norte de Israel. Un ataque contra la localidad de Tiberias dejó al menos una persona herida. Ese mismo día las autoridades sanitarias libanesas aseguraron que al menos 25 personas habían muerto a lo largo del día a causa de los últimos bombardeos de Israel contra varias zonas del sur de Líbano y el valle de la Becá. Ese mismo día, Israel continuó con los ataques contra los suburbios del sur de Beirut. El Ministerio de Salud libanés adelantó un primer balance provisional de víctimas con dos muertos y 76 heridos, aunque aseguró que las tareas de salvamento aún no habían acabado. Según medios israelíes, el principal objetivo del ataque fue el líder de la milicia, Hasán Nasralá. En represalia por el ataque, Hezbolá atacó Safad, Carmiel y el kibutz Sa’ar.
El 28 de septiembre, los ataques israelíes alcanzaron centros de defensa civil y una clínica médica en Taybeh y Deir Siriane, matando a once miembros del personal médico e hiriendo a otros diez. El 29 de septiembre, al menos diecisiete miembros de una familia murieron y varios más quedaron atrapados bajo los escombros en un ataque aéreo israelí en Zboud. Otro ataque israelí, esta vez en Ain El Delb, mató a 45 personas e hirió al menos a otras 75, mientras que un tercer ataque israelí, en este caso contra la localidad de Bekaa, mató a doce personas e hirió a otras veinte. Por su parte, Hezbolá lanzó cohetes contra la base militar de Ofek y contra el asentamiento de Sa'ar, en el norte de Israel. Ese mismo día, el Ministerio de Sanidad del Líbano anunció que los ataques israelíes habían matado a catorce paramédicos en las 48 horas previas. El 30 de septiembre, las tropas libanesas se retiraron a cinco kilómetros de distancia de la frontera con Israel, pese a lo cual un ataque de un dron israelí mató a un soldado del ejército libanés. Para finales de septiembre, los ataques israelíes habían desplazado a más de un millón de civiles libaneses.

#### Octubre
El 1 de octubre, el ejército israelí lanzó una ofensiva militar terrestre «selectiva y delimitada» en el sur del Líbano después de una intensa campaña de bombardeos contra Hezbolá. Ese día, el ejército israelí ordenó a los habitantes de más de treinta localidades del sur del Líbano que abandonasen sus hogares y huyesen hacia el norte. Al día siguiente, Israel informó de ocho soldados muertos en enfrentamientos en el sur del Líbano, incluidos cuatro miembros de una unidad de comandos de élite; otros cinco soldados resultaron heridos graves. Al día siguiente, la aviación israelí mató a un soldado libanés y a nueve trabajadores médicosen un centro médico en Beirut. El 4 de octubre, la ONU rechazó la exigencia de Israel de evacuar a los cascos azules de UNIFIL que se encontraban en tareas de mantenimiento de la paz al sur del Líbano. El 6 de octubre, Israel mató a siete trabajadores sanitarios e hirió a otros catorce cuando un grupo de paramédicos iba a dejar varios heridos en el hospital. El 7 de octubre, un bombardeo israelí mató al menos a diez bomberos en el sur del Líbano. Por su parte, un total de 130 proyectiles cruzaron hacia Israel desde el Líbano. Un día después, el ejército israelí anunció el despliegue de una cuarta división al sur del Líbano, donde ya tenía aproximadamente 15.000 soldados. Hezbolá lanzó más de 80 proyectiles contra la ciudad de Haifa, situada en el norte de Israel. Al día siguiente, dos civiles que estaban paseando a sus perros murieron en Kiryat Shemona por el impacto de un misil de Hezbolá. El 10 de octubre, un tanque israelí disparó contra una torre de observación de las fuerzas de paz de la ONU en el Líbano, UNIFIL, e hirió a dos soldados indonesios que cayeron al suelo desde ella. Un ataque de la aviación israelí derribó un edificio de ocho plantas en el centro de Beirut y mató a veintidós personas, hiriendo además a otras 117.
El 12 de octubre, el ejército israelí exigió al personal médico que no usase ambulancias, avisando que estas podrían ser consideradas objetivo militar. Dos días después, UNIFIL denunció «una nueva violación flagrante del derecho internacional» ocurrida cuando un grupo de tanques israelíes entraron por la fuerza en una de sus bases y destruyeron la puerta principal, tras lo que lanzaron granadas de humo contra las fuerzas de paz. Ese día, un ataque israelí mató al menos a 23 personas desplazadas en Aitou, entre ellas doce mujeres y dos niños. Algo después, un dron de Hezbolá logró evadir las defensas aéreas israelíes e impactó contra la cantina de la base principal de la Brigada Golani en Binyamina, matando a cuatro soldados e hiriendo a 58 más, siete de ellos de gravedad.
El 16 de octubre, un ataque israelí contra un edificio del ayuntamiento de Nabatiye mató a dieciséis personas e hirió a 52 más. Un ataque israelí en la zona de Qana mató a quince civiles y al que Israel calificó como comandante de Hezbolá en la zona. El 19 de octubre, un dron lanzado por Hezbolá impactó contra la ventana de la casa del primer ministro israelí, Benjamín Netanyahu, en la localidad de Cesarea. Al día siguiente, las tropas israelíes dinamitaron un barrio entero de Mais al-Jabal, una localidad libanesa cercana a la frontera, y llenaron las ruinas de trampas bomba para evitar que su población volviese a él. Ese mismo día, UNIFIL volvió a denunciar un ataque israelí, en este caso la destrucción deliberada de una torre de observación en Marwahin. El 21 de octubre, la aviación israelí bombardeó la entrada del hospital Rafiq Hariri de Beirut, el hospital público más grande del país, y mató a dieciocho personas, incluidos cuatro niños, además de herir a más de sesenta. El propio hospital sufrió «graves daños».
El 23 de octubre, Hezbolá confirmó la muerte tres semanas antes de Hashim Safi Al Din, un alto oficial del grupo postulado para suceder al asesinado Hasan Nasralá. El 26 de octubre, tres periodistas libaneses de las televisiones Al-Mayadeen y Al-Manar murieron cuando aviones israelíes bombardearon su estación de prensa en la localidad de Hasbaya. El 31 de octubre, un bombardeo israelí mató a seis trabajadores sanitarios libaneses e hirió a otros cuatro en el sur del Líbano. Ese día el ejército israelí emitió nuevas órdenes de expulsión para diversas localidades libanesas, incluido el campamento de refugiados palestinos de Rashidieh. El total de muertes libanesas a causa de los diversos ataques israelíes de ese día fue de 45 personas. Un ataque de Hezbolá mató a dos personas a hirió a otra más en un olivar al norte de Israel, mientras que otro ataque de este grupo mató a cinco personas, cuatro de ellas peones agrícolas tailandeses, en la localidad de Metula. Además, un cohete de Hezbolá impactó en una base de Unifil a siete kilómetros de la frontera sin causar daños personales.

#### Noviembre
El 1 de noviembre, los bombardeos israelíes mataron al menos a 52 libaneses e hirieron 72 más. En el valle de la Becá, al menos nueve personas murieron cuando un ataque israelí hizo desplomarse un edificio de viviendas. La aviación israelí también mató a doce personas en Amhaz y a 31 personas más en ataques contra más de una docena de aldeas y pueblos. Otro ataque israelí destruyó el paso fronterizo de Joussieh, entre Líbano y Siria, utilizado por numerosos refugiados libaneses para huir de los combates. Al día siguiente, un ataque de Hezbolá contra Tira, al norte de Tel Aviv, hirió a diecinueve personas.
La noche del martes 5, al menos treinta personas murieron cuando la aviación israelí destruyó un edificio residencial de Barja, cerca de Beirut. Muchos de los muertos eran mujeres y niños. La réplica de Hezbolá al día siguiente fue una salva de cohetes que alcanzó el aparcamiento del aeropuerto internacional Ben Gurión. El 9 de noviembre, los bombardeos israelíes contra Tiro mataron a siete personas, incluidas dos niñas, hirieron a otras 46 y muchas más quedaron bajo los escombros. Al menos 23 personas, siete de ellas niños, murieron en un ataque israelí contra la norteña localidad de Alamat, en el Monte Líbano al día siguiente.
El 14 de noviembre, el ejército israelí anunció la muerte de seis soldados en un enfrentamiento contra cuatro milicianos de Hezbolá en un edificio al sur del Líbano. El 15 de noviembre, sendos bombardeos israelíes mataron a 21 trabajadores de rescates de emergencia libaneses. En Douris, una pequeña localidad a las afueras de Baalbek, la aviación israelí atacó el centro de defensa civil de la localidad y mató a quince paramédicos y cinco civiles que se encontraban en él.
El 18 de noviembre, una mujer israelí de origen palestino murió por el impacto de una salva de cohetes de Hezbolá, que también dejaron docenas de heridos, dos de ellos graves. Ese día, un soldado israelí murió en el sur del Líbano tras el impacto de un dron kamikaze de Hezbolá. Por su parte, el ejército israelí mató a tres soldados libaneses en un puesto militar al sur de Beirut. También ese día, un misil de Hezbolá mató a un joven israelí en la localidad costera de Nahariya. El 26 de noviembre se alcanzó un alto el fuego entre el ejército israelí y Hezbolá que entró en vigor al día siguiente. Los términos del alto el fuego establecieron la retirada completa de las tropas israelíes del sur del Líbano en un plazo de sesenta días y la vuelta a sus hogares de los desplazados por la invasión israelí. Por su parte, Hezbolá cedió en una de las condiciones que había mantenido hasta entonces para un alto el fuego: que se detuviese también el ataque israelí contra la Franja de Gaza.

#### Diciembre
El 1 de diciembre, el alto el fuego en el frente del Líbano se mantenía pese a diversas escaramuzas entre el ejército israelí y Hezbolá. El primero atacó cuatro zonas de la frontera sirio-libanesa, hiriendo a tres personas entre las que se encontraba un niño de siete años. Todos estos ataques se produjeron al norte del río Litani, por lo que golpearon zonas de las que Hezbolá no está obligado a retirarse según el acuerdo de alto el fuego. Al día siguiente, un nuevo ataque israelí mató al menos a nueve personas y dejó a tres más heridas en dos localidades libanesas, Talousa y Haris. Poco antes, Hezbolá había lanzado dos proyectiles de mortero contra las granjas de Shebaa ocupadas por Israel. El 9 de diciembre, cuatro soldados israelíes murieron en un accidente al sur del Líbano al explotar unas minas dejadas por otros soldados israelíes en un túnel en el que se encontraban, que hicieron estallar un alijo de armas de Hezbolá que hizo que el túnel entero cayese sobre ellos. El 27 de diciembre, la aviación israelí atacó tres objetivos en el Líbano, entre ellos la localidad de Qousaya, en la Becá, y el paso de Janta, en la frontera sirio-libanesa.

#### Enero
El 26 de enero de 2025, día que terminaba el plazo para que las tropas israelíes evacuaran sus posiciones en el sur del Líbano, al menos 22 desplazados libaneses murieron, incluidos seis mujeres y un militar libanés, y 124 resultaron heridos, entre ellos nueve niños y un trabajador sanitario, por disparos de las fuerzas israelíes cuando trataban de acceder a sus localidades de origen aún ocupadas en el sur del país. Según informó el Ministerio de Salud del Líbano, los ataques mortales tuvieron lugar en Kfar Kila, Hula, Meis el Yabal, Blida, Adaisé y en Dhaira donde murió el militar «como resultado de los disparos del enemigo israelí en el contexto de sus continuos ataques contra ciudadanos y personal del ejército en las zonas fronterizas del sur». El Gobierno de Israel ya advirtió el viernes, 24 de enero, que no se retirara del sur del Líbano, cuando se cumple el plazo de 60 días para abandonar la zona, ya que asegura que las fuerzas libanesas no han completado su despliegue en la zona.

#### Febrero
El 18 de febrero, día en que las FDI debían completar su retirada de las localidades del sur del Líbano que aún ocupaban, Israel anunció que mantendría cinco puestos de avanzada en el sur del Líbano después de retirar la mayoría de sus tropas. El gobierno libanés declaró que no toleraría que las tropas de las FDI permanecieran en el país.

### Irak y Siria
Desde el inicio de la guerra de Gaza en octubre de 2023 hasta el octubre de 2024, Israel lanzó más de 220 ataques aéreos y de artillería contra la República Árabe Siria, asesinando a 296 personas, Israel a atacado depósitos de armas, vehículos y bases de grupos apoyados por Irán. El gobierno sirio de Bashar al-Ásad un ostensible aliado del gobierno de la República Islámica de Irán y del Eje de la Resistencia a permanecido principalmente fuera del conflicto. Algunos cohetes han sido lanzados contra Israel desde Siria, lo que Israel dice que son principalmente de milicias apoyadas por Irán.

#### 2023
El 22 de octubre, Israel bombardeó los aeropuertos internacionales de Damasco y Alepo, dejando a ambos fuera de servicio y matando al menos a un civil. El portavoz del Pentágono, el general Patrick Ryder, informó de que al menos veinticuatro militares estadounidenses habían resultado heridos de diversa consideración (la mayoría leves) durante una serie de ataque aéreos contra bases estadounidense en Irak y Siria el 18 de octubre. Además, Ryder confirmó que las tropas estadounidenses habían sido atacadas diez veces en Irak y tres en Siria entre el 17 y el 24 de octubre.
El 24 de diciembre, un general de alto rango de la Guardia Revolucionaria Islámica, Sayyed Reza Mousavi, murió en un ataque aéreo israelí en Damasco.El 31 de diciembre, el Observatorio Sirio para los Derechos Humanos informó de que los bombardeos israelíes habían matado hasta entonces a veintitrés milicianos sirios.

#### 2024
El 4 de enero, un avión no tripulado estadounidense disparó al menos dos cohetes en el este de Bagdad contra un vehículo que se encontraba en una instalación utilizada por el grupo miliciano iraquí al-Nujaba'a. En el ataque murieron cuatro personas, incluido un comandante de la milicia y uno de sus asistentes. Al día siguiente, el primer ministro iraquí anunció su intención de poner fin a la misión de la coalición internacional «una vez que cesen las justificaciones de su existencia». El 15 de enero, Irán bombardeó una supuesta base del Mosad en la ciudad iraquí de Erbil. Según las autoridades kurdas en el ataque habrían muerto cuatro civiles y otros seis habrían resultado heridos. El 20 de enero, un ataque israelí en Damasco mató doce personas, incluidos cinco miembros de la Guardia Revolucionaria iraní. El 28 de enero de 2024, un ataque aéreo realizado con varios drones contra la base estadounidense Torre 22, situada en la frontera entre Jordania y Siria, provocó la muerte de tres soldados estadounidenses y heridas de diversa consideración a otros 34. El martes 30 de enero, una de las milicias más poderosas de Irak, Kataeb Hezbolá, anunció que suspendería sus ataques contra «las fuerzas de ocupación» estadounidenses en la región, después de reivindicar el ataque con drones del 28 de enero contra la base estadounidense de Torre 22, «para evitar avergonzar al Gobierno iraquí».
Alrededor de la medianoche del 2 al 3 de febrero, la Fuerza Aérea de los Estados Unidos llevó a cabo una serie de ataques aéreos contra supuestos miembros de la Fuerza Quds del Cuerpo de la Guardia Revolucionaria Islámica (CGRI) y grupos de milicias afiliados en Irak y Siria. Las instalaciones objetivo incluían centros de operaciones de mando y control, centros de inteligencia, cohetes, misiles, almacenamiento de vehículos aéreos no tripulados, así como instalaciones logísticas y de cadena de suministro de municiones pertenecientes a grupos de milicias. Los funcionarios estadounidenses informaron que los ataques alcanzaron 85 objetivos en siete instalaciones, tres en Irak y cuatro en Siria, utilizando 125 misiles guiados de precisión. El 7 de febrero de 2024, la Fuerza Aérea israelí lanzó una serie de ataques con misiles contra varios lugares de Homs, en el centro de Siria, matando a diez personas, incluidos seis civiles y dos miembros de Hezbolá. Entre los muertos había tres estudiantes, una mujer y un niño.
El 29 de marzo, un ataque aéreo israelí contra el aeropuerto Internacional de Alepo mató a treinta y ocho soldados sirios, siete combatientes de Hezbollah y siete milicianos, en lo que se convirtió en el ataque israelí más mortífero contra Siria en los últimos tres años.
El 1 de abril un misil israelí destruyó el edificio anexo del consulado iraní en Damasco, matando a dieciséis personas, incluido un alto comandante de la Fuerza Quds de los Cuerpos de la Guardia Revolucionaria Islámica, el general de brigada Mohammad Reza Zahedi, y otros siete oficiales. Ante dicho ataque Irán amenazó con «una dura respuesta». Desde el inicio del año 2024, el Observatorio Sirio para los Derechos Humanos documentó treinta ataques israelíes con bombardeos aéreos y misiles contra Siria que destruyeron 59 objetivos, incluidos edificios: depósitos de armas y municiones, bases, centros y vehículos. Estos ataques mataron a 126 combatientes (incluidos 38 soldados sirios y 21 guardias iraníes de los CGRI) y hirieron a otros 47 combatientes. El saldo de bajas civiles fue de diez civiles muertos y veinte heridos.El 16 de abril, un informe de un grupo de expertos de la ONU señaló que Israel había violado el derecho internacional en su ataque contra la embajada iraní en Damasco.
En septiembre de 2024, Estados Unidos e Irak llegaron a un acuerdo para la retirada de Irak de las fuerzas de la coalición liderada por Estados Unidos. Dicho plan, supondría la salida de cientos de tropas «a más tardar a finales de septiembre de 2025», y la del resto hasta finales de 2026. Ambos países podrían establecer un nuevo «mecanismo de asociación de seguridad bilateral» que supondría la permanencia de algunas tropas estadounidenses en Irak tras la retirada. El 9 de septiembre, una serie de bombardeos israelíes mataron a docenas de personas e hirieron a unas 37 más en varios edificios militares de Masyaf, en la gobernación de Hama. Fuentes oficiales sirias informaron de la muerte de 18 personas, mientras que el Observatorio Sirio para los Derechos Humanos elevó la cifra hasta los 26, incluidos cinco civiles. El 17 de septiembre, un ataque atribuido a Israel hizo detonar numerosos buscas pertenecientes a miembros de Hezbolá, causando al menos a 42 muertos, incluidos al menos doce civiles, e hirió a más de 3000 personas.

El 1 de octubre de madrugada, las autoridades sirias denunciaron que al menos tres personas murieron, incluida la «gran locutora» Safa Ahmed, y otras nueve resultaron heridas, en un ataque aéreo del «enemigo israelí» contra varios puntos de la ciudad de Damasco. La madrugada del jueves 3 de octubre, dos soldados israelíes pertenecientes a la Brigada Golani murieron y veinticuatro militares resultaron heridos de diversa consideración, en un ataque con drones. La Resistencia Islámica iraquí reclamó la autoría del ataque.
El 20 de noviembre, la aviación israelí mató a 68 personas al bombardear en Palmira varios edificios, como un almacén y un restaurante; según el Observatorio Sirio de Derechos Humanos, 64 de los muertos eran milicianos. Una semana después, la aviación israelí bombardeó los tres pasos fronterizos entre Líbano y Siria apenas unos minutos antes de que entrase en vigor el alto el fuego con Hezbolá. Cuatro civiles y dos soldados sirios murieron en el ataque, que dejó también doce heridos entre los que se encontraban mujeres, niños y miembros de la Media Luna Roja siria.

### Yemen y el mar Rojo

Ataques hutíes contra buques mercantes en el estrecho de Bab-el-Mandeb

#### Intervención de los Hutíes
El grupo yemení de los Hutíes (grupo parte del Eje de la Resistencia apoyado por Irán) se han manifestado en favor de los palestinos luego del lanzamiento del ataque de Hamás en el 7 de octubre contra Israel que inicio la guerra de Gaza, Sare (portavoz del grupo chiita) culpo al Estado de Israel por la inestabilidad en el Medio Oriente y dijo que los ataques de Ansar Alá contra Israel no pararían hasta que «la agresión israelí parase».Desde el inicio del conflicto hasta el 31 de octubre, los Hutíes atacaron a Israel en tres ocasiones con el lanzamiento de tres misiles crucero el 19 de octubre que fueron interceptados por la marina estadounidense, un ataque con drones el 28 de octubre y un ataque con un «gran número» drones y misiles balísticos contra Israel el 31 de octubre según afirma el portavoz de Ansar Alá. Ninguno de los proyectiles lanzados desde el mar rojo lograron impactar en su objetivo bien porque fueron interceptados o porque se quedaron cortos. Israel hizo uso del Sistema Arrow, un sistema de defensa diseñado para interceptar misiles balísticos fuera de la atmósfera terrestre.
El 19 de noviembre, los hutíes asaltaron el buque Galaxy Leader en aguas del mar Rojo. Posteriormente, la empresa japonesa Nippon Yusen, con sede en Tokio, informó que el buque era un portavehículos fletado por ella, propiedad de una unidad de Ray Shipping Group, del empresario israelí Rami Ungar, y que contaba con una tripulación de 25 personas. Un portavoz de los hutíes declaró el 20 de noviembre que seguirían atacando barcos israelíes hasta que finalizase el conflicto en Gaza.
El 9 de diciembre, los hutíes advirtieron que atacarían cualquier buque que se dirija a Israel, independientemente de la bandera que llevase, y avisaron a todas las compañías navieras internacionales que no tratasen con empresas israelíes. El portavoz del grupo yemení dijo en un comunicado: «si Gaza no recibe los alimentos y medicinas que necesita, todos los barcos en el mar Rojo con destino a puertos israelíes, independientemente de su nacionalidad, se convertirán en un objetivo para nuestras fuerzas armadas».

#### Impacto en el comercio marítimo
Como consecuencia de los ataques hutíes, varias de las navieras más importantes del mundo, como la danesa Maersk y la alemana Hapag-Lloyd, anunciaron el 15 de diciembre que suspendían todas sus rutas por el mar Rojo. Al día siguiente, la lista de empresas que desviaron sus rutas del mar Rojo creció con la petrolera británica BP, las navieras chinas COSCO y OOCL y la taiwanesa Evergreen Marine, así como las europeas MSC y CMA CGM.
El 18 de diciembre, los hutíes lanzaron un nuevo ataque hacia un carguero con destino a Israel. La presión ejercida por los hutíes en el estrecho de Bab el-Mandeb hizo que un numeroso grupo de empresas navieras que controlaban cerca de la mitad del tráfico marítimo internacional decidieran redirigir sus rutas a través del Cabo de Buena Esperanza, en Sudáfrica, encareciendo el precio de los productos. El director del puerto de Eilat, el único puerto israelí de mercancías en el mar Rojo, declaró que el tráfico marítimo se había visto reducido en un 85 % desde el inicio de los ataques hutíes.
El 5 de enero, la crisis del comercio ocasionada por los ataques hutíes en el mar Rojo había provocado que dieciocho navieras redirigiesen sus rutas por Sudáfrica, lo que a su vez supuso que casi se triplicase el precio de los fletes y que el tráfico marítimo por el Canal de Suez se redujese en un 25 %. Ese mismo día, la marina india rescató a la tripulación del MV Lila Norfolk después de que un grupo de hombres armados lo abordaran en el Mar arábigo.

#### Inicio de los ataques de la coalición anglo-estadounidense contra Yemen

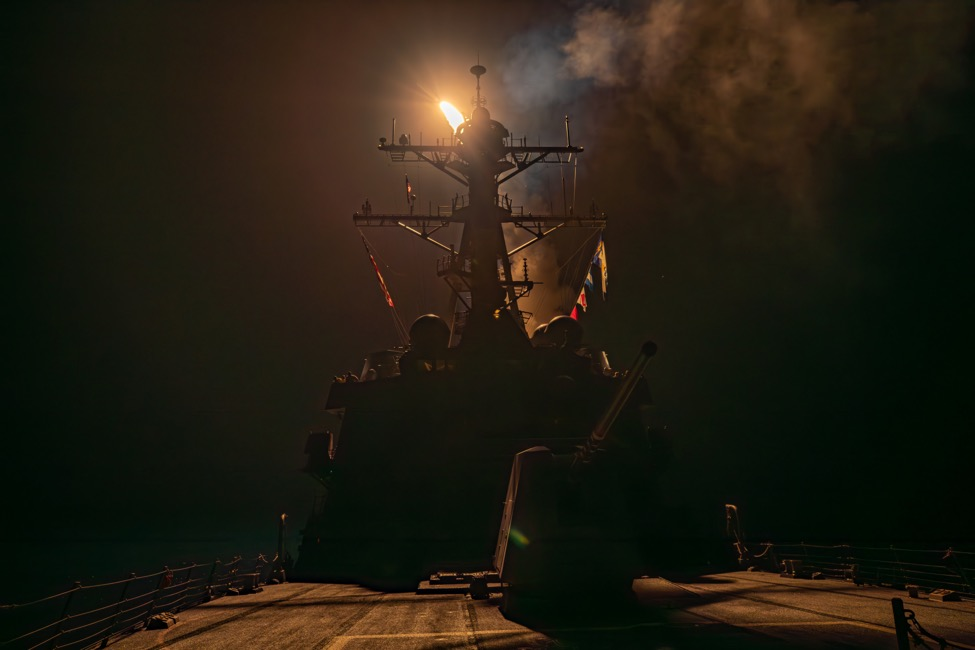
Un misil Tomahawk lanzado desde un destructor estadounidense el 12 de enero de 2024

La madrugada del viernes 12 de enero, Estados Unidos y el Reino Unido, con el apoyo «no operativo» de Australia, Baréin, Canadá y Países Bajos, lanzaron una serie de ataques aéreos y navales contra varios objetivos vinculados a los rebeldes hutíes en seis provincias de Yemen. Entre los objetivos bombardeados se encontraban emplazamientos de drones, misiles balísticos y de crucero y radares costeros y de vigilancia aérea en las provincias de Al Hudeidah, Saada, Dhamar, Taiz y Hajjah, todas ellas en el oeste del país. Según declararon los hutíes, fueron 73 ataques que causaron al menos cinco muertos y seis heridos. En respuesta, los rebeldes hutíes lanzaron una serie de misiles de crucero y balísticos contra buques de guerra de Estados Unidos y del Reino Unido situados en el mar Rojo.
El 16 de enero de 2024, Estados Unidos anunció que había capturado un buque con armas convencionales iraníes destinadas a los hutíes. El 16 de enero de 2024, el gobierno griego confirmó que un misil lanzado por los hutíes había impactado en el carguero MT Zografia, con destino a Israel.
El jueves 18 de enero, Estados Unidos llevó a cabo un nuevo ataque (el cuarto desde el inicio de la crisis) contra catorce instalaciones de lanzamiento de misiles en territorio yemení que estaban listos para ser disparados. El 22 de enero, Estados Unidos informó de sus primeras dos bajas en la operación; en concreto, se trató de dos Navy Seals que murieron durante la captura de un barco que transportaba armas destinadas a los hutíes.
El 4 de febrero, Estados Unidos y Reino Unido lanzaron una nueva oleada de ataques contra treinta y seis posiciones de los hutíes en Yemen.

#### Hundimiento del Rubymar

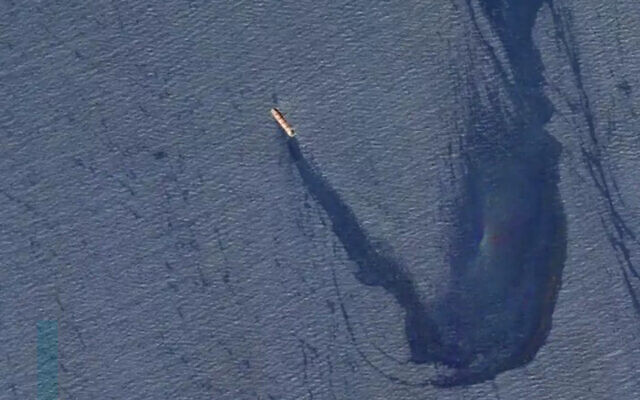
Vista del buque británico MV Rubymar dejando una estela de combustible después de ser alcanzado por un ataque aéreo de los huties

El 19 de febrero, el portavoz militar hutí, Yahya Sarea, informó de que el carguero británico Rubymar había sufrido «daños catastróficos y se detuvo por completo» después de ser objetivo de un ataque de Ansar Alá. «Como resultado de los grandes daños que sufrió el barco, ahora corre el riesgo de hundirse en el Golfo de Adén. Durante la operación, nos aseguramos de que la tripulación del barco saliera sana y salva». El United Kingdom Maritime Trade Operations (UKMTO) confirmó el ataque y explicó que tuvo lugar a unas 35 millas náuticas (65 kilómetros) al sur de al-Makha en Yemen. El gobierno británico dijo que el Rubymar estaba haciendo agua, que había sido abandonado y que la tripulación había sido llevada a un lugar seguro.
El sábado 2 de marzo, el buque británico Rubymar se hundió después de días de hacer agua. Se trataba del primer barco completamente destruido por los rebeldes hutíes desde que comenzaron su campaña de ataques contra la navegación en el mar Rojo. El 7 de marzo, un ataque hutí contra el granelero MV True Confindence mató a tres miembros de su tripulación e hirió de gravedad a otros dos, convirtiéndose en el primer ataque mortal de los hutíes desde el inicio del conflicto.
El 2 de mayo, Abdul-Malik al-Houthi declaró que 452 ataques estadounidenses y británicos en Yemen habían asesinado a cuarenta personas y herido a 35 desde enero, el líder huti también dijo que sus fuerzas lanzaron 606 misiles balísticos y drones contra 107 barcos «israelíes, británicos y estadounidenses.»

#### Ataques aéreos del 30 de mayo
La madrugada del 30 de mayo, las Fuerzas Armadas de Estados Unidos y del Reino Unido llevaron a cabo una serie de ataques aéreos contra trece objetivos situados en la capital yemení, Saná, y las provincias de Hodeida y Taiz, incluidos objetivos civiles como un edificio de una emisora de radio y un edificio de la guardia costera. En los ataques murieron dieciséis personas (incluidos civiles) y otras treinta y cinco resultaron heridas.
Un ataque hutí con lanchas explosivas teledirigidas contra el Tutor, un barco de propiedad griega que llevaba un cargamento de carbón provocó un grave incendio a bordo y la evacuación de toda su tripulación, por lo que el carguero quedó abandonado y a la deriva en el mar Rojo, a unas 76 millas al suroeste del puerto yemení de al Hudayda. El Tutor se hundió el 19 de junio, convirtiéndose en el segundo barco hundido por los ataques hutíes después del MV Rubymar. Uno de sus tripulantes, de origen filipino, fue dado por desaparecido. Los ataques de la coalición internacional contra los hutíes aumentaron notablemente en junio con respecto al mes anterior, pasando de 15 ataques registrados en mayo a 26 en junio, mes en el que causaron dos muertos y nueve heridos. Por su parte, los hutíes lanzaron 37 ataques en junio, de los que seis impactaron con éxito en sus objetivos.

#### Ataques israelíes contra Yemen
El 19 de julio el ataque de un dron lanzado por los rebeldes hutíes de Yemen contra la ciudad israelí de Tel Aviv causó la muerte de una persona y heridas a otras siete. El dron no llegó a activar ninguna alerta aérea. El portavoz de los hutíes, Yahya Sarea, afirmó en su canal de Telegram que habían ejecutado una «operación de calidad» contra Tel Aviv. Un día después aviones israelíes bombardearon el puerto yemení de Hodeida. Un portavoz de los hutíes informó que aviones israelíes habían bombardeado depósitos de petróleo, el puerto, así como la central eléctrica, y que al menos tres personas habían muerto y otras 87 resultado heridas —la mayoría con quemaduras graves—. El portavoz de los hutíes definió el ataque como «Una brutal agresión israelí contra Yemen que tuvo como blanco instalaciones civiles, depósitos de petróleo y la central eléctrica en Hodeida».

El 22 de agosto, la tripulación del petrolero de bandera griega Sounion tuvo que ser rescatada después de que fuese atacado por los hutíes. El ataque provocó que el barco comenzase a arder, perdiese toda maniobrabilidad y quedase a la deriva en el Mar Rojo. Una semana después, los hutíes permitieron la entrada de barcos de rescate para evitar un inminente vertido de petróleo que podría convertirse en uno de los peores de la historia.
El 28 de septiembre, el sistema de defensa antiaérea Arrow derribó un misil balístico lanzado desde Yemen, cuyos restos se estrellaron cerca de Tzur Hadassah, a 12 kilómetros al suroeste de Jerusalén, causando daños menores. Los hutíes afirmaron que su objetivo había sido el aeropuerto Ben Gurión «durante la llegada del criminal Benjamín Netanyahu», después de dar un discurso en la sede de las Naciones Unidas en Nueva York. Se trata del tercer ataque con misiles de los hutíes contra el centro de Israel en apenas un mes.
El 29 de septiembre, decenas de aviones de guerra israelíes lanzaron «una operación aérea a gran escala» contra diversos objetivos civiles en las ciudades yemeníes de Al Hudayda y Ras Issa, incluidas centrales eléctricas, depósitos de combustible e instalaciones portuarias, matando al menos a cuatro personas e hiriendo a otras 29. Medios de comunicación yemeníes afines a los hutíes confirmaron los ataques israelíes y en particular el bombardeo de los depósitos de combustible del puerto Ras Issa. Además informaron que habían bombardeado las centrales eléctricas de Al Hali, de Ras Kazib y de Mina, también en Hodeida. Sin embargo, fuentes hutíes aseguraron que habían tomado «precauciones» y habían vaciado los depósitos de combustible de Ras Issa y de Hodeida.
El 1 de octubre, los hutíes atacaron al petrolero británico Cordelia Moon, de bandera panameña, al noroeste de Al Hudayda. El buque «fue alcanzado con ocho misiles balísticos y de crucero, un avión no tripulado, y un buque no tripulado, lo que resultó en graves daños a la nave». El otro buque atacado fue el portacontenedores Marathopolis, con bandera de Malta, atacado en el océano Índico con un misil de crucero, y luego, atacado de nuevo en el mar Arábigo, al noreste del archipiélago yemení de Socotra, «con un avión no tripulado que lo alcanzó directamente». Ambos buques resultaron dañados.
El 19 de diciembre, un misil balístico lanzado desde Yemen fue interceptado en la costa mediterránea de Israel, pero no estalló en el aire sino que cayó sobre una escuela de Ramat Gan sin causar víctimas, aunque sí graves daños materiales. Ya a la hora de la explosión, catorce aviones israelíes estaban atacando diversos objetivos de los hutíes en Yemen, incluido en la capital Saná. Al día siguiente, otro misil lanzado por los hutíes impactó en un parque de Jaffa y causó dieciséis heridos leves por cristales rotos, además de otros catorce con heridas en sus carreras hacia los refugios.

#### Ataque aéreo en el aeropuerto de Saná
El 26 de diciembre, Israel llevó a cabo una serie de ataques aéreos contra diversos objetivos civiles, entre ellos la torre de control del aeropuerto de Saná, lo que provocó una quincena de heridos y tres muertos, así como las centrales eléctricas de Hezyaz y Ras Kanatib, también situadas en la capital, o los puertos de Hodeida, Salif, y contra el puerto petrolero de Ras Issa, donde una persona más murió en el ataque. El portavoz de los hutíes, Mohammed Abdulsalam, denunció que los ataques contra el aeropuerto de Saná y otras infraestructuras civiles son un crimen contra todo el pueblo yemení. En el momento del ataque israelí contra el Aeropuerto Internacional de Saná, el director general de la Organización Mundial de la Salud (OMS), Tedros Adhanom Ghebreyesus, se encontraba en las instalaciones de aeropuerto. Según dijo en el ataque resultó dañada la torre de control, la sala de embarque y la pista de aterrizaje y un miembro de la tripulación de su avión resultó herido. Al día siguiente, el Ministerio de Sanidad de Yemen informó que el balance de víctimas de los bombardeos de Israel había aumentado a seis muertos y 40 heridos. Ese mismo día, los hutíes respondieron con el lanzamiento de un misil balístico contra el aeropuerto Ben Gurión y de un dron contra Tel Aviv, si bien ambos fueron interceptados por las defensas antiaéreas israelíes.

#### Bombardeos angloestadounidenses de 2025

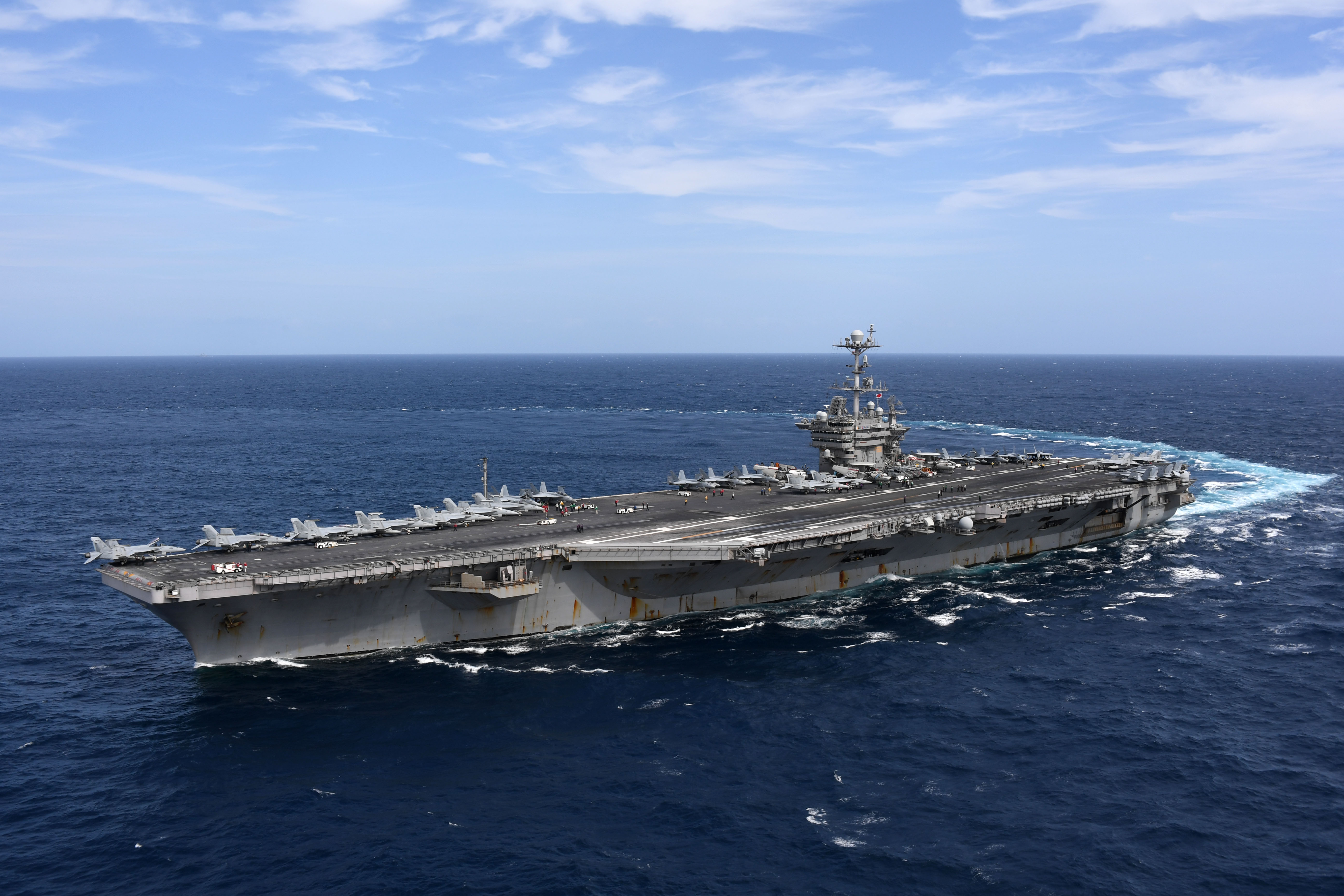
El portaaviones estadounidense USS Harry S. Truman (CVN-75)

El 10 de enero, la cadena de televisión Al-Masirah, informó de que las fuerzas estadounidenses y británicas habían llevado a cabo doce ataques aéreos en el distrito de Harf Sufyan. Además informó de que los ataques aéreos también habían alcanzado una zona cercana a la plaza Al Sabeen en Saná. Poco después, aviones israelíes atacaron la planta eléctrica de Heyzaz, además de «infraestructura» en los puertos de Rasi Isa y Hodeida, en el oeste del país. Al-Masirah informó que una persona murió y otras seis resultaron heridas en el ataque israelí contra el puerto de Ras Isa. Por su parte los hutíes dijeron que habían atacado con misiles y drones el portaaviones estadounidense USS Harry S. Truman y varios barcos que navegaban en el mar Rojo.
El 12 de marzo, Yahya Saree anunció que los hutíes reanudaran sus ataques contra los buques israelíes hasta que se restablezca la entrada de ayuda humanitaria a Gaza y se abran todos los cruces fronterizos de la franja: «Confirmamos el restablecimiento de la prohibición de que todos los buques israelíes crucen los mares Rojo y Arábigo, el estrecho de Bab el-Mandeb y el golfo de Adén».
El 15 de marzo de 2025, Estados Unidos inició una campaña a gran escala de ataques aéreos y navales contra objetivos hutíes en Yemen. El nombre en clave fue Operación Rough Rider, estos ataques suponen la mayor operación militar estadounidense en Medio Oriente durante el segundo mandato del presidente Donald Trump. Los ataques comenzaron el 15 de marzo y tuvieron como objetivo sistemas de radar, defensas aéreas y sitios de lanzamiento de misiles balísticos y de drones.
El de 17 de abril, una serie de bombardeos estadounidenses contra las instalaciones petrolíferas del puerto de Ras Issa, en la gobernación de Al Hudayda, mataron a 80 personas y dejaron otras 150 heridas. Según el CENTCOM el objetivo de estos ataques era «degradar la fuente económica de poder de los hutíes». Los rebeldes hutíes calificaron los ataques de un «crimen de guerra en toda regla, dado que el puerto es una instalación civil, no militar, que sirve a todos los yemeníes y no es el dominio exclusivo de un grupo específico».

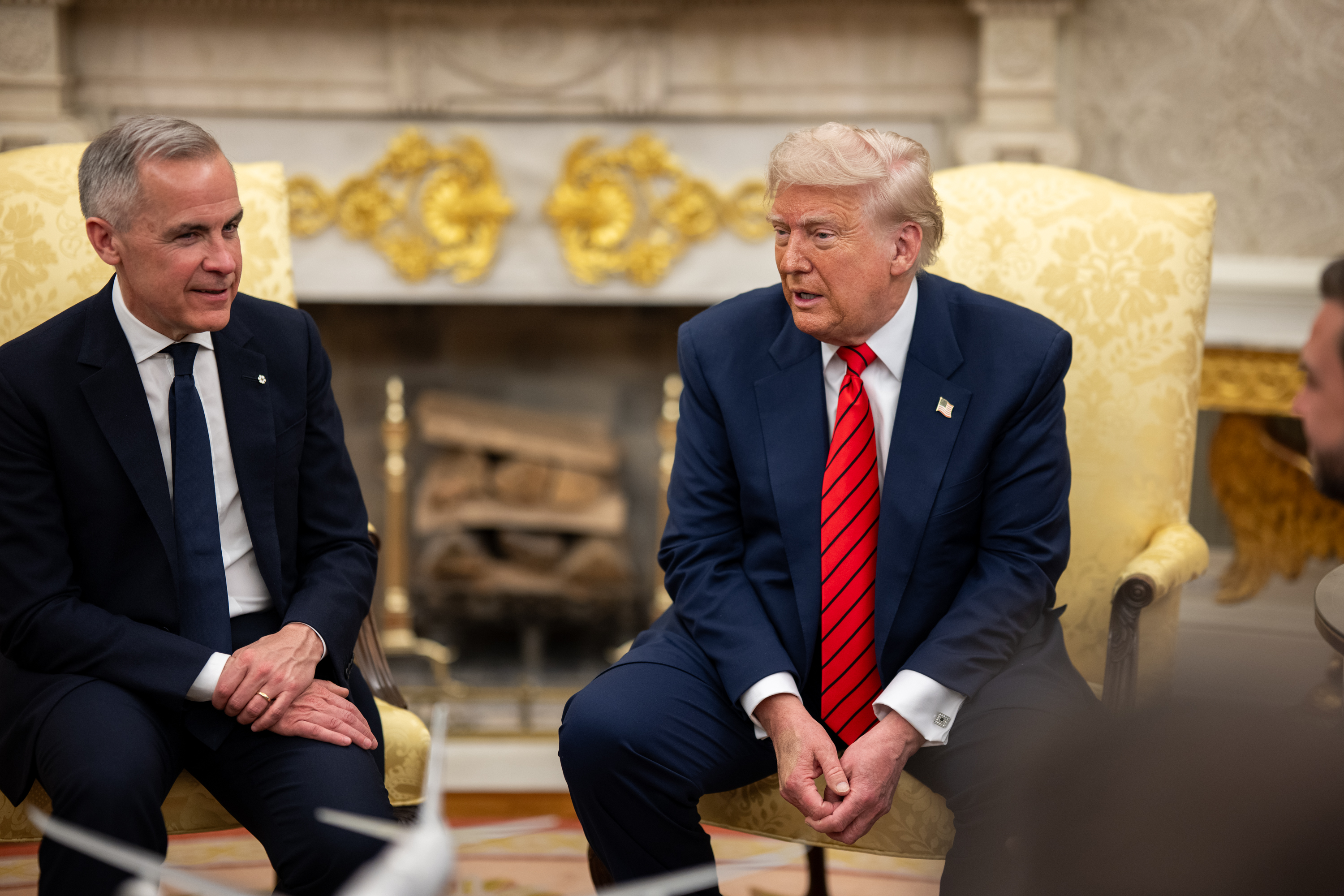
Trump anunció el alto el fuego durante una reunión con el primer ministro canadiense, Mark Carney, en la Oficina Oval, el 6 de mayo de 2025.

El 6 de mayo, el presidente Donald Trump declaró que los ataques contra los hutíes habían terminado, «con efecto inmediato», como resultado de un acuerdo de alto el fuego entre Estados Unidos y los hutíes, mediado por Omán. Aunque los hutíes acordaron dejar de atacar buques comerciales en el mar Rojo, afirmaron que el alto el fuego no incluía «de ninguna manera, forma o condición» los ataques a Israel, que acababa de comenzar a bombardear Yemen. A comienzos de junio, The New York Times reveló que, pese al acuerdo con Trump, el tráfico marítimo por el Mar Rojo seguía siendo en torno a un 60% menor que antes de la guerra, y que la influencia de los hutíes en el comercio internacional seguía siendo muy relevante.

### Otras zonas en conflicto

#### 2023
El 8 de octubre, un policía egipcio atacó a turistas israelíes y a sus guías egipcios en Alejandría (Egipto), matando a dos israelíes y a un egipcio, e hiriendo a un tercer israelí. El atacante fue detenido por la policía egipcia. El 13 de octubre, un diplomático israelí en Pekín (China) fue apuñalado por un atacante desconocido. El diplomático fue trasladado a un hospital para recibir tratamiento y se encontraba en condición estable. Al día siguiente, un profesor murió, y otro profesor y un guardia de seguridad resultaron gravemente heridos en un ataque con un cuchillo en una escuela secundaria de Arrás (Francia). El atacante, un antiguo estudiante de origen checheno al que se escuchó gritar «Al·lahu-àkbar» durante el ataque, fue arrestado por la policía. El ministro del Interior, Gérald Darmanin, confirmó que el ataque estaba relacionado con la ofensiva militar israelí.
En una entrevista con el Canal 12, el ministro israelí sin cartera Gideon Sa'ar dijo que Gaza «debe ser más pequeña al final de la guerra» y que «debe haber un área clasificada como zona de seguridad donde quien entre sea interceptado», tras lo que añadió: «Debemos dejar claro el final de nuestra campaña a todos los que nos rodean. Quien inicie una guerra contra Israel debe perder territorio». También el 14 de octubre, Egipto rechazó permitir la entrada a su país de los extranjeros residentes en la Franja de Gaza por el paso fronterizo de Rafah si no se permitía el ingreso de ayuda humanitaria a territorio gazatí, que estaba al borde de una catástrofe humanitaria.

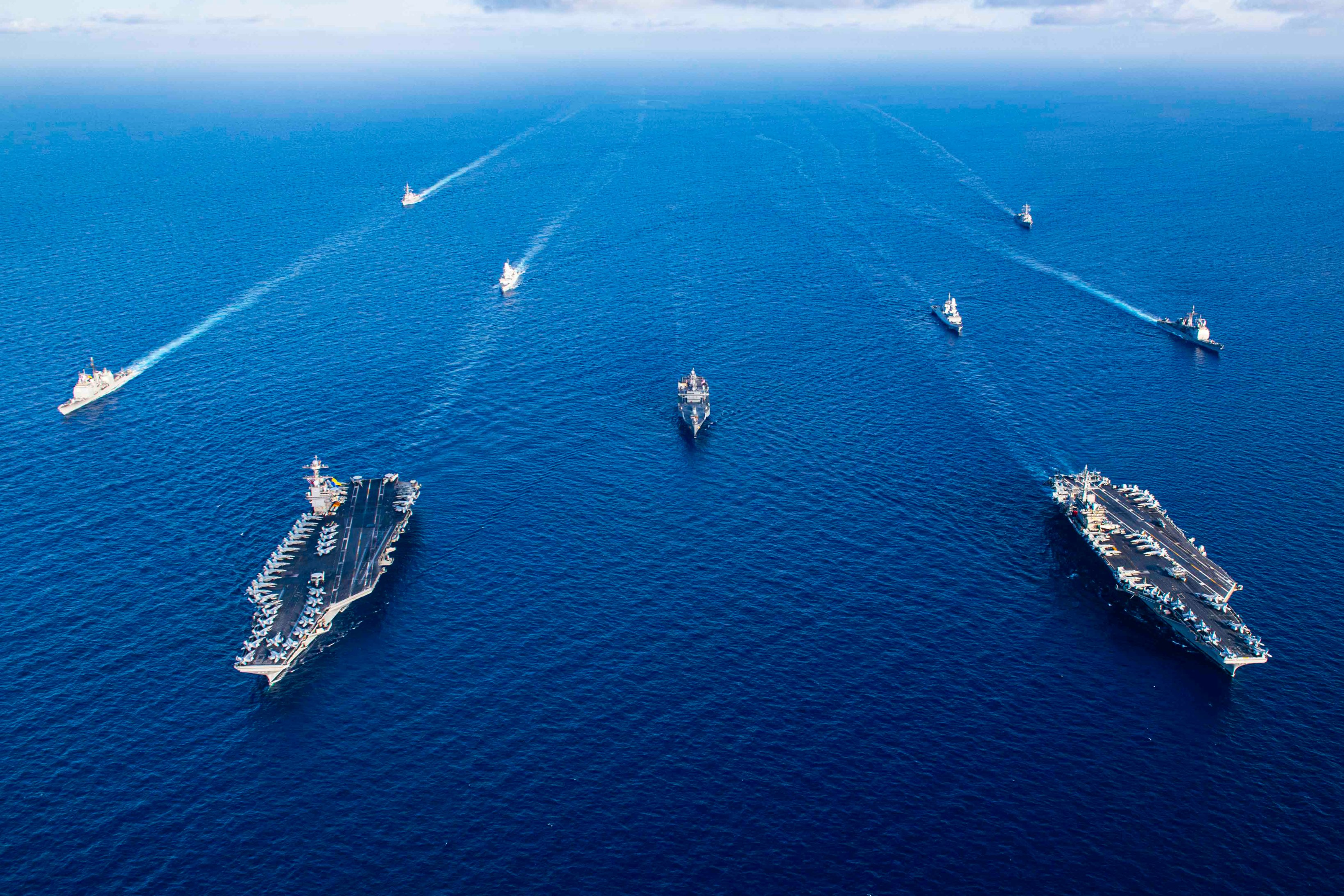
Los grupos de ataque de los portaaviones USS Dwight D. Eisenhower y USS Gerald R. Ford que Estados Unidos ha enviado al Mediterráneo Oriental en apoyo de Israel

El secretario de Defensa de Estados Unidos, Lloyd Austin, anunció el despliegue de un segundo grupo de ataque, encabezado por el portaaviones USS Dwight D. Eisenhower, el crucero lanzamisiles USS Philippine Sea y los destructores USS Laboon, USS Mason y USS Gravely en el Mediterráneo oriental.
El 16 de octubre, a las afueras de Chicago (Estados Unidos), un hombre asesinó de 26 puñaladas a un niño estadounidense de seis años de ascendencia palestina e hirió de gravedad a su madre al grito de «¡vosotros, los musulmanes, tenéis que morir!». La policía confirmó que el ataque estaba relacionado con la ofensiva militar israelí El 22 de octubre, Israel atacó «por error» un puesto militar egipcio en la frontera con Gaza hiriendo a nueve soldados egipcios.
El 30 de noviembre, un ataque de Hamás contra civiles que se encontraban en una parada de autobús en Jerusalén Oeste dejó un saldo de cuatro israelíes muertos y seis heridos, además de los dos atacantes, abatidos por dos soldados fuera de servicio y un civil armado. Uno de los israelíes fallecidos fue el propio civil armado, que fue abatido por los soldados recién llegados a la escena del tiroteo. Su familia denunció que los soldados lo habían «ejecutado» después de que se hubiese arrodillado, arrojado su arma a un lado, alzado las manos e implorado que no le disparasen.
A principios de diciembre de 2023, un informe del The Wall Street Journal afirmó que desde el inicio de la guerra, Estados Unidos había proporcionado a Israel 15 000 bombas y 57 000 proyectiles de artillería de 155 mm, en su mayoría transportados en aviones de carga militares C-17. Estados Unidos también ha enviado más de 5000 bombas aéreas no guiadas Mk82, más de 5400 bombas aéreas Mk84, alrededor de 1000 bombas de pequeño diámetro GBU-39 y casi 3000 Munición de Ataque Directo Conjunto (DAM). El periódico estadounidense también dijo que algunos de los ataques israelíes más sangrientos en la Franja de Gaza implicaron el uso de grandes bombas de fabricación estadounidense, como la que destruyó un complejo de apartamentos en el campo de refugiados de Jabalia y mató a más de cien personas.

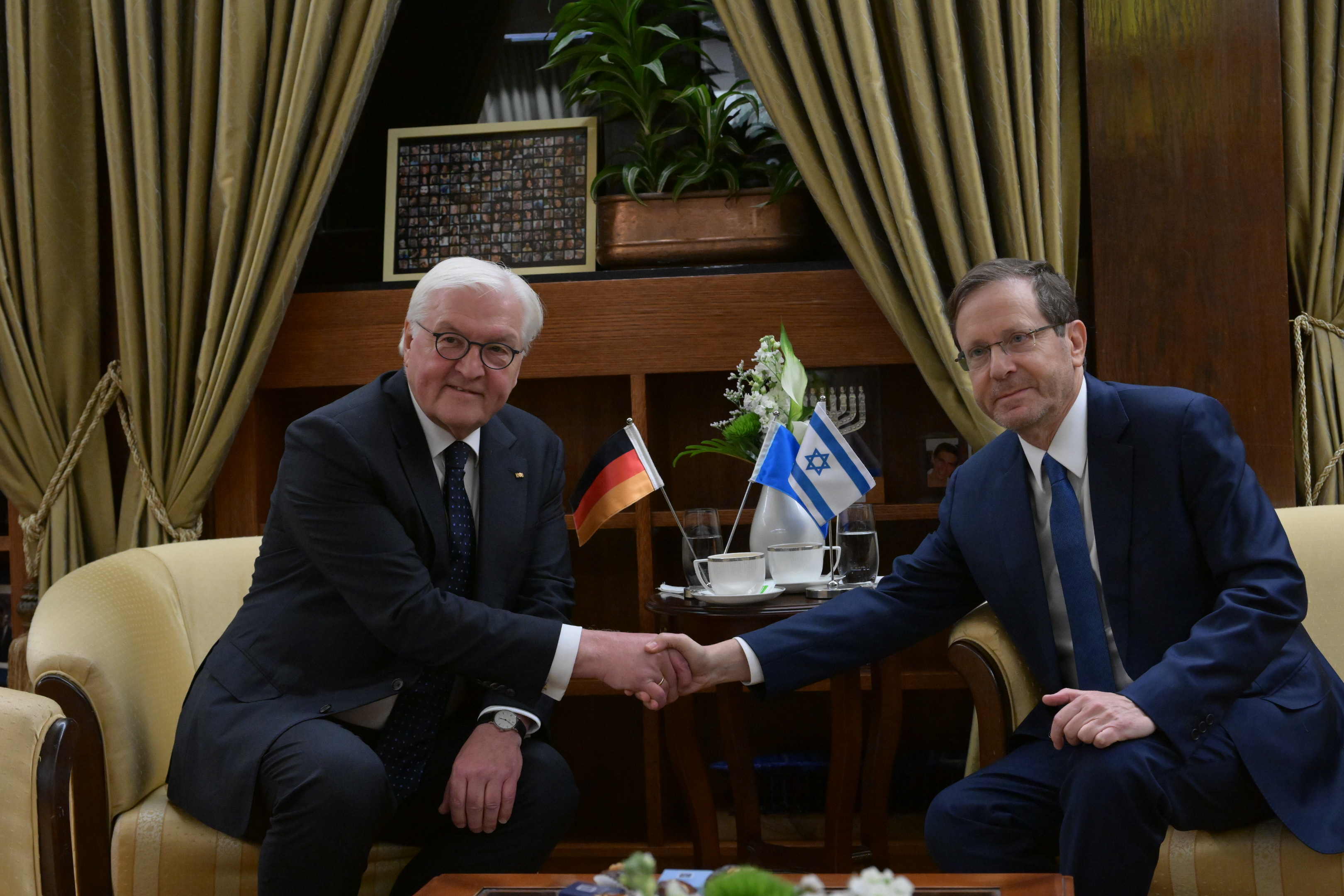
El presidente alemán, Frank-Walter Steinmeier y el presidente israelí, Isaac Herzog, en noviembre de 2023

El 20 de diciembre, el primer ministro de Malasia, Anwar Ibrahim, anunció que su gobierno prohibiría la entrada de cualquier carguero con bandera de Israel en sus aguas territoriales o puertos. También retiró la autorización para atracar en cualquiera de sus puertos a la naviera israelí Zim, la décima más grande del mundo. Asimismo, los barcos con destino a Israel tendrían prohibido cargar mercancía en los puertos del país.
El 23 de diciembre, un misil o dron alcanzó el petrolero MV Chem Pluto, afiliado a Israel, en el Océano Índico, frente a la costa de Guyarat. El ataque no hirió a ninguno de sus veinte tripulantes pero provocó un incendio que fue sofocado. El barco transportaba petróleo de Arabía Saudí a Mangalore (India). El 26 de diciembre, una bomba explotó cerca de la embajada israelí en Nueva Delhi sin causar víctimas.

#### 2024
El 2 de enero, Turquía detuvo a treinta y tres personas sospechosas de espiar para Israel.
El 1 de febrero, un hombre armado secuestró a siete personas en Gebze (Turquía), afirmando «actuar por Gaza». Nueve horas después, los rehenes fueron liberados por la policía. Al día siguiente, siete turcos fueron detenidos por vender información al Mosad. Con estas detenciones, la cifra ascendía a 109 desde diciembre de 2022. El 16 de febrero, Israel saboteó dos gaseoductos en Irán, lo que causó el cese del suministro de gas para millones de personas. Ese mismo día, un ataque en la ciudad israelí de Kiryat Malachi dejó un saldo de tres muertos (incluidos un civil, un soldado reservista y el atacante) y cuatro heridos, dos de ellos de gravedad.

El 14 de marzo, un exsoldado israelí murió apuñalado en la localidad de Beit Kama, al norte de Beerseba (Israel); el atacante, de origen gazatí, fue abatido por el propio exsoldado.
El 13 de abril, la agencia de noticias iraní Tasnim, informó que las fuerzas armadas iraníes se apoderaron de un buque portacontenedores cerca del Estrecho de Ormuz. El buque pertenecía al Grupo Zodiac del multimillonario israelí Eyal Ofer.
Durante la noche del 13 de abril, Irán lanzó cientos de vehículos aéreos no tripulados y misiles balísticos desde su territorio hacia Israel. El ataque hizo sonar las sirenas de ataque aéreo en ciudades de todo el país, incluidas Tel Aviv y Jerusalén, y se escucharon explosiones cuando las defensas aéreas interceptaron los proyectiles con ayuda de fuerzas de Francia, el Reino Unido, Estados Unidos y Jordania. Según las autoridades israelíes, el ataque provocó heridas a una niña y daños materiales a algunas instalaciones militares.
El 19 de abril de 2024, a las 5:23 horas, Israel lanzó un ataque limitado con vehículos aéreos no tripulados contra Irán. Los ataques se dirigieron principalmente contra los alrededores de la ciudad de Isfahán, en el centro del país, donde hay una importante base militar y una instalación nuclear. Según las autoridades iraníes todos los «objetos sospechosos» fueron derribados y no causaron víctimas ni daños.
El 27 de mayo, un soldado egipcio murió en un tiroteo con soldados israelíes cerca del paso de Rafah, que conecta Egipto con la Franja de Gaza.
El 3 de julio, un hombre resultó muerto y otro herido grave en un ataque en un centro comercial de la ciudad israelí de Carmiel, en el que el atacante fue también abatido. La policía israelí arrestó inmediatamente a la madre, la hermana y el hermano del agresor, que se habían acercado a la zona después de reconocer su foto en la televisión. El 15 de julio, un palestino de Jerusalén Este atropelló a cuatro soldados en una parada de autobús cerca de una base militar en el interior de Israel, y fue poco después abatido. El 18 de agosto, el jefe de la autoridad portuaria egipcia explicó que los ataques hutíes a barcos en el Mar Rojo habían causado una caída de los ingresos del Canal de Suez de casi un 25 % con respecto a los del año anterior. El 31 de julio, el líder político de Hamás, Ismail Haniya, fue asesinado junto con su guardaespaldas en la residencia en la que se alojaba al norte de Teherán.
El 1 de octubre, Irán atacó una serie de bases aéreas israelíes con cerca de 180 misiles balísticos, causando importantes daños en los edificios de oficinas y de mantenimiento de las bases de Nevatim y Tel Nof, pero no así en los aviones. Dos personas resultaron heridas leves por la metralla. Ese mismo día, dos palestinos oriundos de Hebrón mataron a seis personas e hirieron a otras diez, seis de ellas graves, en la ciudad costera israelí de Jaffa. El 6 de octubre, tuvo lugar un ataque con arma blanca en un McDonald's de la estación de autobuses de la ciudad israelí de Beerseba en el que dos personas murieron (una policía de fronteras israelí y el presunto autor, también de esta nacionalidad) y otras diez resultaron heridas. Tres días después, una mujer israelí murió y seis más resultaron heridas en un apuñalamiento cerca de la localidad de Hadera.

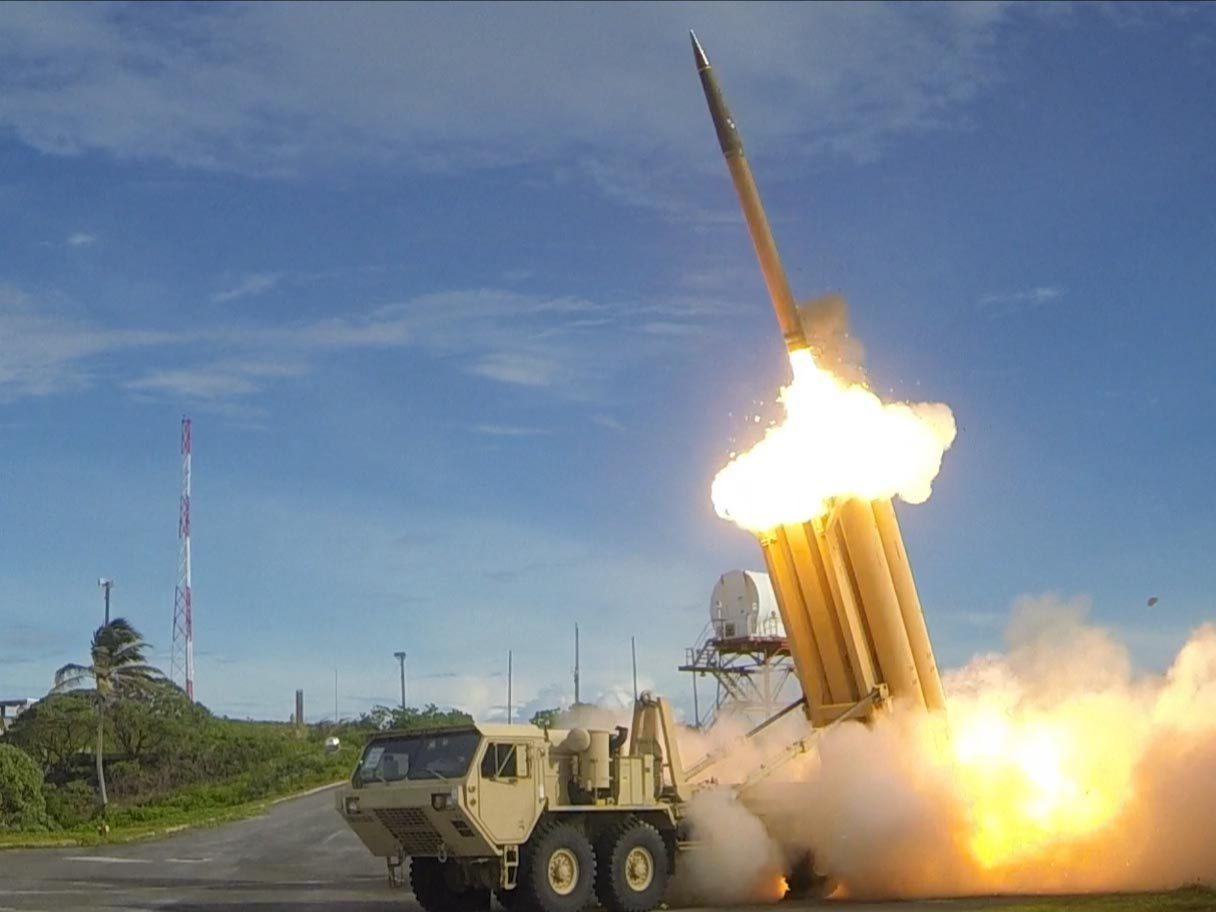
Un interceptor de Defensa Terminal de Área a Gran Altitud disparado durante un ejercicio en 2013

El 13 de octubre, Estados Unidos anunció el envío a Israel de un sistema de Defensa Terminal de Área a Gran Altitud (THAAD, por sus siglas en inglés) así como 100 soldados estadounidenses para operar la batería. El 16 de octubre, un policía israelí murió y cinco personas más resultaron heridas en un ataque en la ciudad de Asdod; el atacante también fue abatido. El 18 de octubre, tropas israelíes identificaron a «varios sospechosos» que intentaban cruzar la frontera entre Israel y Jordania al sur de la región del Mar Muerto. En el intercambio de fuego que siguió murieron dos «sospechosos» y un soldado y un reservista israelí resultaron heridos leves y moderadamente y fueron evacuados a un hospital. El 27 de octubre, una persona murió y unas cuarenta resultaron heridas, al menos cinco de ellas de gravedad, tras ser arrolladas por un camión en Ramat HaSharon al norte de la ciudad de Tel Aviv. Según la policía el conductor del camión fue «neutralizado» por un civil presente en la escena del ataque.
El 27 de diciembre, una mujer israelí de 83 años murió apuñalada en la ciudad de Herzliya; su atacante, un exinformante del Shin Bet en Cisjordania, fue arrestado por la policía.

#### 2025

Un remolcador rocía agua para extinguir el incendio a bordo del Conscience.

El 2 de mayo de 2025, el ejército israelí atacó por medio de drones a la Flotilla de la Libertad, que había partido el martes anterior desde Bizerte (Túnez), en aguas internacionales frente a Malta donde debía de recoger a Greta Thunberg y continuar a Gaza. La proa del Conscience fue atacada en dos ocasiones provocando un incendio, una brecha en el casco y la destrucción del generador del barco. Se trató del segundo ataque que recibían pues en 2010 fueron atacados por los israelíes. Un mes después, la Coalición de la Flotilla de la Libertad (FFC, por sus siglas en inglés) inició una nueva misión de ayuda a Gaza a bordo del buque Madleen (anteriormente el Barcarole), con el objetivo de desafiar el bloqueo naval de Israel y entregar suministros humanitarios. A bordo viajan once activistas y un periódista, entre ellos la activista climática Greta Thunberg y la europarlamentaria francesa Rima Hassan.

## Consecuencias

### Bajas

#### Israel

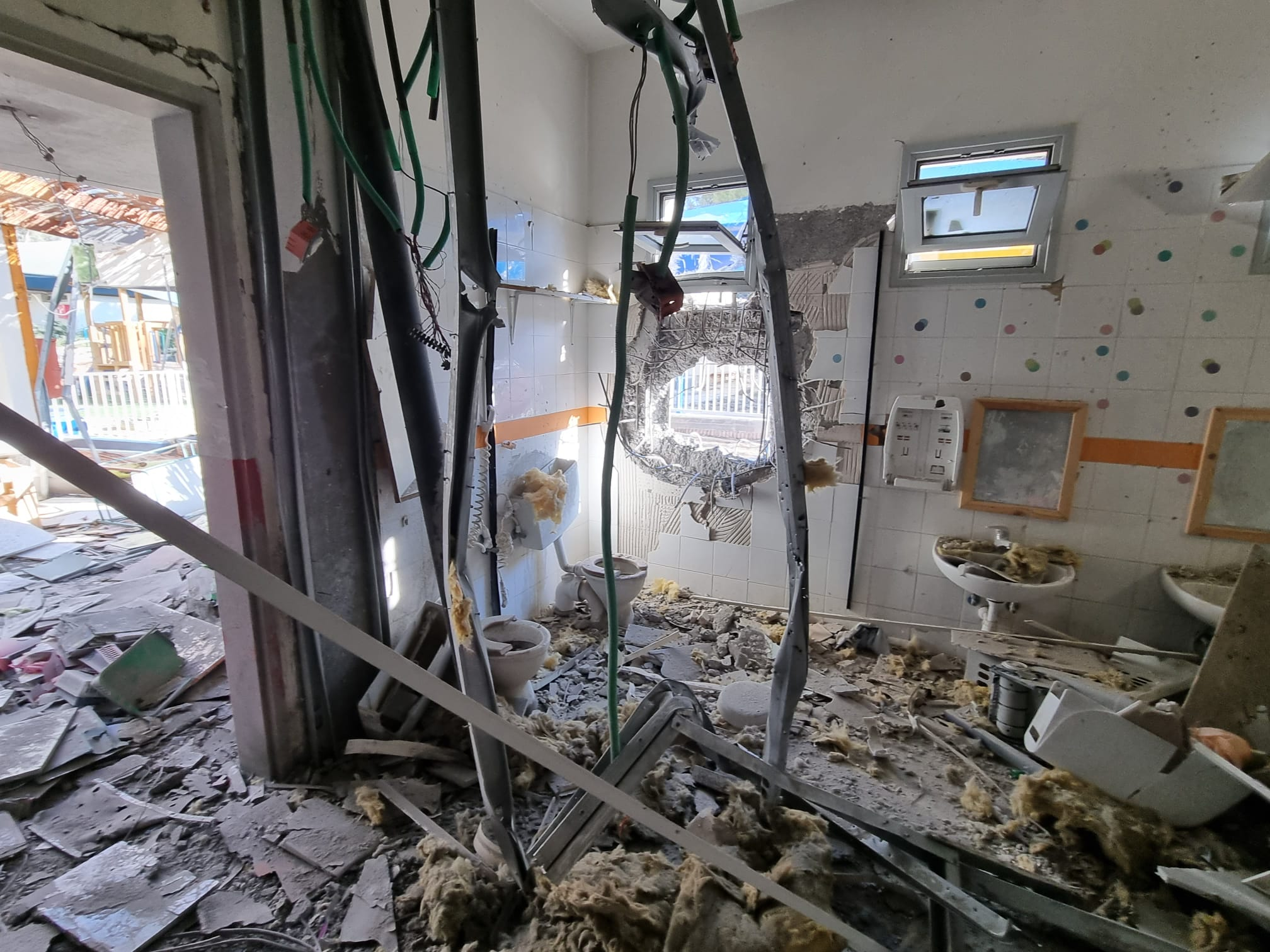
Jardín de infancia destruido en el kibutz Beeri

En diciembre de 2023, utilizando datos de la seguridad social, la cifra de muertos israelíes por los ataques de Hamás se fijó en 1139, incluidos 695 civiles israelíes, 71 ciudadanos extranjeros y 373 miembros de las fuerzas de seguridad. Además, todavía quedaban cinco personas clasificadas como desaparecidas. La cifra de muertos incluían a 36 niños, de los cuales veinte tenían menos de 15 años y el más joven era un bebé de 10 meses. Un número indeterminado de estas víctimas fueron resultado de fuego amigo, en especial tras la decisión de las autoridades israelíes de aplicar la Directiva Aníbal.
Según el ejército israelí, hasta junio de 2025, habrían muerto un total de 898 miembros de las fuerzas de seguridad israelíes, 454 de ellas después de la invasión israelí de la Franja de Gaza. A esto habría que añadir al menos 12.000 más que habrían resultado heridos. Así mismo, el ejército israelí informó de que, a fecha de julio de 2025, se habían registrado cuarenta suicidios entre sus militares en activo y once más entre reservistas con trastorno por estrés postraumático.
A lo largo de la invasión las Fuerzas de Defensa de Israel liberaron a tres de los rehenes capturados el 7 de octubre y mataron a entre treinta (según fuentes israelíes) y cincuenta (según fuentes palestinas) con sus disparos y bombardeos.

#### Palestina

##### Franja de Gaza

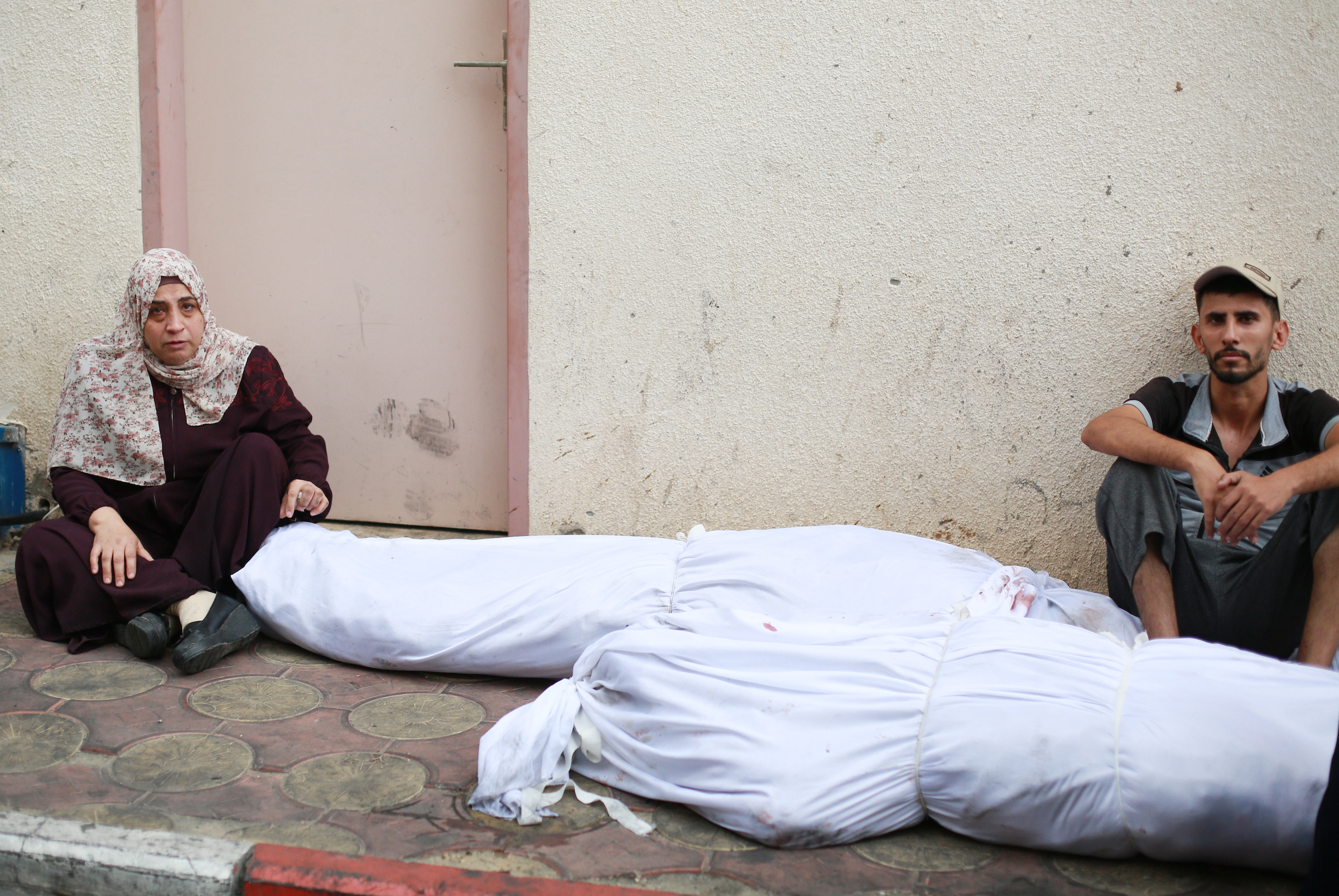
Palestinos junto a varios cadáveres en el hospital indonesio en Jabalia, al norte de la Franja de Gaza, el 9 de octubre de 2023

Según las autoridades gazatíes, para el 8 de agosto de 2025 el número de muertos verificados, solo en la Franja de Gaza, había aumentado a más de 61 158 personas, la gran mayoría civiles, entre ellos más de 18 430 niños y 10 000 mujeres, además de un total de 151 442 heridos (incluidos al menos 8663 niños y 19 000 mujeres). Entre los heridos, según cifras de la OMS, unas 24 000 personas (un 1% de la población) han sufrido heridas graves como quemaduras de tercer grado, amputaciones de miembros o traumatismos en la cabeza o la espina dorsal. La cifra de muertos incluye a 14 222 personas sepultadas bajo los escombros de sus viviendas y dadas por fallecidas. Un total de 902 familias han sido destruidas en su totalidad y no queda ni un solo miembro vivo, mientras que de otras 1364 solo ha quedado una persona. Save the Children calculaba a mediados de abril que 26 000 niños gazatíes habían muerto o resultado heridos por los ataques israelíes, mientras que otros 21 000 niños estaban desaparecidos a fecha de junio de 2024. Con más de mil casos hacia marzo de 2024, este conflicto ha causado el mayor número de amputaciones pediátricas de la historia. Sin embargo, un estudio publicado en la revista científica británica The Lancet explicaba que el recuento del ministerio de Sanidad de la Franja de Gaza, si bien fiable en condiciones normales, se ha visto seriamente mermado por los ataques israelíes a las instalaciones sanitarias y a los complejos ministeriales, por lo que se cotejaron también dos fuentes más: un estudio del propio ministerio y un análisis de los obituarios difundidos en redes sociales. Tras cribar las tres listas y verificar cada una de las muertes mediante el método marcar y recuperar, este estudio calculaba el número de fallecidos palestinos a fecha del 30 de junio de 2024 en un total de 64.260 personas, y esto sin contar entre ellos los más de diez mil desaparecidos. Algo parecido defendió la revista científica Nature, que estableció el número de gazatíes muertos a comienzos de 2025 en casi 84.000 personas, más de la mitad de los cuales se contabilizaron en las categorías de niños, mujeres de 18 a 65 años y personas mayores de 65. De este total de víctimas mortales, 75.200 habían perecido por muerte violenta y 8540 por causas no violentas relacionadas directamente con la guerra. A partir de mayo de 2025, una cifra comparable de muertes por lesiones traumáticas sería 93.000.
Además de las cifras de muertes directamente relacionadas con los ataques israelíes, otro estudio publicado también en The Lancet calculaba a mediados de julio que la cifra real de muertes en la Franja de Gaza podría ser mucho mayor, pues a las muertes directas causadas por los combates y los bombardeos israelíes habría que añadir las relacionadas con la destrucción del sistema sanitario, la concentración de población civil en zonas sin las más mínimas condiciones de higiene y la falta de agua potable y de alimentos, que ha ocasionado una hambruna en toda la región. Este estudio calcula que la cifra real de muertes causadas por la guerra estaría en torno a las 186 000 personas, o un 8 % de la población total de la Franja, hacia junio de 2024, una vez más sin contabilizar a los más de diez mil desaparecidos. La profesora Devi Sridhar, presidenta del instituto de salud pública global de la Universidad de Edimburgo, afirmó en septiembre de 2024 que, de proseguir los ataques israelíes a la misma velocidad y de persistir el bloqueo de ayuda humanitaria, la cifra de muertes en la Franja de Gaza podría alcanzar los 335.500 a final de año, equivalente al 15% de la población gazatí antes de la guerra.

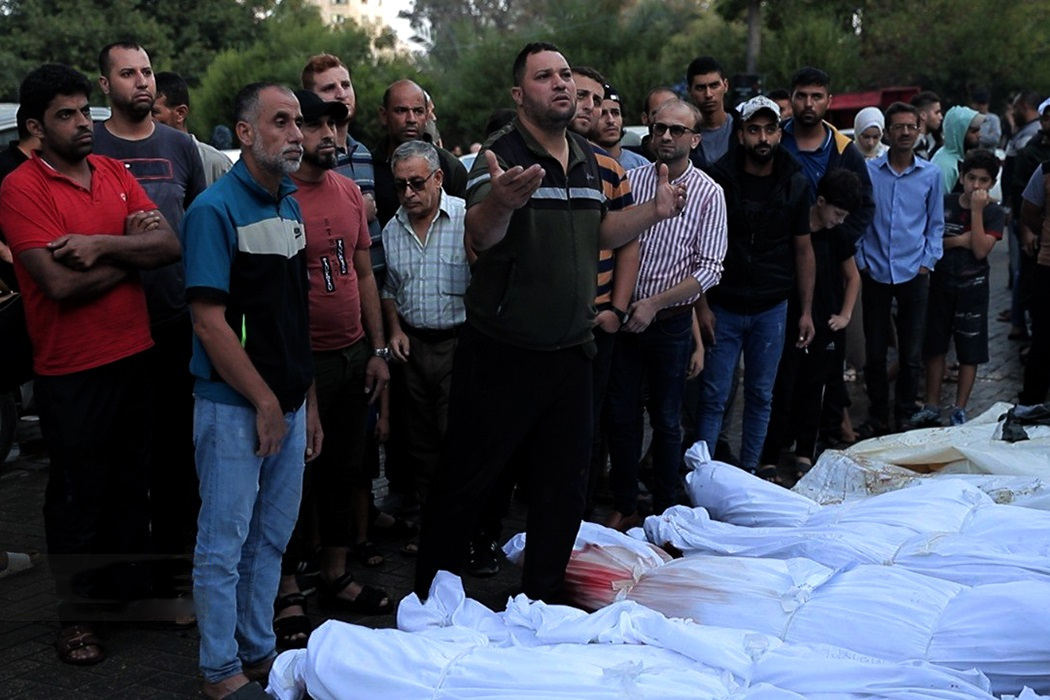
Entierro masivo de fallecidos palestino durante la guerra

Aunque el Ministerio de Salud de Gaza no distingue entre combatientes y civiles, fuentes externas han estimado las tasas de mortalidad de civiles. El Euro-Mediterranean Human Rights Monitor estimó a finales de abril de 2024 que entre los muertos se contabilizaban 15 780 niños, 10 091 mujeres, 356 personal sanitario, 42 personal de defensa civil y 137 periodistas. Un estudio para el diario Haaretz llevado a cabo por Yagil Levy, profesor de sociología de la Universidad Abierta de Israel, destacó que la campaña de bombardeos israelíes sobre la Franja de Gaza era la más indiscriminada en términos de víctimas civiles en tiempos modernos, pues durante las primeras semanas del conflicto las víctimas civiles ascendieron al 61 %, señalando que la media de víctimas civiles en los conflictos de todo el siglo XX se encuentra en torno al 50 %. Un estudio de The New York Times del 25 de noviembre de 2023 colocaba la cifra de muertes civiles en torno al 70 % del total de víctimas. Para encontrar una situación análoga, según un experto holandés consultado por este diario, habría que retrotraerse a la guerra de Vietnam o incluso a la Segunda Guerra Mundial, cuando todavía no existían los Convenios de Ginebra.
En enero de 2024, un análisis de las 25 000 primeras víctimas mortales de los bombardeos israelíes llevado a cabo por el diario El País reveló que el 80 % de los fallecidos eran mujeres o niños. En concreto, el recuento de víctimas sumó 12 345 niños (un 50 %), 7100 mujeres (un 29 %) y 5217 hombres (un 21 %). Tan solo en los meses de octubre y noviembre se registraron 1614 ataques israelíes con víctimas civiles. En enero de 2025, la prestigiosa revista médica The Lancet publicó un estudio en el que calculaba que la mayoría de las muertes, el 59,1 %, se registraron entre mujeres, niños y personas de más de 65 años, cifras que afirmó «generan graves preocupaciones sobre la conducta de la operación militar en Gaza, a pesar de que Israel diga que actúa para minimizar las víctimas civiles».

##### Cisjordania
En Cisjordania, para el 25 de junio de 2025, las redadas y ataques realizados por el ejército israelí y los colonos judíos extremistas desde el inicio del conflicto habían provocado la muerte de al menos 1004 palestinos (incluidos 213 niños) y heridas a más de 16 104 (incluidos 2503 niños). El número de palestinos encarcelados en Israel aumentó también significativamente desde el comienzo de la guerra, y para finales de 2024, la cifra ascendía ya hasta los 12 100, contando tan solo a los arrestados en Cisjordania (incluido Jerusalén Este).

#### Líbano

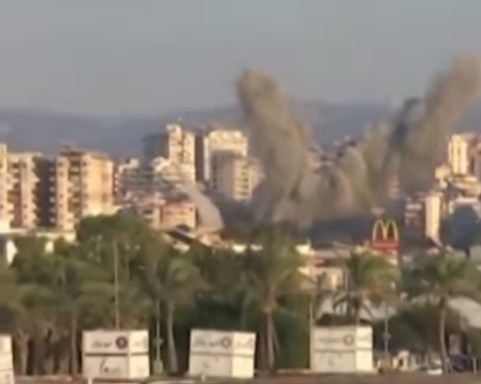
Ataque israelí contra Tiro al sur del Líbano el 25 de septiembre de 2024

Según cifras del Ministerio de Salud del Líbano, a fecha de 4 de diciembre de 2024 los ataques israelíes contra Líbano habían matado a 4047 personas, incluyendo 316 niños y 790 mujeres, y habían dejado 16 638 heridos, incluidos 2522 mujeres y más de 1250 niños. Las autoridades libanesas consideran que alrededor de 1,3 millones de personas tuvieron que abandonar sus hogares por la oleada de bombardeos israelíes y huir especialmente hacia Beirut y zonas situadas más al norte del país. Entre ellos, unas 469 000 personas cruzaron la frontera hacia Siria y unas 25 000 personas llegaron hasta Irán. Según el Fondo de Naciones Unidas para la Infancia (UNICEF), de estos refugiados unos 400 000 eran niños.

#### Periodistas
Apenas dos meses después del inicio de la campaña de bombardeos israelíes, la Federación Internacional de Periodistas informaba de que «el número de periodistas asesinados en los últimos dos meses en la guerra de Gaza había superado la cantidad de muertos en la guerra de Vietnam, que duró dos décadas». Más de cincuenta periodistas palestinos habían perdido la vida hasta ese momento. Un año después, a finales de 2024, Al Jazeera publicó los nombres, fotografías y fecha y lugar de fallecimiento de 217 periodistas palestinos asesinados por Israel en catorce meses de conflicto. Según el recuento del Comité para la Protección de los Periodistas (CPJ), para el 12 de agosto de 2025 al menos 192 periodistas y otros trabajadores de medios de comunicación habían muerto desde que comenzó la guerra, incluidos algunos casos en Cisjordania y Líbano, con otros 130 pendientes de confirmar. De estas muertes, al menos veintiséis son considerados asesinatos deliberados por el CPJ (otros veinte casos estaban bajo investigación para determinar si también se trataban de ataque deliberados). Además, decenas de reporteros palestinos han sido heridos o detenidos por las tropas israelíes. Por otra parte, Israel ha intimidado y silenciado a periodistas mediante amenazas, agresiones, ciberataques, censura y asesinatos de familiares
Una investigación del diario británico The Guardian descubrió que el ejército israelí había considerado en ocasiones a los periodistas que trabajaban para medios de comunicación relacionados con Hamás como objetivos legítimos en su campaña de bombardeos sobre la Franja de Gaza. Por ejemplo, el 25 de diciembre de 2024, la aviación israelí atacó una furgoneta de prensa y mató a cinco periodistas cerca del hospital al-Awda, en el campamento de Nuseirat, a los que acusó de ser «propagandistas» de la Yihad Islámica Palestina.

#### Trabajadores sanitarios y humanitarios

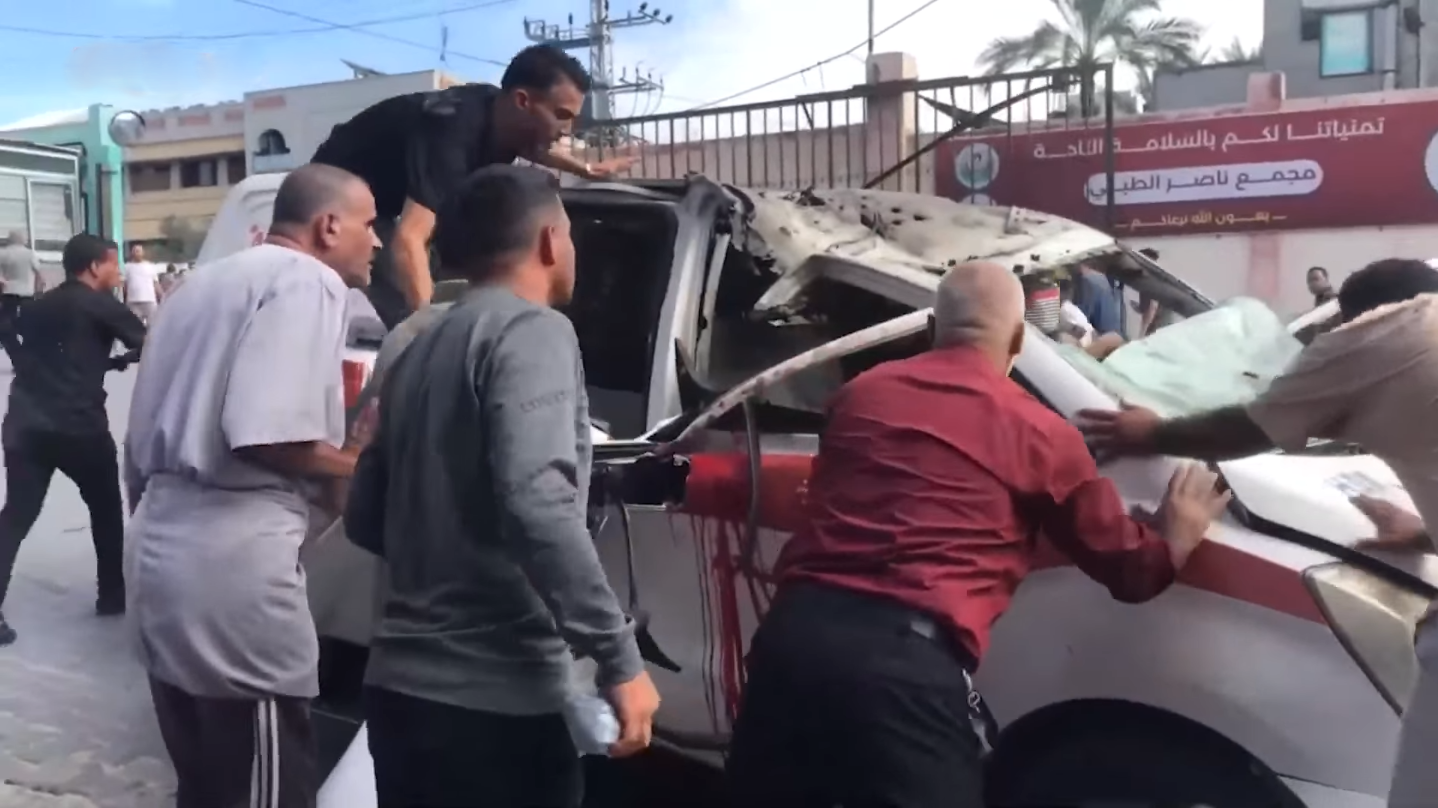
Ambulancia de la Media Luna Roja Palestina alcanzada por un misil israelí en Jan Yunis

El 8 de enero de 2024, el Ministerio de Salud de Gaza declaró que al menos 326 miembros del personal médico y 45 miembros de la defensa civil habían muerto y que 30 hospitales, 53 centros de salud y 150 instituciones sanitarias habían cesado sus actividades debido a los ataques israelíes y a la escasez de combustible necesario para operar los generadores de energía. Además 122 ambulancias habían resultado destruidas debido a los ataques israelíes. Según la Organización Mundial de la Salud (OMS), a comienzos de julio de 2024 se habían confirmado 475 ataques confirmados contra instalaciones médicas y contra ambulancias, personal médico y transportistas de equipamiento médico. Estos ataques habían matado a 746 personas y habían herido a otras 967. Por otro lado, según la OMS, al menos 297 trabajadores sanitarios gazatíes han sido detenidos por el ejército israelí durante la guerra, de los que 162 (incluidos más de veinte médicos) seguían presos en centros de detención israelíes y 24 más se encontraban desaparecidos al comenzar la tregua de enero de 2025. Gran número de ellos denunciaron haber sido sometidos a palizas y torturas. El jueves 2 de mayo, el Ministerio de Salud de Gaza anunció la muerte del médico palestino Adnan al-Bursh en la prisión israelí de Ofer, mientras que otro médico palestino que trabajaba como ginecólogo en el hospital Kamal Adwan, Iyad al-Rantisi, murió estando detenido en un centro de detención israelí. Los diversos ataques israelíes se cebaron con los médicos especialistas gazatíes. Por ejemplo, mataron a cinco de los seis cirujanos cardiovasculares que había al norte de la Franja, y a todos los patólogos oncólogos, los nefrólogos y los médicos de emergencias.
En cuanto a los trabajadores humanitarios, hacia el 6 de mayo de 2025, 418 de ellos habían muerto como consecuencia de los ataques israelíes. Un análisis de The New York Times encontró que, hasta en seis ocasiones, el ejército israelí había atacado a trabajadores humanitarios después de que estos hubiesen notificado su ubicación y de que el propio ejército les hubiese confirmado que estaban en zona segura. El artículo verificó ataques directos contra Médicos sin Fronteras, Medical Aid for Palestinians (MAP), Anera, World Central Kitchen, Enabel y el Comité Internacional de Rescate. Por su parte, el 25 de marzo de 2024, la cifra de trabajadores de la ONU muertos por los ataques israelíes ascendía ya a un total de 171. Se trata del mayor número de víctimas mortales de trabajadores de las Naciones Unidas jamás registrado en un solo conflicto en los 78 años de historia de la organización.
En febrero de 2025, se creía que al menos 160 trabajadores sanitarios de Gaza estaban detenidos por Israel y otros 24 estaban desaparecidos tras ser detenidos de hospitales de Gaza. El director del hospital Al-Shifa, Mohammed Abu Selmia, que estuvo detenido durante siete meses y fue puesto en libertad sin cargos, detalló muchos de los abusos que sufrió y dijo que «no pasa ningún día sin torturas» en las cárceles israelíes.
En cuanto al Líbano, más de 222 miembros del personal médico y de emergencias también murieron como consecuencia de los ataques israelíes, mientras que otros 330 resultaron heridos. Además, más de 250 ambulancias habían sido alcanzadas por los ataques israelíes, mientras que más de 130 instalaciones sanitarias resultaron dañadas. El ministro de Salud libanés, Firass Abiad, también dijo que se habían registrado 67 ataques israelíes contra hospitales, 40 de los cuales fueron atacados directamente y siete de ellos se vieron obligados a cerrar.

#### Secuestros y encarcelamientos

##### Israelíes secuestrados en la Franja de Gaza
Se calcula que Hamás y el resto de grupos armados palestinos que llevaron a cabo el ataque del 7 de octubre de 2023 capturaron un total de 251 rehenes que fueron llevados a la Franja de Gaza, donde han sido retenidos en viviendas de partidarios de Hamás o en los túneles subterráneos que recorren este territorio. El líder de Hamás en la Franja de Gaza, Yahya Sinwar, propuso al inicio de la guerra la liberación de todos los rehenes israelíes a cambio de la puesta en libertad de todos los presos palestinos en cárceles israelíes, pero Israel rechazó categóricamente la propuesta. A fecha de 9 de febrero de 2025, de los 251 rehenes secuestrados por las milicias palestinas el 7 de octubre de 2023, cuatro fueron liberados unilateralmente por Hamás al principio de la guerra; 126 fueron liberados mediante sendas negociaciones de intercambio por presos palestinos a finales de noviembre de 2023 (105 liberados) y en enero y febrero de 2025 (21 liberados); ocho rehenes fueron rescatados con vida en operaciones especiales del ejército israelí; 40 rehenes fueron recuperados muertos en diversas operaciones, tres rehenes murieron por disparos del ejército israelí después de haber escapado de sus captores y otros tres en un bombardeo israelí que trataba de asesinar a un líder de Hamás. Por lo tanto, quedan en la Franja de Gaza 73 de los 251 rehenes, si bien el ejército israelí considera que 34 de ellos están muertos. Además, también se encontraban retenidos en la Franja dos ciudadanos que entraron por su propia voluntad en este territorio palestino en 2014 y 2015. En Israel han tenido lugar numerosas manifestaciones multitudinarias que reclaman al gobierno una nueva negociación que libere a los rehenes.

##### Palestinos encarcelados en Israel

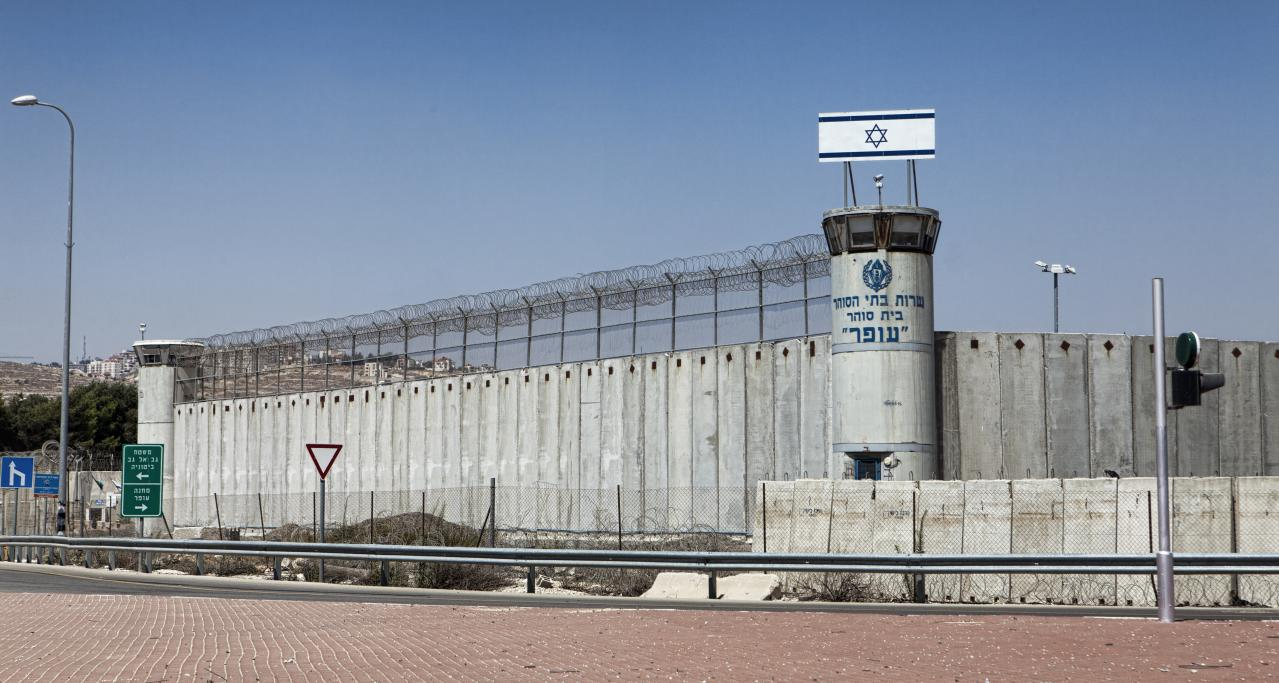
Cárcel de Ofer donde están detenidos numerosos presos palestinos en detención administrativa

El número de palestinos encarcelados en Israel ha aumentado significativamente desde que comenzó la guerra. Hacia finales de 2024, los palestinos detenidos por Israel desde el inicio de la guerra ascendían ya hasta los 12 100, contando tan solo a los arrestados en Cisjordania (incluido Jerusalén Este), mientras que hasta el 4 de abril de 2024, un total de 1506 palestinos habían sido detenidos en la Franja de Gaza. La cifra de gazatíes detenidos se había doblado un año después, cuando el ejército israelí admitió que tenía 2790 prisioneros en sus cárceles, 660 de los cuales estaban en instalaciones militares. Esta cifra tiene 144 detenidos menos que en la anterior actualización, pero las autoridades israelíes se negaron a decir qué había sucedido con ellos. Según la ONU, hasta agosto de 2024, al menos sesenta palestinos habían muerto mientras se encontraban detenidos por el ejército israelí o bajo custodia del sistema de prisiones israelí. Dos de ellos reflejaron en las autopsias severas palizas y costillas rotas. Numerosos presos denunciaron malos tratos por parte del ejército israelí, mientras que otros han sido liberados después de habérseles amputado una pierna.
En diciembre de 2023, las Fuerzas de Defensa de IsraeI convirtieron una base militar en Sde Teiman, en el desierto de Négev, en un campo de detención. Numerosos empleados israelíes y detenidos palestinos liberados han denunciado abusos sistémicos y violaciones de los derechos humanos, incluidas torturas físicas y psicológicas. Además, han tenido lugar amputaciones de miembros debido a las heridas sufridas al estar esposados durante todo el día, abusos usando una barra de metal para infligir heridas penetrando en el ano de los detenidos durante los interrogatorios y uso de descargas eléctricas. El 29 de julio, la policía militar israelí detuvo a nueve soldados del campo de detención de Sde Teiman por «serios abusos a un detenido» de la fuerza Nukhba, que tuvo que ser llevado a un hospital con graves signos de abusos sexuales. Un grupo de manifestantes de extrema derecha, incluidos dos diputados, irrumpieron a la fuerza en la base militar para protestar contra el arresto.
Con motivo de la muerte en una cárcel israelí de otro preso palestino, Mustafa Mohamed Abu Ara, la ONG israelí Physicians for Human Rights declaró que sus miembros habían sido testigos de numerosas torturas en los centros de detención israelíes: «Estar atado a una cama, incapaz de moverte, incapaz de ver, incapaz de hablar, incapaz de entender lo que está pasando y con un pañal… Con mucho frío. Y esto se prolonga durante días y días, durante semanas. Creo que eso ya es una forma de tortura», además de una violencia que «tiene lugar en áreas no cubiertas por cámaras de seguridad e incluye patadas y golpes a prisioneros inmovilizados, negación de acceso a baños y degradación sexual». Otra víctima de las torturas fue el doctor al-Bursh, jefe de cirugía ortopédica del hospital Al-Shifa de Gaza, que murió en mayo de 2024 en la cárcel de Ofer.
El 31 de julio de 2024, la Oficina del Alto Comisionado de las Naciones Unidas para los Derechos Humanos publicó un informe en el que denunciaba numerosas torturas a los presos palestinos en los centros de detención israelíes. El informe hablaba de confinamiento solitario por tiempo indefinido y de torturas como ahogamientos simulados, ataques de perros de presa, encierros en jaulas, desnudos forzosos, vendaje de los ojos durante un tiempo prolongado, denegación de comida, bebida y sueño, electrocuciones, suspensión cabeza abajo, quemaduras con cigarrillos y violaciones.
Las imágenes de numerosos detenidos siendo trasladados desnudos, maniatados y con los ojos vendados crearon un escándalo internacional a comienzos de diciembre de 2023, tras lo que el ejército israelí decretó un control más estricto de las imágenes que salían de la Franja de Gaza. Las autoridades israelíes han impedido el acceso a los centros de detención y prisiones a los abogados de los presos, a sus familiares e incluso a los inspectores internacionales de la Cruz Roja, lo que supone una violación del derecho internacional.

### Destrucción de la Franja de Gaza

#### Patrimonio cultural
La destrucción del patrimonio cultural palestino en la Franja de Gaza ha sido sistemática durante todo el conflicto. La Convención de La Haya, de la que tanto israelíes como palestinos son firmantes, prohíbe la destrucción del patrimonio cultural en zonas de conflicto. Según el derecho internacional, atacar deliberadamente un edificio religioso durante un conflicto es un crimen de guerra. Algunos expertos han comentado que podría tratarse de un genocidio cultural.

A comienzos de diciembre, más de 100 monumentos palestinos habían sido destruidos o dañados por los ataques israelíes en la Franja de Gaza. Un informe de la BBC a finales de enero aludía a 117 casos de lugares sagrados destruidos tan solo durante 2023, de los que 74 habían sido verificados por la propia cadena. Se trataba de 72 mezquitas y dos iglesias. Por su parte, el ministerio de cultura gazatí hablaba a comienzos de enero de 378 mezquitas y tres iglesias atacadas. En algunos casos, las mezquitas han sido vandalizadas incluso después de haber sido demolidas. A mediados de abril, los ataques israelíes habían destruido ya unas 600 mezquitas a lo largo de toda la Franja. Más de diez expertos en antigüedades, incluidos arqueólogos, murieron por los ataques israelíes.

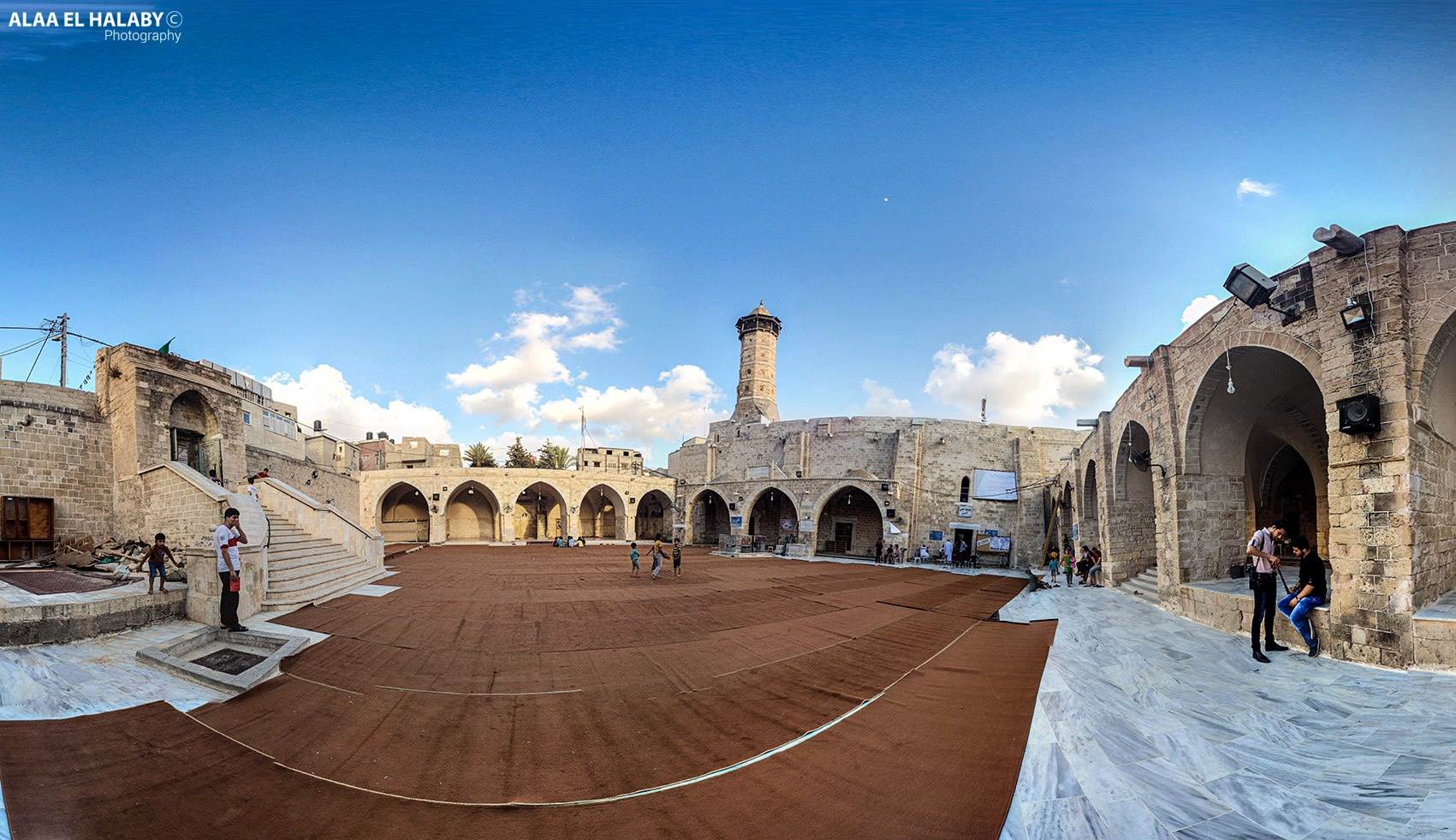
La Gran Mezquita de Gaza (foto de 2015) fue destruida casi por completo en un bombardeo israelí en 2023

Entre los monumentos destruidos por los israelíes se incluyen la Gran Mezquita de Gaza, con una historia que remonta a los filisteos en el segundo milenio a. C., de la que solo quedó en pie el minarete; la iglesia de San Porfirio, una de las iglesias más antiguas del mundo, que data del año 425 d. C.; el santuario de Al-Khader, en Deir el-Balah, el más antiguo monasterio cristiano en Palestina; el monasterio de San Hilarión, cerca de esa misma ciudad, con más de 1600 años de antigüedad; el puerto de Gaza, que databa del siglo VIII a. C.; el palacio Qasr al-Basha, del siglo XIII, que contenía cientos de artefactos bizantinos y sarcófagos y que fue bombardeado primero y arrasado después con buldóceres; la iglesia bizantina de Jabalia, con más de 1600 años de antigüedad y que había sido restaurada en 2022; el khan de Amir Younis al-Nawruzi, una fortaleza construida en 1387 en el centro de Jan Yunis; la mezquita Sayyed Hashim, en la que la tradición ubica la tumba del abuelo de Mahoma; y el Museo Cultural Al Qarara, cerca de Jan Yunis, que tenía una colección de objetos de tiempos cananeos. El museo de la Universidad Israa, que contenía más de 3000 objetos relacionados con la historia de Palestina, fue saqueado por las tropas israelíes antes de ser completamente demolido. Otros importantes lugares destruidos fueron el yacimiento helenístico de Anthedon y el único museo privado de la Franja, Al-Mathaf, que fue saqueado y quemado, y cuyo patio, con docenas de piezas valiosas y antiguas columnas de mármol, fue arrasado por buldóceres. Todos los yacimientos arqueológicos del norte de la Franja fueron bombardeados por Israel.
El 27 de julio de 2024, Unesco incluyó al Monasterio de San Hilarión, uno de los más antiguos del mundo, en su lista de patrimonio cultural en riesgo.

#### Sistema sanitario

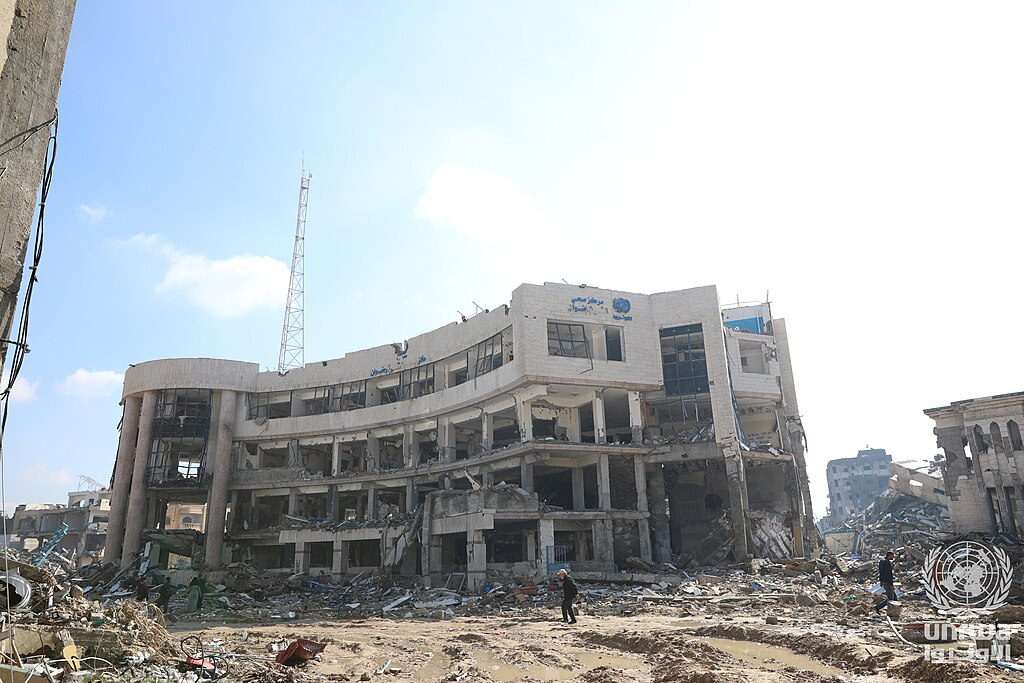
Hospital de UNRWA en el barrio del Jeque Radwan destruido por las fuerzas israelíes en febrero de 2024

El 20 de marzo, la Organización Mundial de la Salud informó de que había podido constatar 410 ataques israelíes contra infraestructura sanitaria en la Franja de Gaza, que resultaron en 685 personas muertas y 902 heridas, 99 instalaciones destruidas y 104 ambulancias inutilizadas. A mediados de julio, la OMS actualizó los datos de marzo y denunció que un total de 26 de los 36 hospitales de la Franja habían dejado de estar operativos por falta de combustible, daños en sus infraestructuras como consecuencia de los bombardeos o por miedo de sus empleados a acudir al centro sanitario. Se habían contabilizado 475 ataques confirmados contra instalaciones médicas y contra ambulancias, personal médico y transportistas de equipamiento médico. Estos ataques habían matado ya a 746 personas y herido a otras 967. Para mediados de octubre de 2024, el número de trabajadores sanitarios muertos por ataques israelíes ascendía a 986.
El 10 de octubre de 2024, una investigación de la ONU acusó oficialmente a Israel del crimen de exterminio en la Franja de Gaza, en especial por la destrucción sistemática de su sistema sanitario. En palabras de la exAlta Comisionada de las Naciones Unidas para los Derechos Humanos, Navi Pillay, estos actos suponen tanto un crimen de guerra como un crimen contra la humanidad. Además, acusó al ejército israelí de asesinar y torturar a miembros del personal médico palestino, citando como ejemplo el asesinato de Hind Rajab, en el que dos enfermeros enviados a rescatar a la niña fueron asesinados junto con esta.

#### Sistema educativo
Los numerosos ataques israelíes han devastado todos los niveles educativos de la Franja de Gaza. Hacia el 18 de abril, más del 80 % de las escuelas habían sido destruidas o seriamente dañadas. A mediados de abril, el ejército israelí había matado a 5479 alumnos y 261 maestros, mientras que otros 7819 alumnos y 756 profesores habían resultado heridos. Esta cifra había crecido el 17 de septiembre hasta los 11.001 alumnos muertos y 17.772 heridos. Más de la mitad de las 320 escuelas que la ONU ha usado como refugios durante la guerra han sido un objetivo directo de los bombardeos israelíes o han resultado gravemente dañadas por estos. Los ataques israelíes también han destruido o dañado gravemente trece bibliotecas públicas. El 22 de octubre de 2024, la cifra de escuelas destruidas por ataques israelíes alcanzaba ya el 93% y el número de profesores y maestros asesinados había superado ya el medio millar. Al alcanzarse el alto el fuego en enero de 2025, el número de profesores y maestros muertos por ataques israelíes superaba ya el medio millar, y se habían registrado un total de 396 impactos directos de bombas israelíes contra escuelas gazatíes.
En cuanto al educación universitaria, el ejército israelí ha destruido todas y cada una de las diecinueve universidades existentes en la Franja antes de la guerra y ha matado al menos a 105 profesores universitarios, incluidos tres rectores. Las tropas israelíes demolieron deliberadamente la Universidad Al Israa de la ciudad de Gaza en enero de 2024 después de haberla usado durante varias semanas como base militar. La Universidad Islámica de Gaza fue completamente destruida por un bombardeo israelí el 11 de octubre de 2023, en la primera semana de guerra. Otra universidad destruida por los bombardeos fue la Universidad Al-Azhar, cuya destrucción fue tan severa que fue uno de los ejemplos que Sudáfrica llevó al caso del Tribunal Internacional de Justicia en el que se juzga a Israel por genocidio. Bombardeos similares destruyeron la Universidad de Palestina, la Universidad de Gaza, la Universidad Abierta Al-Quds y la Universidad Al Aqsa. La gran mayoría de los cerca de 90 000 estudiantes universitarios gazatíes han tenido que abandonar sus estudios.

#### Sistema de abastecimiento de agua potable

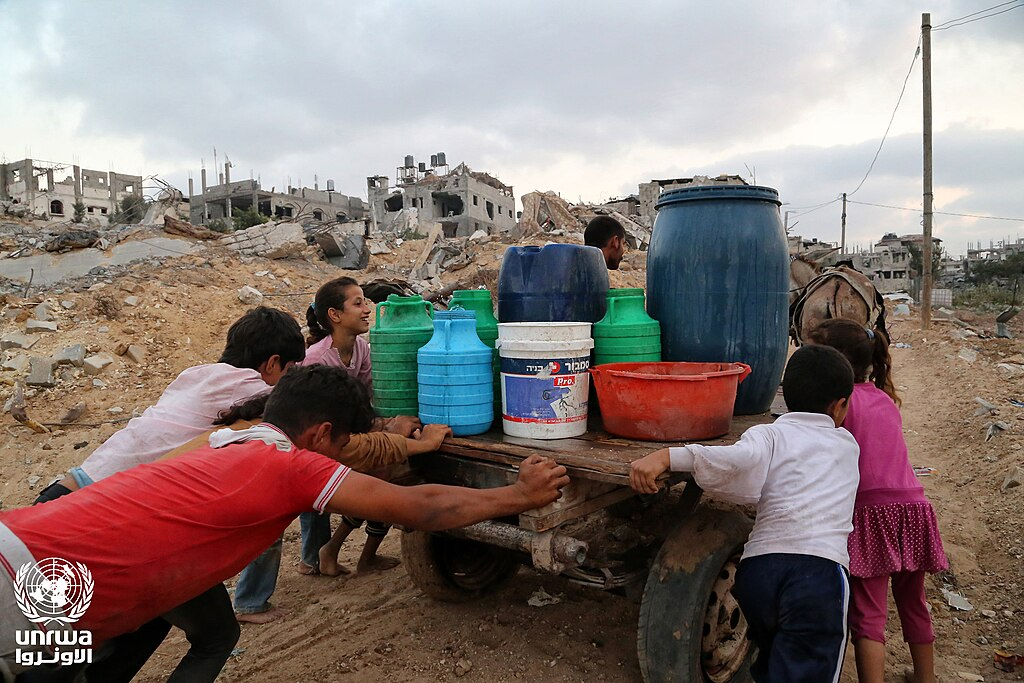
Familia palestina transportando agua tras la destrucción del sistema de abastecimiento

Tres días después del inicio de la guerra, el general israelí Giora Eiland declaró: «El agua en Gaza viene de pozos con agua salada que no es adecuada para el consumo humano. Tienen plantas de tratamiento de aguas; Israel debería destruir esas plantas. Cuando el mundo entero diga que nos hemos vuelto locos y que esto es un desastre humanitario, responderemos que no es el fin sino los medios».
A comienzos de mayo de 2024, la BBC informaba de que más de la mitad de las plantas de suministro de agua habían sido destruidas o dañadas por los bombardeos israelíes. En concreto, de las 603 instalaciones de suministro de agua analizadas, un 53 % habían sido dañadas o destruidas, y otras 43 de ellas habían perdido los paneles solares que las alimentaban. Los ataques israelíes habían dañado o destruido también cuatro de las seis plantas de tratamiento de aguas residuales de la Franja, mientras que las otras dos habían tenido que cerrar por la falta de suministro eléctrico. Por ejemplo, en Jan Yunis las tropas israelíes destruyeron dos grandes tanques de almacenamiento de agua potable. La planta desalinizadora de Deir al-Balah solo podía operar al 30 % debido a la falta de combustible. Un bombardeo israelí destruyó el principal almacén de repuestos para el mantenimiento de estas instalaciones, ubicado en al-Mawasi, y mató a cuatro personas en su interior. Tras la segunda incursión israelí en la ciudad de Jabalia, y en vísperas de la llegada del verano, todos los pozos de agua fueron demolidos por buldóceres israelíes.
A mediados de julio de 2024, un informe de Oxfam denunció que «los cortes israelíes del suministro externo de agua, la sistemática destrucción de las instalaciones de tratamiento de aguas y la deliberada obstrucción de la ayuda humanitaria han reducido la cantidad de agua disponible en Gaza en un 94 %, a tan solo 4,74 litros por persona, menos de un tercio del mínimo recomendado en emergencias sanitarias y menos de lo que se usa para la descarga de una cisterna de váter». Además, el informe de Oxfam reveló que, desde el 7 de octubre, Israel ha destruido o dañado cinco instalaciones relacionadas con el saneamiento y tratamiento de aguas por cada tres días de conflicto; que la destrucción del sistema de abastecimiento de agua y de la red eléctrica, así como la restricción de entrada de repuestos y de combustible, han supuesto una caída del 84 % en la producción de agua de la Franja; que el suministro externo de agua que provenía de la compañía nacional de aguas de Israel se ha reducido un 78 %; que Israel ha destruido un 70 % de las bombas de agua para el mantenimiento del alcantarillado y el 100 % de las plantas de tratamiento de aguas residuales; y que también ha destruido o dañado el 88 % de los pozos de agua y el 100 % de las plantas de desalinización de agua.
En febrero de 2025 un informe de Oxfam Intermón estimaba que los ataques de Israel habían destruido cerca de 1700 kilómetros de la red de agua y saneamiento del enclave palestino, y estimaba que más del 80 % de la infraestructura de abastecimiento de agua quedó destruida parcial o totalmente, incluidas las seis principales plantas de tratamiento de aguas residuales y la mayoría de las estaciones de bombeo. El 85 % de las plantas desalinizadoras fueron dañadas y el 67 % de los pozos municipales resultaron destruidos.
Tras la ruptura de la tregua y la reanudación unilateral de los combates por parte de Israel, su ejército volvió a retomar los bombardeos y la destrucción sistemática del sistema de abastecimiento de agua gazatí. Unido a un bloqueo total en la entrada de agua desde Israel, que proporcionaba el 70% del suministro antes de la guerra, esto llevó a una escasez absoluta de agua y una hiperinflación en el precio de la poca agua potable disponible. Según la oficina de medios gazatí, desde el inicio de la guerra, Israel había destruido deliberadamente 719 pozos, 64 de ellos en la capital. A finales de abril, solo quedaban treinta pozos en funcionamiento en toda la Franja de Gaza.

#### Red de carreteras
Un estudio realizado por el servicio de imágenes por satélite de la ONU calculó el 14 de junio que en torno a dos tercios de las carreteras de la Franja de Gaza habían resultado dañadas por los bombardeos y ataques israelíes. En concreto, UNOSAT se basó en imágenes vía satélite obtenidas el 29 de mayo para determinar que unos 1100 kilómetros de carreteras habían sido destruidos por los ataques, otros 350 kilómetros estaban gravemente afectados y unos 1470 kilómetros tenían daños de carácter medio. En términos geográficos, la mayor parte de la devastación se encontraba en la gobernaciones de Gaza, Gaza del Norte y Jan Yunis, con más de doscientos o incluso trescientos kilómetros de carreteras destruidos en cada una de ellas, mientras que las menos afectadas fueron las gobernaciones del sur, las de Rafah y Deir al-Balah. En algunas zonas, la carretera de Saladino, la principal arteria de la Franja de Gaza, había sido reducida a un camino de tierra.

#### Cultivos y terrenos agrícolas
Un informe de la ONU a mediados de junio de 2024 desveló que más de la mitad de los terrenos agrícolas de la Franja de Gaza habían sido destruidos o dañados por acciones relacionadas con la guerra, como «la destrucción de los cultivos, el movimiento de vehículos pesados, los bombardeos y el fuego de artillería». En concreto, el 57 % de las tierras cultivables de la Franja de Gaza mostraban un serio declive tanto en su tamaño como en su calidad. Además, el informe había detectado una aceleración en la destrucción de los terrenos agrícolas gazatíes, pues el estudio de junio detectó un 30 % más de tierras dañadas que el anterior, realizado en abril. Además, los invernaderos de la Franja también habían sufrido un daño significativo. En abril de 2025, el porcentaje de terrenos de cultivo arrasados por el ejército israelí durante el conflicto llegaba ya hasta el 83% del total de la superficie agrícola disponible, siendo la Gobernación de Gaza la más afectada con cerca del 91% de los terrenos agrícolas destruidos. Además, los ataques israelíes habían causado para entonces daños en ocho de cada diez pozos de agua y en siete de cada diez invernaderos.
| 01/12/23 | 31/12/23 | 15/02/24 | 20/05/24 | 01/09/24 | 31/12/24 | 30/04/25 |
| -------- | -------- | -------- | -------- | -------- | -------- | -------- |
| 8%       | 28%      | 43%      | 57%      | 68%      | 75%      | 83%      |

#### Infraestructura deportiva
El ejército israelí ha demolido o bombardeado al menos 268 instalaciones deportivas de la Franja de Gaza, desde estadios a campos de entrenamiento, además de gimnasios y sedes deportivas. Entre otros, la aviación israelí atacó la sede de la Asociación Palestina de Fútbol en Gaza. Además, un total de 662 deportistas o familiares de estos han sido asesinados o han muerto de hambre durante la guerra, de los que 421 estaban federados en fútbol, incluidos 103 niños. Entre los deportistas fallecidos más conocidos se encontraba Suleiman Obeid, un icono del fútbol palestino que murió acribillado por soldados israelíes mientras hacía cola para recoger comida al sur de la Franja.

### Crisis humanitaria

#### En la Franja de Gaza

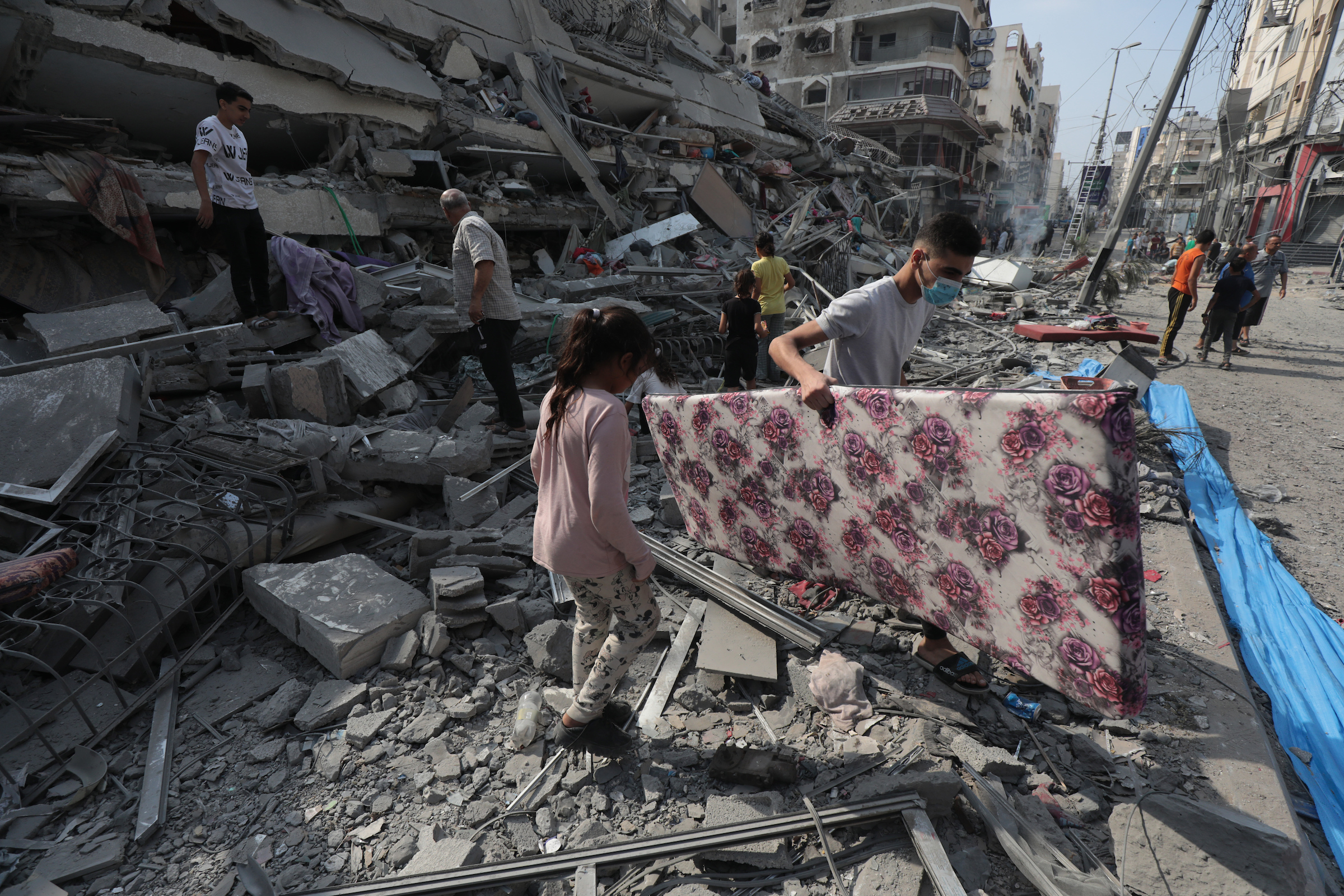
Residentes inspeccionan las ruinas de un apartamento destruido por los ataques aéreos israelíes

Varios expertos en crisis humanitarias han catalogado la de guerra en Gaza como «la más mortal de la historia moderna para los niños, los periodistas, los trabajadores sanitarios y el personal de la ONU». Tras quince meses de guerra, los bombardeos israelíes han destruido el 94% de las viviendas gazatíes y el 80% de las instalaciones comerciales, y han desplazado al 90% de la población del enclave, cifrada en unos 2,4 millones al principio de la guerra. Los ataques israelíes también han arrasado el 68% de las tierras de cultivo, y habían matado a 986 trabajadores sanitarios en octubre de 2024, además de destruir por completo o dejar inoperativos a la mitad de sus 36 hospitales, dejando tan solo uno parcialmente operativo en el norte e imposibilitando el tratamiento de los más de 110 000 heridos y de los pacientes con enfermedades crónicas. Han crecido los casos de hepatitis A, enfermedades respiratorias y gastrointestinales, y se ha declarado una epidemia de poliomielitis. El 94% de la población gazatí sufre inseguridad alimenticia y la hambruna ha llegado hasta una de cada cinco personas. Los bombardeos israelíes han destruido o dañado gravemente 496 escuelas (el 88% del total) y doce universidades (el 100%) de la Franja, y han matado a más de quinientos maestros y profesores en una región donde unos 625 000 niños han perdido un curso escolar completo.

##### Hambruna

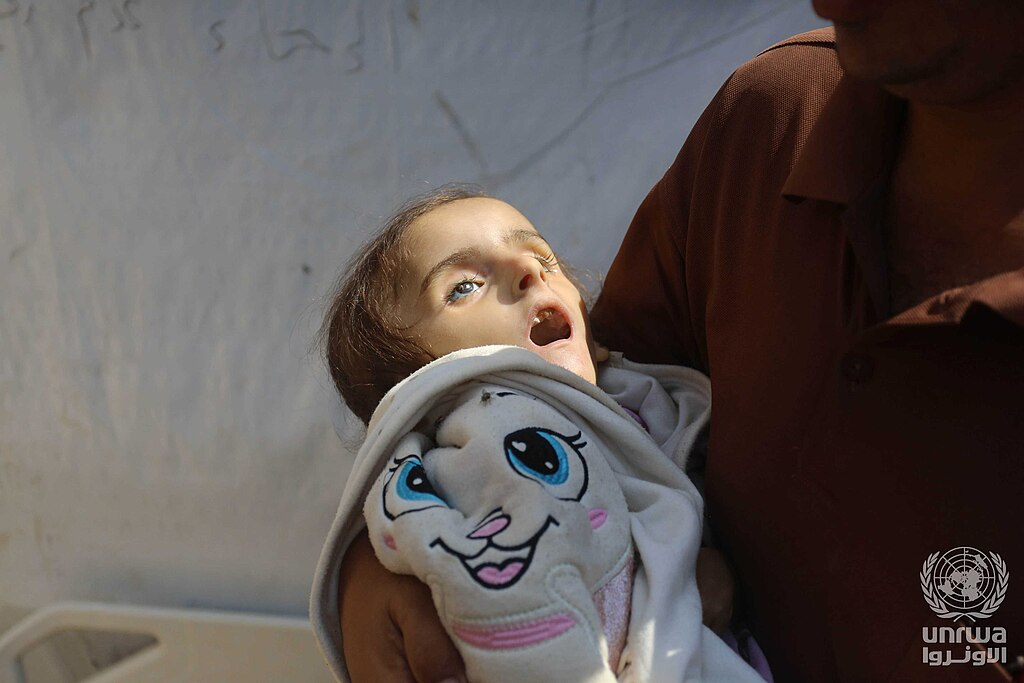
Una niña palestina de 4 años perdió la vida debido a la desnutrición y la falta de tratamiento debido a la guerra de Gaza.

Una serie de factores han llevado a la hambruna a una parte importante de la población gazatí durante la guerra. Entre dichos factores se encuentran la destrucción sistemática de los campos de cultivo de la Franja de Gaza, con más de un 83% de los terrenos agrícolas arrasados por las tropas israelíes y con gran parte del ganado masacrado y de los sistemas de irrigación destruidos; las restricciones israelíes a la entrada de la ayuda humanitaria y el cierre de pasos fronterizos como el de Rafah; la denegación de acceso de ayuda humanitaria al norte de la Franja de Gaza tras la implementación del denominado plan de los generales; la inseguridad y el pillaje tras la desaparición de la policía en la Franja de Gaza; las manifestaciones de civiles israelíes en los pasos fronterizos; las restricciones impuestas a UNRWA, la principal organización distribuidora de ayuda humanitaria en la Franja; la destrucción por parte de Israel de fábricas de alimentos, panaderías, depósitos de agua, generadores eléctricos, instalaciones comerciales, almacenes de harina y barcas de pescadores; o los diversos ataques israelíes contra convoyes o trabajadores humanitarios y contra civiles que recogían comida y agua. Por otro lado, las numerosas órdenes de evacuación de los meses de julio y agosto en el centro y sur de la Franja de Gaza supusieron el desmantelamiento de la mayoría de las cocinas comunitarias establecidas para alimentar a los habitantes de la Franja. En concreto, más de doce tuvieron que ser evacuadas en el mes de agosto, lo que afectó a unos 250.000 personas, o la décima parte de la población gazatí.

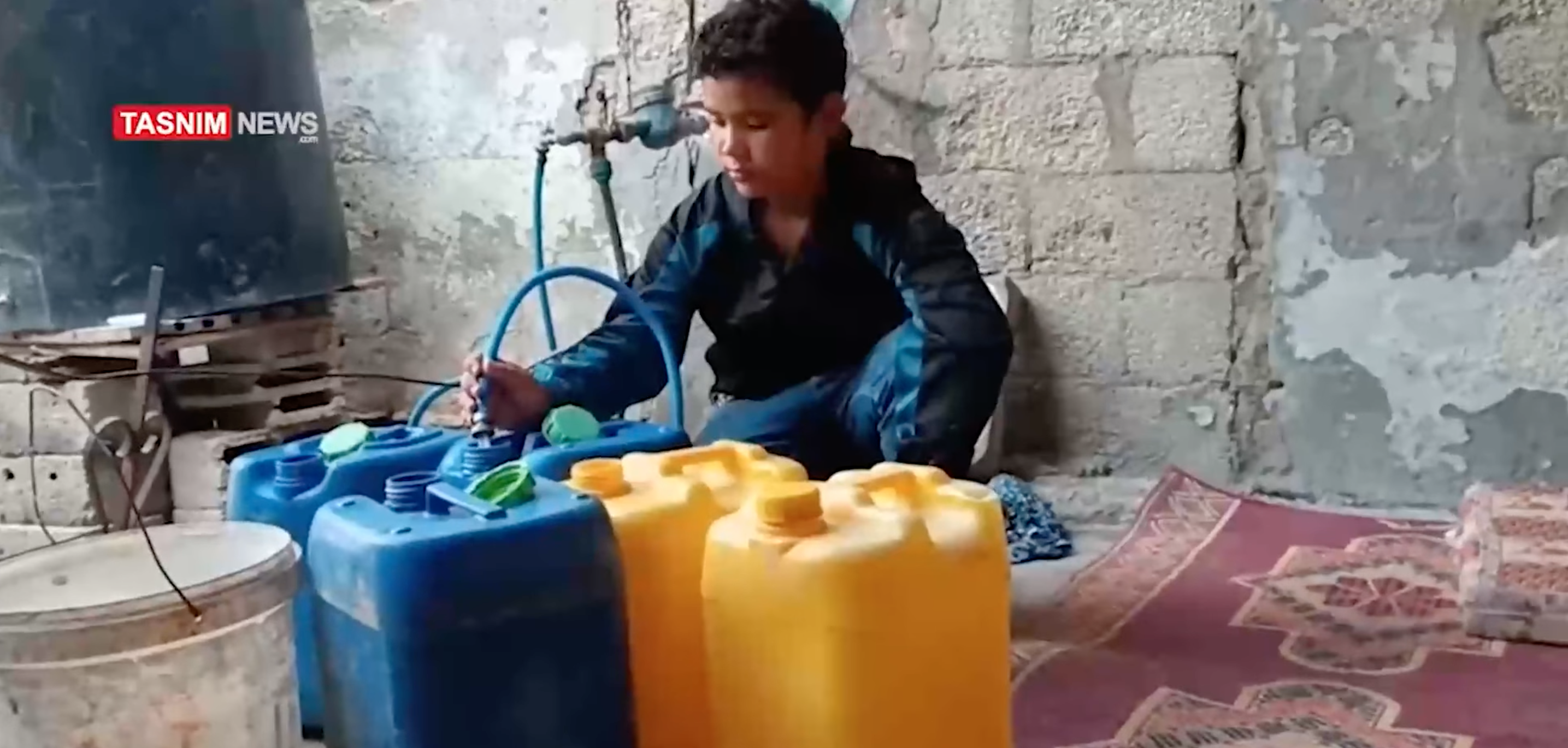
Niño llenando un recipiente de agua con una manguera de jardín a finales de octubre de 2023.

El 9 de febrero de 2024, OCHA informó que cerca de un 10 % de los niños menores de cinco años sufrían ya malnutrición severa. La situación se fue agravando y para mediados de abril, 1,1 millones de habitantes de la Franja de Gaza se encontraban en la fase más extrema de inseguridad alimentaria, denominada por la FAO como fase de hambruna o catástrofe humanitaria, y al menos treinta niños habían muerto de inanición. Un responsable de la Organización de las Naciones Unidas para la Alimentación y la Agricultura explicó que «los niveles catastróficos de hambre en Gaza son los más altos jamás registrados en la escala IPC, tanto en términos de número de personas como de porcentaje de la población. Nunca antes habíamos visto un deterioro tan rápido hasta llegar a una hambruna generalizada».
En octubre de 2024, Abdulhakim Elwaer, subdirector general de la FAO, afirmó que la de Gaza es la peor crisis humanitaria que ha experimentado el mundo desde la Segunda Guerra Mundial. Además, comentó que, al compararla con otros graves casos de hambruna recientes, ninguno de ellos ha llegado nunca a afectar a un porcentaje tan alto de la población. Durante el alto el fuego de enero de 2025, la ONU calculó que unos 60.000 niños necesitaban urgentemente tratamiento contra la desnutrición severa. En mayo de 2025, según datos de la ONU, el número de calorías diarias que consumieron los gazatíes fue 1.400, cifra claramente inferior al que recibieron las víctimas del campo de exterminio nazi de Auschwitz entre 1940 y 1945, que se ha establecido en 1.600 calorías.
La hambruna se agravó notablemente durante los meses de julio y agosto de 2025, en los que se dobló el número de muertos de inanición en la Franja. Estas cifras llevaron el número de muertes por la hambruna a comienzos de agosto hasta los 169, de los que 93 eran niños. UNICEF recordó ese día que uno de cada tres gazatíes llevaba ya varios días sin comer.

##### Crisis sanitaria
Los expertos en salud pública advirtieron de que la destrucción de los sistemas de saneamiento, la acumulación de residuos sólidos y cadáveres sin enterrar, y la falta de agua potable provocarían la propagación de enfermedades como el cólera, diarreas o enfermedades cutáneas en la Franja de Gaza. A esto se sumó la carestía de productos de higiene, jabón, detergentes, papel higiénico y productos de higiene femenina ocasionada por el bloqueo de la ayuda humanitaria. Las altas temperaturas que se alcanzan en el Levante mediterráneo en los meses de verano también exacerbaron los problemas sanitarios, dado que aumentan la posibilidad de que el agua deje de ser potable, estropean más rápidamente la escasa comida disponible en la Franja, ayuda a la proliferación de mosquitos y pulgas que transmiten enfermedades, causa muertes por deshidratación y golpes de calor y genera la descomposición de la basura que ha dejado de ser recogida por el colapso de los servicios sociales gazatíes, atrayendo a ratas que también portan enfermedades.
Los médicos también advirtieron sobre las condiciones de hacinamiento en escuelas y hospitales. El Dr. Nahed Abu Taaema informó de un aumento de erupciones cutáneas, infecciones pulmonares y problemas estomacales. En los primeros siete meses de la guerra se registraron 415.766 casos de diarreas agudas, más de un cuarto de las cuales se dieron en menores de cinco años. Los casos de sarna, piojos, erupciones cutáneas, varicela e ictericia se contaban por decenas de miles. A mediados de agosto, según datos de Naciones Unidas, se contabilizaban más de 100.000 casos de hepatitis A.

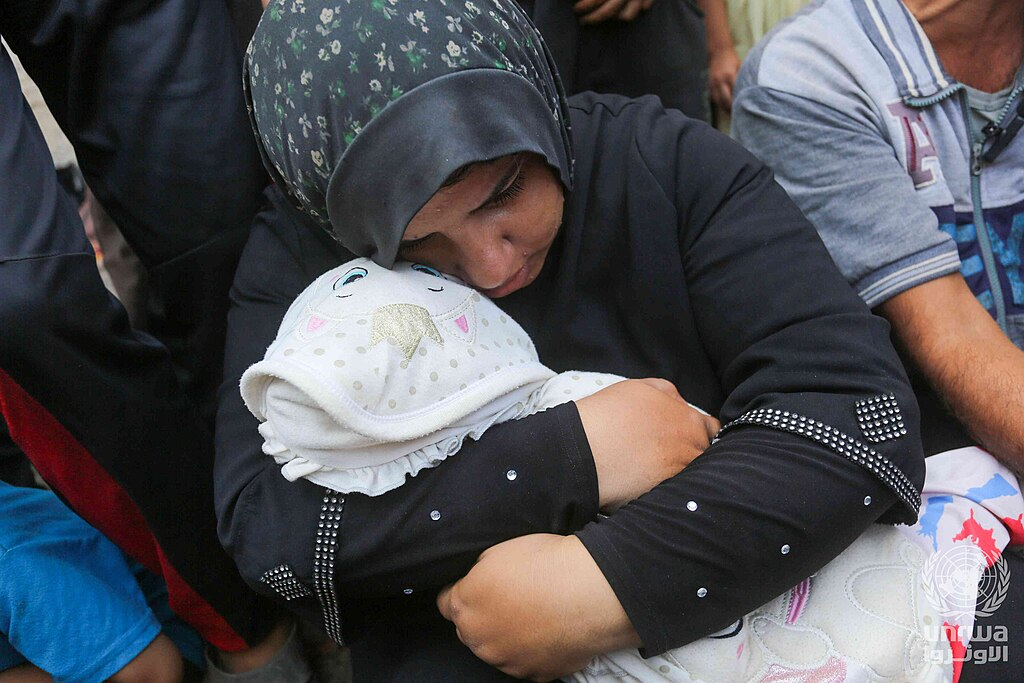
Madre llora por su hija de 4 años, que perdió la vida debido a la desnutrición y la falta de tratamiento

La falta de suministros médicos fue otro problema reportado, ya que la Organización Mundial de la Salud informó de una crisis de saneamiento en los hospitales y algunos tuvieron dificultades para desinfectar el equipo quirúrgico. A mediados de julio, el Ministerio de Sanidad de la Franja de Gaza declaró una epidemia de poliomielitis, que se concretó en el primer caso de esta enfermedad en la Franja tras más de 25 años erradicada: una niña de diez meses que nació ya con la guerra en marcha y que no había podido ser vacunada, y que presentaba parálisis en todo el cuerpo. Durante la guerra han nacido unos 50.000 bebés que no han podido ser vacunados de ninguna enfermedad. En septiembre de 2024, la OMS llevó a cabo una campaña de vacunación contra la polio que inmunizó a más de medio millón de niños palestinos en la Franja de Gaza.
Según la Organización Mundial de la Salud, durante el alto el fuego de enero de 2025, tan solo la mitad de los 36 hospitales de la Franja estaban parcialmente operativos, y solo uno de ellos se encontraba en el norte de la Franja. Esta destrucción masiva del sistema sanitario gazatí ha requerido la instalación de once hospitales de campaña. En julio de 2024 se habían confirmado 475 ataques contra instalaciones médicas y 130 ataques contra ambulancias. Estos ataques habían matado a 986 trabajadores sanitarios a fecha de octubre de 2024.
A mediados de julio, según datos de la Organización Mundial de la Salud, la hambruna suponía que el 76% de las mujeres embarazadas padecieran anemia, que el 55% de las mujeres que daban a luz sufrieran problemas médicos que les imposibilitaban dar pecho a sus hijos, y que el 99% de las nuevas madres producían una cantidad insuficiente de leche materna. Unas 50 000 mujeres embarazadas no pudieron contar con un seguimiento médico de su embarazo. Los pacientes con enfermedades crónicas quedaron también sin sus tratamientos y sin control médico: se calcula que había unos 2000 pacientes de cáncer, 1500 de enfermedades renales que requerían diálisis, 45 000 con cardiopatías, 60 000 con diabetes y unas 650 000 con hipertensión arterial, además de otras 10 000 personas con distintas afecciones que requieren un tratamiento imposible de proporcionar en la Franja de Gaza. Otros de los problemas relacionados con la destrucción del sistema sanitario gazatí son la imposibilidad de tratar las heridas de los más de 110 000 palestinos que han resultado heridos por los numerosos ataques israelíes, la desaparición de entornos estériles en los hospitales en los que tratar a los pacientes y la enorme escasez de medicinas (incluso las más básicas, como paracetamol e ibuprofeno) y material médico (desde guantes de látex a vendas, pasando por muletas). En palabras de Médicos Sin Fronteras, «se podría decir que falta absolutamente de todo».

##### Desplazados

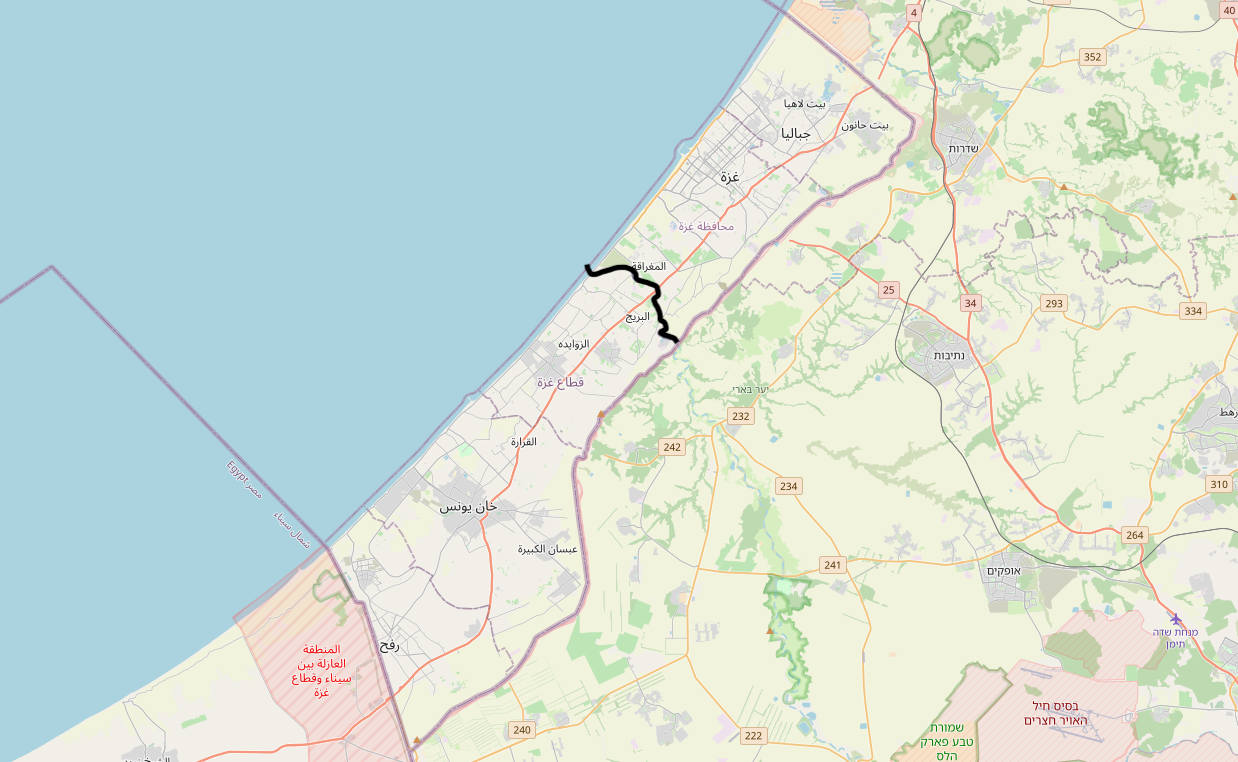
La línea negra en Wadi Gaza representa el límite impuesto por el ejército israelí a los residentes de la Franja para la evacuación del norte de Gaza.

La guerra ha convertido en desplazados internos a más del 90% de la población, o 1,9 millones de personas, muchas de las cuales se han visto sujetas a varios desplazamientos forzosos. Esta cifra se alcanzó relativamente pronto en la guerra, en enero de 2024, y la gran mayoría de ellos se trasladaron al sur de la Franja, lejos de los combates y las órdenes de desalojo de norte de la Franja y cerca de la ayuda humanitaria que llegaba a la región a través del sureño paso de Rafah. Dado que los bombardeos israelíes han destruido o dañado el 92% de las viviendas de la Franja de Gaza, y que la ONU calcula que su reconstrucción se alargará durante más de una década, la crisis de los desplazados gazatíes es un problema a largo plazo. Este enorme volumen de desplazados ha llevado a la proliferación de campamentos improvisados con tiendas de campaña, el más importante de los cuales es el de al-Mawasi. Pese a ser catalogados como «zonas seguras» por el ejército israelí, estos campamentos se han visto sujetos a constantes bombardeos israelíes que han causado numerosas víctimas entre los desplazados. Muchos otros desplazados se han refugiado en escuelas o centros de distribución de UNRWA, la agencia de la ONU para los refugiados palestinos, que también han sido atacados frecuentemente por la aviación israelí. Hacia octubre de 2024, el 86% de la superficie de la Franja de Gaza estaba sujeta a órdenes de evacuación del ejército israelí, que había empujado a cerca de dos millones de personas a un campamento de desplazados del tamaño del aeropuerto internacional de Shanghái.

#### En Israel

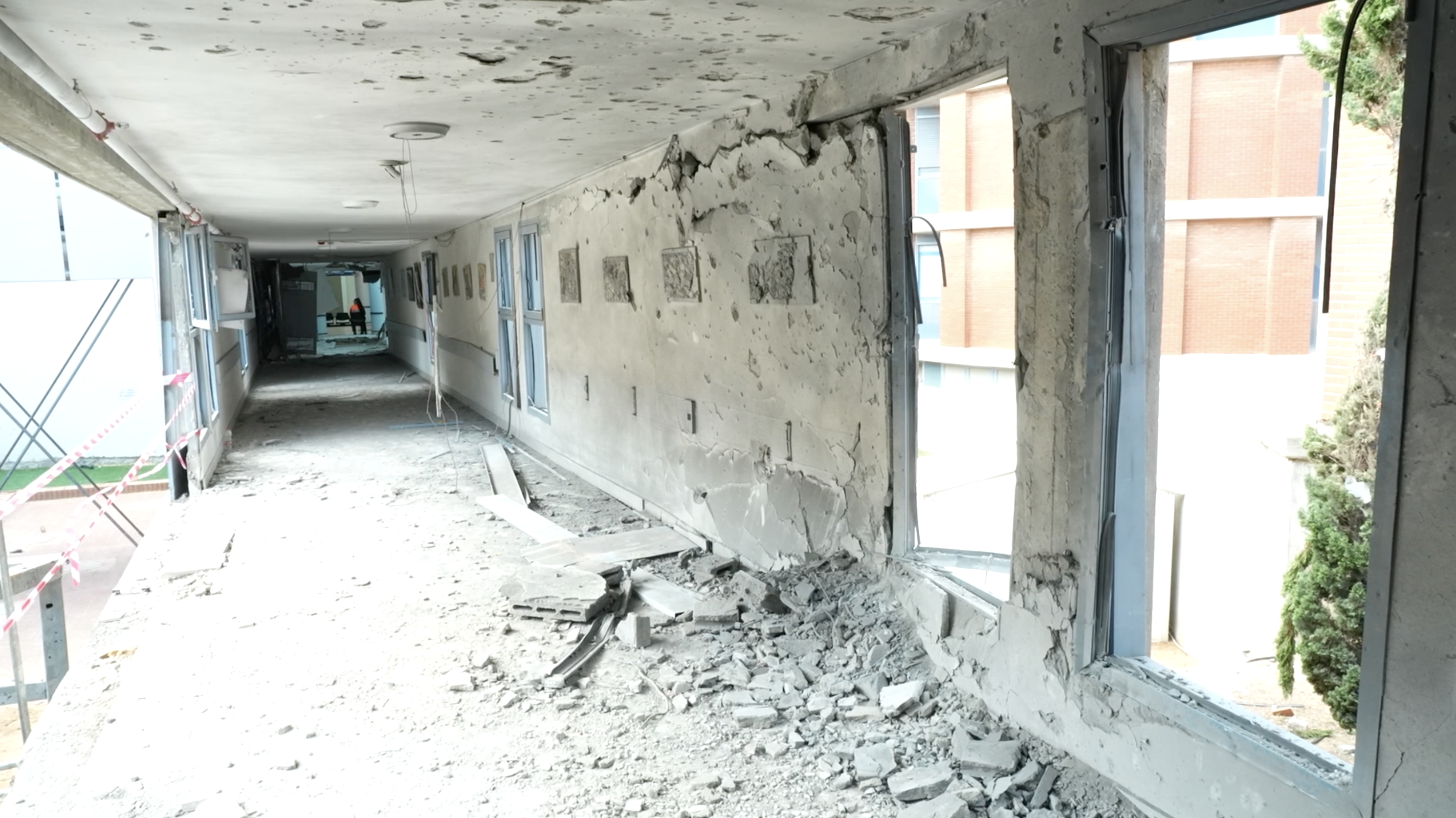
El Centro Médico Barzilai después de ser alcanzado por cohetes

El Centro Médico Barzilai en Ascalón fue alcanzado por cohetes desde Gaza el 8 de octubre y el 11 de octubre. El 17 de octubre de 2023, unos 120 000 civiles israelíes del sur y el norte de Israel estaban desplazados internamente. Se decretó la evacuación de los habitantes de las comunidades de cuatro a siete kilómetros de la frontera. A partir del 22 de octubre, esta cifra de desplazados se elevó a 200 000.

### Impacto económico
La guerra Israel-Gaza de 2023-24 es la guerra más costosa de la historia de Israel desde el punto de vista económico. La guerra ha ido aumentando paulatinamente su coste para Israel, que en febrero de 2024 pagaba unos 270 millones de dólares diarios. El consumo de servicios cayó en picado, el gasto en ocio y entretenimiento se desplomó un 70 %, el turismo se detuvo con la cancelación de vuelos, y la construcción se paralizó por la falta de mano de obra de origen palestino. La paralización de la extracción del gas natural le costó a Israel 200 millones de dólares mensuales. Las principales agencias crediticias (Moody's, Standard & Poor's y Fitch) han ido degradando poco a poco la calificación israelí y asignando a la economía del país una «perspectiva negativa». Por ejemplo, el 27 de septiembre de 2024, Moody's fijó la calificación de Israel en Baa1, su tercera degradación en menos de un año de guerra.
Por su parte, la economía de la Franja de Gaza ha quedado devastada por la guerra. Un informe de la ONU calculó a comienzos de julio que la Franja de Gaza no estará completamente reconstruida hasta 2040, aunque es bastante probable que este plazo se alargue varias décadas. El Programa de Desarrollo de las Naciones Unidas calculó que la reconstrucción de la Franja de Gaza costará unos 50 000 millones de dólares. Factores como el sistema educativo, los niveles de pobreza, la esperanza de vida y la salud han sufrido un enorme retroceso a causa del conflicto. Al cumplirse un año del inicio del conflicto, el producto interior bruto de la Franja de Gaza se había reducido un 90%. Por su parte, a mediados de octubre de 2024, un informe de UNCTAD calculó que, con los actuales flujos de ayuda humanitaria, harían falta 350 años para que la Franja volviese a alcanzar los niveles de vida previos a la guerra, y que el coste total de la reconstrucción de la Franja de Gaza ascendía a 18.500 millones de dólares, prácticamente el producto interior bruto de Palestina en 2022. La destrucción de la economía gazatí ha sido tan grande que el sector de la construcción ha descendido un 96%, el agrícola un 93%, el industrial un 92% y el servicios un 76%. La tasa de desempleo alcanzó el 81,7% y la tasa de pobreza se situó casi en el 100%. Unctad explicó que los indicadores de calidad de vida de los gazatíes, como los servicios sanitarios y educativos, habían retrocedido unos setenta años. En términos generales, incluyendo también a Cisjordania, la economía palestina se había reducido en un 35% en comparación con un año atrás.
En cuanto al Líbano, un informe de Naciones Unidas a finales de octubre de 2024 calculaba que este país perdería un 9,2% de Producto Interior Bruto por los combates entre el ejército israelí y las diversas milicias lideradas por Hezbolá, lo que se traduciría en unos dos mil millones de dólares. Según el Programa de las Naciones Unidas para el Desarrollo (PNUD), el PIB seguiría contrayéndose en 2025 (un 2,28%) y en 2026 (un 2,43%). El coste en reparación de infraestructuras, viviendas y capacidades productivas sería similar al de la guerra de 2006, de entre 2.500 y 3.600 millones de dólares. Sin embargo, la crisis económica sería muchísimo mayor que la de 2006. Una de las claves del declive económico era el cierre de los pasos fronterizos con Siria, que había supuesto una caída del 21% de la actividad comercial. La guerra también afectaba gravemente al sector del turismo, a la agricultura y a la construcción. Se calculaba que los ingresos del país caerían un 9% y las inversiones totales un 6% durante 2025 y 2026.

## Acusaciones de crímenes de guerra y genocidio

### Israel
Algunas de las acciones militares de Israel en territorio palestino han sido blanco de críticas por parte de la comunidad internacional porque constituyen violaciones al derecho internacional humanitario calificables como crímenes de guerra. Las principales acusaciones formuladas en contra de Israel, como de Hamás, se refieren al ataque intencional e injustificado a civiles u objetivos civiles. En dicho sentido, como resultado de la ofensiva israelí, la mayoría de las víctimas fatales han sido mujeres y niños, y han quedado destruidas o parcialmente dañadas en torno al 92 % de las viviendas y el 80% de los comercios de la Franja de Gaza. Además, el ejército israelí ha destruido o dañado 496 escuelas, lo que equivale al 88% de las escuelas de la Franja de Gaza, así como todas sus universidades, y ha matado a más de medio millar de profesores y maestros. También han aparecido también como objetivos de los ataques aéreos israelíes otros elementos civiles como hospitales, de los que ha destruido la mitad y ha dejado solamente parcialmente operativos el resto, y ambulancias, de las que más de 130 han recibido impactos directos del ejército israelí. Del mismo modo, se ha imputado a Israel el asesinato de más de doscientos miembros del personal civil de organismos internacionales que se encontraban en territorio palestino ejerciendo funciones humanitarias. También se ha denunciado el empleo por parte de Israel de fósforo blanco en ataques sobre áreas civiles concurridas, siendo un armamento que se encuentra prohibido por la Convención sobre Armas Convencionales (1980) y la Convención sobre Armas Químicas (1997) en zonas densamente pobladas. Según The New York Times, el bombardeo de Gaza había matado a más civiles en los dos primeros meses que los bombardeos rusos en Ucrania en los dos primeros años de conflicto, y la velocidad a la que ha generado víctimas civiles ha sido mucho mayor que las de la guerra de Irak, la guerra de Afganistán o las campañas estadounidenses en la guerra civil siria. De hecho, el 19 de junio, el Consejo de Derechos Humanos de las Naciones Unidas declaró que el uso israelí de bombas de gran tonelaje constituía un patrón de actuación que «violó repetidamente los principios fundamentales de las leyes de la guerra». Este informe se basaba en seis ataques llevados a cabo por la aviación israelí entre el 9 de octubre y el 2 de diciembre que causaron un mínimo de 218 víctimas mortales.
Israel impuso en el marco de su ofensiva un «cerco completo» a Gaza, consistente en el bloqueo de cualquier ingreso de suministros esenciales y en el impedimento de evacuación de heridos. La Organización de las Naciones Unidas no tardó en recordarle a Israel que dicho cerco se encuentra prohibido por el derecho internacional. En el mismo sentido, Human Rights Watch ha señalado que «el corte de electricidad en Gaza por parte de las autoridades israelíes y otras medidas punitivas contra la población civil de Gaza equivaldrían a un castigo colectivo ilegal, que es un crimen de guerra». En abril de 2024, el Consejo de Derechos Humanos de la ONU adoptó una resolución que exigía que Israel fuese llevado ante los tribunales por los posibles crímenes de guerra y crímenes contra la humanidad cometidos en la Franja de Gaza. Esta resolución fue aprobada con el voto positivo de 28 países, el negativo de 6 y la abstención de otros 13.
El mantenimiento de presos menores de edad en cárceles de adultos –sin juicio alguno, muchas veces sin formular cargos, sin derecho a defensa y, en varios casos documentados, sometidos a maltrato y vejámenes– ha sido también una práctica habitual. Antes del 7 de octubre se encontraban encarcelados 250 menores de edad. Sin embargo, las detenciones ilegales se han duplicado en Gaza desde el 7 de octubre, por lo que la cifra correspondiente a menores de edad podría ser ahora mucho mayor. Israel subscribió en 1991 la Convención Internacional sobre Derechos del Niño que, entre otras obligaciones, impone el principio básico de que los niños solo pueden ser privados de libertad de manera excepcional.
El 13 de marzo de 2025, la Comisión Internacional Independiente de Investigación de las Naciones Unidas sobre los Territorios Palestinos Ocupados publicó un informe en el que se afirmaba que los ataques de Israel a los centros de atención sanitaria para mujeres en Gaza constituían actos genocidas que destruían «en parte la capacidad reproductiva de los palestinos de Gaza como grupo».
El 28 de julio de 2025, el grupo israelí de derechos humanos B'Tselem y Médicos por los Derechos Humanos–Israel publicaron sendos informes en los que calificaban de genocidio la campaña israelí en Gaza. El informe de B'Tselem también afirmaba que líderes europeos y estadounidenses estaban facilitando el genocidio.

#### Denuncias contra Israel ante la Corte Internacional de Justicia
El 29 de diciembre, Sudáfrica presentó un caso ante la Corte Internacional de Justicia (CIJ), acusando a Israel de incumplir sus obligaciones bajo la Convención sobre el Genocidio de 1948 en su ataque contra Gaza. Sudáfrica pidió a la CIJ que tomara medidas provisionales ordenando a Israel que detuviera su campaña militar en Gaza, pues eran «necesarias en este caso para proteger contra daños mayores, graves e irreparables a los derechos del pueblo palestino». Posteriormente, esta denuncia fue apoyada por la Organización para la Cooperación Islámica (OCI), que incluye a países como Arabia Saudita, Irán, Pakistán, Marruecos, Malasia, Turquía y Jordania.
El 26 de enero de 2024, la Corte Internacional de Justicia dictaminó de manera provisional que había plausibilidad de que se estuviese cometiendo un genocidio y ordenó una serie de medidas cautelares mientras se produjese la investigación oficial, entre las que se encontraban la exigencia a Israel de que se asegurase de que sus tropas no cometiesen actos de carácter genocida, que se previniese y castigase la incitación al genocidio, que se evitase la destrucción de las posibles pruebas de genocidio y que se permitiese «la entrega de la ayuda humanitaria esencial precisada con urgencia por los palestinos».
El 28 de marzo, la CIJ exigió a Israel «tomar todas las medidas necesarias y efectivas», para asegurar la provisión «sin impedimentos y a gran escala» de servicios básicos y asistencia humanitaria, incluidos alimentos, agua, electricidad, combustible, refugio, ropa, requisitos de higiene y saneamiento, suministros y atención médica, lo que supone aumentar «la capacidad y el número de puntos de cruce terrestres y mantenerlos abiertos el tiempo que sea necesario» para aliviar la situación de la población civil.
El 16 de mayo, Sudáfrica pidió a la Corte Internacional de Justicia que ordenase la detención inmediata de la ofensiva israelí sobre Rafah y, en general, de todos los combates en la Franja. El 24 de mayo de 2024, la CIJ exigió a Israel que detuviese inmediatamente su ofensiva militar en la ciudad de Rafah, en la Franja de Gaza. Así mismo, le ordenó que tomase «medidas efectivas» para garantizar «el acceso sin obstáculos a la Franja de Gaza a cualquier comisión de investigación, misión u organismo de investigación encargado por los órganos competentes de la ONU para investigar acusaciones de genocidio». También ordenó «mantener abierto el cruce de Rafah para el acceso de la ayuda humanitaria a la Franja». Israel no cumplió ninguna de las provisiones ordenadas por la CIJ.

#### Denuncias contra Alemania ante la Corte Internacional de Justicia
El 1 de marzo de 2024, Nicaragua inició un procedimiento contra Alemania ante la Corte Internacional de Justicia (CIJ) en virtud, entre otras cosas, de la Convención sobre Genocidio, en relación con el apoyo de Alemania a Israel en la guerra entre Israel y Gaza. Además solicitó la aplicación de medidas provisionales de protección, incluida la reanudación de la financiación alemana suspendida de la UNRWA y el cese de los suministros militares a Israel.

#### Denuncias contra Israel por crímenes de guerra
El 16 de noviembre, el presidente de Sudáfrica, Cyril Ramaphosa, anunció que había presentado ante el Tribunal Penal Internacional (TPI) una petición para iniciar una investigación contra Israel por crímenes de guerra supuestamente cometidos en la Franja de Gaza. Al día siguiente, el TPI informó que cinco países: Sudáfrica, Bangladés, Bolivia, Comoras y Yibuti habían presentado una solicitud ante el organismo para pedir una investigación sobre los bombardeos llevados a cabo por Israel en la Franja de Gaza. El fiscal jefe del tribunal, Karim Khan, señaló que, según el Estatuto de Roma, cualquier Estado miembro puede solicitar al organismo una investigación para determinar si una o más personas han cometido delitos. A finales de junio, aparecieron en Gaza fosas comunes con cientos de cadáveres de ancianos, mujeres y niños desnudos y con las manos atadas suscitando de nuevo la preocupación de la comisión de Naciones Unidas.
El 20 de mayo de 2024, el fiscal jefe del Tribunal Penal Internacional comunicó que había solicitado órdenes de detención contra el primer ministro de Israel Benjamín Netanyahu y contra su ministro de Defensa, Yoav Galant, acusados de crímenes de guerra y crímenes contra la humanidad. Los jueces de la corte deben aprobar la solicitud para que entre en vigor. En concreto, Karim Khan solicitó una orden de detención contra Netanyahu y Galant por los siguientes crímenes:
- Usar el hambre como arma de guerra, considerado un crimen de guerra según el artículo 8(2)(b)(xxv) del Estatuto de Roma.
- Causar deliberadamente un enorme sufrimiento o graves lesiones para el cuerpo o la salud, contraviniendo el artículo 8(2)(a)(iii) del Estatuto, o trato cruel considerado crimen de guerra y contrario al artículo 8(2)(c)(i) del Estatuto.
- Llevar a cabo asesinatos deliberados contrarios al artículo 8(2)(a)(i) del Estatuto, o asesinato como crimen de guerra contrario al artículo 8(2)(c)(i) del Estatuto.
- Dirigir ataques de manera intencionada contra la población civil, considerado crimen de guerra según los artículos 8(2)(b)(i) o 8(2)(e)(i) del Estatuto.
- Exterminio o asesinato contrario a los artículos 7(1)(b) y 7(1)(a) del Estatuto, incluido en el contexto de las muertes causadas por inanición, que constituyen un crimen contra la humanidad.
- Persecución, considerada crimen contra la humanidad y contraria al artículo 7(1)(h) del Estatuto.
- Otros actos inhumanos considerados crímenes contra la humanidad, contrarios al artículo 7(1)(k) del Estatuto.[52]

El 27 de mayo, Amnistía Internacional pidió al fiscal del Tribunal Penal Internacional que incluyese en su acusación por crímenes de guerra tres ataques israelíes que mataron a un total de 44 civiles, incluidos 32 niños. Amnistía Internacional señaló como crímenes de guerra el ataque del 16 de abril contra el campamento de refugiados de Maghazi, que mató a cinco hombres y quince niños de entre 4 y 15 años, y en el que «el proyectil cayó en mitad de un mercado callejero donde los niños estaban jugando con un futbolín»; el ataque del 19 de abril contra la casa de la familia Abu Radwan de Rafah, que mató a nueve miembros de la misma familia, incluidos seis niños; y el bombardeo del 20 de octubre contra la vivienda de la familia Abdelal, también en Rafah, que mató mientras dormían a veinte de sus miembros, 16 de los cuales eran niños.
El 12 de junio, una investigación llevada a cabo por una comisión del Consejo de Derechos Humanos de la ONU concluyó que Israel era «responsable de los crímenes de guerra de usar el hambre como método de guerra, realizar asesinatos u homicidios voluntarios, llevar a cabo ataques intencionados contra civiles o contra objetivos civiles, ejecutar transferencias forzosas de población, violencia sexual, tortura y tratamientos crueles o inhumanos, detención arbitraria y atrocidades contra la dignidad personal».
El 21 de noviembre de 2024, la Corte Penal Internacional emitió órdenes de arresto internacional contra Netanyahu y Galant por los presuntos crímenes de guerra y contra la humanidad cometidos durante la guerra de Gaza. En concreto, a ambos se les imputaron los crímenes de exterminio, uso del hambre como arma de guerra, denegación de ayuda humanitaria y ataques deliberados a civiles.
El 10 de junio de 2025, una comisión independiente de la ONU concluyó en un informe que Israel ha cometido crímenes de guerra y crímenes contra la humanidad en su guerra en Gaza, y en concreto señalaron que Israel es culpable del crimen de exterminio (que puede ser equiparable al de genocidio) por los bombardeos intencionados de escuelas y mezquitas en los que se refugiaban civiles.

#### Ataques contra niños

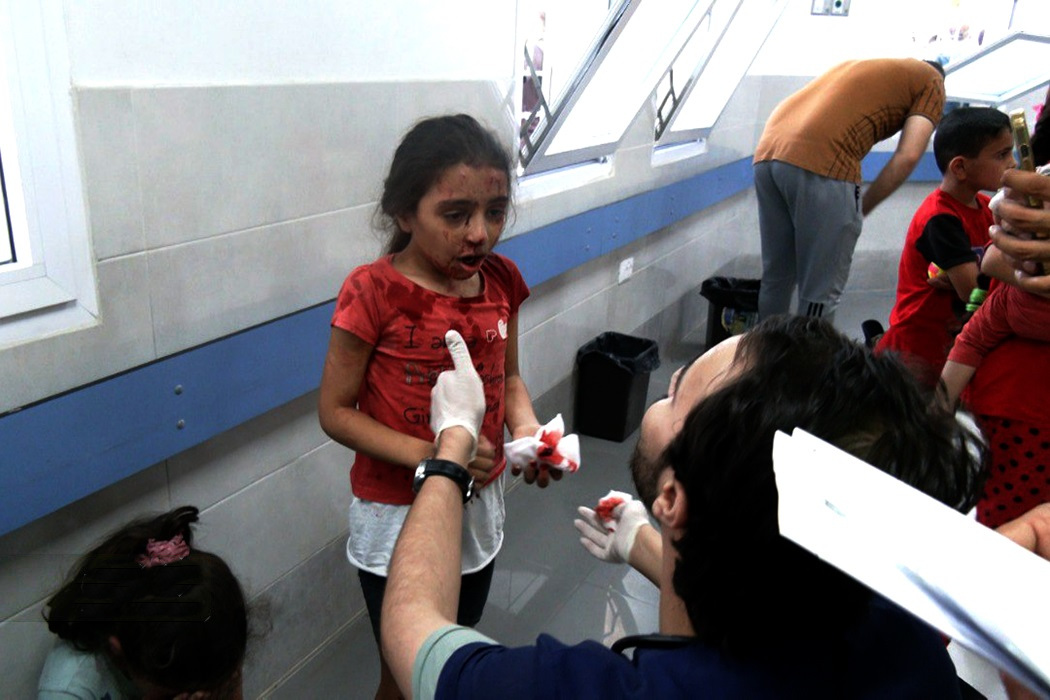
Una niña palestina herida siendo atendida en un hospital gazatí tras ser alcanzada en un bombardeo

A finales de enero de 2024, BBC informó de que, basándose en un informe reciente del Euro-Mediterranean Human Rights Monitor, más de 24 000 niños habían perdido a uno o ambos padres debido a la guerra. La agencia de las Naciones Unidas para la Infancia, Unicef, calculó a finales de enero que había alrededor de 19 000 niños huérfanos o no acompañados en Gaza, algunos de los cuales habían sido rescatados de entre los escombros o encontrados por toda la Franja. Save the Children denunció a mediados de abril que unos 26000 niños gazatíes habían muerto o resultado heridos por los ataques israelíes, mientras que un estudio de The New York Times demostró que, con más de mil casos, el ejército israelí había causado el mayor número de amputaciones pediátricas de la historia. A mediados de agosto de 2024, el Ministerio de Salud de la Franja de Gaza informó de que un total de 115 niños recién nacidos habían muerto en los múltiples ataques israelíes desde el inicio de la guerra.
En febrero de 2024, Euro-Mediterranean Human Rights Monitor acusó a las Fuerzas de Defensa de Israel de asesinar premeditadamente a Hind Rajab, una niña de 6 años, a sus familiares (incluidos su prima de 15 años) y a dos paramédicos, a plena luz del día. Según los testimonios recogidos por el equipo de Euro-Med Monitor el coche en el que viajaban fue atacado tras encontrarse con tanques y vehículos militares israelíes. Después de que el ejército israelí se retirara de la zona, se encontró el coche con abundantes pruebas que demostraban que numerosas balas habían sido disparadas directamente contra él. Al examinar los cuerpos de las víctimas, se descubrió que habían sido sometidos a un intenso fuego de armas automáticas y disparos de artillería. Además, se encontró en su interior restos de munición de tanque fabricada por Estados Unidos.

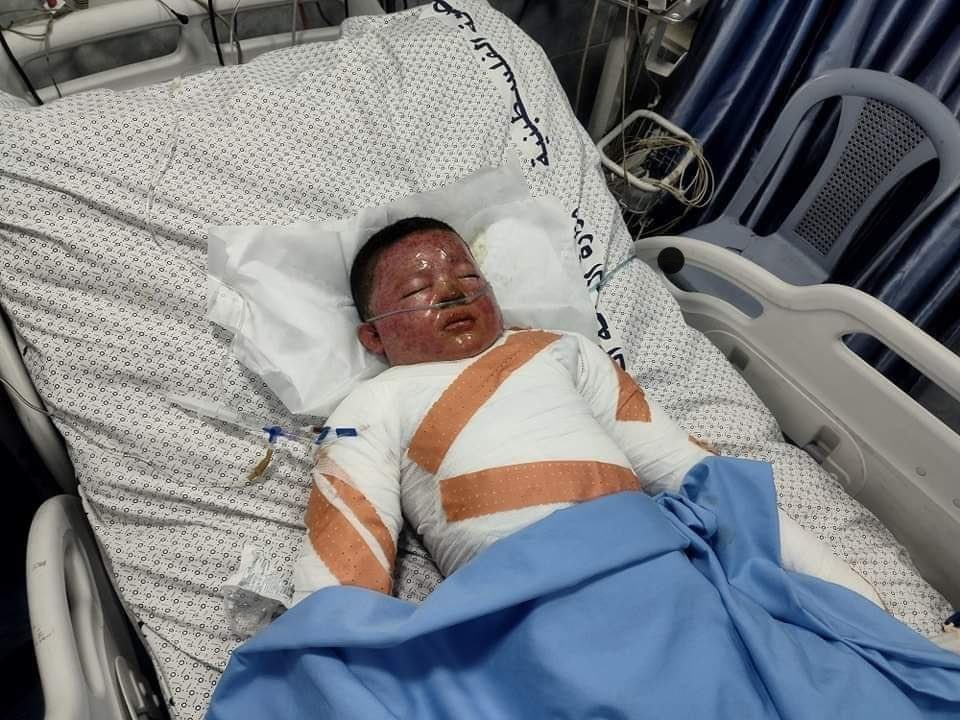
Omar Al-Jaabari, un niño de 13 años, que murió por las quemaduras que sufrió en la masacre de la escuela Al-Tabién

El 5 de junio, la ONU notificó a Israel su inclusión en la lista negra de países que violan los derechos de los niños en conflictos armados. En concreto, Israel fue incluido en la lista por los ataques que realizó contra escuelas y hospitales y que ocasionaron la muerte de niños. Hamás y la Yihad Islámica palestina también fueron incluidos en esta lista por matar, herir y secuestrar niños. En total, la ONU verificó más de 8000 violaciones graves de los derechos de los niños contra 4360 de ellos, incluidos más de 4000 palestinos y más de 100 israelíes.
El 24 de junio, la ONG Save the Children afirmó que al menos 21 000 niños estarían desaparecidos en la Franja de Gaza, incluidos menores perdidos o separados de sus familias, detenidos, atrapados entre los escombros de los edificios bombardeados por Israel o enterrados en fosas comunes no identificadas.
El daño psicológico causado a toda una generación de niños gazatíes es también sobrecogedor. Un estudio realizado en junio de 2024 reveló que el 96 % de los niños gazatíes percibían la muerte como algo inminente y que cerca de la mitad de ellos deseaban morir, un sentimiento mucho más prevalente entre los niños (72 %) que entre las niñas (2 6%). Este estudio también concluyó que el 92% de los niños de la Franja no son capaces de aceptar la realidad que les rodea, el 79 % de ellos padece pesadillas todas las noches y el 73 % muestran signos de agresión. En torno al 60% de los niños habían pasado por situaciones traumáticas durante la guerra, y se calculaba que unos 17.000 niños se encontraban solos o separados de sus padres.

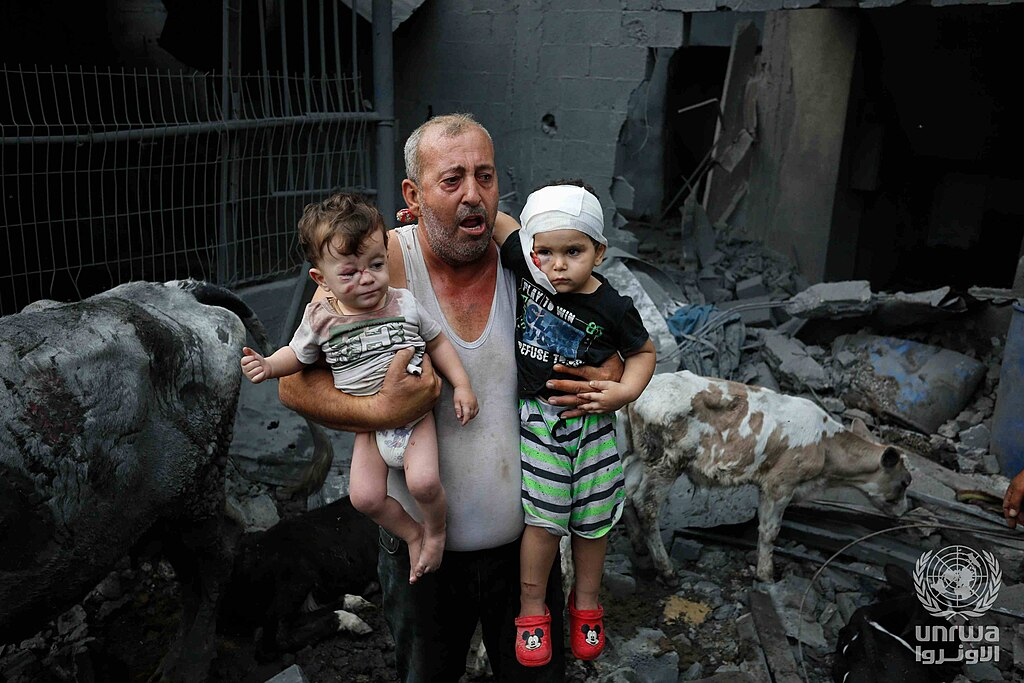
Un refugiado palestino lleva a sus nietos heridos tras el bombardeo israelí del campamento de Nuseirat, en la Franja de Gaza.

El 23 de enero de 2025, el Ministerio de Educación de Gaza denunció que más de 15 000 niños en edad escolar murieron o desaparecieron después de más de quince meses de continuos bombardeos israelíes, también indicó que 800 trabajadores del sector murieron y que «Esta enorme cantidad de muertos equivale al genocidio de todos los elementos humanos (estudiantes y trabajadores) en más de treinta escuelas, reflejando la extensión de los crímenes cometidos». Además más de 50 000 estudiantes resultaron heridos, algunos de ellos varias veces, por lo que «muchos de ellos sufren discapacidades permanentes». En cuanto a la educación superior, más de 1200 estudiantes y 150 académicos y trabajadores murieron y «cientos» resultaron heridos.

#### Ataques contra instalaciones y personal sanitario
El 7 de noviembre, Human Rights Watch determinó que el ataque contra un convoy de ambulancias en Al-Shifa el 3 de noviembre fue «aparentemente ilegal y debería ser investigado como un posible crimen de guerra», señalando que se debe permitir que las ambulancias y otros medios de transporte sanitario funcionen y estén protegidas en todas las circunstancias. Añadió que el uso de ambulancias con fines militares también iría en contra de las reglas de la guerra, pero no encontró pruebas de ello.

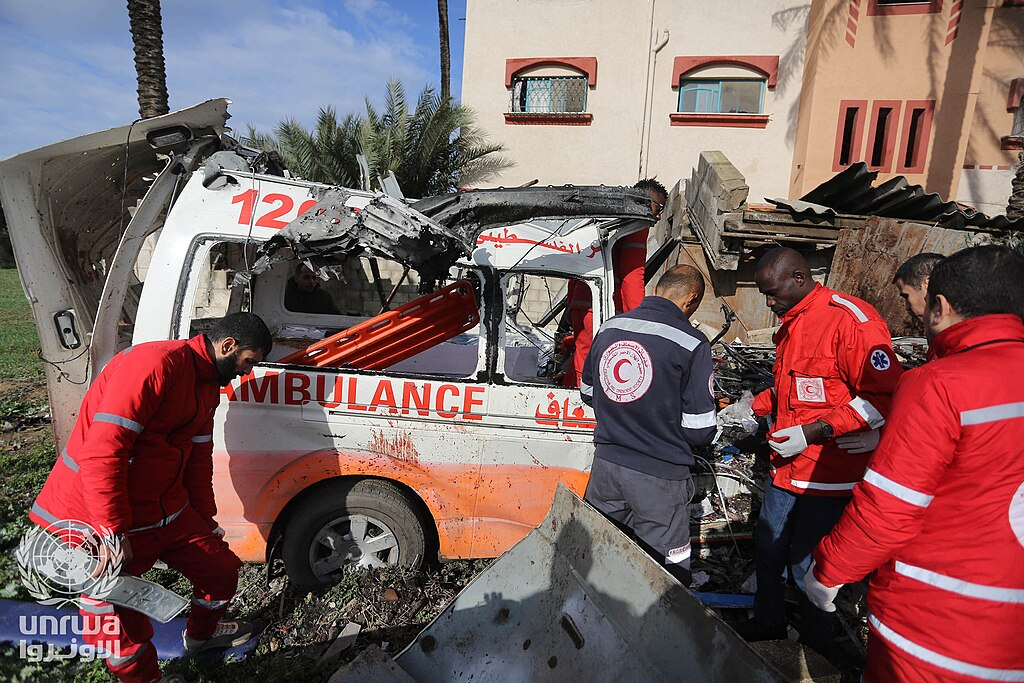
Ambulancia destruida por un ataque israelí en Deir al-Balah

El 5 de diciembre de 2023, la Organización Mundial de la Salud (OMS) confirmó que, desde el inicio de los combates, habían producido cerca de 600 ataques israelíes contra hospitales y otras infraestructuras médicas en los territorios palestinos. A mediados de octubre de 2024, los ataques israelíes habían matado a 986 trabajadores sanitarios palestinos y menos de la mitad de los centros de atención primaria seguían operativos.
El 23 de marzo de 2025, las Fuerzas de Defensa de Israel (FDI) atacaron varios vehículos humanitarios, entre ellos cinco ambulancias, un camión de bomberos y un vehículo de las Naciones Unidas, en la zona de Al-Hashashin, al sur de Rafah, en la Franja de Gaza. La masacre causó la muerte de al menos quince trabajadores humanitarios, entre ellos ocho miembros de la Media Luna Roja Palestina, cinco miembros de la defensa civil y un empleado de una agencia de la ONU. No fue hasta el 30 de marzo que se recuperó la mayoría de los cuerpos que habían sido enterrados por las tropas israelíes en una fosa común en Rafah, aunque un oficial de ambulancia sigue desaparecido. La Federación Internacional de Sociedades de la Cruz Roja y de la Media Luna Roja (FICR) condenó los ataques, afirmando que fueron los más mortíferos para sus trabajadores en casi una década.
Un reportaje del periodista israelí Yuval Abraham desveló que Israel estaba matando deliberadamente al personal de primeros auxilios que acudía a recoger a los heridos tras un bombardeo previo. Mediante un procedimiento conocido como «doble golpe», la aviación israelí procedía a bombardear un determinado objetivo y a atacar, bien con drones o con bombardeos secundarios, a todo aquel que se acercase para ayudar a los heridos. Este procedimiento se hacía más frecuente cuando el ejército desconocía si el objetivo del ataque había muerto o estaba herido, a fin de asegurarse de que no recibía ayuda médica en las horas posteriores al ataque, incluso a sabiendas de que supondría también la muerte de decenas o cientos de civiles y de los equipos médicos enviados al lugar del ataque.

#### Ataques contra periodistas
El 7 de diciembre de 2023, Amnistía Internacional, presentó las conclusiones de un estudio en el que afirmaba que los ataques israelíes contra un grupo de siete periodistas en el sur del Líbano el 13 de octubre, en los que murió el periodista de Reuters Issam Abdallah y resultaron heridas otras seis personas, fueron probablemente un ataque directo contra civiles que debe ser investigado como un crimen de guerra. Los ataques directos contra civiles y los ataques indiscriminados están absolutamente prohibidos por el derecho internacional humanitario y pueden constituir crímenes de guerra». Reporteros Sin Fronteras presentó también una solicitud a la Corte Penal Internacional (CPI) para que investigue la muerte de un periodista israelí a manos de Hamás y el de ocho periodistas palestinos a manos de Israel como crímenes de guerra. Al Jazeera documentó el asesinato de 217 periodistas palestinos hasta el final del año 2024 en un artículo que listaba sus nombres, fotografías y la fecha y lugar de su fallecimiento.
En 2023, casi el 75 % de los periodistas asesinados en todo el mundo murieron en el conflicto en Gaza. En 2024, Israel ocupó el primer puesto como el país que más asesinó a periodistas, con un total de 85 profesionales de la información muertos. Esta cifra supuso más del 70 % de las muertes de periodistas en 2024. También en 2024, Israel se convirtió en el segundo país con mayor número de periodistas encarcelados, sólo superado por China.
Según un informe del Instituto Watson de Asuntos Internacionales de la Universidad Brow, la guerra de Gaza, ha provocado la muerte de más periodistas que el total combinado de periodistas muertos durante la guerra civil de Estados Unidos, la Primera Guerra Mundial, la Segunda Guerra Mundial, la guerra de Corea, la guerra de Vietnam (incluidos los conflictos relacionados en Camboya y Laos), las guerras yugoslavas de los años 1990 y principios de los años 2000, y la guerra posterior al 11 de septiembre en Afganistán.

#### Ataque deliberado contra civiles
Tras la puesta en funcionamiento de la Fundación Humanitaria de Gaza, una organización patrocinada y financiada por Israel y los Estados Unidos y encargada de repartir ayuda humanitaria entre la hambrienta población gazatí, diversos testimonios de oficiales y soldados israelíes confirmaron que las tropas tenían orden de disparar deliberada e indiscriminadamente contra civiles que hacían cola para recibir comida. Los centros de la FHG abren solamente una hora al día, sin especificar cuando, y en ellos se concentran decenas de miles de personas desesperadas por recibir alimento. Un soldado israelí declaró al diario Haaretz que tenían que disparar a todo el que se acercase a los centros de distribución de comida antes de la hora establecida, y que volvían a disparar contra ellos tras su cierre como un método de dispersión. A 27 de junio de 2025, los soldados israelíes habían protagonizado al menos diecinueve tiroteos y habían matado de esta manera a 549 personas y herido a otras 4000 que trataban de obtener ayuda humanitaria. No se ha registrado ni un solo caso de disparos o de cualquier otro ataque provenientes de los palestinos que hacen cola.
Por otro lado, varios soldados israelíes también han confesado que tienen órdenes de disparar a matar a cualquier civil que se adentre en el corredor Netzarim, que separa el norte de la Franja del resto de la región. En una entrevista con Sky News, un soldado israelí confirmó que «tenemos un territorio en el que estamos y las órdenes son: todo el que entre tiene que morir. Si están dentro, son peligrosos, tienes que matarlos. No importa quien sea». Cualquier civil que ponga un pie en el corredor es considerado inmediatamente «terrorista» y abatido. Este soldado confirmó lo que ya había denunciado en diciembre de 2024 el diario israelí Haaretz: que el corredor Netzarim se había convertido en una zona sin ley en la que el ejército israelí disparaba a matar a cualquiera que se adentrase más allá de una línea imaginaria, incluso si eran niños, ancianos o enfermos, y los contabilizaba a todos como terroristas. Un comandante de la 252.º División explicaba al diario que «tras matarlos, nadie recoge los cuerpos, lo que atrae a jaurías de perros que vienen a comérselos. En Gaza, la gente sabe que allá donde vean esos perros, allí es a donde no deben ir». Otro soldado declaró que de doscientos cadáveres, solo diez eran miembros confirmados de Hamás.
El 1 de agosto de 2025, Human Rights Watch acusó a Israel de crímenes de guerra por el asesinatos de cientos de personas en los puntos de recogida de alimentos establecidos por la FHG, una organización financiada y patrocinada por Israel y Estados Unidos: «la situación humanitaria extrema es resultado directo del uso por parte de Israel del hambre de los civiles como arma de guerra —un crimen de guerra—, así como de la continua denegación intencionada de ayuda humanitaria y de servicios básicos, lo que traduce en el crimen contra la humanidad de exterminio y actos de genocidio».

#### Destrucción intencionada de cementerios y lugares de culto

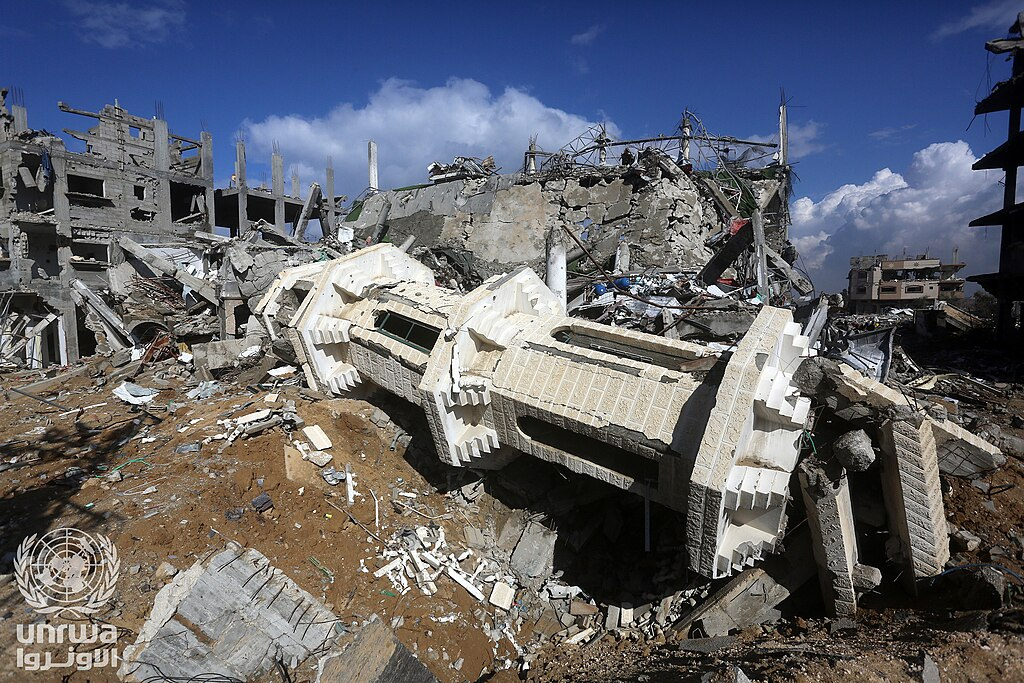
Mezquita de Hassan el-Banna, destruida por las fuerzas israelíes a comienzos de 2025.

La destrucción intencionada de lugares religiosos sin necesidad militar puede ser considerada un crimen de guerra. La destrucción de cementerios palestinos por parte del ejército israelí ha sido una forma de necroviolencia (profanación o uso indebido de cadáveres) utilizada por las Fuerzas de Defensa de Israel durante la guerra Israel-Gaza. Entre el inicio de la invasión israelí de la Franja de Gaza y el 20 de enero, al menos dieciséis cementerios palestinos resultaron gravemente dañados o destruidos, entre otros motivos por bombardeos, por la construcción de carreteras a través de ellos o debido a que el ejército israelí estableció allí sus posiciones.
Según fuentes oficiales palestinas, 600 mezquitas e iglesias habían sido destruidas por el ejército israelí a mediados de abril, incluidas algunas de gran valor histórico como la Gran Mezquita de Gaza, de la que solo quedó en pie el minarete, la iglesia de San Porfirio, una de las iglesias más antiguas del mundo, que data del año 425 d. C., y el santuario de Al-Khader, en Deir el-Balah, el más antiguo monasterio cristiano en Palestina. El 20 de octubre, la televisión nacional libanesa informaba de que buldóceres israelíes habían arrasado el cementerio de la localidad fronteriza de Blida.

#### Traslado forzoso y limpieza étnica

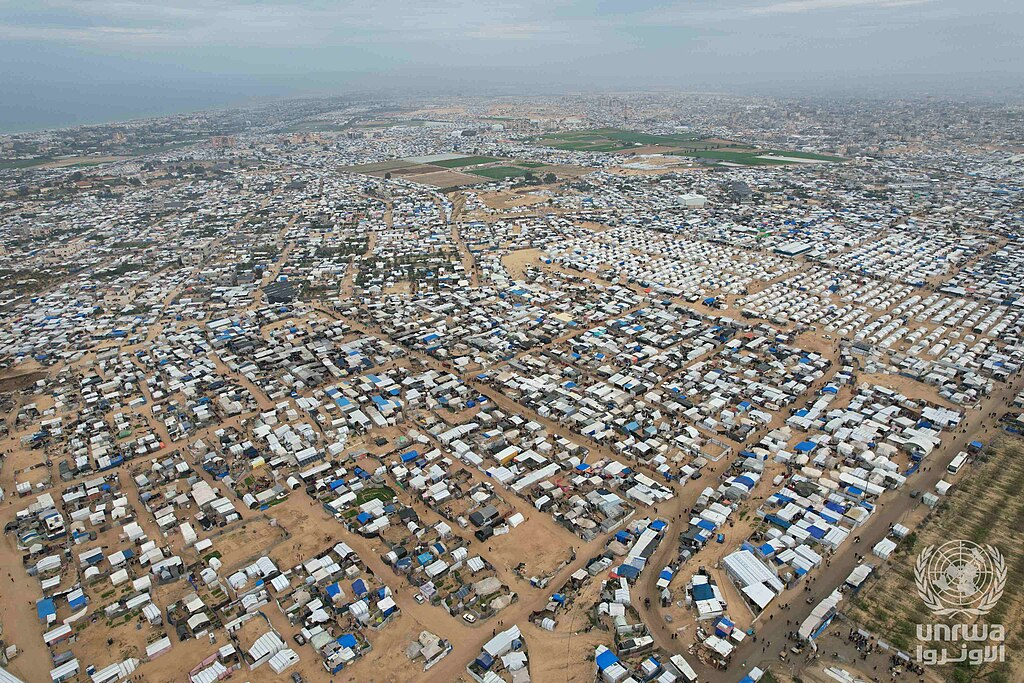
Vista aérea de la zona de Al-Mawasi, donde miles de palestinos desplazados viven masificados en tiendas de campaña sin agua ni luz.

Al comienzo de la guerra, el portal israelí Mekomit publicó un documento del Ministerio de Inteligencia de Israel, fechado el 13 de octubre de 2023, en el que se establecía un plan en cuatro fases como la opción preferida con respecto al futuro de los gazatíes: en la primera fase, la población palestina debía ser «desalojada hacia el sur» mediante una serie de ataques aéreos que se centrarían en la parte norte de la Franja. En la segunda fase se iniciaría la invasión y ocupación secuencial de toda la Franja, de norte a sur. La tercera fase planteaba dejar abiertas las rutas a través de Rafah, el único paso fronterizo existente entre Egipto y Palestina, para que la población pudiese huir a Egipto, y la cuarta fase proponía el establecimiento de «ciudades de tiendas de campaña al norte de Sinaí» para dar cabida a la población deportada, y luego crear una zona cerrada de seguridad que se extendería varios kilómetros dentro de Egipto. A los palestinos deportados no se les permitiría regresar a ninguna zona cercana a la frontera israelí.
La Oficina de Derechos Humanos de Naciones Unidas afirmó que el asedio de Israel a Gaza y su orden de evacuación del norte del enclave podrían equivaler a un traslado forzoso de civiles e infringir el derecho internacional. Según la ONU, el «traslado forzoso» consiste en la reubicación forzosa de poblaciones civiles y, por lo tanto, se considera un crimen contra la humanidad punible por la Corte Penal Internacional. A lo anterior se suma que muchos palestinos que efectivamente cumplieron las órdenes de evacuación emanadas desde Israel murieron como consecuencia de ataques aéreos israelíes hacia objetivos civiles fuera de la zona evacuada.

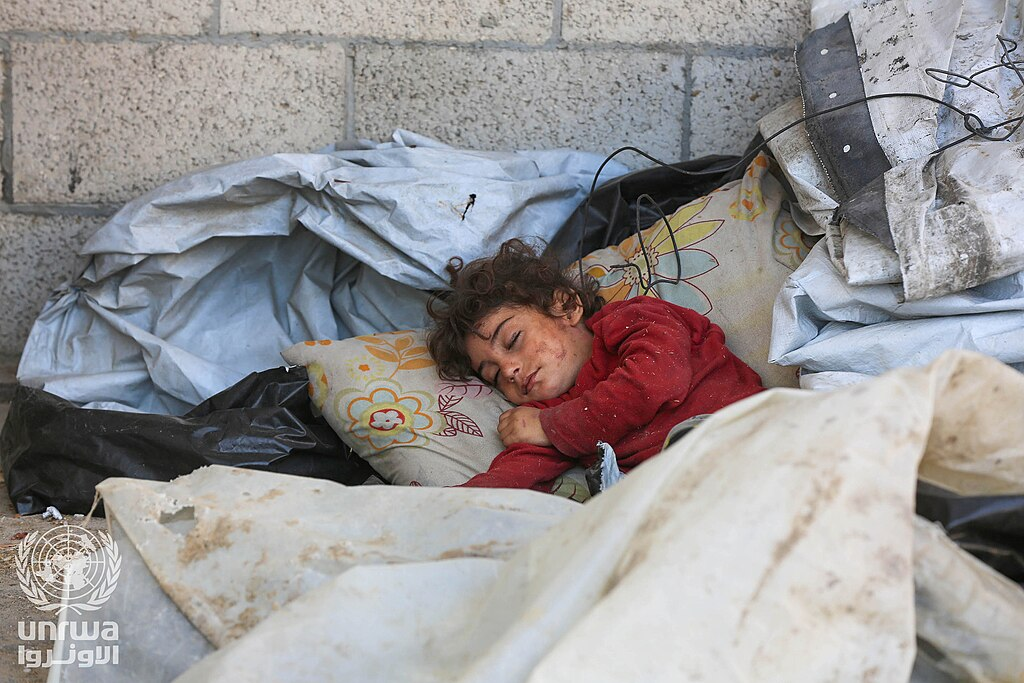
Niña palestina durmiendo en la calle después de ser expulsada de su vivienda en Deir al-Balah (2024)

Del mismo modo, la orden israelí de evacuación de civiles gazatíes bajo amenaza de un ataque inminente, sin que existan lugares seguros donde ir ni una forma segura de llegar, ha sido denunciada por la Organización de las Naciones Unidas y el Comité Internacional de la Cruz Roja como una violación en sí misma al derecho internacional humanitario. Aunque el derecho internacional requiere que un ejército dé un amplio plazo para el desalojo de los civiles de una zona antes de atacarla, las tropas israelíes han llegado a atacar zonas que habían ordenado evacuar apenas dos horas después del aviso, y en muchas otras ocasiones sin aviso alguno. Además, el derecho internacional también exige que exista un lugar al que la población civil pueda ser evacuada de manera segura pero, en el caso de la Franja de Gaza, se ha empujado a 1,7 millones de personas a la denominada «zona humanitaria» de al-Mawasi, sin ningún tipo de infraestructura sanitaria, agua potable ni electricidad y, en el caso de Líbano, a 250.000 personas a la vecina Siria, donde todavía persistía una guerra civil iniciada en 2011.
Un informe del Consejo de Derechos Humanos de la ONU concluyó el 12 de junio de 2024 que Israel era culpable del crimen de guerra de traslado forzoso de la población. El 14 de noviembre, Human Rights Watch confirmó que Israel estaba cometiendo crímenes de guerra y de lesa humanidad con el desplazamiento «forzado, masivo y deliberado» de la población «sin razón militar imperiosa». Por todo ello, reclamó un embargo de armas y duras sanciones contra Israel y solicitó a la Corte Penal Internacional que investigara estos crímenes. Poco después, el 19 de diciembre, Médicos Sin Fronteras denunció que «estamos viendo claros signos de limpieza étnica mientras los palestinos son bombardeados, acorralados y desplazados por la fuerza» en el norte de la Franja de Gaza. El 30 de diciembre, un grupo de expertos en derechos humanos de la ONU denunció el denominado plan de los generales, que Israel estaba aplicando en el norte de la Franja de Gaza, como parte de un esfuerzo «para desplazar permanentemente a la población local como acto previo a la anexión de la Franja».

#### Asesinato de prisioneros de guerra
El miércoles 20 de diciembre, la Oficina del Alto Comisionado para los Derechos Humanos de la ONU (ACNUDH) acusó a Israel de cometer crímenes de guerra en Gaza. La denuncia se refería específicamente a un caso en que los soldados israelíes ejecutaron de forma sumaria, el 19 de diciembre, a once palestinos delante de sus familias en el barrio Al Remal, en la ciudad de Gaza. En una nota de prensa, la Oficina de Derechos Humanos de la ONU señaló que había podido confirmar el asesinato de estos palestinos gracias a los testimonios de testigos directos recopilados por la organización defensora de los derechos humanos Euro-Mediterranean Human Rights Monitor. Amnistía Internacional pidió una investigación urgente sobre las detenciones masivas por parte de Israel y la desaparición forzada de palestinos en Gaza, señalando que las desapariciones y el trato a los cautivos podrían constituir crímenes de guerra o crímenes contra la humanidad.

#### Robo de órganos
El derecho internacional humanitario prohíbe la sustracción de órganos durante los conflictos armados. El 27 de noviembre, el Euro-Med Monitor afirmó que había recibido informes de profesionales médicos en Gaza que encontraron evidencia de robo de órganos, incluida la falta de cócleas y córneas y órganos como hígados, riñones y corazones. El 26 de diciembre, la Oficina de Medios del Gobierno en Gaza afirmó que Israel había «robado órganos vitales» de palestinos muertos tras la devolución de los cadáveres de ochenta palestinos fallecidos que habían sido llevados a Israel y luego devueltos.

#### Uso de escudos humanos
El 13 de agosto de 2024 el diario israelí Haaretz publicó una investigación basada en el testimonio de numerosos soldados israelíes, en el que afirmaba que los adolescentes y adultos palestinos son utilizados sistemáticamente como escudos humanos en la exploración de la red de túneles o edificios durante las operaciones militares israelíes en la Franja de Gaza. Estos palestinos están vestidos, a excepción de las zapatillas de deporte, para parecerse a soldados israelíes, esposados, con los ojos vendados y, con una cámara de vídeo pegada al cuerpo, son enviados a casas donde se sospecha que se esconden combatientes de Hamás, o a túneles que podrían contener trampas explosivas. En ocasiones, incluso hombres palestinos de edad avanzada han sido obligados a realizar este trabajo. Según el informe, esta práctica se lleva a cabo con el conocimiento de altos funcionarios militares, incluido el jefe del Estado Mayor del Ejército, Herzi Halevi. Según la investigación, a los soldados implicados se les dice que «nuestras vidas son más importantes que las suyas». Esta práctica viola el derecho internacional humanitario y las Convenciones de Ginebra, que prohíben el uso de civiles como escudos humanos.
En un artículo de octubre de 2024, The New York Times expuso cómo el ejército israelí ha estado utilizando a civiles como escudos humanos de manera rutinaria. De hecho, Michael N. Schmitt, profesor de West Point experto en el uso de escudos humanos en conflictos armados, explicó que el ejército israelí es el único que usa actualmente a civiles como escudos humanos, si bien recordó que el ejército estadounidense hizo lo propio en la guerra de Vietnam. En la mayoría de los casos, según el profesor Schmitt, esto constituye un crimen de guerra. La investigación de The New York Times confirmó el uso de escudos humanos por al menos once escuadrones distintos del ejército israelí en cinco ciudades gazatíes distintas. Siete soldados israelíes entrevistados por el Times confirmaron que se trata de una práctica rutinaria y organizada desde niveles altos del escalafón militar. En uno de los numerosos casos recopilados por este diario, un adolescente de 17 años fue maniatado y obligado a caminar por las ruinas de Jan Yunis para detectar posibles artefactos explosivos. En otros casos, se ha obligado a civiles a entrar en túneles con cámaras de vídeo en la cabeza para descubrir si había milicianos palestinos ocultos en ellos, se les ha forzado a caminar por edificios sospechosos de contener minas antipersona, se les a dicho que recojan del suelo objetos sospechosos y a mover generadores o tanques de agua que los soldados temían que estuviesen conectados a una bomba trampa.

#### Uso de fósforo blanco contra la población civil

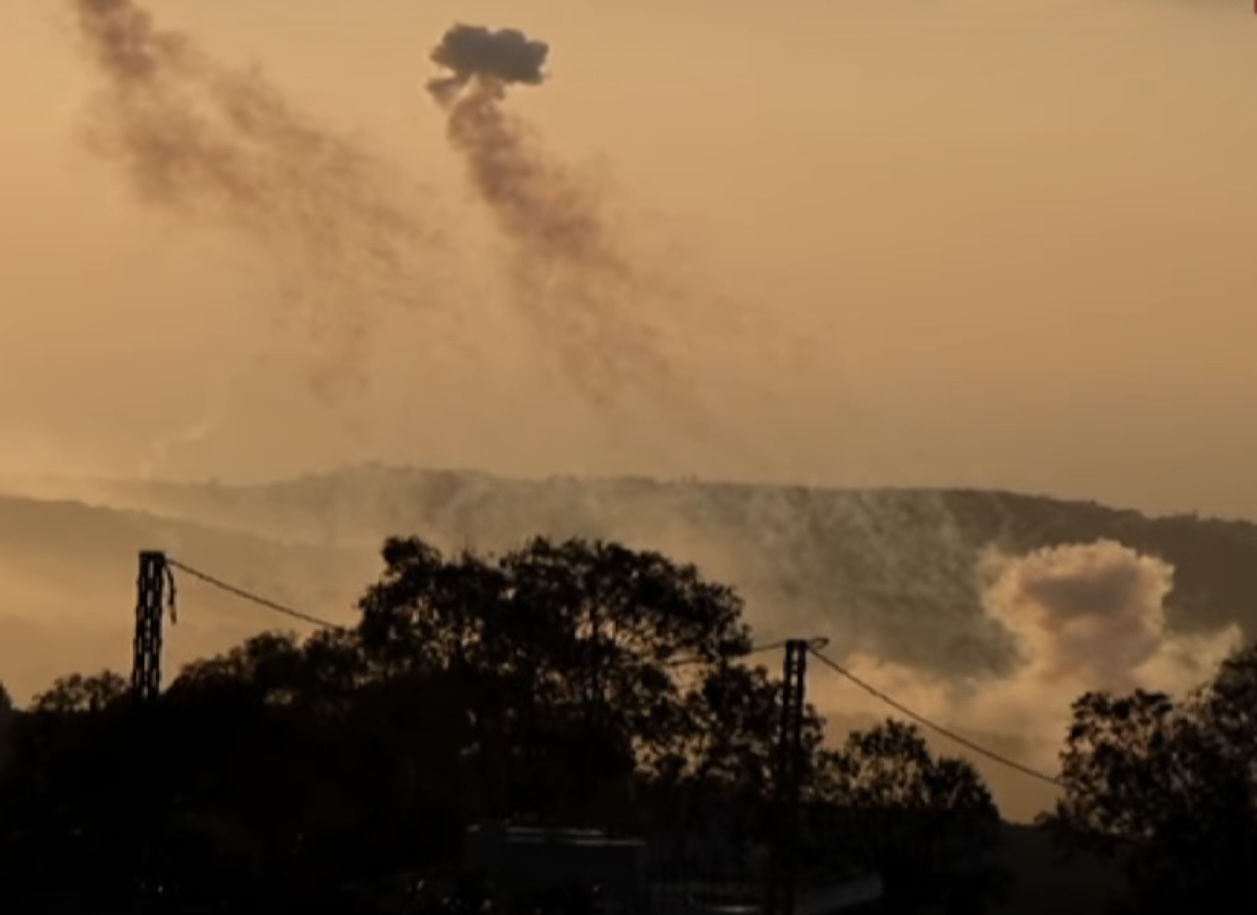
Uso de fósforo blanco por Israel en el sur del Líbano, 16 de octubre de 2023

El 31 de octubre de 2023 durante la guerra de Israel-Gaza, después de una investigación, Amnistía Internacional declaró que un ataque israelí con fósforo blanco el 16 de octubre fue indiscriminado, ilegal y «debe ser investigado como un crimen de guerra», debido a su uso en la poblada ciudad libanesa de Dhayra, que hirieron al menos a nueve civiles. En el Líbano, las bombas de fósforo blanco de Israel han destruido más de 4,5 millones de metros cuadrados de bosque en el sur del país, con pérdidas económicas valoradas en casi 20 millones de dólares.
Un informe de la Oficina del Alto Comisionado de las Naciones Unidas para los Derechos Humanos (ACNUDH), publicado el 8 de noviembre de 2024, denunciaba que Israel utilizó munición de fósforo blanco, un químico incendiario capaz de causar «horribles y dolorosas heridas», en al menos 24 ocasiones en el conflicto en Gaza, y detallaba seis veces en la capital de Gaza, nueve en el centro de la Franja y tres en Jan Yunis, algunos de ellos en campos de refugiados densamente poblados. Así, por ejemplo, la ACNUDH verificó un incidente el 25 de diciembre en el que «un bebé resultó quemado por fósforo blanco en una escuela en el campamento de Bureij».

#### Violencia sexual
El 19 de febrero de 2024, expertos de la ONU expresaron su alarma por las «acusaciones creíbles» de atroces violaciones de derechos humanos que las mujeres y niñas palestinas siguen sufriendo en la Franja de Gaza y Cisjordania. Los expertos se mostraron especialmente preocupados por informes creíbles y por fotografías supuestamente tomadas por tropas israelíes, por las que denunciaron que las mujeres gazatíes eran «desnudadas y registradas por oficiales masculinos del ejército israelí». Los expertos también dijeron que al menos dos detenidas palestinas fueron presuntamente violadas, mientras que otras fueron amenazadas con violación y otras formas de violencia sexual. El 12 de junio de 2024, un informe del Consejo de Derechos Humanos de la ONU concluyó que Israel era culpable del crimen de guerra de violencia sexual, y el 13 de marzo de 2025 la ONU denunció que Israel cometió «actos genocidas» al usar la violencia sexual como «una estrategia de guerra (...) para dominar y destruir el pueblo palestino», tanto por su destrucción «sistemática» de instalaciones de salud sexual y reproductiva en la Franja de Gaza como por violaciones y humillaciones sexuales a personas detenidas.

#### Destrucción deliberada de viviendas e infraestructura civil

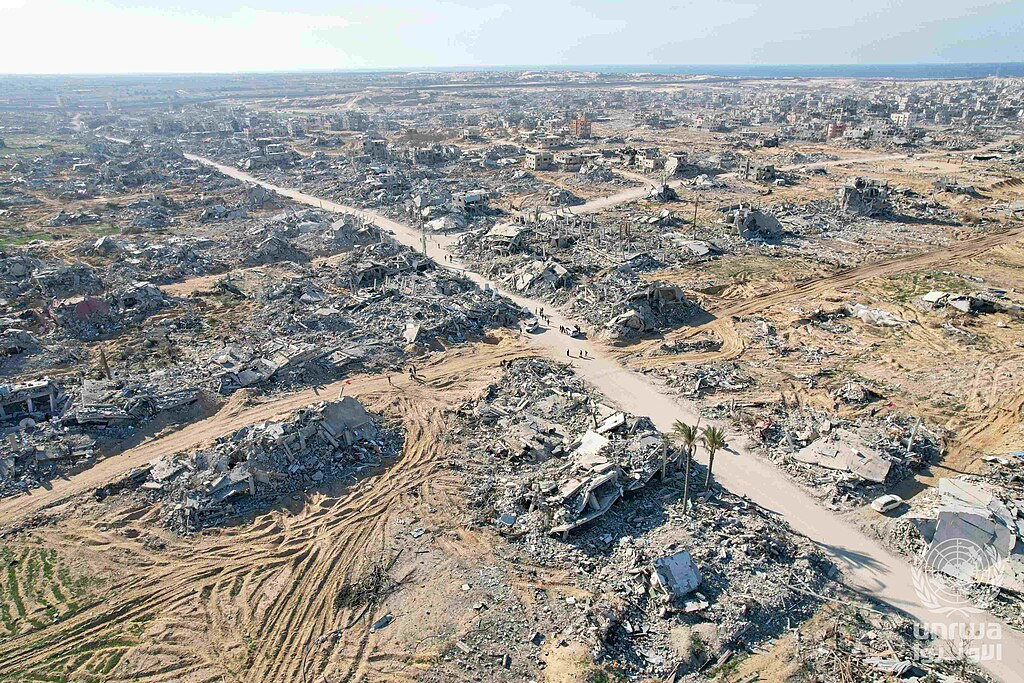
Vista aérea de Rafah a comienzos de 2025.

Israel declaró desde el inicio de la guerra su intención de crear una zona de amortiguamiento en la Franja de Gaza que ha transformado en una tierra de nadie donde cualquier persona que se adentre, sea civil o combatiente, es inmediatamente asesinado. En abril de 2025, esa zona de amortiguamiento tenía ya una amplitud de entre 800 y 1500 metros y se extendía por todo el perímetro fronterizo, lo que supone el 15% del territorio gazatí y el 35% de sus tierras de cultivo. Todo edificio, infraestructura o cultivo en ella había sido arrasado. Algo parecido sucedió con la localidad de Rafah, que tenía más de 200.000 habitantes antes de la guerra y que fue concienzudamente arrasada por maquinaria pesada israelí durante varios periodos de la guerra: durante la invasión de Rafah de mayo de 2024, Israel demolió los edificios más cercanos a la frontera palestino-egipcia para crear una amplia zona de amortiguamiento, y durante la invasión de abril y mayo de 2025 arrasó la práctica totalidad de los edificios restantes en la ciudad, así como las mezquitas, escuelas, invernaderos y toda la vegetación. Sobre los restos de la ciudad, el ejército israelí construyó una carretera y numerosos puestos militares. Shaul Arieli, un excoronel del ejército israelí y experto en las fronteras de su país, afirmó que la creación de una zona de amortiguación permanente era ilegal, ya que Israel tiene prohibido alterar las fronteras de Gaza como potencia ocupante. El Alto Comisionado de las Naciones Unidas para los Derechos Humanos, Volker Türk, denunció como un crimen de guerra la creación de esta zona de amortiguamiento. A finales de junio de 2025, un contratista israelí con maquinaria pesada recibía 1.500 dólares por cada casa demolida, «sea donde sea, por todo el frente».

#### Pillaje
El pillaje o saqueo está prohibido bajo cualquier circunstancia por la Convención de La Haya, y fue reconocido como un crimen de guerra tanto al final de la Primera Guerra Mundial como en los juicios de Núremberg, al final de la Segunda Guerra Mundial. Varios medios de comunicación israelíes han documentado el extensivo uso del pillaje por parte del ejército israelí en su campaña en la Franja de Gaza. De hecho, numerosos soldados se han grabado o fotografiado a sí mismos robando gran número de objetos de las viviendas demolidas por el ejército o desalojadas por los desplazados palestinos, desde joyas y dinero hasta motocicletas, aspiradoras o teléfonos móviles. En un comunicado emitido a mediados de febrero, el propio jefe del Estado mayor de Israel, Herzi Halevi, pidió a los soldados que «no cojan nada que no sea nuestro». Sin embargo, el saqueo se ha convertido en una costumbre muy extendida y tolerada e incluso practicada por los oficiales del ejército. Hay incluso una unidad del ejército israelí dedicada específicamente a incautar tanto dinero como otros bienes que dictamina que son de Hamás. La principal abogada del ejército israelí advirtió que diversos actos llevados a cabo por sus soldados, entre los que citó «el pillaje, que incluye el uso o el robo de propiedad privada para propósitos no operativos», van «más allá del aspecto disciplinario y cruzan la barrera de lo criminal».

#### Uso del hambre como arma de guerra

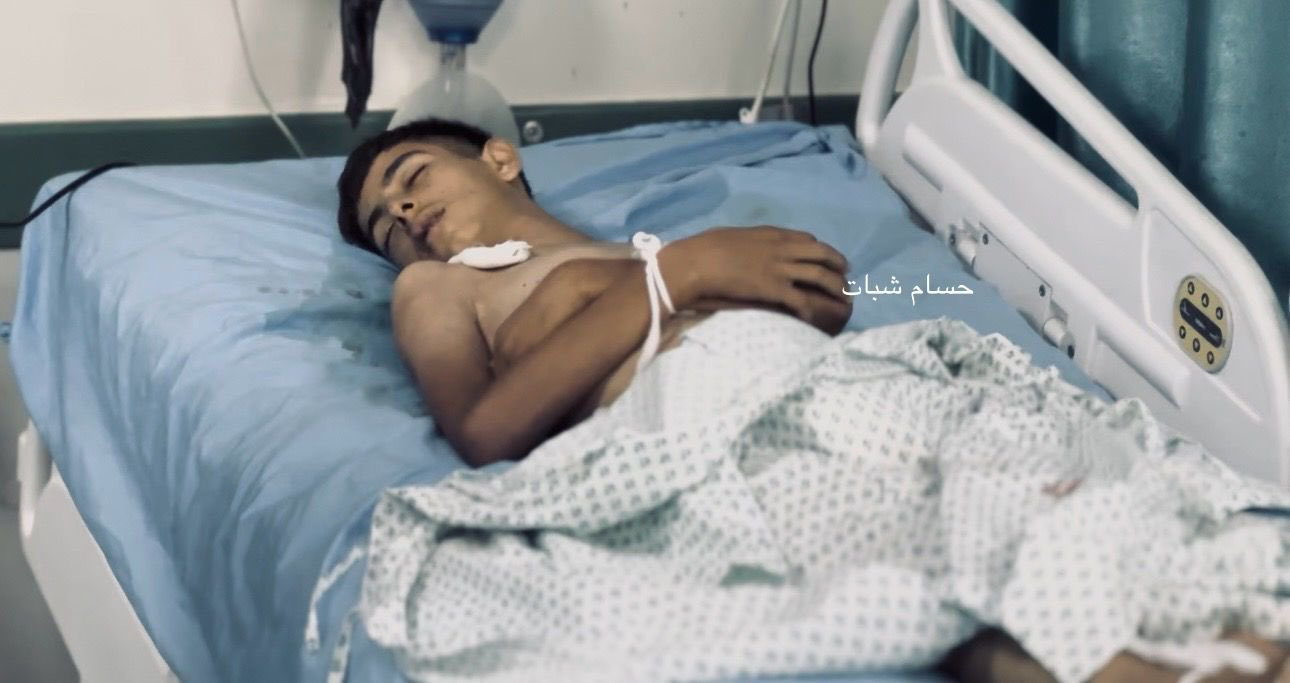
La muerte del joven palestino de 17 años, Mohammed Assaf, del norte de Gaza, como consecuencia de la hambruna y la crisis humanitaria en la Franja.

Provocar de manera intencionada una hambruna entre los civiles de un conflicto es un crimen de guerra según el Estatuto de Roma de la Corte Penal Internacional y según los Convenios de Ginebra; también fue reconocido como crimen de guerra y como violación del derecho internacional por el Consejo de Seguridad de las Naciones Unidas en 2018. 
Menos de dos semanas después del inicio de la guerra, la diputada del partido Likud Tally Gotliv declaró: «solo si hay hambre y sed en Gaza por un tiempo prolongado, entonces y solo entonces habrá gente que se revele para pasarnos información [de los rehenes]. Así de simple»; paralelamente, el mayor general del ejército israelí Giora Eiland explicó «si queremos volver a ver a los rehenes vivos, la única manera es crear una grave crisis humanitaria en Gaza».
El 27 de febrero de 2024, Michael Fakhri, relator especial de las Naciones Unidas para el derecho a la comida, denunció que Israel estaba deliberadamente «bloqueando el paso de ayuda humanitaria y destruyendo pequeñas embarcaciones de pesca, invernaderos y huertos» en la Franja, algo que calificó como «claramente un crimen de guerra. (...) Desde mi punto de vista como experto en derechos humanos de la ONU, esta es ahora una situación de genocidio». Fakhri explicó que «la velocidad a la que se extiende la malnutrición de los niños es también sorprendente. Los bombardeos que matan a la gente directamente son brutales, pero esta hambruna —y la emaciación y el retraso del crecimiento de los niños— es una tortura vil. Tendrá un impacto físico, cognitivo y moral en la población a largo plazo (...) y todo indica que es un acto intencionado».
El 3 de marzo, el director del Programa Mundial de Alimentos en Gaza declaró que «tener una situación hoy con medio millón de persona afrontando una hambruna en solo cinco meses es extraordinario a estos niveles. En ninguna parte del mundo hoy hay tanta gente en riesgo de hambruna. En ninguna parte. Y todo ha sido generado por el hombre.»
El 18 de marzo, el Alto representante de la Unión Europea para Asuntos Exteriores y Política de Seguridad, Josep Borrell, acusó a Israel de estar usando el hambre como un arma de guerra: «En Gaza ya no estamos al borde de la hambruna, estamos en una hambruna que afecta a miles de personas. (...) Esto es inaceptable. El hambre se está usando como arma de guerra. Israel está provocando la hambruna».
El 12 de junio de 2024, un informe del Consejo de Derechos Humanos de la ONU concluyó que Israel era culpable del crimen de guerra de usar el hambre como arma de guerra.

#### Ecocidio
La magnitud y el impacto duradero de la destrucción ambiental han llevado a llamados para que el gobierno israelí sea investigado por el crimen de guerra de ecocidio bajo el Estatuto de Roma por «daños generalizados, severos y a largo plazo al medio ambiente natural». La destrucción del sistema de alcantarillado y de los servicios de recogida de basura han ocasionado la aparición de más de 350 vertederos urbanos como el del zoco Feras, un antiguo mercado callejero en el que ahora se apilan unas 200.000 toneladas de basura. Estos nuevos vertederos cubren ya más de un kilómetro cuadrado de la Franja, mientras que el 60% de ellos se encuentran frente a tiendas de campaña y el 15% junto a fuentes de agua potable.

#### Uso de bombas trampa
El uso de bombas trampa está prohibido en el derecho internacional; en concreto, por la Convención sobre Ciertas Armas Convencionales. Aunque la Convención no es de cumplimiento obligatorio en general, sí lo es para los Estados signatarios, entre los que se encuentra Israel. Pocas horas después del ataque a los buscas y los walkie-talkies de Hezbolá, tanto Human Rights Watch como el Alto Comisionado de las Naciones Unidas para los Derechos Humanos, Volker Türk, recordaron que el uso de bombas trampa constituye un crimen de guerra. En un artículo de The New York Times, tres expertos en derecho internacional calificaron el ataque de Israel de una violación del derecho internacional.

### Hamás
Al igual que en el caso de Israel, las acusaciones contra Hamás no son nuevas. Hamás ha sido también acusado por medios y expertos de cometer crímenes de guerra y crímenes contra la humanidad hacia las poblaciones tanto israelíes como palestinas. En varios países y organismos Hamás está declarada como una organización terrorista, tal y como ocurre en Israel, Japón, Estados Unidos, Canadá, Australia, Reino Unido, la Unión Europea, y la secretaría general de la Organización de Estados Americanos (OEA). En el actual conflicto, diversos expertos han afirmado que Hamás podría ser responsable de crímenes de guerra por su lanzamiento de cohetes hacia Israel. La ONU también recordó tras el ataque del 7 de octubre que «tomar rehenes civiles y usar a civiles como escudos humanos son crímenes de guerra».
Tanto Israel como Estados Unidos, su firme aliado, han acusado a Hamás de usar los hospitales para operaciones militares, ocultar rehenes israelíes y crear túneles debajo de los hospitales de la Franja de Gaza para almacenar armamento y usar el lugar como escudo; Hamás ha rechazado tales afirmaciones, que también han sido «negadas» por el personal médico, por organismos internacionales y por el fiscal de la Corte Penal Internacional. En un video difundido por Israel el 19 de diciembre, Ahmad Kahalot, el director del hospital Kamal Adwan en Beit Lahia, al norte de la Franja de Gaza, que había sido detenido por Israel el 12 de diciembre, aseguraba ser miembro de Hamás y que este grupo había convertido los hospitales en «instalaciones militares bajo su control»; por su parte, el Ministerio de Salud de Gaza dijo que «las confesiones de Kahalot fueron obtenidas mediante el uso de la fuerza, coerción, tortura e intimidación».
El gobierno israelí ha denunciado casos de violencia sexual contra mujeres israelíes durante el ataque del 7 de octubre. La violencia sexual podría ser considerada un crimen de guerra si se comete en el curso de la guerra. Un funcionario israelí dijo que las autoridades tenían pruebas de violación, y en diciembre de 2023, The New York Times publicó un artículo en el que afirmaba que Hamás había convertido la violencia sexual en un arma de guerra el 7 de octubre. Sin embargo, el propio The New York Times posteriormente retractó parte de sus afirmaciones. Hamás siempre ha negado haber cometido agresión sexual alguna.
El 20 de mayo, la fiscalía del Tribunal Penal Internacional pidió una orden de arresto contra Yahya Sinwar, líder de Hamás en la Franja de Gaza; Ismail Haniya, líder político de Hamás, y Mohammed Deif, jefe de las Brigadas de Ezzeldin Al-Qassam, el brazo armado de Hamás. Los crímenes que se les imputaban eran:
- Exterminio como crimen contra la humanidad, contrario al artículo 7(1)(b) del Estatuto de Roma.
- Asesinato como crimen contra la humanidad, contrario al artículo 7(1)(a) del Estatuto, y como crimen de guerra, contrario al artículo 8(2)(c)(i) del Estatuto.
- Toma de rehenes como crimen de guerra, contrario al artículo 8(2)(c)(iii) del Estatuto.
- Violación y otros actos de violencia sexual como crímenes contra la humanidad, contrarios al artículo 7(1)(g), y también como crímenes de guerra perseguidos por el artículo 8(2)(e)(vi) en el contexto del cautiverio.
- Tortura como crimen contra la humanidad, contrario al artículo 7(1)(f), y también como crimen de guerra, contrario al artículo 8(2)(c)(i), en el contexto del cautiverio.
- Otros actos inhumanos como crimen contra la humanidad, contrarios al artículo 7(l)(k), en el contexto del cautiverio.
- Tratamiento cruel como crimen de guerra contrario al artículo 8(2)(c)(i), en el contexto del cautiverio.
- Crueldad contra la dignidad personal como crimen de guerra, contrario al artículo 8(2)(c)(ii), en el contexto del cautiverio.[52]

El 12 de junio, una comisión del Consejo de Derechos Humanos de la ONU publicó un informe según el cual, tras una investigación, había concluido que Hamás era responsable de los siguientes crímenes de guerra: dirigir ataques contra civiles de una manera intencionada, cometer asesinatos u homicidios voluntarios, llevar a cabo tortura y tratamientos crueles o inhumanos, lanzar proyectiles contra zonas pobladas de Israel de una manera indiscriminada, así como atrocidades contra la dignidad personal, entre las que se incluyeron la quema, mutilación o decapitación, la profanación sexual de cadáveres tanto masculinos como femeninos y la violencia sexual.

### Hezbolá
El 20 de diciembre de 2024, un informe de Amnistía Internacional denunció que el uso por parte de Hezbolá de armas inherentemente imprecisas contra población civil suponía una violación del derecho internacional y, en concreto, denunció que tres ataques con cohetes contra zonas pobladas por civiles que mataron a ocho personas e hirieron a otras dieciséis deben ser investigados como crímenes de guerra.

### Acusaciones de genocidio

Manifestante en apoyo de Palestina en Londres el 21 de octubre de 2023 con un cartel que pone «Esto es un genocidio»

El genocidio es una forma especial de crimen de lesa humanidad que cataloga a la destrucción total o parcial de un grupo particular de personas. Israel ha sido acusado previamente de genocidio contra del pueblo palestino, acusaciones que también se han presentado con ocasión del conflicto en curso en Gaza tanto por los propios líderes palestinos como por trece países más: Sudáfrica, Nicaragua, Bélgica, Colombia, Turquía, Libia, Egipto, Maldivas, Méjico, Irlanda, Chile, España y Cuba.
Ya a finales de 2023, el Instituto Lemkin para la Prevención del Genocidio, que lleva el nombre del abogado judío polaco que acuñó el término, publicó un Comunicado sobre por qué llamamos genocidio al ataque israelí contra la Franja de Gaza. El 27 de enero, Francis Boyle, el primer abogado en obtener medidas de protección de genocidio ante un tribunal (en 1993, durante la guerra de los Balcanes) calificó el bloqueo de ayuda humanitaria y el cese de la financiación a UNRWA de genocidio por el cumplimiento del artículo 2, párrafo C de la Convención del Genocidio.
Un informe realizado por expertos en derechos humanos de las universidades de Yale, Cornell, Boston y Pretoria concluyó en junio de 2024 que «Israel ha cometido actos genocidas, en concreto asesinar, herir gravemente e infligir deliberadamente condiciones de vida calculadas para provocar la destrucción física de los palestinos de Gaza». También en junio de 2024, el profesor Aryeh Neier, que imparte clases de estudios sobre genocidio y Holocausto, declaró que «Israel está involucrado en un genocidio contra los palestinos en Gaza», sobre todo por la reiterada y continua obstrucción de la entrada de ayuda humanitaria en la Franja. El 5 de agosto, Martin Shaw, profesor de relaciones internacionales de la Universidad de Sussex, interpeló en un debate al historiador israelí Benny Gantz y le dijo: «la única manera en la que podemos entender esto en un sentido global no es como una serie de crímenes de guerra, sino como un gran crimen, y creo que el nombre para esto es genocidio».
Jefes de Gobierno, autoridades y personalidades han hecho eco de las acusaciones contra Israel. Así, Luis Moreno Ocampo, exfiscal jefe de la Corte Penal Internacional, sostuvo en una entrevista que «Israel no puede bombardear civiles. Israel no puede bloquear el acceso de bienes a Gaza. Eso es un genocidio». La relatora de la ONU para los Territorios Palestinos, Francesca Albanese, presentó en la 55.ª sesión del Consejo de Derechos Humanos de la ONU el informe Anatomía de un Genocidio, donde expone que «hay motivos razonables para creer que se ha alcanzado el umbral que indica la comisión del crimen de genocidio contra los palestinos como grupo en Gaza». El 5 de abril, la Comisión de Derechos Humanos de las Naciones Unidas pidió un embargo de armas para Israel para disminuir el riesgo de genocidio en la Franja de Gaza.
El académico israelí Omer Bartov, experto en genocidios, defendió el 10 de noviembre en The New York Times: «como historiador del genocidio, creo que no hay pruebas de que un genocidio se esté desarrollando ahora en Gaza, aunque es muy probable que estén sucediendo crímenes de guerra e incluso crímenes contra la humanidad». Sin embargo, en agosto de 2024 escribió un nuevo artículo en The Guardian en el que explicaba:

Ya no lo creo. Cuando viajé a Israel, ya estaba convencido de que, al menos desde el ataque de las FDI a Rafah el 6 de mayo de 2024, ya no era posible negar que Israel estaba cometiendo crímenes de guerra sistemáticos, crímenes contra la humanidad y acciones genocidas. No solo era que este ataque contra la última concentración de habitantes de Gaza –la mayoría de ellos desplazados ya varias veces por las FDI, que ahora los habían vuelto a empujar a una denominada zona segura– demostraba un total desprecio por cualquier estándar humanitario, sino que también indicaba claramente que el objetivo final de toda esta operación desde el principio había sido hacer inhabitable toda la Franja de Gaza y debilitar a su población hasta tal punto que se extinguiese o buscase todas las opciones posibles para huir del territorio. En otras palabras, la retórica repetida por los dirigentes israelíes desde el 7 de octubre ahora se estaba traduciendo en realidad: es decir, como lo expresa la Convención de las Naciones Unidas sobre el Genocidio de 1948, Israel estaba actuando “con la intención de destruir, total o parcialmente”, a la población palestina en Gaza, “como tal, matando, causando daños graves o infligiendo condiciones de vida destinadas a provocar la destrucción del grupo”».

Un informe presentado en noviembre por el comité especial de la ONU que investiga los presuntos abusos de Israel en los Territorios Ocupados, concluyó que las tácticas de guerra utilizadas por las FDI en la guerra en Gaza «encajan con las características de un genocidio».
Las acusaciones de genocidio crecieron considerablemente con la ofensiva sobre Rafah y, sobre todo, con la puesta en práctica del plan de los generales en el norte de la Franja de Gaza. El 25 de octubre de 2024, la web de noticias estadounidense Vox entrevistó a cinco expertos en genocidio sobre lo acaecido en la Franja, y cuatro de ellos afirmaron que era constitutivo de genocidio, mientras que el quinto afirmó que, si bien los hechos eran los propios de un genocidio, la voluntad deliberada de ejecutarlo sería difícil de probar.
El 14 de noviembre de 2024, un comité especial de la ONU publicó un informe en que especificaba que las prácticas del ejército israelí en la Franja «son consistentes con las características de un genocidio». El 5 de diciembre de 2024, Amnistía Internacional publicó un informe, titulado: «"Es como si fuéramos seres infrahumanos": el genocidio de Israel contra la población palestina de Gaza», en el que detallaba actos genocidas como la «matanza de miembros de la población palestina de Gaza, lesión grave a su integridad física o mental» y «sometimiento intencional de ella a condiciones de existencia que habrían de acarrear su destrucción física». A finales de ese mismo mes, Human Rights Watch acusó a Israel de los crímenes de genocidio y exterminio en la Franja de Gaza por las severas restricciones al agua potable y la destrucción intencionada de los sistemas de abastecimiento de agua en esta región palestina. De igual manera, el director de Médicos Sin Fronteras explicó que «lo que nuestros médicos han visto sobre el terreno a lo largo de este conflicto coincide con las descripciones proporcionadas por un creciente número de expertos y organizaciones legales que afirman que está teniendo lugar un genocidio en Gaza».
El 19 de diciembre de 2024, Human Rights Watch publicó un informe de 179 páginas donde concluye que Israel es responsable del crimen de genocidio al infligir deliberadamente condiciones de vida que tenían por objeto provocar la destrucción de una parte de la población de Gaza, privando intencionalmente a los civiles palestinos de un acceso adecuado al agua, lo que probablemente ha causado miles de muertes. El 13 de marzo de 2025, la ONU denunció que Israel cometió «actos genocidas» al usar la violencia sexual como «una estrategia de guerra (...) para dominar y destruir el pueblo palestino».

## Reacciones

### Resoluciones de la ONU

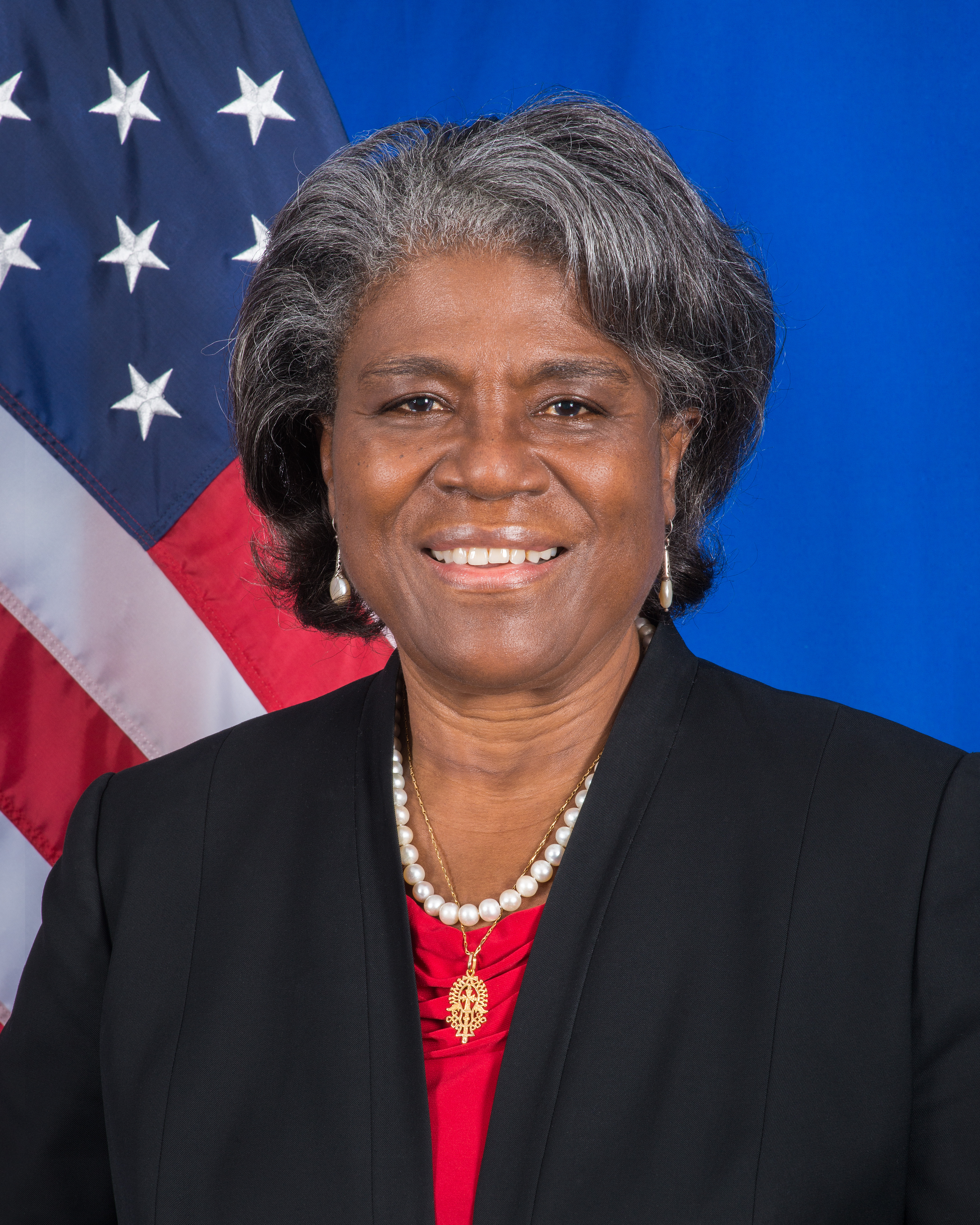
La embajadora de Estados Unidos ante la ONU, Linda Thomas- Greenfield, quien en repetidas ocasiones vetó resoluciones del Consejo de Seguridad de las Naciones Unidas para poner fin a las hostilidades

El 18 de octubre, Estados Unidos utilizó su poder de veto para bloquear una propuesta de resolución del Consejo de Seguridad de las Naciones Unidas presentada por Brasil y apoyada por doce de los quince miembros del Consejo, que pedía «pausas humanitarias» para la entrega de ayuda humanitaria para los civiles sitiados en Gaza. El Reino Unido y Rusia se abstuvieron.
El 25 de octubre, Estados Unidos, principal aliado de Israel, presentó una proposición de resolución ante el Consejo de Seguridad de las Naciones Unidas en la que reafirmaba el derecho de Israel a defenderse, instándole a respetar las leyes internacionales —especialmente la protección de los civiles— y pidiendo «pausas humanitarias» para hacer llegar a Gaza la ayuda humanitaria. La resolución fue rechazada con el voto en contra de Rusia, China (ambos miembros permanentes del Consejo y, por lo tanto con poder de veto) y Emiratos Árabes Unidos, mientras que Brasil y Mozambique se abstuvieron. Después se votó una nueva resolución presentada por Rusia que solicitaba un «alto el fuego humanitario» inmediato y condenaba los ataques de Hamás del 7 de octubre en Israel y los «ataques indiscriminados» contra civiles y otros objetivos no militares en Gaza. En este caso, cuatro países votaron a favor: Rusia, China, Emiratos Árabes Unidos y Gabón, mientras que Estados Unidos y Reino Unido votaron en contra, y nueve países se abstuvieron. La resolución no se adoptó porque no consiguió el mínimo de nueve votos afirmativos.
El 27 de octubre, la Asamblea General de las Naciones Unidas adoptó una resolución presentada por los países árabes para pedir una «tregua humanitaria inmediata, sostenible y duradera que lleve a una cese de hostilidades» en la Franja de Gaza. La resolución fue aprobada después de obtener una amplia mayoría (121 votos a favor, 44 abstenciones y 14 votos en contra).
El 15 de noviembre, el Consejo de Seguridad de las Naciones Unidas aprobó una resolución propuesta por Malta con doce votos a favor, ninguno en contra y tres abstenciones: las de Estados Unidos, Reino Unido y Rusia, para establecer pausas humanitarias «urgentes y amplias» en los combates durante «un número suficiente de días» que permitiesen la entrada de ayuda en la Franja de Gaza por el bien de los civiles «y especialmente los niños», y que se pudiese evacuar a los menores heridos y sus cuidadores.
El 7 de diciembre, los Emiratos Árabes Unidos llevaron a voto para el día siguiente una resolución del Consejo de Seguridad que exigía un «alto el fuego humanitario inmediato». Este movimiento tuvo lugar poco después de que el secretario general de la ONU, António Guterres, adoptase la poco frecuente medida de invocar el artículo 99 de la Carta de las Naciones Unidas, por el que pedía al Consejo de Seguridad que actuase por existir un «riesgo global» de guerra. El texto propuesto por los Emiratos Árabes Unidos también demandaba la protección de todos los civiles, ya fuesen palestinos o israelíes, y la liberación de todos los rehenes. En la votación del 8 de diciembre, trece de los países del Consejo de Seguridad votaron a favor y uno (Reino Unido) se abstuvo. Estados Unidos fue el único que votó en contra. La resolución fue finalmente rechazada porque Estados Unidos hizo uso de su derecho a veto. En respuesta al veto de Estados Unidos, Egipto y Mauritania invocaron la Resolución 377A, que permitía a la Asamblea General de la ONU abordar una cuestión que amenaza la seguridad global descuidada por el Consejo de Seguridad de la ONU. La votación, celebrada el martes 12 de diciembre, obtuvo 153 votos a favor, 23 abstenciones y diez votos en contra. Aunque esta resolución no era vinculante, indicó el nivel de apoyo internacional para una tregua en los combates.
El 20 de febrero, Argelia presentó una nueva propuesta de resolución que demandaba un alto el fuego inmediato y la implementación de las medidas ordenadas en enero por la Corte Internacional de Justicia, que ordenaba a Israel rebajar su ofensiva para proteger a los civiles, eliminar los impedimentos a la entrada de ayuda humanitaria en la Franja y adoptar medidas contra los políticos que usaban lenguaje genocida. La propuesta de resolución recabó trece votos a favor, pero no salió adelante porque Estados Unidos ejerció su derecho de veto.

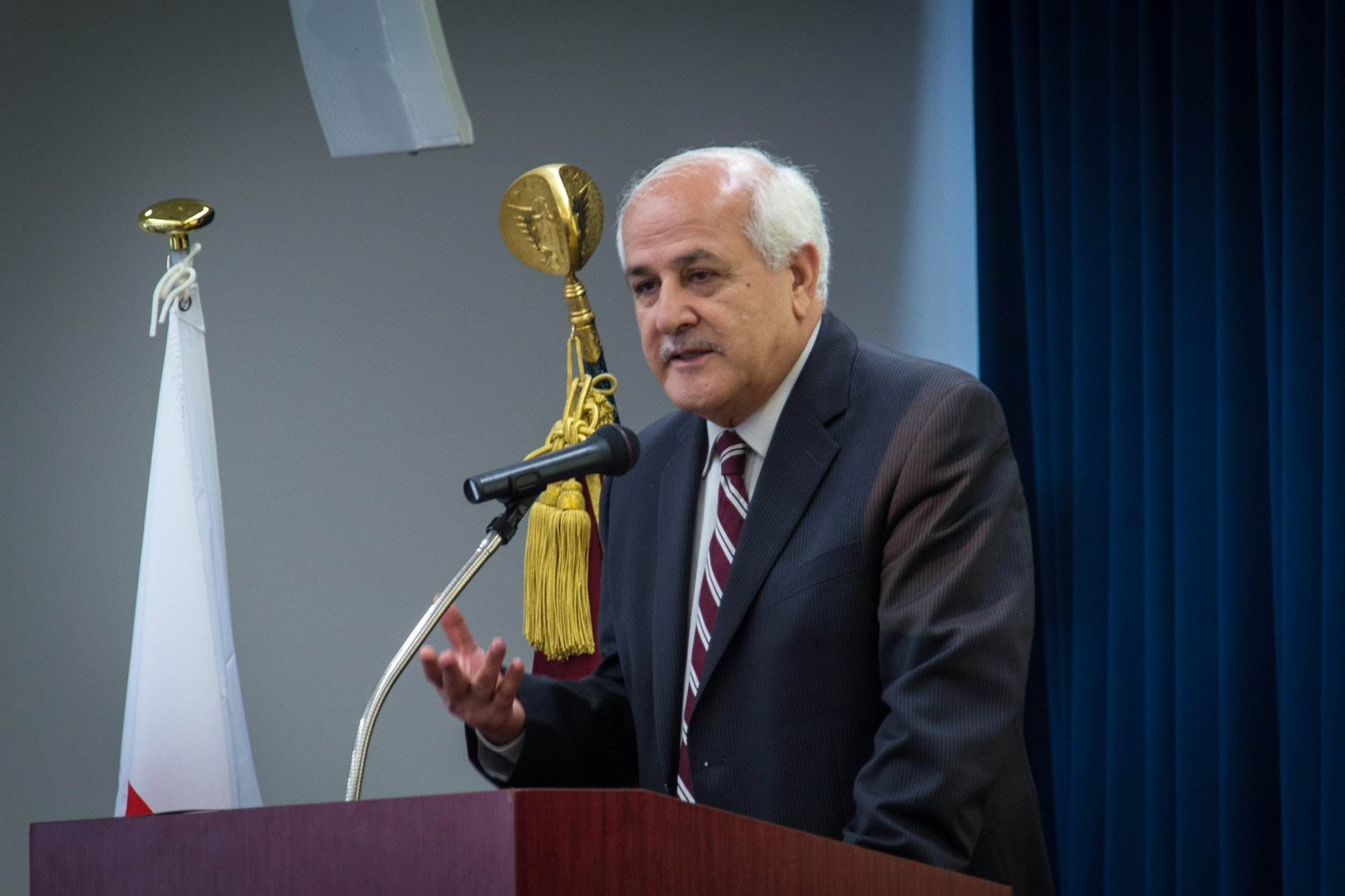
Riyad Mansur representante de Palestina ante la ONU

El 1 de marzo, Argelia presentó una propuesta de resolución para condenar la muerte de más de cien palestinos en un ataque israelí mientras esperaban para conseguir ayuda humanitaria en la ciudad de Gaza. Catorce de los quince miembros del Consejo de Seguridad la respaldaron, pero Estados Unidos utilizó su derecho de veto. El representante adjunto estadounidense, Robert A. Wood, justificó su rechazo a la condena en que Washington «no cuenta con todos los hechos sobre el terreno».
El 22 de marzo, Rusia y China vetaron la propuesta de resolución presentada por Estados Unidos ante el Consejo de Seguridad de las Naciones Unidas en la que pedían un «alto el fuego sostenido, imperativo e inmediato» dada la «urgente necesidad de expandir el flujo de la ayuda humanitaria a Gaza», aunque vinculaba el cese de las hostilidades a la liberación de los rehenes israelíes en manos de Hamás. Se trató de la cuarta propuesta de resolución presentada al Consejo de Seguridad desde que empezó la guerra el 7 de octubre, siendo las tres primeras vetadas por Estados Unidos. El 25 de marzo, el Consejo de Seguridad de las Naciones Unidas aprobó la resolución 2728, que exigía un alto el fuego en la Franja de Gaza durante el mes del Ramadán. La resolución, que había sido redactada por los diez miembros no permanentes del Consejo, salió adelante con el voto a favor de catorce países y la abstención de los Estados Unidos, que no hizo uso de su poder de veto. También entafizaba «la necesidad urgente de expandir el flujo de ayuda humanitaria y de reforzar la protección de los civiles en toda la Franja de Gaza y reitera su exigencia de que se eliminen todas las barreras para la provisión de ayuda humanitaria a gran escala, en línea con el derecho internacional y con las resoluciones 2712 y 2720».
El Consejo de Seguridad adoptó el 10 de junio la resolución 2735 (2024) con 14 votos a favor y la abstención de Rusia. Se trataba de una nueva propuesta para poner fin a la guerra en Gaza, consistente en un acuerdo global de alto el fuego en tres fases. La resolución del Consejo rechazaba además «cualquier intento de cambio demográfico o territorial en la Franja de Gaza, incluida cualquier acción que reduzca el territorio de la Franja». El Consejo instó tanto a Israel como a Hamás a aplicar la propuesta de esta resolución plenamente, de inmediato y sin condiciones.
El 13 de diciembre de 2024, la Asamblea General de las Naciones Unidas aprobó dos resoluciones con respecto a la guerra: la primera de ellas exigía un alto el fuego inmediato en la Franja de Gaza, mientras que la segunda expresaba su apoyo a la Agencia de las Naciones para los Refugiados de Palestina en Oriente Próximo (UNRWA).
El 4 de junio de 2025, Estados Unidos vetó una resolución del Consejo de Seguridad de las Naciones Unidas, presentada por todos los países miembros no permanentes de dicho organismo, que solicitaba un alto el fuego «inmediato, incondicional y permanente» en la Franja de Gaza, el levantamiento de todas las restricciones a la entrada de ayuda humanitaria al enclave, y la liberación de los rehenes retenidos por Hamás y otras milicias. Estados Unidos fue el único país que se opuso a la resolución. Otros catorce, incluido el Reino Unido, votaron a favor. No hubo abstenciones.
El 12 de junio, la Asamblea General de las Naciones Unidas aprobó una resolución elaborada por España y Palestina y copatrocinada por más de setenta estados miembros de dicha organizacción en la que «condena enérgicamente toda práctica de hacer padecer hambre a la población civil como método de guerra y la denegación ilícita del acceso humanitario», mientras que también «destaca la obligación de no privar a la población civil en la Franja de Gaza de bienes indispensables para su supervivencia». Además pide a Israel que, como »potencia ocupante», «ponga fin inmediatamente al bloqueo, abra todos los pasos fronterizos y vele por que la ayuda llegue a la población civil palestina en toda la Franja de Gaza de forma inmediata y a gran escala» de conformidad con el Derecho Internacional. La resolución fue aprobada con 149 votos a favor, 12 en contra (entre ellos Estados Unidos e Israel) y 19 abstenciones.

### Reacciones en Israel y Palestina

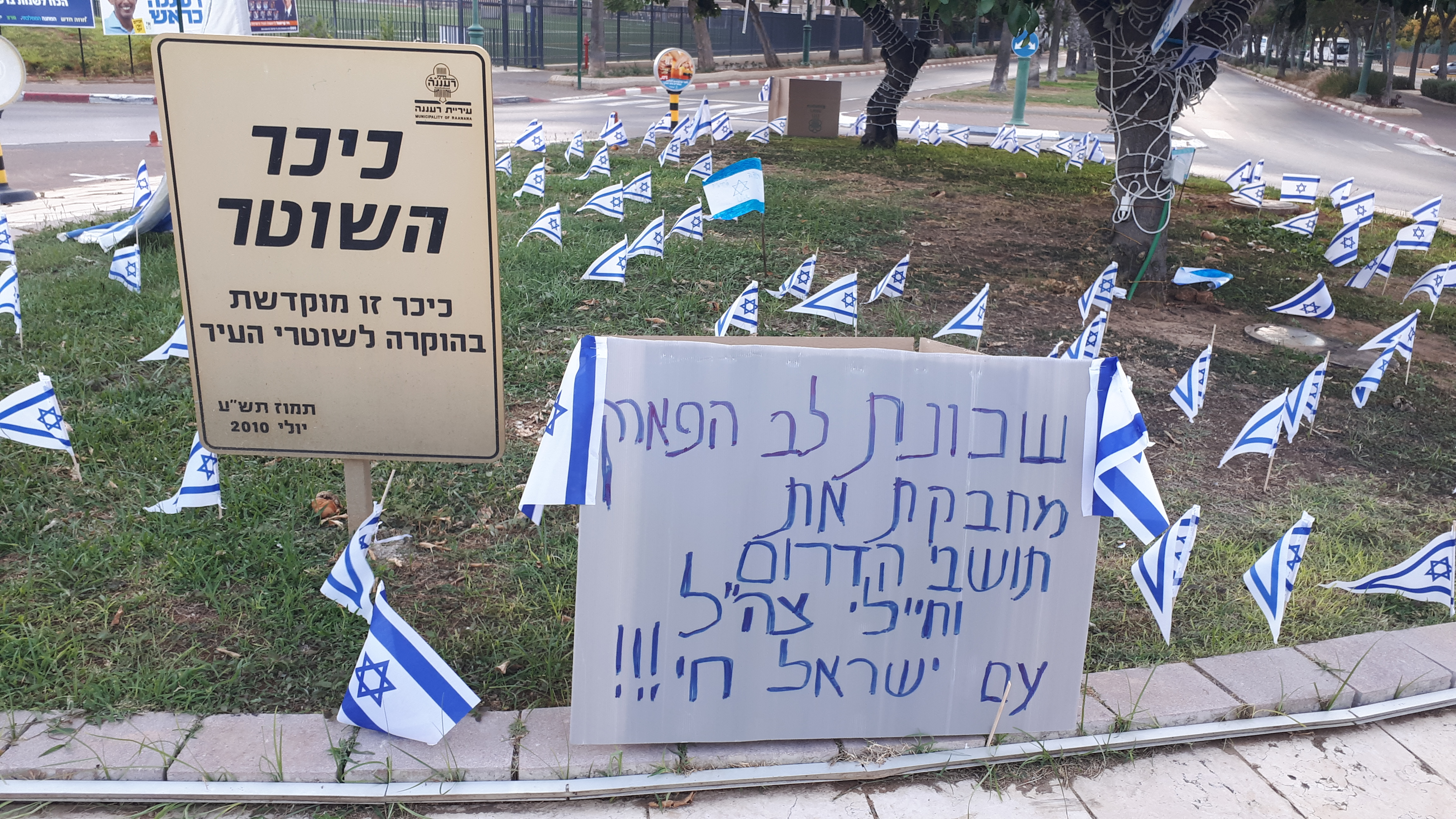
Carteles de apoyo a los «ciudadanos del sur» y a los soldados de las FDI en la rotonda de la policía en Ra'anana, octubre de 2023.

Tras los ataques del 7 de octubre, los líderes de los partidos de la oposición de Israel emitieron una declaración conjunta expresando pleno respaldo al ejército israelí y unidad con el gobierno.
El presidente palestino Mahmud Abás dijo que los palestinos tenían derecho a defenderse contra el «terror de los colonos y las tropas de ocupación». En Cisjordania, tuvieron lugar celebraciones en Ramala. Se establecieron guardias vecinales en 50 localidades ante el temor a represalias por parte de los colonos israelíes, mientras que se convocó una huelga general para el 8 de octubre. Siete palestinos murieron en enfrentamientos con las fuerzas israelíes ese mismo 7 de octubre, mientras que otros 126 resultaron heridos.
En 2025, el 82% de los judíos israelíes estaban a favor de deportar a la población de la Franja de Gaza, el 56% a favor de expulsar a los árabes israelíes de Israel y casi el 50% a favor de masacrar a la población civil palestina, según una encuesta del instituto israelí Geocartography realizada para la Pennsylvania State University.

### Reacciones internacionales
Las respuestas de los gobiernos, organizaciones internacionales, empresas y otras personalidades internacionales a los eventos de la guerra Israel-Gaza de 2023, han consistido en su gran mayoría en condenar cualquier forma de violencia, ya sea por parte de uno de los contendientes o del otro.

#### Aislamiento internacional de Israel
Los diversos ataques llevados a cabo por Israel contra objetivos civiles le han causado un creciente aislamiento internacional. Bolivia rompió todos los lazos diplomáticos con Israel el 31 de octubre y, horas más tarde, Chile y Colombia llamaron a consultas a sus embajadores. Jordania hizo lo propio el 1 de noviembre, Baréin el 2 de noviembre, Honduras el 3 de noviembre, Turquía el 4 de noviembre, Chad el 5 de noviembre, Sudáfrica el 6 de noviembre y Belice el 14 de noviembre. El 1 de mayo el presidente de Colombia, Gustavo Petro, anunció que su país rompería relaciones diplomáticas con Israel «por tener un Gobierno, por tener un presidente genocida».
La guerra también causó una tensión en aumento con el gobierno estadounidense, principal aliado estratégico de Israel, y con numerosas figuras influyentes del Partido Demócrata. Aunque al principio de la guerra las críticas provinieron principalmente de su ala progresista, con congresistas como Rashida Tlaib o Alexandria Ocasio-Cortez criticando duramente la actuación israelí, según iba creciendo la devastación por los bombardeos y la hambruna por el bloqueo de ayuda humanitaria se fueron haciendo más generalizadas en amplios sectores del partido. Entre otros, Elizabeth Warren declaró que había «amplias evidencias» de que Israel estaba cometiendo un genocidio en la Franja de Gaza.

#### Protestas contra la guerra
Desde el comienzo de la guerra, en octubre de 2023, se han sucedido multitud de manifestaciones en varios países del mundo. Estos eventos se centraron en una variedad de temas relacionados con la actual guerra entre Israel y la Franja de Gaza, incluidas las demandas de un alto el fuego, el fin del bloqueo, la liberación de rehenes israelíes, la protesta por crímenes de guerra y la prestación de ayuda humanitaria a Gaza. Las protestas contra la acción israelí en Gaza fueron notablemente numerosas en todo Oriente Medio y el norte de África, especialmente tras la masacre del Hospital Bautista Al-Ahli.

## Análisis

### Desinformación
Durante el conflicto se ha llegado a publicar y difundir información no verificada a través de las redes sociales, los políticos y los principales medios de comunicación. Si bien en algunos casos se ha aclarado o agregado contexto a la historia original publicada, las características del conflicto, en el que la audiencia no siempre regresa para leer o escuchar la información adicional, han llevado a que se tarde en corregir el problema.

#### Supuesta decapitación de bebés
Varias organizaciones de noticias informaron sobre la decapitación de bebés por parte de Hamás el 10 de octubre, después de que una reportera del canal de televisión israelí i24 News entrevistara a miembros de las Fuerzas de Defensa de Israel en el lugar de la masacre de Kfar Aza, quienes informaron haber visto bebés a quienes les habían cortado la cabeza. CBS News entrevistó más tarde a Yossi Landau, jefe regional de la organización judía de primeros auxilios ZAKA, quien dijo que tanto bebés como niños habían sido decapitados, y que se habían encontrado cadáveres de adultos desmembrados. Posteriormente, el gobierno de Israel publicó fotografías de bebés muertos que, según dijo, murieron en el ataque al kibutz, pero NBC News afirmó que no se había proporcionado evidencia fotográfica alguna de que se hubieran decapitado bebés.
El presidente estadounidense, Joe Biden, dijo que había visto pruebas fotográficas de terroristas decapitando a niños, aunque posteriormente un funcionario de la administración estadounidense aclaró que ni Biden ni sus asistentes habían visto fotografías ni habían recibido informes confirmados de niños o bebés que hubieran sido decapitados por Hamás. A partir de ese momento, los posteriores comentarios de funcionarios y medios israelíes sobre las supuestas decapitaciones han corregido o suavizado sus afirmaciones. Posteriormente, el periódico israelí Haaretz confirmó que la historia era falsa. Solo dos menores, Yiftach Kutz, de 14 años, y su hermano, Yonatan, de 16, fueron identificados como asesinados en Kfar Azza, y ninguno de ellos fue decapitado. Ishay Coen, periodista del sitio web ultraortodoxo Kikar Hashabbat, admitió que cometió un error al aceptar sin cuestionar las afirmaciones de las FDI. «¿Por qué un oficial del ejército inventaría una historia tan horrible?», se preguntó y añadió: «Me equivoqué».
En cualquier caso, el ministro de Asuntos Exteriores, Yisrael Katz, continuó difundiendo el bulo de los bebés decapitados mucho después de que se demostrase falso. El 3 de junio, cuando el gobierno de Eslovenia decidió reconocer al Estado de Palestina, declaró: «La decisión del gobierno esloveno de recomendar que el Parlamento esloveno reconozca un Estado Palestino recompensa a Hamás por asesinatos, violaciones, mutilaciones de cuerpos y decapitaciones de bebés».

#### Supuesta quema de bebés
Otra noticia falsa que se difundió fue la de un bebé quemado en un horno, que el diario británico Daily Mail transformó en varios bebés. El primer ministro israelí Benjamín Netanyahu le contó al presidente estadounidense Joe Biden en una de sus entrevistas que milicianos de Hamás «tomaron a docenas de niños, los ataron, los quemaron y los ejecutaron». Israel nunca aportó una sola prueba a este respecto. Igualmente, un miembro de ZAKA, la ONG israelí encargada de recuperar los cadáveres de las víctimas del ataque, habló de veinte cuerpos de niños atados y quemados en el kibutz Be'eri y de otros tantos en Kfar Aza. Sin embargo, la lista oficial de víctimas solo incluye a dos adolescentes en Kfar Azza. En el kibutz Beeri murieron nueve menores, la mayoría fallecidos en sus casas junto a sus familias. De hecho, entre las más de 1200 víctimas del ataque de Hamás se contaron solamente dos bebés: Mila Cohen, de 10 meses, que fue asesinada junto a su padre en el kibutz Beeri, y la hija de apenas unas horas de edad de una embarazada de nueve meses que se dirigía al hospital para dar a luz cuando le dispararon en el estómago. Otros cinco niños de entre dos y seis años fueron asesinados en el ataque. Ese mismo miembro de Zaka también habló del cuerpo de una mujer embarazada cuyo abdomen habría sido abierto en canal, pero los habitantes de la casa del kibutz Be'eri donde dice que encontró su cadáver y las propias autoridades del kibutz afirmaron desconocer dicha mujer, y tanto la policía como los expertos forenses no han identificado ningún caso que concuerde con la descripción.
Una serie de funcionarios israelíes entre los que destaca el ministro de Asuntos Exteriores, Yisrael Katz, siguieron difundiendo el bulo de los bebés quemados muchos meses después de que se demostrase falso, como en sus respuestas al presidente turco Recep Tayyip Erdoğan el 22 de marzo de 2024: «Vosotros, que apoyáis a los que queman bebés, a los asesinos, violadores y mutiladores criminales de Hamás, sois los menos indicados para hablar sobre Dios», a Gustavo Petro cuando Colombia rompió lazos diplomáticos con Israel el 1 de mayo: «La historia recordará que Gustavo Petro decidió ponerse del lado de los monstruos más viles que la historia ha tenido nunca, que quemaron bebés, mataron a niños, violaron a mujeres y secuestraron a civiles inocentes», o a tres países europeos que anunciaron el reconocimiento de Palestina a finales de mayo de 2024: «la historia recordará que España, Noruega e Irlanda decidieron conceder una medalla de oro a los asesinos de Hamás que violaron a mujeres y quemaron a bebés».

#### Supuesta rendición de militantes de Hamás
El 7 de diciembre, el ejército israelí anunció a través de un vídeo que Israel había detenido a 150 hombres en la Franja de Gaza, y que el 10 de diciembre detuvo a decenas más. Según Israel, las detenciones se produjeron tras una rendición masiva de militantes de Hamás. The New York Times informó que la afirmación de que los combatientes de Hamás se habían rendido se hizo después de que se vieran en las redes sociales vídeos y fotografías de «hombres desnudos hasta quedar en ropa interior, sentados o arrodillados en el suelo, algunos de ellos atados y con los ojos vendados». Las personas que se ven en las imágenes fueron identificados como civiles, entre ellos un periodista. El CICR se mostró preocupado por las imágenes y subrayó fuertemente «la importancia de tratar a todos los detenidos con humanidad y dignidad, de conformidad con el derecho internacional humanitario».
La BBC informó que en un vídeo de la aparente entrega de armas no estaba claro si un hombre está «entregando» las armas o simplemente moviéndolas según las instrucciones que recibe de sus guardianes israelíes. Además, el periódico británico sugirió que el evento se realizó frente a la cámara, en lugar de como un acto de rendición auténtica, y que no se sabe si las personas mostradas tenían alguna relación con Hamás o con el ataque del 7 de octubre.Haaretz informó que los funcionarios de seguridad israelíes creían que solamente entre el 10 % y el 15 % de las personas que aparecían en el vídeo estaban en realidad relacionadas con Hamás, y que a pesar de las afirmaciones públicas de Israel, no se trataba de una «rendición masiva» de miembros de Hamás. Amnistía Internacional calificó el trato dado a los detenidos el 7 de diciembre como una violación del derecho internacional y añadió que «Todos los detenidos deben recibir un trato humano y se les debe garantizar el derecho a un juicio justo y al debido proceso. Todos los detenidos arbitrariamente deben ser puestos en libertad. Israel tiene un terrible historial de impunidad por violaciones cometidas por sus fuerzas, lo que subraya la urgente necesidad de una investigación independiente y efectiva de todas las muertes bajo custodia, informes de desapariciones forzadas, torturas y otros malos tratos a palestinos de Gaza».

#### Violación y tortura de mujeres
Si bien una misión de investigación de la ONU encontró una «base razonable» para creer que se cometieron actos de violencia sexual durante el ataque del 7 de octubre y el fiscal del Tribunal Penal Internacional solicitó órdenes de arresto contra tres líderes de Hamás por, entre otras acusaciones, «violaciones y otros actos de violencia sexual considerados crímenes contra la humanidad», dos de las noticias que más recorrido tuvieron en los medios internacionales han resultado ser falsas.
Por un lado, un voluntario de ZAKA, el servicio voluntario de recogida de cadáveres que actuó tras los ataques, declaró que había visto el cadáver de una chica adolescente separada de dos de sus familiares y con los pantalones bajados. Numerosos medios de comunicación se hicieron eco de la noticia y la citaron como uno de los ejemplos de las violaciones de Hamás. Sin embargo, una investigación posterior demostró que la chica había sido arrastrada de un lado a otro de la casa por los propios zapadores israelíes, que temían que tuviese adosada una bomba trampa, y que los pantalones se le habían bajado accidentalmente durante esta maniobra.
Otro de los voluntarios de ZAKA, Yossi Landau, declaró a los medios que había visto los restos calcinados de una mujer embarazada con el vientre abierto y el feto arrancado de su interior, pero con el cordón umbilical todavía uniéndolos. Sin embargo, cuando llamó a otros voluntarios, estos mismos le advirtieron de que no era así, pues se trataba de una mujer obesa con un cable eléctrico rodeándole la cintura y un aparato indefinido colgando del cable. Pese a que sus propios compañeros le avisaron de su error, Landau siguió contando su versión de los hechos a los medios de comunicación, que difundieron la noticia sin comprobar su veracidad. La propia ZAKA ha pedido en vano a Landau que deje de contar su historia, y la ONU ha declarado que se trata de un bulo sin fundamento alguno.

#### Otra desinformación israelí
En el caos consiguiente al ataque de Hamás del 7 de octubre, numerosas historias falsas circularon por las redes sociales e incluso se hicieron virales, hasta el punto de ser repetidas por funcionarios o personalidades israelíes y extranjeras. Por ejemplo, el teniente coronel Yaron Buskila difundió la historia de que se habían encontrado bebés colgando de cuerdas de la ropa, y estos comentarios fueron repetidos en Twitter por personalidades de todo el mundo. Sin embargo, poco después se demostró que la historia era falsa.
La primera dama de Israel, Sara Netanyahu, también contribuyó a la difusión de bulos en su entrevista con su homónima estadounidense, Jill Biden, en la que afirmó que una mujer embarazada de nueve meses había sido secuestrada y llevada a la Franja de Gaza, donde había dado a luz. Las redes sociales identificaron a esta supuesta mujer con una trabajadora tailandesa, pero su familia y amigos desmintieron que estuviera embarazada y, cuando fue liberada en el intercambio de rehenes, ella misma afirmó que ni estaba embarazada ni había dado a luz. El ejército israelí declaró que no tenía noticias de que existiesen rehenes embarazadas.
El ministro de Defensa israelí Yoav Galant publicó imágenes el 16 de febrero de 2024 en las que decía que se veía a ambulancias de la Media Luna Roja Palestina asistiendo a milicianos heridos durante el ataque del 7 de octubre. Sin embargo, poco después se desveló que las ambulancias no eran de la Media Luna Roja sino del propio servicio médico militar de Hamás. El propio Galant confesó en una entrevista que el ejército israelí había publicado una imagen falsa de un supuesto túnel en Rafah para justificar a posteriori la invasión de la ciudad. En palabras de Galant, «no era un túnel, sino un intento de evitar un acuerdo de alto el fuego». En realidad, la imagen que hizo pública el ejército israelí el 4 de agosto de 2024 en su cuenta de X mostraba «un canal cubierto de tierra», pero la publicación afirmaba que se trataba de un túnel de tres metros de alto para el contrabando de armas desde Egipto. A principios de diciembre de 2023, el periódico israelí The Jerusalem Post publicó un artículo en el que afirmaban falsamente que un bebé palestino de cinco meses muerto en Gaza era en realidad «una muñeca». Posteriormente, el periódico eliminó el artículo y cualquier mención del mismo en sus redes sociales. Aunque no mencionaron el artículo directamente, publicaron una declaración que decía: «El artículo en cuestión no cumplía con nuestros estándares editoriales y, por lo tanto, fue eliminado».

### Censura

#### Censura en los medios de comunicación
Más de 750 periodistas estadounidenses firmaron una carta abierta condenando «el asesinato de periodistas en Gaza por parte de Israel y criticando la cobertura de la guerra por parte de los medios occidentales». La carta decía que las redacciones de los medios de comunicación son «responsables de la retórica deshumanizante que ha servido para justificar la limpieza étnica de los palestinos», además de argumentar que, aunque no en su propia voz, «los periodistas deberían usar palabras como "apartheid", "limpieza étnica" y "genocidio" para describir el trato que Israel da a los palestinos».
El 23 de noviembre de 2023, ocho periodistas residentes en el Reino Unido empleados por la BBC remitieron una carta a Al Jazeera donde expresaban su preocupación por el doble rasero de la cobertura de la BBC en la guerra entre Israel y Gaza de 2023, contrastándola con los informes «inquebrantables» sobre los crímenes de guerra cometidos por los rusos en Ucrania. Los periodistas acusaron a la corporación de omitir el contexto histórico y tratar por todos los medios de humanizar a las víctimas israelíes sin hacer lo mismo con las víctimas palestinas.
A comienzos de enero de 2024, The Intercept reveló que todas las noticias sobre la Franja de Gaza de la cadena estadounidense CNN, independientemente de si son escritas en Oriente Medio, en Estados Unidos o en cualquier otra parte del mundo, son enviadas al censor militar israelí antes de su publicación. Esto supone, en palabras de un periodista de la propia CNN, que «cada una de las líneas de los reportajes relacionados con Israel-Palestina deben obtener la aprobación de la oficina de Jerusalén (...), de la cual salen líneas que, en la mayoría de los casos, son editadas con un matiz muy específico» que favorece la narrativa israelí. Según este periodista, las palabras «crimen de guerra» o «genocidio» son tabú en la cadena, y los bombardeos israelíes son simplemente «explosiones» de las que no se responsabiliza a nadie, salvo que el propio ejército israelí asuma explícitamente la responsabilidad. Otros medios de comunicación como Associated Press también han remitido en el pasado sus informaciones al censor israelí previa publicación, mientras que The New York Times aclaró al respecto que «no enviamos nuestra cobertura al censor militar israelí».
El 5 de abril, Israel anunció el cierre de las operaciones de la cadena Al Jazeera en todo el país «para detener finalmente la bien aceitada máquina de incitación de Al Jazeera, que perjudica la seguridad del Estado». Netanyahu afirmó que la decisión fue adoptada de manera unánime por el gabinete de guerra israelí. Está orden de suspensión ha sido criticada por Naciones Unidas, que solicitó a las autoridades israelíes que revocasen su decisión, y por Reporteros Sin Fronteras, que la describió como un «intento para silenciar la realidad» de la guerra de Gaza.

#### Censura en las redes sociales
Las autoridades israelíes practicaron detenciones de palestinos de Israel por «comportamiento perturbador» debido a diversas publicaciones en las redes sociales según Adalah, asociación que defiende a los árabe-israelíes de violaciones de los derechos humanos. En el periodo transcurrido entre el 1 de diciembre y el 18 de enero, Israel fue el sexto país que más periodistas encarceló en el mundo, empatado con Irán y solo precedido por China, Myanmar, Bielorrusia, Rusia y Vietnam.
El 20 de diciembre de 2023, Human Rights Watch publicó un informe de 51 páginas donde acusaba a la compañía estadounidense Meta Platforms, dueña de Facebook e Instagram, de «censura sistémica del contenido palestino». En el citado documento, la organización humanitaria documentaba el patrón de la compañía Meta de eliminar todo discurso a favor del pueblo palestino en Facebook e Instagram, incluida la expresión pacífica de apoyo a Palestina y el debate público sobre los derechos humanos palestinos. Según dijo Deborah Brown, directora adjunta interina de tecnología y derechos humanos de Human Rights Watch, «la censura de Meta del contenido en apoyo a Palestina añade insulto a la herida en un momento de atrocidades y represión indescriptibles que ya sofocan la expresión de los palestinos».

### Campaña de bombardeos israelí

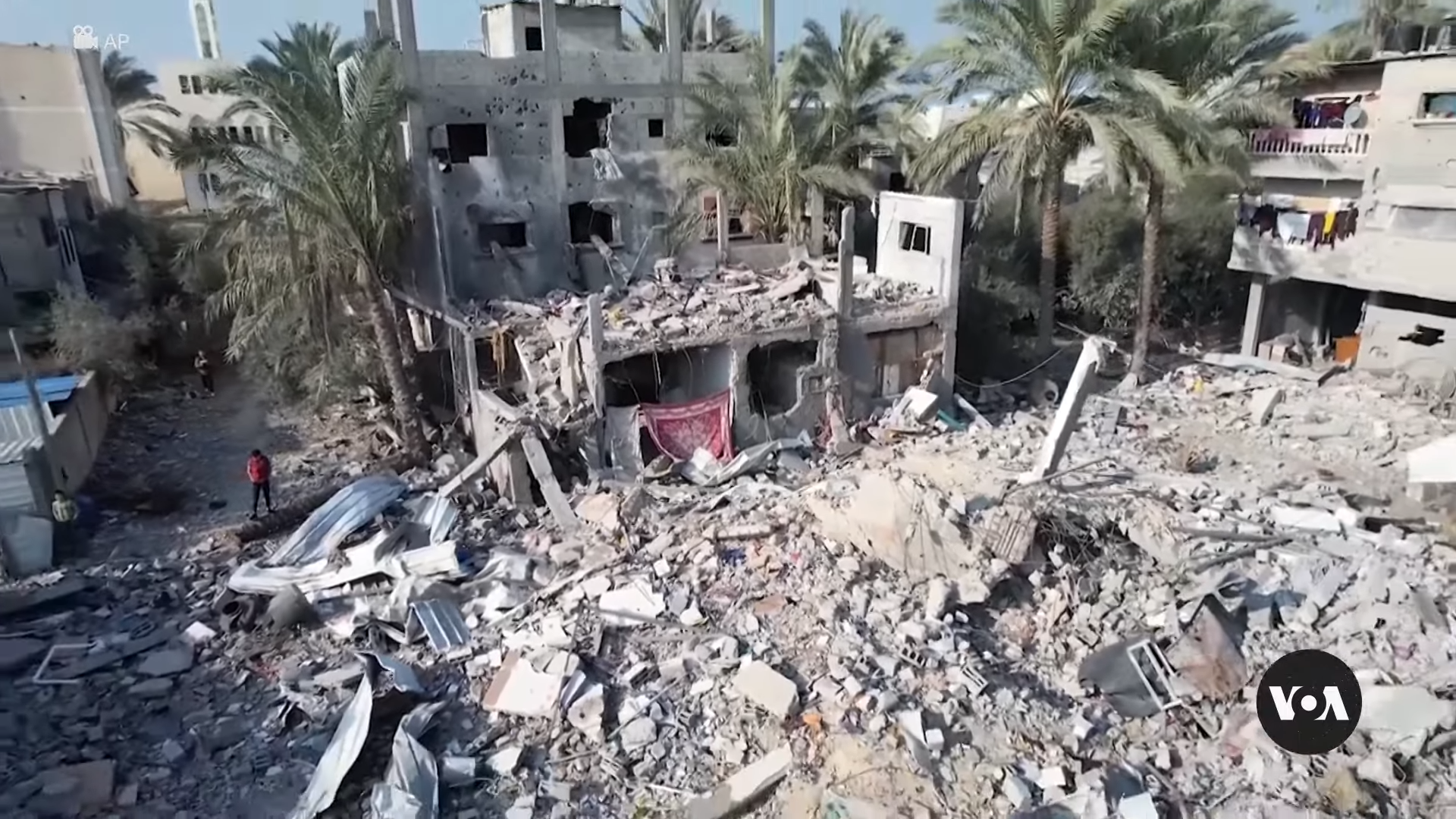
Daños de los bombardeos israelíes en Deir al-Balah

La campaña de bombardeos llevada a cabo por el ejército israelí ha sido definida por el historiador bélico estadounidense Robert Pape como «una de las campañas de castigo civil más intensas de la historia». De hecho, ya a fecha de enero de 2024 superaba incluso a la campaña de bombardeos aliada contra Alemania en la Segunda Guerra Mundial, que destruyó en torno al 40 % o 50 % de la superficie urbana de las 51 ciudades alemanas bombardeadas. Esto supuso la destrucción de un 10 % de los edificios de Alemania, en comparación con más del 33 % de los edificios gazatíes tan solo hasta enero.
Un estudio para el diario Haaretz llevado a cabo por Yagil Levy, profesor de sociología de la Universidad Abierta de Israel, destacó que la campaña de bombardeos israelíes sobre la Franja de Gaza era la más indiscriminada en términos de víctimas civiles en tiempos modernos. En este estudio, Levy señala que en los tres conflictos previos, la ratio de civiles muertos se encontraba en torno al 40 %. Esta ratio se redujo en el conflicto de mayo de 2023 al 33 %, pero durante las primeras semanas del actual conflicto las víctimas civiles ascendieron al 61 % en lo que Levy describió como una «matanza sin precedentes» por parte de las fuerzas israelíes en Gaza, señalando que la media de víctimas civiles en los conflictos de todo el siglo XX se encuentra en torno al 50 %. En su opinión, «la conclusión es que la enorme matanza de civiles no solo no contribuye en nada a la seguridad de Israel, sino que asienta las bases para un futuro declive de esta. (...) Los gazatíes que surjan de las ruinas de sus hogares y de la pérdida de vidas de sus familiares buscarán una venganza que ningún dispositivo de seguridad podrá detener».
De una manera análoga, un estudio de The New York Times del 25 de noviembre demostraba que, incluso tomando las cifras de víctimas más conservadoras, el número de muertes civiles en el actual conflicto entre Israel y la Franja de Gaza tiene pocos o ningún precedente en este siglo. Este estudio, que colocaba la cifra de muertes civiles en torno al 70 % del total de víctimas, afirmaba que el ejército israelí está matando civiles a una velocidad mayor de la que Estados Unidos empleó en los momentos más sangrientos de la guerra de Irak de 2003, la guerra de Afganistán de 2001 a 2021 y de las campañas estadounidenses en la guerra civil siria, que ya de por sí fueron ampliamente criticadas por los grupos en defensa de los derechos humanos. De hecho, en los dos primeros meses del actual conflicto murieron más mujeres y niños a manos del ejército israelí que en todo el primer año de la guerra de Irak de 2003 y aproximadamente las mismas que en los veinte años de la guerra de Afganistán a manos de las tropas aliadas. En comparación con la invasión rusa de Ucrania, en tan solo dos meses han muerto más del doble de mujeres y niños en la Franja de Gaza que en dos años de guerra en Ucrania. Estas cifras se entienden al comprobar el uso despreocupado que Israel hace de bombas de 900 kilos en zonas densamente pobladas, cuando las bombas más frecuentemente usadas por los estadounidenses en los citados conflictos eran de apenas 230 kilos, y ya eran consideradas excesivas. Para encontrar una situación análoga, según un experto holandés consultado por este diario, habría que retrotraerse a la guerra de Vietnam o incluso a la Segunda Guerra Mundial, cuando todavía no existían los Convenios de Ginebra.
| Muertos palestinos en los últimos conflictos | Muertos palestinos en los últimos conflictos | Muertos palestinos en los últimos conflictos |
| -------------------------------------------- | -------------------------------------------- | -------------------------------------------- |
|                                              | Hombres                                      | Mujeres y niños                              |
| Guerra de 2023                               | 31 %                                         | 69 %                                         |
| Guerra de 2021                               | 59 %                                         | 41 %                                         |
| Guerra de 2014                               | 62 %                                         | 38 %                                         |
| Guerra de 2008-2009                          | 61 %                                         | 39 %                                         |

Un tercer artículo, en este caso de la revista israelí +972 en colaboración con la también israelí Local Call, titulado Una fábrica de asesinatos masivos, explicaba que el abultado número de víctimas civiles palestinas se debía a una combinación de tres factores: un mayor permiso al ejército israelí para bombardear objetivos no militares, una mayor ligereza en cuanto al número de víctimas civiles consideradas tolerables y el uso de inteligencia artificial para la selección de objetivos potenciales de los bombardeos. Basada en conversaciones con siete miembros y exmiembros del servicio de inteligencia israelí, así como en documentación y datos sobre el terreno, la investigación explicaba que el aumento en el número de objetivos no militares bombardeados (residencias privadas, edificios públicos, torres de viviendas e infraestructura, denominados «objetivos de poder») iba encaminada a dañar a la población civil gazatí para que esta, a su vez, ejerciese cierta presión sobre Hamás. Según esta investigación, el ejército israelí sabe antes de cada bombardeo el número aproximado de víctimas mortales que va a causar. Según las fuentes consultadas por la revista, los objetivos de los bombardeos pueden clasificarse en cuatro categorías: «objetivos tácticos», los de cierto valor militar; «objetivos subterráneos», los túneles o búnkeres usados por Hamás; «objetivos de poder» (matarot otzem), como universidades, edificios públicos o bancos; y «hogares familiares», las viviendas de los distintos operativos de Hamás. Más de la mitad de los objetivos bombardeados en los cinco primeros días de combates fueron del tercer y cuarto grupo. Como resultado, más de 300 familias gazatíes han perdido a diez o más miembros en los bombardeos israelíes.
Un análisis de las 25 000 primeras víctimas mortales de los bombardeos israelíes llevado a cabo por el diario El País reveló que el 80 % de los fallecidos eran mujeres o niños. En concreto, el recuento de víctimas sumó 12 345 niños (un 50 %), 7100 mujeres (un 29 %) y 5217 hombres (un 21 %). Más de un 1 % de la población gazatí había muerto por los ataques israelíes. Comparado con otros conflictos recientes, en la invasión rusa de Ucrania habían muerto 10 000 personas en un año y medio de conflicto, mientras que esa cifra se alcanzó en la Franja de Gaza en el primer mes de guerra. Tan solo en los meses de octubre y noviembre se registraron 1614 ataques israelíes con víctimas civiles. Según las imágenes vía satélite, más de la mitad de las viviendas de la Franja habían sido dañadas o completamente destruidas, cifra que ascendía en la zona norte hasta un porcentaje comprendido entre el 72 % y el 84  . Desde un punto de vista geográfico, el 25 % de los fallecidos por los ataques israelíes murieron en el sur de la Franja de Gaza, entre las gobernaciones de Jan Younis y Rafah, zona a la que las autoridades israelíes instaron a la población civil a refugiarse. En concreto, un 22 % de los fallecidos murieron en la gobernación de Gaza del Norte, un 37 % en la de Gaza, un 17 % en la de Deir al-Balah, un 15 % en la de Jan Yunis y un 9 % en la de Rafah.

### Guerra de guerrillas palestina
Las distintas milicias palestinas están llevando a cabo una guerra de guerrillas desde el comienzo de la invasión israelí. Según informaba CNN a comienzos de agosto de 2024, a pesar de los más de nueve meses de combates, de una de las campañas de bombardeos más destructivas de la historia reciente y del asesinato de varios de sus principales líderes, la mitad de los batallones de Hamás en el norte y centro de la Franja de Gaza habían conseguido reconstruir sus capacidades bélicas en parte o totalmente. El ejército israelí ha declarado que 22 de los 24 batallones de las Brigadas de Ezzeldin al-Qassam han sido destruidos, y que los otros dos estaban siendo combatidos en ese momento. Sin embargo, numerosas unidades de milicianos palestinos han vuelto a combatir en zonas que el ejército israelí había declarado aseguradas previamente. Según el estudio de CNN, a comienzos de julio, solo tres de los veinticuatro batallones podían considerarse fuera de combate, otros ocho eran «efectivos en combate» (es decir, capaces de defender el terreno usando tácticas sofisticadas y sistemas armamentísticos avanzados), y los trece restantes podían ser considerados como «deteriorados» (es decir, que sus numerosas pérdidas le dificultaban llevar a cabo las misiones asignadas y solo mostraban ciertas características de los batallones efectivos en combate). Los batallones del centro de la Franja de Gaza son los que mostraban una mejor capacidad de combate y, de hecho, siete de los dieciséis batallones del centro y norte de la Franja han podido reforzarse tras los combates iniciales. Ese refuerzo se realiza de dos maneras: o reuniendo varias unidades dañadas en una sola reconstituida, o reclutando nuevos miembros entre la población civil afectada por la guerra. Esto ha llevado a que, por ejemplo, a pesar de más de tres meses de devastadores bombardeos en la zona de Jabalia en otoño de 2023, y de que Israel declarase «desmantelados» los tres batallones de Hamás en la ciudad, las tropas israelíes se enfrentaron con una «resistencia feroz» cuando trataron de volver en mayo de 2024. Hasta cuatro veces ha declarado el ejército israelí «asegurado» el barrio gazatí de Zeitún, y siempre que ha vuelto se ha encontrado otra vez con intensos combates.
En opinión de diversos expertos militares estadounidenses, los factores que han colaborado en la reconstitución de las guerrillas palestinas han sido la intensa campaña de bombardeos israelí y la ausencia de un plan por parte de las autoridades israelíes para terminar con la guerra. Entre otros, el general retirado estadounidense David Petraeus, que dirigió a las tropas de su país contra la insurgencia iraquí, recomendó a Israel «distinguir muy claramente entre civiles y milicianos» para evitar que Hamás se reconstituyese. El secretario de Estado estadounidense, Antony Blinken, también avisó de que la ofensiva de Rafah, que iba a causar una enorme crisis humanitaria por el desplazamiento súbito de un millón y medio de personas, iba a crear contra Israel una «insurgencia duradera» y que, sin un plan para terminar la guerra, en la Franja de Gaza iba a quedar un vacío de poder que sería ocupado «por el caos, por la anarquía y, finalmente, por Hamás otra vez». Según Emily Harding, del Centro de Estudios Estratégicos e Internacionales de Washington, Israel «ciertamente ha matado a un montón de guerrilleros de Hamás, pero todavía están ahí, y van a ponerse a reclutar como locos después del tipo de cosas que Israel ha hecho».
En cuanto al armamento, aunque tradicionalmente Hamás ha recibido armas de aliados como Irán a través de los túneles que pasan bajo la frontera con Egipto, varios estudios durante la guerra de Gaza de 2023-24 revelaron que gran parte del armamento que Hamás utilizaba en sus ataques contra Israel provenía de la propia Israel. Según The New York Times, diversos expertos en armas y agentes de inteligencia israelíes y occidentales creían que Hamás había logrado construir gran parte de sus misiles y de su armamento antitanque a partir de las bombas que no habían detonado en los bombardeos israelíes previos. Se calcula que alrededor del 10% (o incluso el 15%) de los proyectiles lanzados por Israel en sus diversas campañas de bombardeos sobre la Franja de Gaza no habían detonado. Con una bomba de 340 kilos sin detonar se pueden fabricar cientos de misiles de los que Hamás lanza contra Israel. Entre las armas fabricadas a partir de los explosivos israelíes se encontraban misiles antitanque, ojivas para RPGs, granadas termobáricas y diversos artefactos explosivos improvisados. Michael Cardash, consultor de la policía israelí, declaró a The New York Times que «el material de guerra sin estallar es la fuente principal de explosivos para Hamás. (...) Están abriendo bombas y obuses de artillería provenientes de Israel, y muchos se están usando, por supuesto, y readaptando para sus explosivos y proyectiles».
En cuanto a los fusiles de asalto, la gran mayoría de los usados por los milicianos de Hamás son del tipo AK-47, aunque con una gran variedad dentro de este modelo, pues usan variedades europeas, rusas, chinas y norcoreanas. Los RPGs tienen también un origen muy variado, desde Bulgaria hasta China y Corea del Norte, además de los fabricados en la propia Franja de Gaza, denominados Yasin y que pueden penetrar la armazón de los tanques y los TBPs israelíes. Otra fuente de abastecimiento son las armas robadas en bases militares israelíes. Un informe interno israelí detectó que cientos de pistolas y granadas y miles de balas habían sido robadas de bases militares mal protegidas. De hecho, se encontraron este tipo de granadas y armas en los cadáveres de los milicianos palestinos que llevaron a cabo la operación Inundación de Al-Aqsa el 7 de octubre de 2023. Además, los francotiradores de Hamás utilizan miras de precisión fabricadas en Estados Unidos y vendidas por este país a Irán, según una investigación de Haaretz. En concreto, usan estas miras con el rifle de origen iraní AM-50 Sayyad, que dispara balas del mismo calibre que el M2 Browning, de amplio uso en el ejército israelí. Este rifle es capaz de perforar sin problemas tanto el chaleco antibalas como el casco estándar de los soldados israelíes. Además del AM-50 Sayyad, también usan el fusil de francotirador estadounidense M-14 y el de origen soviético SVD Dragunov. El portavoz de Hamás en la Franja de Gaza, Abu Obaida, explicó a Al Jazeera que hasta las balas que usan sus milicianos son de fabricación local.

### Destrucción sistemática de viviendas

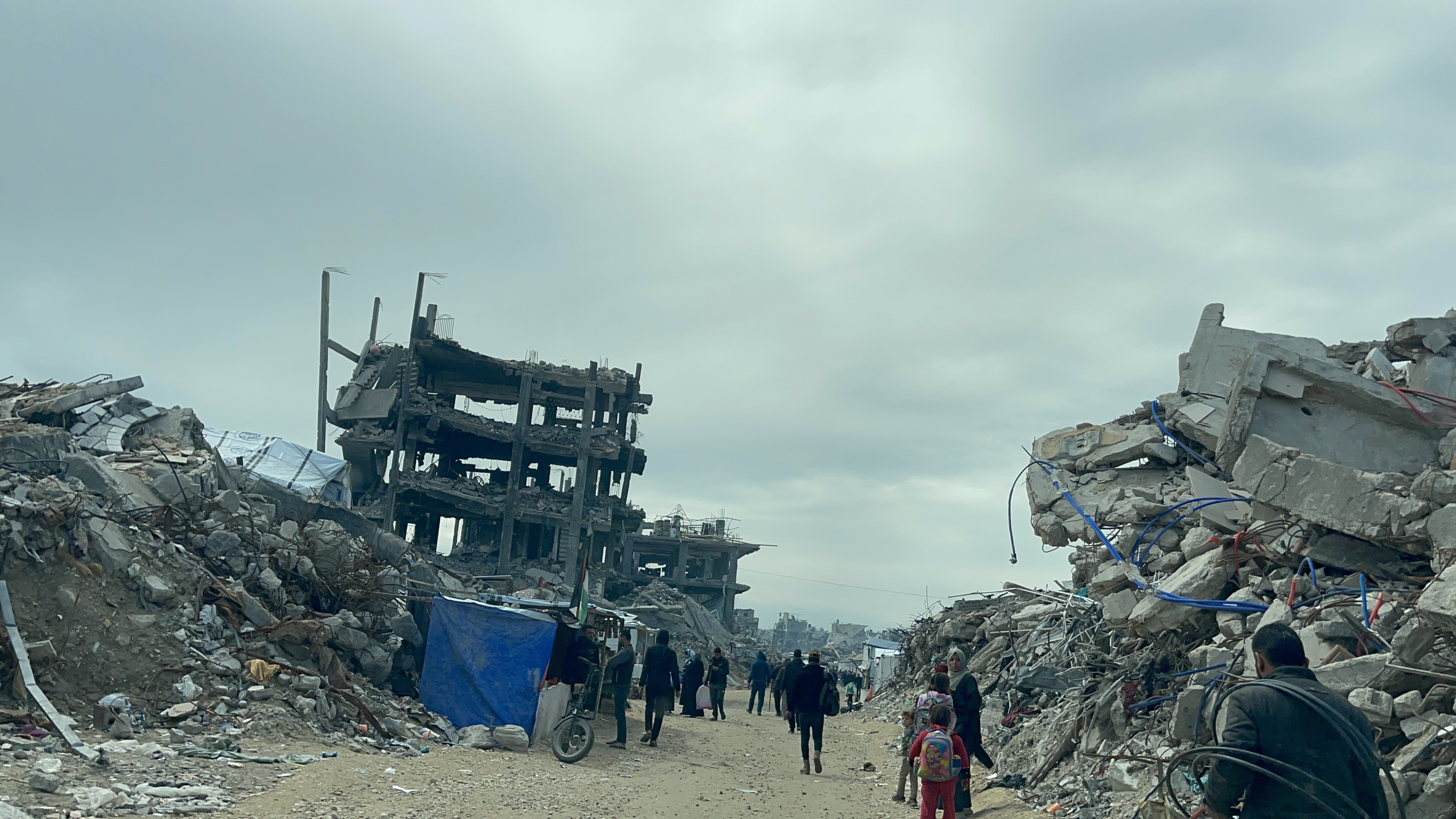
Una calle destruida en el norte de Gaza fotografiada después del asedio durante la fase inicial del alto el fuego de la guerra de Gaza de 2025

El 8 de noviembre de 2023, el relator especial de las Naciones Unidas para el derecho a una vivienda adecuada, Balakrishnan Rajagopal, recordó que «llevar a cabo hostilidades sabiendo que destruirán o dañarán sistemáticamente viviendas o infraestructuras civiles, haciendo que una ciudad entera —como la ciudad de Gaza— resulte inhabitable para los civiles es un crimen de guerra», a lo cual añadió que «dichos actos equivalen a crímenes de guerra y, cuando están dirigidos contra la población civil, pueden también equivaler a crímenes contra la humanidad». Para aquel entonces, en tan solo un mes de guerra, los bombardeos israelíes habían destruido o dañado parcialmente el 45 % de todas las viviendas de la Franja de Gaza. Una investigación de The Guardian desveló que, tan solo en las localidades de Beit Hanun, al-Zahra y Jan Yunis, Israel había destruido más de 250 edificios residenciales, diecisiete escuelas y universidades, dieciséis mezquitas, tres hospitales, tres cementerios y 150 invernaderos. El 6 de octubre de 2024, el servicio de imágenes por satélite de la ONU informó de que Israel había destruido o dañado gravemente el 66% de los edificios de la Franja, sobre todo en la zona norte de esta región. En concreto, el análisis de la ONU cifró en 52.564 los edificios completamente destruidos y en 163.778 los edificios gravemente dañados. Algunos barrios de la capital, como Zeitún, habían sido completamente arrasados.
Aunque la mayor parte de esta destrucción proviene de bombardeos de la aviación israelí, varios estudios han descubierto que el ejército israelí ha estado dinamitando o quemando viviendas deliberadamente desde noviembre de 2023. Un estudio de The New York Times informó el 31 de enero de 2024 de que las demoliciones controladas estaban suponiendo la destrucción de barrios enteros en las ciudades gazatíes. Este diario documentó al menos 33 demoliciones que destruyeron cientos de edificios, incluidas mezquitas, escuelas y secciones completas de barrios residenciales. En la ciudad de Gaza se documentaron las voladuras de dos barrios residenciales, un complejo vacacional, al menos cinco bloques de apartamentos, y más de una docena de edificios en torno a la Plaza Palestina. En la localidad de Al-Qarara, el ejército israelí voló dos conjuntos de viviendas rurales y una mezquita. En la localidad fronteriza de Khuza'a, las demoliciones destruyeron al menos tres grupos de edificios residenciales que sumaban cerca de 200 viviendas. En Beit Lahia, el ejército israelí demolió una escuela, y en Jabalia fue demolida la mezquita al-Noor. En Beit Hanun, los edificios demolidos fueron dos escuelas de la ONU y una serie de viviendas. En Bani Suheila fueron tres conjuntos de edificios residenciales y dos mezquitas los demolidos por el ejército israelí. En Juhor ad-Dik, las tropas israelíes demolieron una escuela de la ONU, mientras que en al-Zahra demolieron la Universidad Israa y el Palacio de Justicia de Gaza. Múltiples edificios fueron volados en al-Musaddar. En al-Mughraqa, el ejército israelí colocó cargas y demolió el campus de la universidad Al-Azhar. Dos días después de la muerte de 21 soldados durante una de estas demoliciones, soldados israelíes se grabaron demoliendo 21 viviendas en Bani Suheila en su honor. Preguntado por el diario, un portavoz del ejército argumentó que Israel pretendía demoler los edificios cercanos a la frontera para establecer una zona de exclusión que dificultase los ataques de Hamás, si bien la mayoría de estas demoliciones tuvieron lugar lejos de la frontera. Algunos expertos declararon al diario que estas demoliciones podrían constituir un crimen de guerra.
El diario israelí Haaretz desveló el 1 de febrero de 2024 que los soldados israelíes, siguiendo órdenes de sus comandantes, estaban quemando hasta los cimientos cientos de viviendas para evitar que los palestinos desplazados pudieran volver a ellas al finalizar el conflicto. El ejército israelí respondió a este diario que estaban quemando los edificios siguiendo medios «aprobados», en una práctica cada vez más habitual conforme avanza la guerra. Según Haaretz, desde enero los soldados han estado prendiendo fuego a casas de civiles no involucrados en el conflicto, algo que según señala está prohibido por el derecho internacional.
La destrucción sistemática de viviendas, barrios y ciudades palestinas continuó a lo largo de toda la guerra. En julio de 2025, un estudio de BBC Verify descubrió que Israel había demolido miles de edificios por toda la Franja en apenas cuatro meses, desde que rompiese unilateralmente el alto el fuego. Las demoliciones controladas llevadas a cabo por el ejército israelí afectaban tanto a edificios dañados como a otros intactos hasta ese momento, e incluían bloques de pisos y escuelas. Por ejemplo, la ciudad sureña de Rafah ha sido en gran parte arrasada por explosiones controladas, excavadoras y buldóceres. El barrio de Tell al-Sultán, uno de los más activos de la ciudad, ha sido borrado por completo del mapa. Algo parecido ha ocurrido en el barrio saudí, en el que se encontraba la mayor mezquita de Rafah. También la localidad de Khuza'a, hogar de unas 11.000 personas antes de la guerra, ha sido arrasada por completo, y el propio ejército israelí reconoce haber destruido 1200 edificios tan solo en esto pequeño pueblo. La vecina Abasan al-Kabira, en la que vivían unas 27.000 personas al inicio de la guerra, ha sido demolida prácticamente por completo. Todos los edificios de Qizan Abu Rashwan han sido demolidos desde el fin de la tregua a comienzos de 2025. El campamento de Jabalia también ha sido sistemáticamente arrasado con cargas explosivas y excavadoras, hasta el punto de que ya apenas quedan edificios en pie.
Un informe del Servicio de Acción contra las Minas de la ONU (Unmas) calculó en julio de 2024 que la guerra había dejado para finales de abril más de 37 millones de toneladas de escombros en zonas densamente pobladas, y que su eliminación, dado que entre ellas habían numerosas bombas israelíes sin explotar, podría tardar catorce años. Otro informe de la ONU calculó que para sacar todos los escombros de la Franja de Gaza haría falta una flota de cien camiones sacando escombros ininterrumpidamente durante quince años, en una operación que costaría entre 500 y 600 millones de dólares. Para depositarla harían falta enormes vertederos de un tamaño aproximado de entre 250 y 500 hectáreas, dependiendo de cuantos de estos escombros pudieran ser reciclados. El Programa de Desarrollo de las Naciones Unidas calcula que, en el escenario más optimista, la Franja de Gaza no podría llegar a reconstruirse hasta el año 2040, con un coste de unos 40 000 millones de dólares.

### Bajas civiles
Un informe de The New York Times a finales de 2024 justificó el elevado número de víctimas civiles palestinas en una serie de medidas adoptadas por el ejército israelí a comienzos de la guerra, que incluyeron elevar el número de víctimas civiles permitidas en un ataque; aumentar la lista de objetivos a miembros de bajo nivel de Hamás o incluso periodistas o enfermeros asociados a este grupo; eliminar los límites máximos de civiles muertos por día; realizar ataques con tanta velocidad que no se pudieron analizar los objetivos adecuadamente; usar un sistema de cálculo de víctimas demasiado simplista, usar bombas enormes e imprecisas; utilizar la inteligencia artificial para elegir los objetivos; retrasar algunos ataques demasiado tiempo, basándose finalmente en información imprecisa o desactualizada; prescindir de análisis posteriores sobre la efectividad de los ataques y no detener y juzgar a los soldados y oficiales responsables de ataques con numerosas muertes civiles. Todo esto hizo que los oficiales israelíes tuviesen en esta guerra una libertad sin precedentes a la hora de poner acabar con la vida de decenas de miles de civiles.
Uno de los aspectos más importantes de esta nueva regulación militar puesta en vigor el 7 de octubre de 2023 fue la posibilidad de seleccionar como objetivos a miembros de Hamás de bajo rango, a diferencia de guerras anteriores, en las que solo los altos cargos habían sido considerados suficientemente importantes como parar poner en riesgo las vidas de los civiles que los rodeaban. Entre los objetivos se procedió a incluir a enfermeros y médicos del servicio de emergencias de Hamás; a ministros, alcaldes y concejales vinculados con este partido político palestino; a periodistas de medios de comunicación vinculados con la organización islamista; financieros que cambiaban dólares a séquels, acusados de ayudar económicamente a Hamás, y a simples policías o guardias de seguridad que escoltaban convoyes de ayuda humanitaria. Además, Israel aumentó el umbral permisible de víctimas civiles en un ataque de cinco o diez en conflictos anteriores a veinte como base y a incluso cien civiles en algunos casos concretos, un umbral ciertamente extraordinario para un ejército occidental moderno. Por ejemplo, para matar a Shaldan al-Najjar, un oficial de la Yihad Islámica palestina, el ejército israelí bombardeó la casa de su familia y mató a veinte de sus miembros, incluido un bebé de dos meses. El ataque que mató a Ibrahim Biari, un comandante de Hamás, acabó también con las vidas de 125 personas más.
Ambas decisiones llevaron a una de las más violentas campañas de bombardeos de la historia moderna, con más de 30.000 proyectiles lanzados en las primeras siete semanas de guerra. Esto hizo que los objetivos que los servicios secretos israelíes tenían localizados antes de la guerra se terminaran pronto, por lo que tuvieron que basarse en un sistema de detección de objetivos asistido por la inteligencia artificial que no había sido probado previamente, y lo hicieron a gran escala. Uno de los principales datos sobre los que se basaba el asesoramiento de posibles víctimas civiles era el uso de teléfonos móviles en una determinada zona; sin embargo, cuando el ejército israelí bloqueó las telecomunicaciones de la Franja y destruyó las redes eléctricas con las que se cargaban los teléfonos móviles, este dato dejó de ser fiable, arrojando muchas menos personas presentes en una zona de las que realmente había. En otras ocasiones, el tiempo transcurrido entre la recolección de una determinada información y el ataque consiguiente fue también un gran fallo del sistema de inteligencia israelí. Por ejemplo, siete horas pasaron entre la decisión de matar a un financiero de la Yihad Islámica y el propio ataque, en el que murieron dos mujeres pero no este objetivo, pues se había marchado del lugar horas antes. Para destruir la entrada de un túnel a las afueras de Gaza, la aviación israelí lanzó una bomba que destruyó la casa de la familia Malaka, en la que creía que vivían dieciséis personas, aunque en realidad había 52, de las que solo diez sobrevivieron. Además, las autoridades militares israelíes rara vez contabilizaban las víctimas civiles causadas por un bombardeo, dejando así de comprobar la efectividad de los sistemas de información utilizados.
El uso de municiones de gran tonelaje fue otras de las causas del enorme número de bajas civiles causadas por el ejército israelí. Incluso cuando podrían haber alcanzado a un objetivo con proyectiles de precisión, se recurrió a bombas JDAM 900 kilos que ocasionaban un extenso daño en todo el vecindario sobre el que caían, aumentando exponencialmente el número de víctimas civiles. De hecho, el 90% de las bombas lanzadas por Israel en las primeras dos semanas de guerra fueron de gran tonelaje. Por ejemplo, la aviación israelí usó bombas de 450 kilos para demoler dos edificios residenciales por completo cuando podía haber alcanzado su objetivo con bombas de precisión que habrían causado mucho menos daños. Además, a diferencia de conflictos anteriores, la aviación israelí dejó de utilizar el procedimiento conocido como "toque en el tejado", con el que atacaba con un arma relativamente inofensiva el tejado de un edificio para avisar a sus habitantes de un ataque más poderoso minutos después, permitiéndoles desalojarlo a tiempo. Por todo esto, durante las primeras tres semanas de guerra se documentaron 136 ataques israelíes con quince o más víctimas mortales, con una ratio de muertes civiles cinco veces más grande que en cualquier otro conflicto en la última década.